# Melilla
Melilla es una ciudad autónoma española situada en el norte de África, a orillas del mar Mediterráneo en la frontera norte con Marruecos. Enclavada en el corazón de la región del Rif, alberga una población de 85 493 habitantes (INE 2023) y presenta diversas particularidades fruto de su posición geográfica y de su historia, tanto en la composición de su población, como en su actividad económica y en su cultura, resultado de la convivencia de cristianos, musulmanes y judíos desde el siglo XIX.
Se extiende sobre unos 12 km² de superficie en la parte oriental del cabo de Tres Forcas. Limita por mar con el mar de Alborán (al este) y con Marruecos por tierra, concretamente con las comunas de Mariguari y Farjana al norte y el oeste y con la ciudad de Beni Enzar al sur. También está incluida en la zona geográfica natural de Guelaya.
Cuenta con una fortaleza, Melilla La Vieja, construida entre los siglos XVI y XVIII, dotada de almacenes, aljibes, baluartes, fosos, fuertes, cuevas, minas, capillas (una de ellas, la única obra religiosa gótica de África) y hospitales, que hacen de ella la más completa de esta orilla del Mediterráneo, aparte de los fuertes exteriores neomedievales, construidos durante el siglo XIX. El patrimonio arquitectónico de la ciudad, situado en el llamado Ensanche de Melilla, está considerado como uno de los mejores exponentes del estilo modernista español de principios del  XX.

## Etimología
El primer nombre conocido de la ciudad de Melilla fue Russadir o Rusaddir, como colonia fenicia tiria en el siglo VII a. C. Esta denominación perduró durante las épocas cartaginesa y romana hasta el siglo VII d. C. El nombre de Melilla tiene una etimología incierta. Una posibilidad es que el nombre de Melilla provenga del latín Mellitus o griego Melita, por la acuñación de monedas en el siglo I a. C. en época fenicia con abejas entre espigas y la inscripción púnica del fenicio Russadir, y que esta denominación hubiera perdurado en tiempos del desarrollo comercial marítimo de la época de la provincia romana de la mauritania tingitana. En el siglo IX el geógrafo Yaqubi menciona la población de Malila y en el siglo XIII los Almohades fortifican la población de Maliliyya. El vocablo utilizado por los rifeños autóctonos de la zona es Mritch, que viene de la raíz etimológica de la lengua bereber tamazight Tamlilt, que significa literalmente ‘La Blanca’, en referencia a la piedra caliza de color blanco sobre la que se asienta Melilla.

## Símbolos
La ciudad usa como escudo heráldico las armas de la casa de Medina Sidonia en virtud de un real decreto de Alfonso XIII en 1913. El blasón que define el escudo de Melilla es el siguiente:

El escudo oficial de la ciudad es el de la Casa de Medina Sidonia. Tiene Corona Ducal que señorea Guzmán el Bueno en actitud de lanza un puñal desde el castillo de Tarifa. Lo sostienen las columnas del estrecho de Hércules, con la inscripción Non Plus Ultra. Incluye, asimismo, armas sobre campo de azur, dos calderas jaqueladas en oro y gules, gringoladas de siete serpientes en sinople, puestas al palo, bordadura de las Armas Reales de León y Castilla, de nueve piezas de gules, con castillos de oro, alternadas, con nueve piezas de plata con leones de gules. También lleva divisa en su parte superior, detrás del castillo de Tarifa, una cinta alada con la leyenda Praefere Patriam Liberis Parentem Decet (Conviene anteponer la Patria a la familia), y al pie del Escudo, pero fuera de él, un dragón en sinople.
Boletín Oficial de la Ciudad de Melilla n.º 4385 de 27 de marzo de 2007, p. 1167.

La bandera que emplea la ciudad autónoma consiste en el escudo heráldico cargado en el centro de un paño azul celeste. Ostenta los títulos de Muy Valerosa y Humanitaria, otorgados por el rey Alfonso XIII mediante Real Decreto del 11 de marzo de 1913 por la ayuda de la población en las campañas de 1893, 1909 y 1911 Muy Caritativa por el mismo rey el 9 de febrero de 1929 por el socorro a las víctimas de la explosión del polvorín del fuerte de Cabrerizas Bajas y el de Adelantada del Movimiento Nacional por Francisco Franco el de marzo de 1962, por ser la ciudad en la que se inició la Guerra Civil, último título no eliminado y sin uso por parte de la ciudad, que recuerda al no reconocido de Adelantada de España en África, de los Reyes Católicos, por su papel de puesto avanzado para la defensa de la costa andaluza frente a los piratas berberiscos.
Sus patrones son Nuestra Señora de la Victoria y San Francisco de Asís.

## Geografía
Se sitúa al noroeste del continente africano, bañada por el mar de Alborán y frente a las costas de Almería. Se encuentra dispuesta en un amplio semicírculo en torno a las playas y el puerto, en la cara oriental de la península de cabo de Tres Forcas, a los pies del monte Gurugú y en la desembocadura del río de Oro, a dos metros de altitud sobre el nivel del mar. El núcleo urbano originario era una fortaleza construida sobre un montículo peninsular de unos 30 m de altura.

### Clima

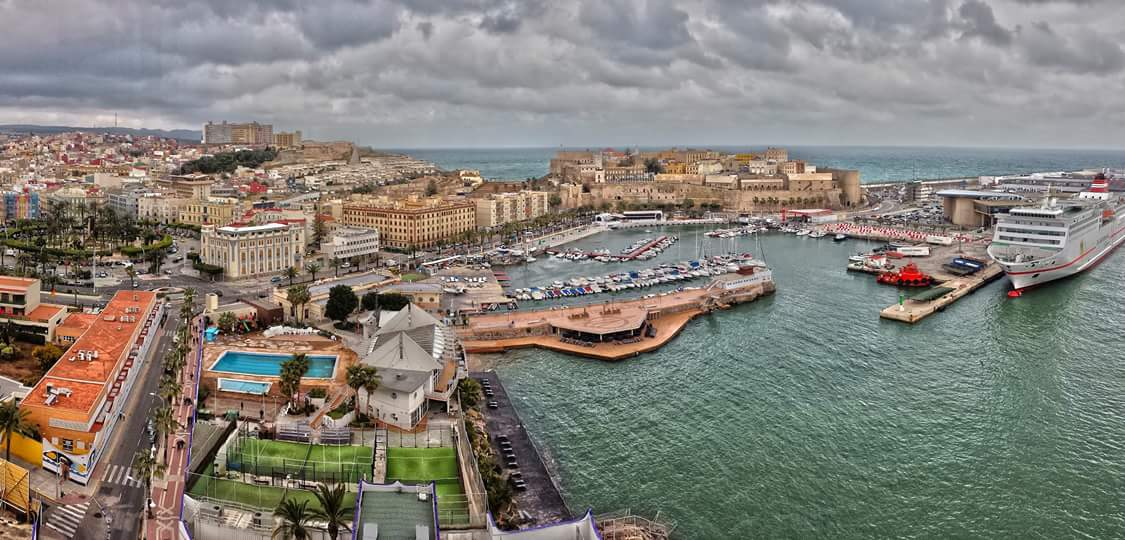
Melilla La Vieja y el puerto

El clima de Melilla es un clima mediterráneo de tipo Csa de acuerdo a la clasificación climática de Köppen, si bien en el periodo 1981-2010 está cerca del límite entre los climas semiáridos y no semiáridos. Se trata de un clima templado, con vientos de poniente y levante, también ocasionalmente viento del Sáhara. La temperatura media anual ronda los 19 °C. Los inviernos son suaves con una media algo por encima de los 13 °C en enero y los veranos son cálidos con una media en el mes de agosto de unos 26 °C. En agosto, el mes más caluroso del verano, las máximas medias quedan algo por debajo de los 30 °C, pero las mínimas son superiores a los 22 °C. La precipitación anual se sitúa ligeramente por debajo de los 400 mm. Las lluvias más intensas se concentran en los meses de invierno, primavera y otoño, mientras que el verano es una estación muy seca, con una media en julio que apenas roza la cifra de 1 mm de precipitación. Las horas de sol anuales son muy elevadas, unas 2600 horas.
| Parámetros climáticos promedio de Observatorio de Aeropuerto de Melilla (52 m s. n. m.) (Periodo de referencia: 1991-2020, extremos: 1948-presente) | Parámetros climáticos promedio de Observatorio de Aeropuerto de Melilla (52 m s. n. m.) (Periodo de referencia: 1991-2020, extremos: 1948-presente) | Parámetros climáticos promedio de Observatorio de Aeropuerto de Melilla (52 m s. n. m.) (Periodo de referencia: 1991-2020, extremos: 1948-presente) | Parámetros climáticos promedio de Observatorio de Aeropuerto de Melilla (52 m s. n. m.) (Periodo de referencia: 1991-2020, extremos: 1948-presente) | Parámetros climáticos promedio de Observatorio de Aeropuerto de Melilla (52 m s. n. m.) (Periodo de referencia: 1991-2020, extremos: 1948-presente) | Parámetros climáticos promedio de Observatorio de Aeropuerto de Melilla (52 m s. n. m.) (Periodo de referencia: 1991-2020, extremos: 1948-presente) | Parámetros climáticos promedio de Observatorio de Aeropuerto de Melilla (52 m s. n. m.) (Periodo de referencia: 1991-2020, extremos: 1948-presente) | Parámetros climáticos promedio de Observatorio de Aeropuerto de Melilla (52 m s. n. m.) (Periodo de referencia: 1991-2020, extremos: 1948-presente) | Parámetros climáticos promedio de Observatorio de Aeropuerto de Melilla (52 m s. n. m.) (Periodo de referencia: 1991-2020, extremos: 1948-presente) | Parámetros climáticos promedio de Observatorio de Aeropuerto de Melilla (52 m s. n. m.) (Periodo de referencia: 1991-2020, extremos: 1948-presente) | Parámetros climáticos promedio de Observatorio de Aeropuerto de Melilla (52 m s. n. m.) (Periodo de referencia: 1991-2020, extremos: 1948-presente) | Parámetros climáticos promedio de Observatorio de Aeropuerto de Melilla (52 m s. n. m.) (Periodo de referencia: 1991-2020, extremos: 1948-presente) | Parámetros climáticos promedio de Observatorio de Aeropuerto de Melilla (52 m s. n. m.) (Periodo de referencia: 1991-2020, extremos: 1948-presente) | Parámetros climáticos promedio de Observatorio de Aeropuerto de Melilla (52 m s. n. m.) (Periodo de referencia: 1991-2020, extremos: 1948-presente) |
| Mes | Ene. | Feb. | Mar. | Abr. | May. | Jun. | Jul. | Ago. | Sep. | Oct. | Nov. | Dic. | Anual |
| --- | --- | --- | --- | --- | --- | --- | --- | --- | --- | --- | --- | --- | --- |
| Temp. máx. abs. (°C) | 27.6 | 34.2 | 29.6 | 31.7 | 33.0 | 37.0 | 41.8 | 39.9 | 36.0 | 36.8 | 34.0 | 30.6 | 41.8 |
| Temp. máx. media (°C) | 16.9 | 17.1 | 18.5 | 20.2 | 22.9 | 26.0 | 29.0 | 29.6 | 27.0 | 23.8 | 20.2 | 17.8 | 22.4 |
| Temp. media (°C) | 13.5 | 13.9 | 15.2 | 16.9 | 19.6 | 22.7 | 25.6 | 26.3 | 23.8 | 20.6 | 16.9 | 14.6 | 19.1 |
| Temp. mín. media (°C) | 10.2 | 10.7 | 12.0 | 13.5 | 16.2 | 19.4 | 22.1 | 23.0 | 20.6 | 17.4 | 13.7 | 11.3 | 15.8 |
| Temp. mín. abs. (°C) | 0.4 | 2.8 | 3.4 | 6.0 | 9.4 | 12.4 | 16.0 | 14.6 | 13.6 | 9.4 | 5.0 | 3.9 | 0.4 |
| Precipitación total (mm) | 55.4 | 48.1 | 43.0 | 35.1 | 16.1 | 7.0 | 0.5 | 4.4 | 18.5 | 40.8 | 53.0 | 49.4 | 371.3 |
| Días de precipitaciones (≥ 1 mm) | 6.1 | 4.9 | 4.8 | 4.4 | 2.3 | 0.6 | 0.2 | 0.8 | 2.5 | 4.4 | 5.6 | 5.5 | 42.0 |
| Días de nevadas (≥ 0.01 mm) | 0.1 | 0.0 | 0.0 | 0.0 | 0.0 | 0.0 | 0.0 | 0.0 | 0.0 | 0.0 | 0.0 | 0.0 | 0.1 |
| Horas de sol | 189 | 184 | 205 | 225 | 270 | 297 | 304 | 279 | 219 | 205 | 183 | 177 | 2740 |
| Humedad relativa (%) | 72 | 72 | 72 | 69 | 67 | 67 | 65 | 69 | 73 | 75 | 74 | 74 | 71 |
| Fuente: Agencia Estatal de Meteorología | | | | | | | | | | | | | |

### Espacios naturales protegidos

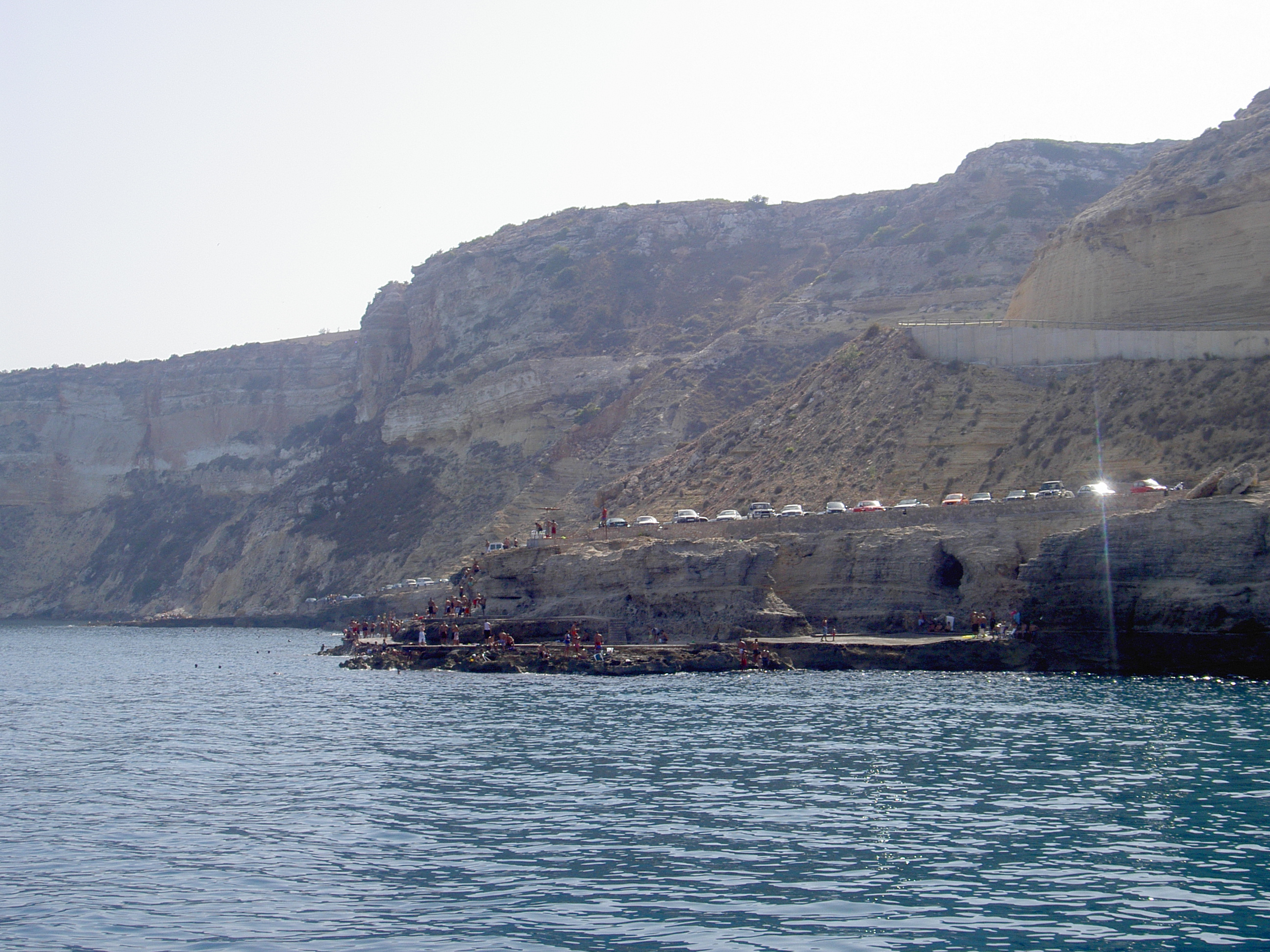
Cortados de Aguadú

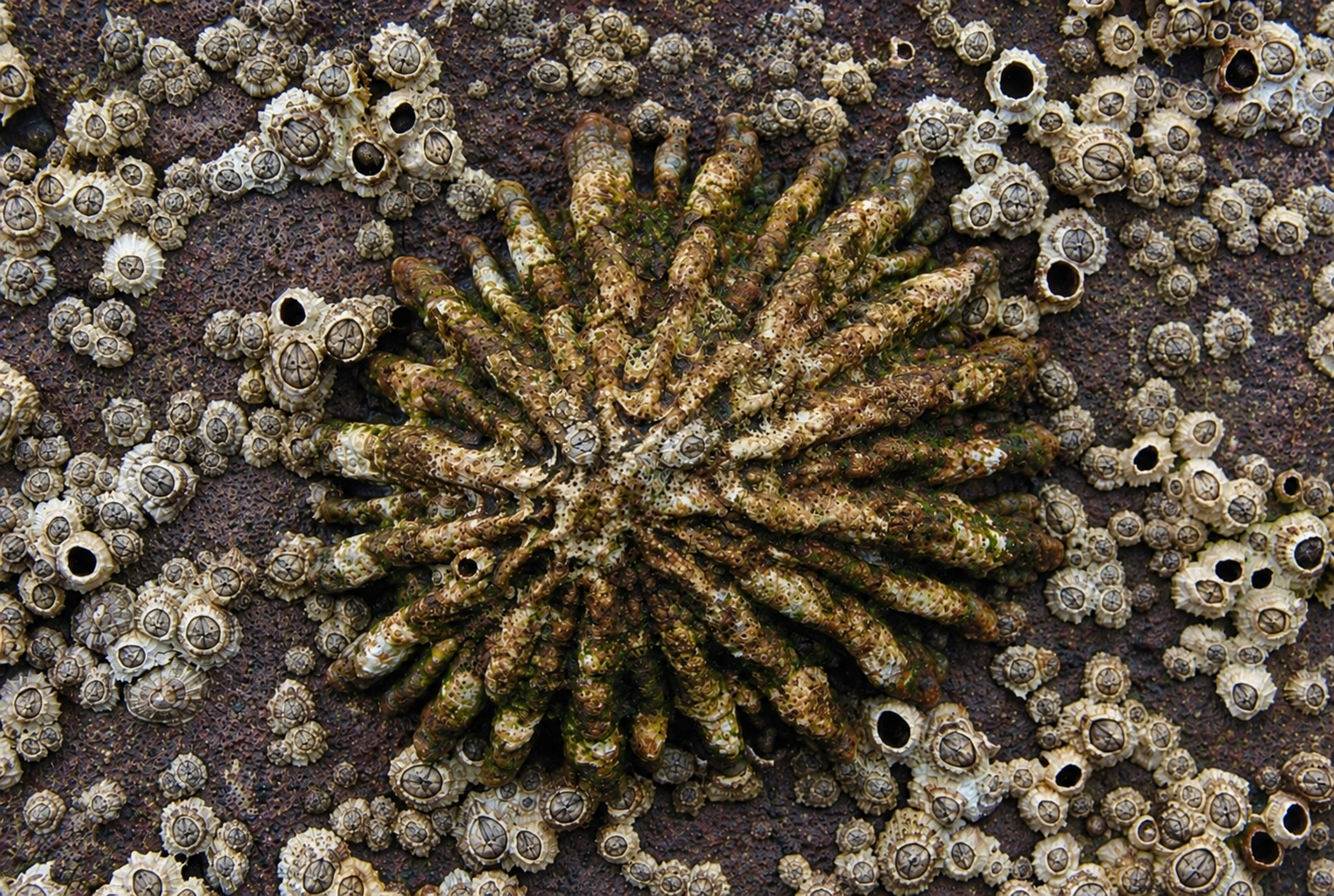
Lapa herrumbrosa, especie en peligro de extinción

La ciudad de Melilla cuenta con dos espacios protegidos como LICs (Lugares de Importancia Comunitaria) dentro de la Red Natura 2000:
- El barranco del Nano. Preservado por su carácter de zona militar, destaca como hábitat del araar (Tetraclinis articulata), una conífera propia de los bosques del Atlas y la presencia de la jarilla cabeza de gato (Helianthemum caput-felis) o la jara de Cartagena (Cistus heterophyllus). Entre las especies animales, algunas veces es posible contar con la presencia del chacal dorado (Canis aureus) procedente del lado marroquí y es frecuente encontrar reptiles como la tortuga mora (Testudo graeca) y el camaleón común (Chamaeleo chamaeleon),[18][19]
- Los cortados de Aguadú. Espacio marítimo terrestre en el que se incluyen tanto acantilados como las playas y fondos marinos, todos especialmente ricos en diversidad de especies de plantas y animales. Destacan las colonias de aves nidificantes sobre los acantilados, como las de gaviota de Audouin (Larus audouinii). En los fondos marinos es muy notable la presencia de lapa herrumbrosa (Patella ferruginea), una especie de molusco declarado en peligro de extinción y que aquí se encuentra en abundancia. A partir de los 15 o 20 m de profundidad se encuentran algunos de los mejores fondos coralinos mediterráneos de España. Y en la plataforma terrestre son abundantes varias especies de artrópodos y moluscos terrestres endémicos de la zona.[20]

### Playas
La ciudad cuenta con las playas de Aguadú, de Horcas Coloradas, de la Alcazaba, de los Galápagos, de Trápana, de San Lorenzo, de los Cárabos, del Hipódromo y de la Hípica.

## Historia

### Edad Antigua
La ciudad de Melilla remonta su historia al establecimiento en el siglo VII a. C.[cita requerida] de comerciantes fenicios que aprovecharon su situación cercana al estrecho de Gibraltar y las rutas comerciales del Mediterráneo occidental para prosperar, y alcanzaron su esplendor hacia el siglo II a. C. Con la decadencia púnica, Rusadir formará parte del reino de Mauretania, que sería incorporado a la provincia romana de Mauritania Tingitana en el año 42 d. C.

### Edad Media
Con la llegada de los musulmanes a partir del 680, la península de Guelaya es obviada para continuar la conquista de la antigua Hispania, al cruzar el estrecho Tariq en el 711 y continuarían los musulmanes hasta el 732 en la antigua Hispania Septimana; pero una guerra entre las ciudades de Fez y Tremecén hará que la población de Rusadir abandone las ya ruinas melillenses.
Así, el territorio permaneció abandonado hasta que en el 927 Melila fue tomada por una flota mandada desde Málaga por el califa Abderramán III. En el siglo XI la taifa de Melilla se constituyó tras la disgregación del Califato de Córdoba. Se trataba de una ciudad amurallada, con la medina se ubicaba en el cerro del Cubo, hallazgos de una necrópolis en el cerro San Cristóbal y huertas extramuros. Los restos arqueológicos de la época de Al-Ándalus son escasos por la superposición de fortificaciones en siglos sucesivos.

### Edad Moderna

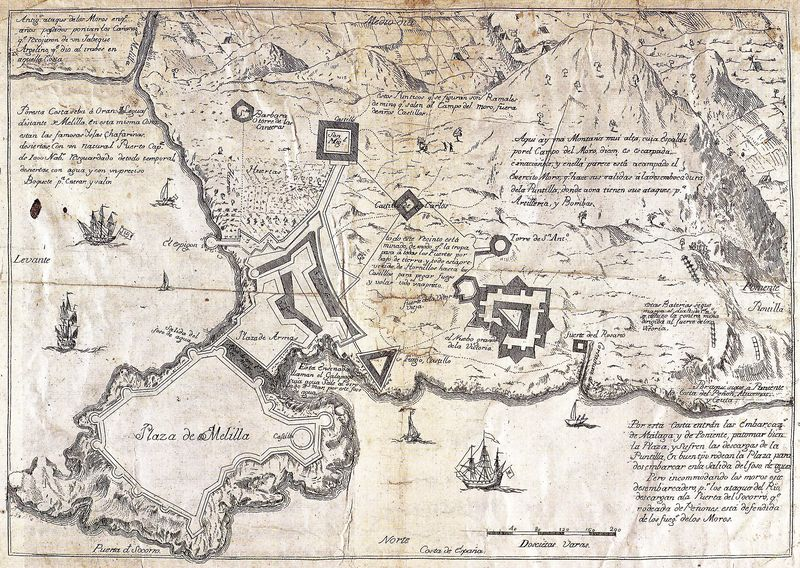
Melilla y sus fortalezas como Fuerte de Victoria Grande, Castillo de San Carlos o Fuerte del Rosario, en la segunda mitad del

La expansión de portugueses y castellanos en el norte del Reino de Fez durante el siglo XV culminó con la toma de Melilla por Pedro de Estopiñán en 1497 en una expedición iniciada por el Juan Alonso Pérez de Guzmán, duque de Medina Sidonia, incorporándose la plaza de Melilla a la jurisdicción realenga de la Corona de Castilla.
En 1767 se firmó el Tratado de Paz y Comercio con Marruecos, firmado por Jorge Juan como embajador extraordinario en Marruecos y el embajador marroquí del sultán Mohammed III Hamed El Gazel. Pese a lo firmado, en 1774 se produjo el sitio de Melilla por parte del sultán Mohamed ben Abdallah que pretendía, con apoyo inglés, la toma de las plazas cristianas del norte de África. La ciudad fue defendida por el mariscal de campo Juan Sherlock. En 1780 se firmó el Tratado de Aranjuez que aseguraba el libre comercio en los puertos de España y Marruecos.

### Edad Contemporánea

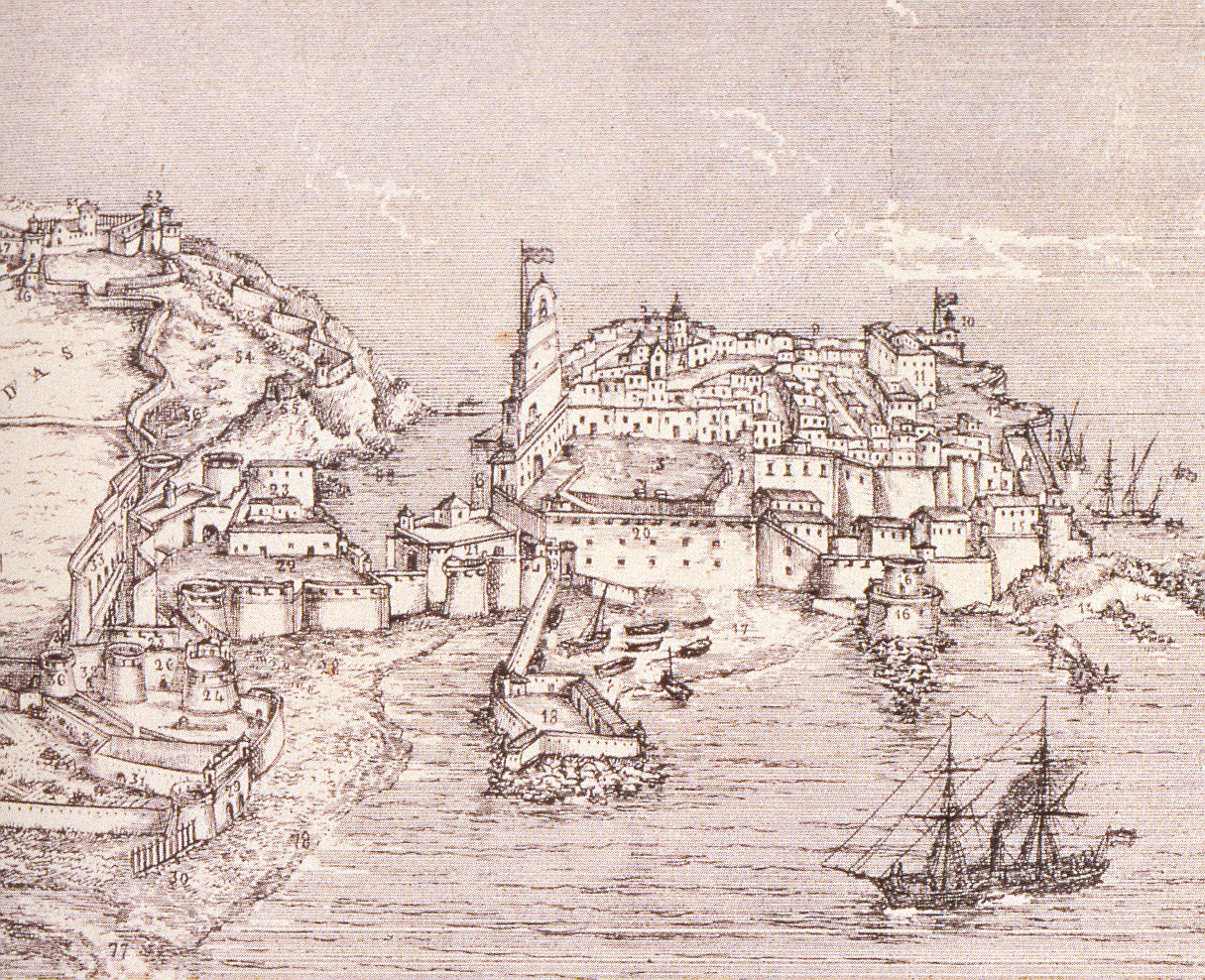
Recintos fortificados de Melilla la Vieja en 1849

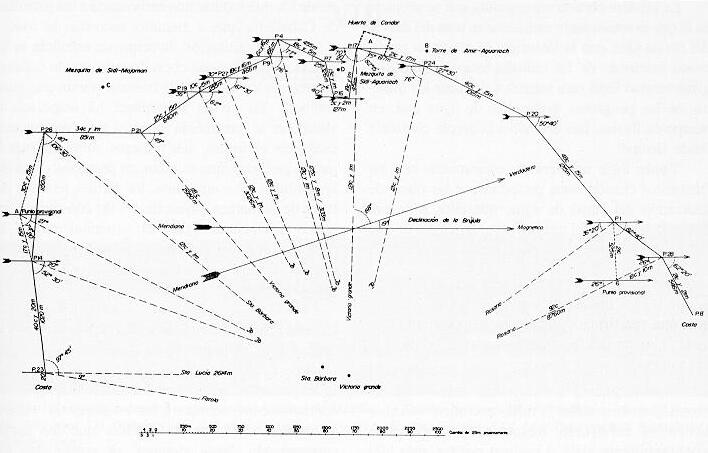
Perímetro de Melilla fijado en el Tratado de Wad-Ras tras la guerra de África

En 1860 con el Tratado de Wad-Ras que puso fin a la guerra de África, firmado por la reina Isabel II de España y Mohámmed IV de Marruecos, se establecieron los límites fronterizos de la ciudad con Marruecos, trazados hasta donde alcanzaban los disparos del cañón de El Caminante, según lo estipulado en dicho tratado. En 1863 Ceuta, Melilla y Chafarinas fueron declarados puertos francos y en 1864 las autoridades españolas permitieron el asentamiento libre de personas en la ciudad.
Como parte de las relaciones internacionales de las potencias europeas de finales del siglo XIX y principios del XX en 1906 se produjo la Conferencia Internacional de Algeciras, por la que Francia estableció el Protectorado francés de Marruecos y España el Protectorado Español de Marruecos. Los intereses económicos y políticos produjeron primero en la guerra de Melilla (1909) y la guerra del Rif (1911-1926).

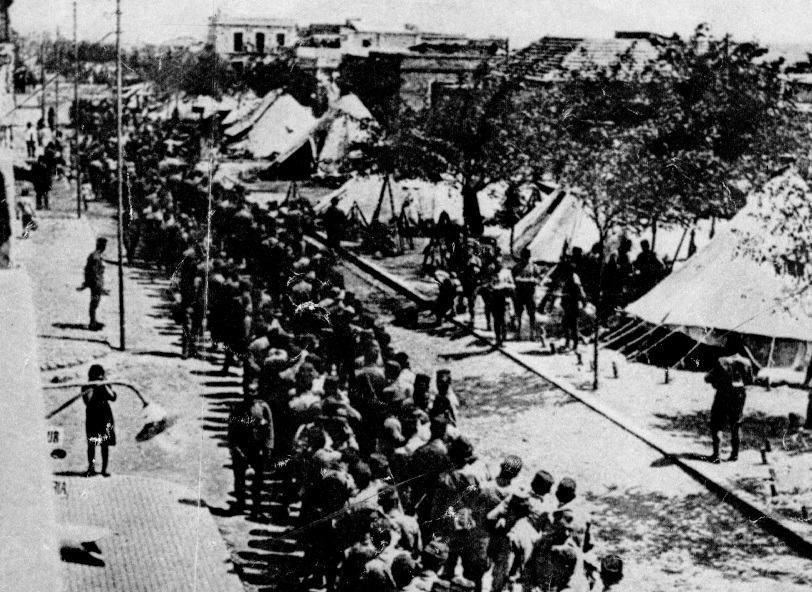
Campamentos militares de la guerra del Rif en el barrio del Real de ciudad en la década de 1920

El establecimiento del protectorado y la amplia dotación militar a consecuencia de la guerra de Margallo (1893-1894) tuvieron efectos muy positivos en la economía de la ciudad, que se convirtió en la capital económica de la parte oriental. La explotación de hierro de La Compañía Española de Minas del Rif, una de las pocas explotaciones mineras españolas de capital español, y de plomo de monte Afra, ambas en Beni Buifrur, propició la construcción del Ensanche Modernista de Melilla, de tal manera que Melilla es la segunda ciudad española en número de edificios modernistas, solo por detrás de Barcelona. La guerra del Rif, durante la cual se produjo el Desastre de Annual (1921), la mayor derrota militar de la historia de España, fue narrada por numerosos periodistas y cronistas de guerra desplazados a Melilla y por el diario El Telegrama del Rif.
Tras la larga y sangrienta guerra del Rif la guarnición militar del Protectorado Español de Marruecos era la más numerosa de España. La rebelión militar de Melilla del 17 de julio fue el primer movimiento del golpe de Estado de julio de 1936 , que inició la guerra civil española.
En 1953 el Conjunto Histórico de Melilla fue declarado Bien de Interés Cultural, el incluyendo la fortificación de Melilla La Vieja, el Ensanche Modernista y algunas zonas del barrio Industrial y del Real. España y Marruecos firmaron el 7 de abril de 1956 la Declaración Conjunta Hispano-Marroquí, que supuso el fin del Protectorado Español de Marruecos.
El Estatuto de Autonomía de Melilla fue promulgado por la Ley Orgánica 2/1995, del 13 de marzo. Hasta esa fecha Melilla, había sido un municipio de la provincia de Málaga. En 1998 se construyó la valla de Melilla como parte de la frontera entre España y Marruecos. En 2001 se produjo la supresión del Servicio Militar obligatorio, cuyo recuerdo conmemora la Estatua del Soldado de Reemplazo a la entrada del puerto de Melilla. En 2007 se inauguraron el Museo de Arqueología e Historia de Melilla y el Museo Etnográfico de las Culturas Amazig y Sefardí.
La llegada sin precedentes de inmigrantes ilegales a la UE, sobre todo después de 2015, han puesto de manifiesto las carencias en las políticas sobre fronteras e inmigración de la Unión Europea. En Melilla, el hecho más grave ocurrido hasta la fecha ha sido el incidente fronterizo de 2021 y el fenómeno relativamente nuevo de los menores extranjeros no acompañados.

## Demografía
Melilla cuenta con una población de 85 811 habitantes (INE 2024).
| Gráfica de evolución demográfica de Melilla entre 1877 y 2021                                                       |
| |
| Población de derecho según los censos de población del INE Población de hecho según los censos de población del INE |

En 2020 era la región de España con la tasa de natalidad más alta de España y la de menor edad media de España. Melilla es la ciudad n.º 27 de España en cuanto a densidad de población, situada entre Fuengirola y Coslada y la n.º 80 en población de España, situada entre Chiclana de la Frontera y Toledo.

### Inmigración
De acuerdo con el INE, en 2021 se contabilizaron 12 586 extranjeros en Melilla, de los que 11 371 son marroquíes. Además, de acuerdo con el Ministerio del Interior, los ciudadanos marroquíes pueden entrar en Melilla sin necesidad de visado siempre que no pernocten, tengan la Autorización F (Trabajadores Transfronterizos) o residan de manera demostrable en la zona de influencia de Nador y porten un documento de viaje válido. En 2020 se contabilizaban 5000 Trabajadores Transfronterizos en Melilla, que han sido perjudicados por el cierre de fronteras decretado por el Gobierno de Marruecos por la pandemia de Covid-19. El acceso a Melilla sin visado, cumpliendo los requisitos anteriores, para los residentes en Nador, ocasiona el colapso del sistema sanitario de Melilla, sobre todo de los servicios de urgencias del hospital comarcal. La población extranjera en Melilla, de acuerdo con el Consejo Económico y Social, supone el 12 % de la población, lo que la sitúa en el sexto lugar de España en porcentaje de población extranjera. por detrás de Cataluña, Castilla-La Mancha o Murcia. Esto se explica por el proceso de obtención de la nacionalidad española de 10 000 residentes en Melilla de nacionalidad marroquí llevada a cabo en 1986.

#### Inmigración irregular
Desde los años 1990, numerosos inmigrantes irregulares han llegado a Melilla para acceder a la UE, en una situación similar a la de Ceuta y Canarias. La presión migratoria en Melilla, por tratarse de una frontera entre los países de África y la Unión Europea es un asunto recurrente en los conflictos diplomáticos entre España y Marruecos. El incidente más grave ocurrido en este sentido fue el incidente fronterizo de 2021 y el fenómeno relativamente nuevo de los menores extranjeros no acompañados.

## Economía

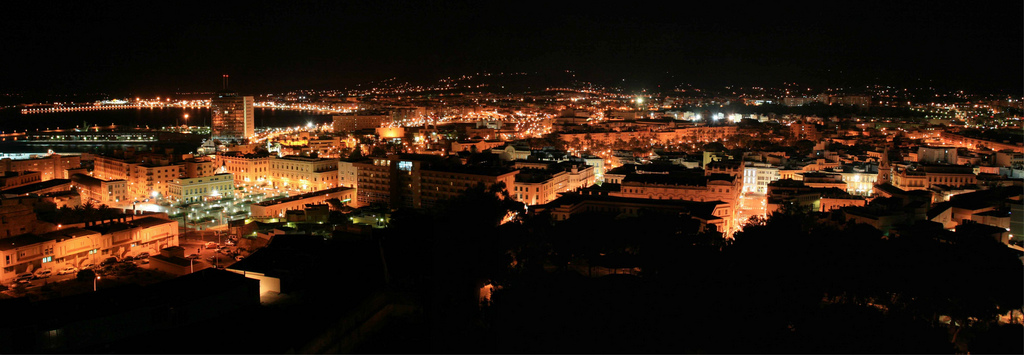
Perspectiva nocturna de Melilla desde el Parador Nacional de Turismo

De acuerdo con los datos de la Agencia Tributaria Melilla es la quinta región de España en renta bruta anual, situada entre Islas Baleares y Asturias, con 29 556 €, por encima de la media de España (2018). En cuanto a los datos del INE, su PIB per cápita de 18 482 € por habitante, situándose en penúltima posición por delante de Extremadura y por detrás de Andalucía. Esta situación se explica por el crecimiento de su población por encima de la media, un 32 % en el periodo 2000-2018. El sector económico que más riqueza y empleo genera es el sector servicios, que representa el 80 % de los 1564 millones de euros de PIB en 2018, y que ocupa al 32 % de la población (2021). En 2020 se produjo el cierre de la fronteras entre España y Marruecos, permitiéndose el tránsito únicamente para mercancías, por lo que se terminó el comercio atípico o contrabando realizado por porteadores marroquíes. Este cierre además afectó gravemente a unos 5000 Trabajadores Transfronterizos marroquíes.
Se trata de una región en la que las Administraciones Públicas, en especial el Ministerio de Defensa, representan un mayor peso dentro de su economía, un total del 47 %, circunstancia que comparte junto a Ceuta. En 2015 se inauguró un Centro Tecnológico, que pretende impulsar el desarrollo de las empresas TICs.
Con los datos de 2019 del Consejo Económico y Social, el 46 % de los perceptores de rentas mínimas de inserción en Melilla son extranjeros, solamente por delante de La Rioja. En cuanto a la tasa de paro, esta es de un 20,2 %, (2021), la tercera más alta de España por detrás de Andalucía y Ceuta.

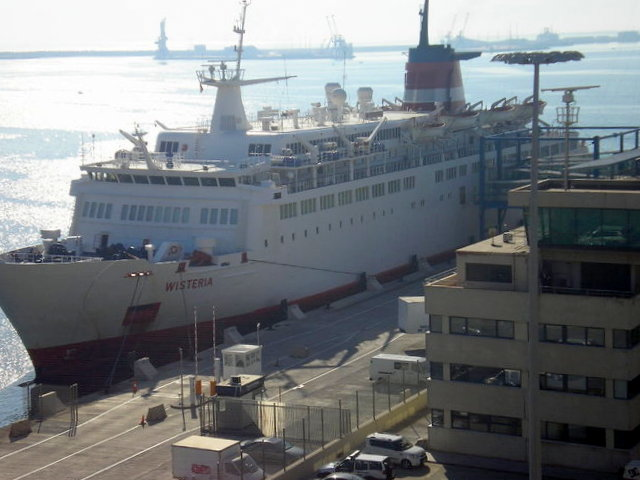
Transporte de pasajeros por el puerto de Melilla

Se trata de un territorio especial de la Unión Europea y un puerto franco, que goza de un estatus especial en IVA, PAC y PPC.

#### Puerto franco
Es puerto franco desde 1863, puerto franco o territorio franco. Pertenece al espacio Schengen pero no a la Unión Aduanera Europea, por lo tanto, las importaciones de mercancías no están sujetas a aranceles. Las importaciones de mercancías además en lugar del IVA de importación se devenga un impuesto indirecto propio llamado Impuesto a la Producción, Servicios e Importación, IPSI, además de gravámenes complementarios de hidrocarburos y tabaco que son sustitutos de los equivalentes impuestos sobre consumos específicos en el resto de España.

#### Régimen Fiscal Especial de Ceuta y Melilla
Los tipos de gravamen están cercanos a la mitad que el IVA europeo y la recaudación es realizada y administrada en el 100 % por la ciudad autónoma, financiando con ello un tercio de su presupuesto anual. Además, los residentes fiscales en Melilla, sean personas físicas o jurídicas, tienen bonificaciones en los impuestos impuestos estatales directos como IRPF o Impuesto de Sociedades e indirectos y locales del 50 % de la cuota íntegra. Además en 2018 el Ministerio de Hacienda rebajó para Melilla y Ceuta la fiscalidad a aplicar en las sociedades de apuestas en línea con residencia fiscal estas ciudades autónomas, de tal manera que la sociedad de mayor facturación en Melilla es Codere Online.

#### Evolución de la deuda viva

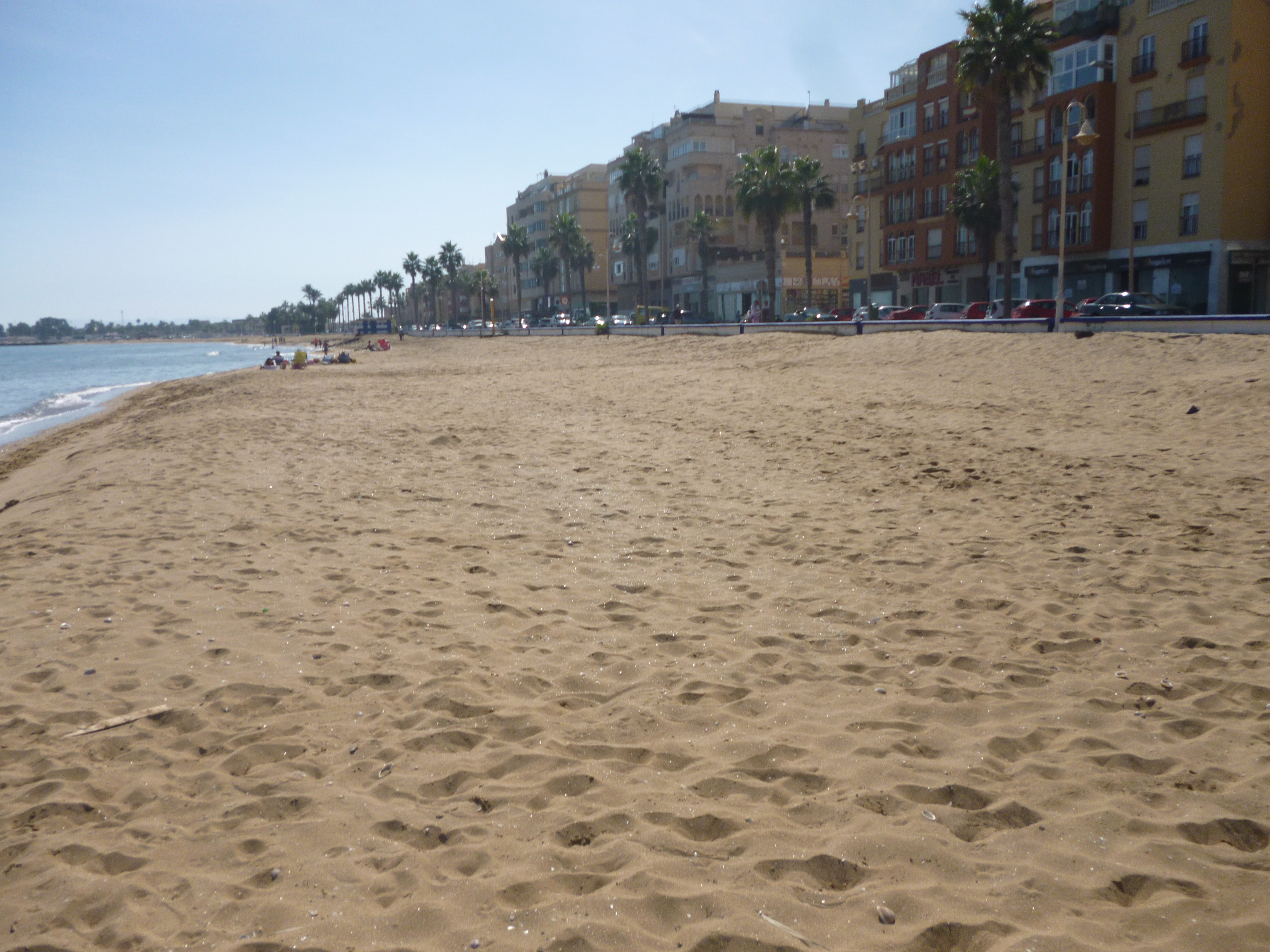
Playa del Hipódromo

El concepto de deuda viva contempla sólo las deudas con cajas y bancos relativas a créditos financieros, valores de renta fija y préstamos o créditos transferidos a terceros; se excluye, por tanto, la deuda comercial. La deuda viva municipal por habitante en 2014 ascendía a 1224,32 €.
| Gráfica de evolución de la deuda viva de la Asamblea entre 2008 y 2023                          |
|                                                                                                 |
| Deuda viva de la Asamblea de Melilla, en miles de euros, según datos del Ministerio de Hacienda |

## Política y gobierno

### Instituciones

#### Asamblea
| Partido político                         | 2023  | 2023   | 2023       | 2019  | 2019   | 2019       | 2015  | 2015   | 2015       | 2011  | 2011   | 2011       | 2007  | 2007   | 2007       |
| Partido político                         | %     | Votos  | Concejales | %     | Votos  | Concejales | %     | Votos  | Concejales | %     | Votos  | Concejales | %     | Votos  | Concejales |
| Partido Popular (PP)                     | 52,67 | 15 555 | 14         | 37,83 | 12 943 | 10         | 42,75 | 13 654 | 12         | 53,91 | 16 852 | 15         | 55,96 | 16 102 | 15         |
| Coalición por Melilla (CpM)              | 18,81 | 5557   | 5          | 30,61 | 10 472 | 8          | 26,44 | 8445   | 7          | 23,66 | 7394   | 5          | 21,71 | 6245   | 5          |
| Partido Socialista Obrero Español (PSOE) | 10,66 | 3148   | 3          | 14,40 | 4928   | 4          | 12,57 | 4013   | 3          | 8,58  | 2683   | 2          | 18,23 | 5246   | 5          |
| Vox                                      | 9,94  | 2937   | 2          | 7,76  | 2655   | 2          | —     | —      | —          | —     | —      | —          | —     | —      | —          |
| Somos Melilla (SML)                      | 5,10  | 1508   | 1          | —     | —      | —          | —     | —      | —          | —     | —      | —          | —     | —      | —          |
| Ciudadanos (CS)                          | —     | —      | —          | 5,54  | 1897   | 1          | 6,74  | 2154   | 2          | —     | —      | —          | —     | —      | —          |
| Partido Populares en Libertad (PPL)      | —     | —      | —          | —     | —      | —          | 5,43  | 1734   | 1          | 6,81  | 2128   | 2          | —     | —      | —          |

#### Presidentes

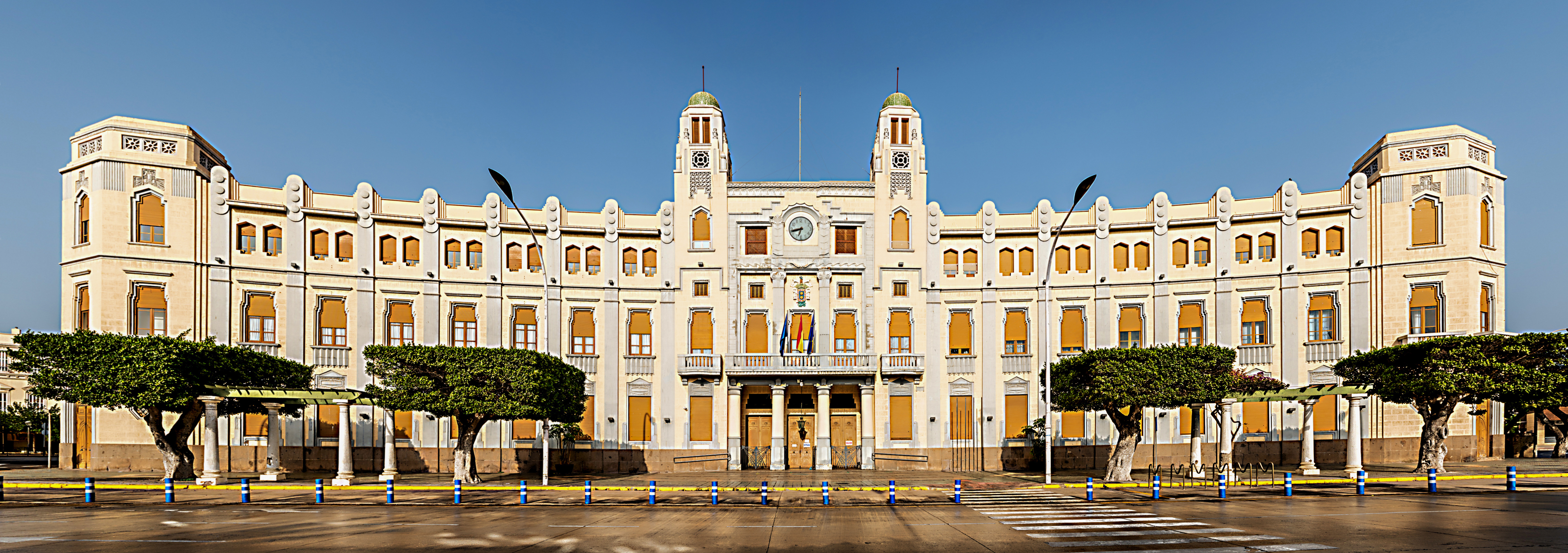
Palacio de la Asamblea de Melilla

| Periodo   | Nombre                     | Partido | Partido                                  |
| --------- | -------------------------- | ------- | ---------------------------------------- |
| 1979-1983 | Rafael Ginel Cañamaque     |         | Unión de Centro Democrático (UCD)        |
| 1983-1991 | Gonzalo Hernández Martínez |         | Partido Socialista Obrero Español (PSOE) |
| 1991-1998 | Ignacio Velázquez Rivera   |         | Partido Popular (PP)                     |
| 1998-1999 | Enrique Palacios Hernández |         | Partido Independiente de Melilla (PIM)   |
| 1999-2000 | Mustafa Aberchán           |         | Coalición por Melilla (CpM)              |
| 2000-2019 | Juan José Imbroda Ortiz    |         | Partido Popular (PP)                     |
| 2019-2021 | Eduardo de Castro González |         | Ciudadanos (CS)                          |
| 2021-2023 | Eduardo de Castro González |         | Independiente                            |
| 2023-act. | Juan José Imbroda Ortiz    |         | Partido Popular (PP)                     |

### Justicia
El partido judicial de Melilla para la administración de justicia y el máximo órgano del poder judicial de la ciudad autónoma es el Tribunal Superior de Justicia de Andalucía, Ceuta y Melilla.

### Relaciones España-Marruecos

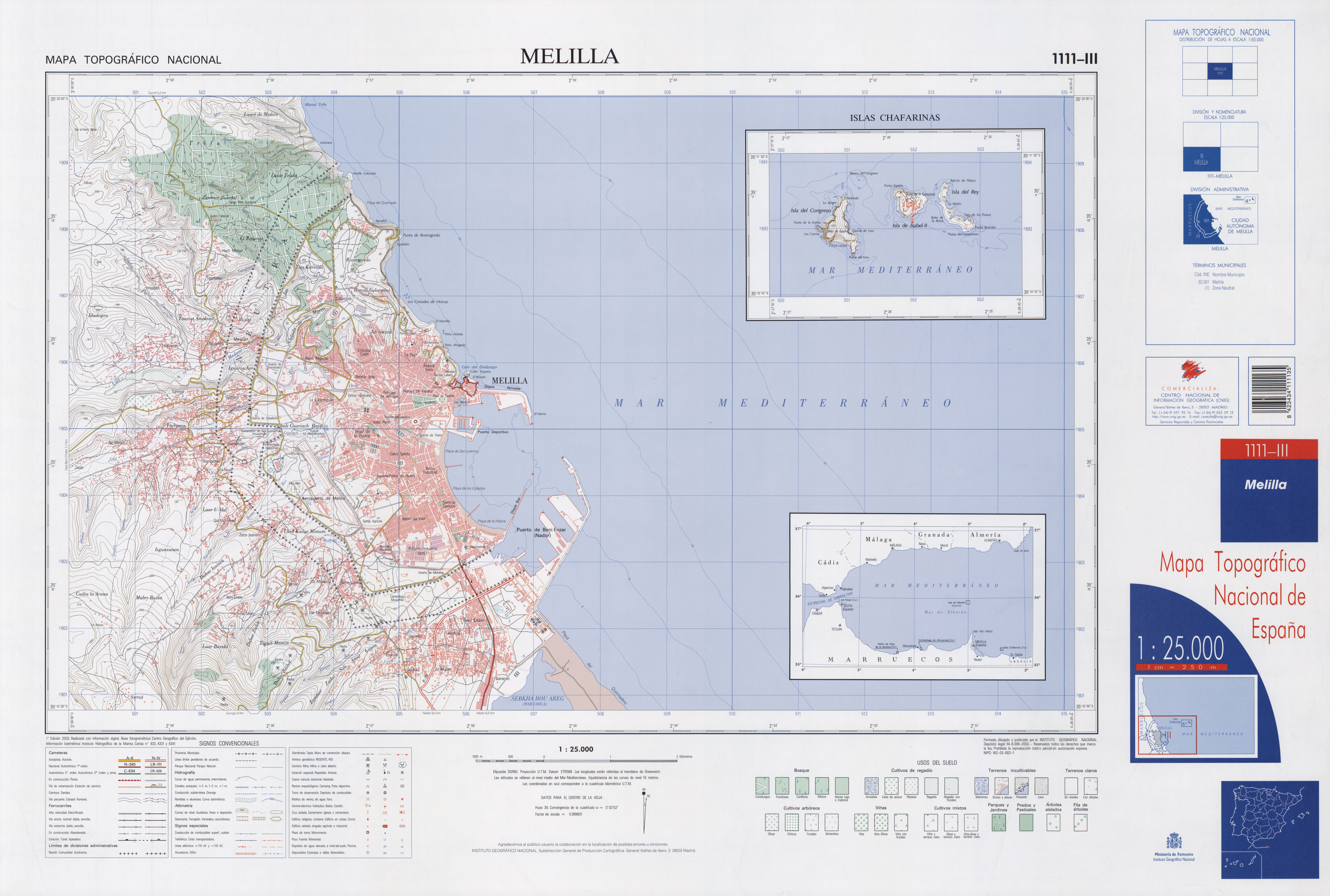
Mapa de Melilla

Existen asuntos recurrentes en las relaciones España-Marruecos, como la reivindicación Marroquí de la inclusión en su territorio de Melilla y Ceuta, así como las plazas de soberanía, el incidente de la isla Perejil, los conflictos diplomáticos de 2007 y el cruce masivo de personas por las fronteras de Ceuta y Melilla de 17 de mayo de 2021 y el fenómeno de los menores extranjeros no acompañados. El Gobierno de España nunca ha establecido negociaciones de ningún tipo porque Ceuta, Melilla y las plazas de soberanía son parte del territorio nacional español y los españoles respaldan la españolidad de estos territorios. Marruecos, sin embargo se apoya en la idea nacionalista del Gran Marruecos, con campañas puntuales de desinformación en medios británicos en un intento de asimilar Melilla o Ceuta con Gibraltar, que es un territorio británico de ultramar en la lista de territorios a descolonizar.

### Organización territorial

#### Distritos y barrios
| Distrito     | Área km² | Población 2008 |
| ------------ | -------- | -------------- |
| 1.º Distrito | ...      | 2850           |
| 2.º Distrito | ...      | 4901           |
| 3.º Distrito | ...      | 1909           |
| 4.º Distrito | ...      | 7546           |
| 5.º Distrito | ...      | 13 456         |
| 6.º Distrito | ...      | 4657           |
| 7.º Distrito | ...      | 9460           |
| 8.º Distrito | ...      | 26 669         |
| Melilla      | 12,3     | 71 448         |

1.º
- Barrio de Medina Sidonia
- Barrio del General Larrea, antiguo Mantelete
- Barrio de Ataque Seco

2.º
- Barrio Héroes de España, centro
- Barrio del General Gómez Jordana
- Barrio Príncipe de Asturias

3.º
- Barrio del Carmen

4.º
- Barrio Polígono Residencial La Paz (zonas del polígono y monte María Cristina)
- Barrio Hebreo
- Tiro Nacional

5.º
- Barrio de Cristóbal Colón (mal comúnmente denominado de Cabrerizas)
- Barrio de Cabrerizas
- Barrio de Batería Jota
- Barrio de Hernán Cortes y Las Palmeras
- Barrio de Reina Regente
- Barrio de los Pinares
- Barrio de la Cañada de Hidum

6.º
- Barrio de Concepción Arenal
- Barrio Isaac Peral (Tesorillo)

7.º
- Barrio del General Real o del Real
- Polígono industrial SEPES
- Polígono industrial Las Margaritas

8.º
- Barrio de la Libertad, denominado durante la dictadura del General Primo de Rivera
- Barrio del Hipódromo, denominado durante la dictadura del General Sanjurjo
- Barrio de Alfonso XIII
- Barrio Industrial
- Barrio Virgen de la Victoria
- Barrio de la Constitución[68]

### Turismo

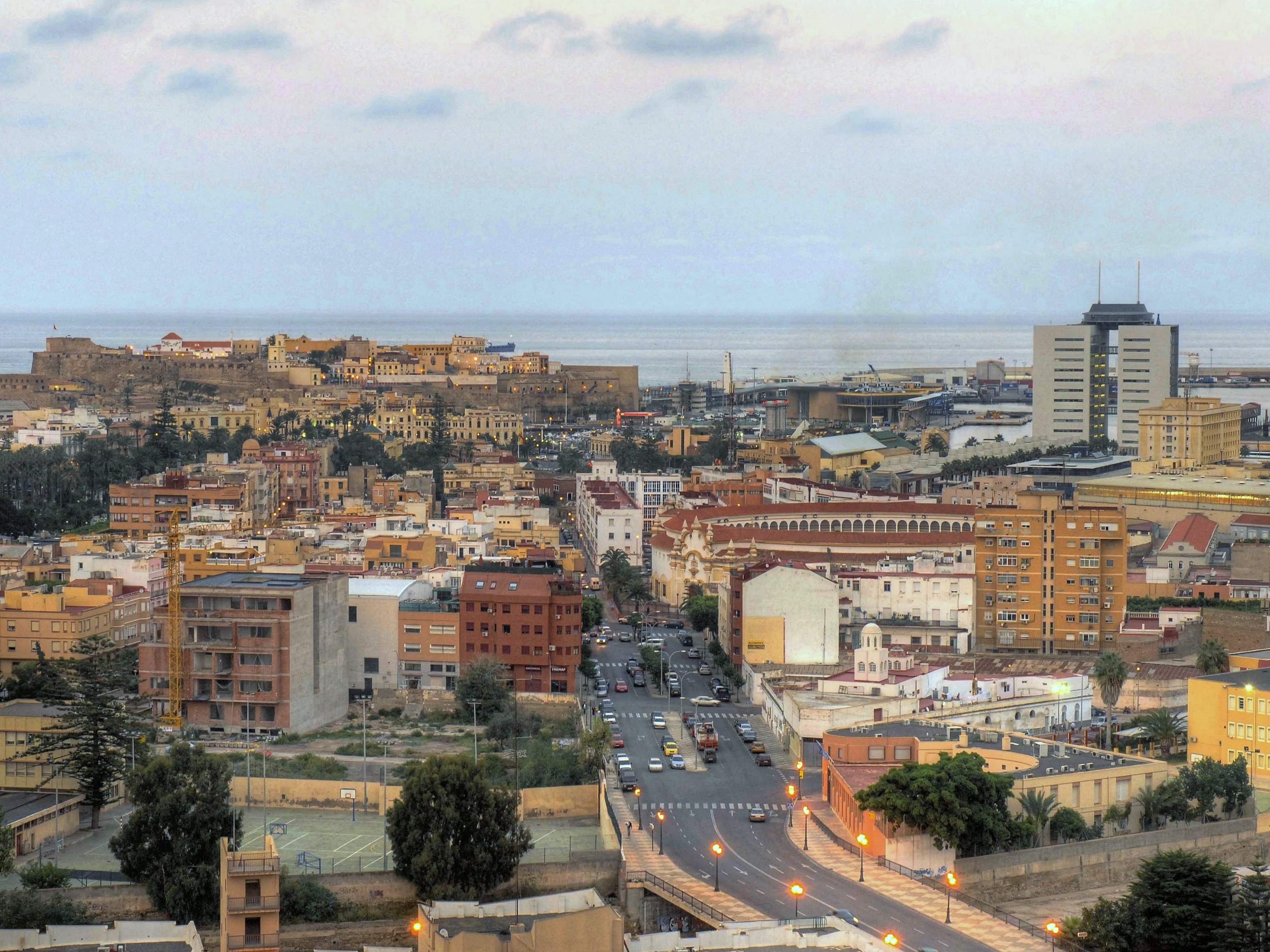
Melilla desde el barrio Victoria

Para impulsar el crecimiento y como medida de fomento del turismo en la ciudad autónoma de Melilla, el Patronato de Turismo ha desarrollado un decreto regulador de bonificación de paquetes turísticos con destino Melilla.
El paquete turístico consiste en la aplicación de descuentos en los billetes de ida y vuelta en avión o barco siempre que comporten alojamiento durante la estancia en Melilla en alguna de las modalidades de alojamiento turístico o en el domicilio de un residente en la ciudad y no superen, entre las fechas de ida y vuelta, los treinta días.

## Servicios

### Comunicaciones

#### Transporte aéreo
Ver fuente y consulta Wikidata.

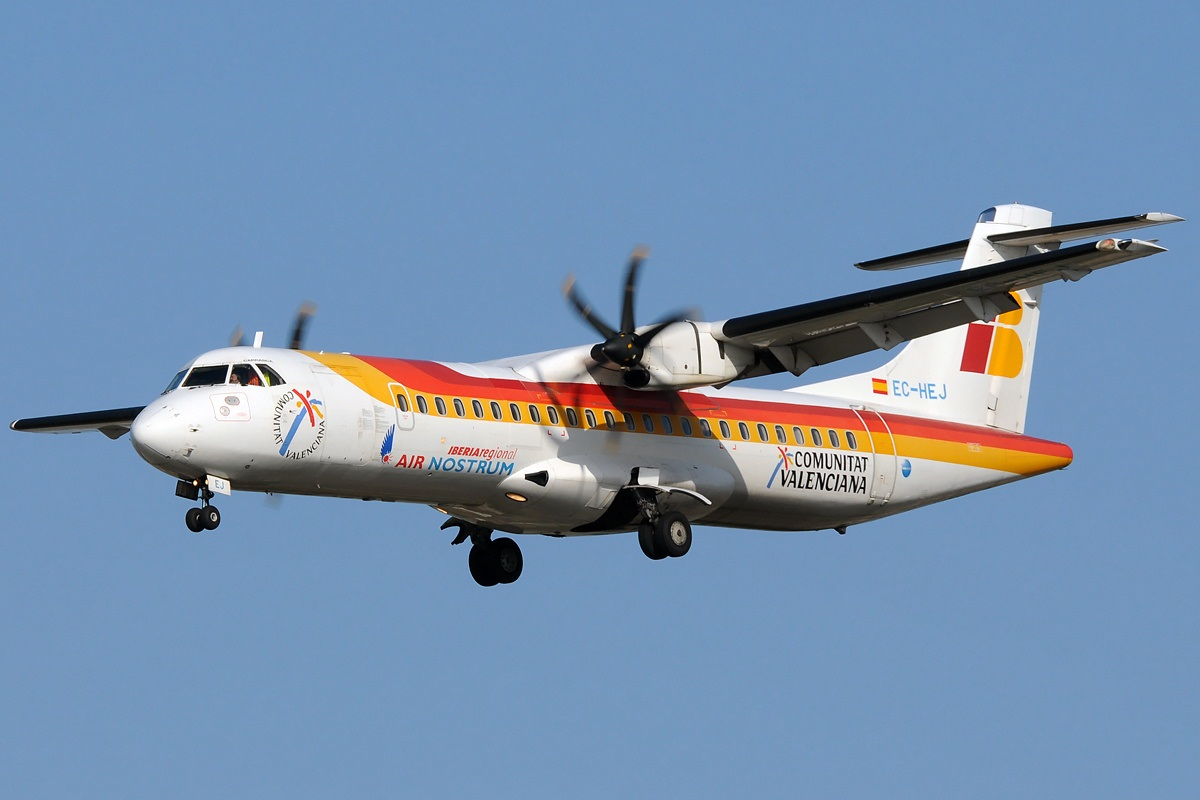
ATR 72-600 Air Nostrum

El aeropuerto de Melilla ofrece vuelos diarios desde los aeropuertos de Málaga AGP/LEMG, Madrid MAD/LEMD, Barcelona BCN/LEBL,Granada GRX/LEGR, Almería LEI/LEAM y Sevilla SVQ/LEZL; y estacionales (en temporadas vacacionales o aisladas) desde, Palma de Mallorca PMI/LEPA y Gran Canaria LPA/GCLP.
Las aerolíneas que actualmente operan desde y hacia el aeropuerto son Iberia-Air Nostrum y Air Europa.
| Ciudades          | Nombre del aeropuerto                          | Aerolíneas               | Aeronaves  | Frecuencias   |        |
| España            | España                                         | España                   | España     | España        | España |
| ----------------- | ---------------------------------------------- | ------------------------ | ---------- | ------------- | ------ |
| Almería           | Aeropuerto de Almería                          | Air Nostrum              | ATR 72-600 | L M X J V S D |        |
| Barcelona         | Aeropuerto Josep Tarradellas Barcelona-El Prat | Air Nostrum              | ATR 72-600 | L M X J V S D |        |
| Granada           | Aeropuerto Federico García Lorca Granada-Jaén  | Air Nostrum              | ATR 72-600 | L M X J V S D |        |
| Gran Canaria      | Aeropuerto de Gran Canaria                     | Air Nostrum (estacional) | ATR 72-600 | L M X J V S D |        |
| Madrid            | Aeropuerto Adolfo Suárez Madrid-Barajas        | Air Nostrum              | ATR 72-600 | L M X J V S D |        |
| Málaga            | Aeropuerto de Málaga-Costa del Sol             | Air Nostrum              | ATR 72-600 | L M X J V S D |        |
| Palma de Mallorca | Aeropuerto de Palma de Mallorca                | Air Nostrum (estacional) | ATR 72-600 | L MX J VSD    |        |
| Sevilla           | Aeropuerto de Sevilla                          | Air Nostrum              | ATR 72-600 | LMXJ V S D    |        |

#### Transporte marítimo
El puerto de Melilla comunica la ciudad con ferries diarios hacia Málaga, Almería y Motril. Las navieras que comunican con Málaga y Almería son Baleària y Transmediterránea.
| Málaga  | Puerto de Málaga  | Trasmediterránea/Baleària |
| Almería | Puerto de Almería | Trasmediterránea/Baleària |
| Motril  | Puerto de Motril  | Baleària                  |

| Pasajeros Melilla         | Pasajeros Melilla | Pasajeros Melilla | Pasajeros Melilla | Pasajeros Melilla |
| ------------------------- | ----------------- | ----------------- | ----------------- | ----------------- |
| Año                       | Barco             | Avión             | Total             | Dif.              |
| 2010                      | 633 044           | 292 608           | 925 652           |                   |
| 2011                      | 642 733           | 286 701           | 929 434           | 0,41 %            |
| 2012                      | 810 883           | 315 850           | 1 126 733         | 21,23 %           |
| 2013                      | 783 930           | 289 551           | 1 073 481         | -4,73 %           |
| 2014                      | 772 124           | 319 603           | 1 091 653         | 1,69 %            |
| 2015                      | 844 260           | 317 806           | 1 162 066         | 6,45 %            |
| 2016                      | 889 348           | 330 116           | 1 219 464         | 4,94 %            |
| 2017                      | 833 033           | 324 366           | 1 157 399         | -5,09 %           |
| 2018                      | 828 659           | 348 121           | 1 176 782         | 1,67 %            |
| 2019                      | 842 983           | 434 660           | 1 277 639         | 8,57 %            |
| 2020                      | 234 536           | 195 636           | 430 172           | -66,33 %          |
| 2021                      | 265 903           | 332 446           | 598 349           | 39,10 %           |
| 2022                      | 641 263           | 447 450           | 1 088 713         | 81,95 %           |
| Fuente: Puerto de Melilla |                   |                   |                   |                   |

#### Transporte terrestre
Las conexiones con otras ciudades por carretera atraviesan los pasos fronterizos de Mariguari, restringido a los alumnos de un centro escolar marroquí, barrio chino (peatonal), Farjana (rodado), ambos solo para residentes de Melilla y la provincia de Nador, y el de Beni Enzar, el principal, rodado y abierto a cualquiera con pasaporte.

#### Autobús
La ciudad autónoma cuenta con sus propias líneas de autobús urbano, denominada C.O.A., administradas por la empresa melillense 
Cooperativa Ómnibus de Automóviles, con una flota moderna de autobuses con un distintivo color azur. Estas son lentas y tremendamente inadecuadas para el tamaño de la ciudad, lo que ocasiona que apenas transporten pasajeros y al empresa concesionaria esté en quiebra
Los precios varían en función de la tarifa a la que se accede:
| Tipo de tarifa          | Precio |
| ----------------------- | --- |
| Billete único/ordinario | 0'90 céntimos.                                                                                                 |
| Tarjeta monedero        | 0'75 céntimos.                                                                                                 |
| Tarifa joven            | 0'55 céntimos (sólo empadronados en la ciudad).                                                                |
| Bono escolar mensual    | Dos viajes en día lectivo por 22,50€ al mes, consumiendo 2 viajes en el mismo día lectivo.                     |
| Bono escolar anual      | Cuatro viajes en día lectivo por 9 meses de septiembre a junio por 300,00€, con 4 viajes en mismo día lectivo. |
| Bono desempleado        | Veinticinco viajes al mes por 12,50 € mensuales.                                                               |
| Bono trabajador         | Cuarenta y cinco viajes al mes 31,50 € mensuales.                                                              |
| Bono pensionista        | En proyecto |

Las líneas son actualmente seis, nominadas con una numeración ascendente:
| Línea   | Trayecto                                                | Frecuencia                                       |
| ------- | ------------------------------------------------------- | ------------------------------------------------ |
| Línea 1 | Plaza de España - Real                                  | 20' - 30'                                        |
| Línea 2 | Mercado Central - Plaza de España - Frontera Beni Enzar | 15' (lunes a sábado) - 20' (domingo y festivos)  |
| Línea 3 | General Marina - Alfonso XIII - Real                    | 20' - 30'                                        |
| Línea 5 | Torres Quevedo - Cabrerizas                             | 30'                                              |
| Línea 6 | Torres Quevedo - Reina Regente - Frontera Mariguari     | 40'                                              |
| Línea 7 | Mercado Central - Frontera de Farjana                   | 20' (lunes a sábado) - 40' (domingos y festivos) |

##### Taxi
Melilla también cuenta con una flota numerosa de taxis con paradas permanentes en el centro urbano y cerca de zonas fronterizas (estas últimas, en horas punta), aunque la mayoría de los vehículos son bastante antiguos, de segunda o cuarta mano, con más de treinta años de antigüedad y no especialmente cómodos ni seguros, al no contar muchos con cinturones de seguridad en los asientos traseros y otros medios.

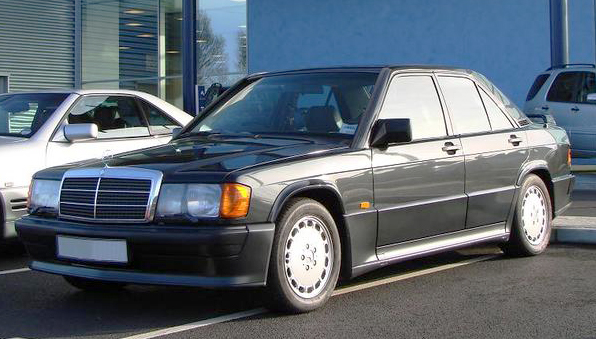
Mercedes-Benz W201, típico taxi de Melilla

##### Espacios peatonales
Se están llevando a cabo grandes esfuerzos por mejorar los espacios peatonales, adaptarlos y agrandarlos, convirtiendo calles en calles 30, 20, 10 o peatonales.

##### Bicicleta
Existe un carril bici, desde el comienzo del Dique Sur hasta las inmediaciones del Puerto Deportivo, denominado ''Carlos Huelin'', ciclista atropellado por un conductor ebrio, e inaugurado el 23 de septiembre de 2018, con no pocas críticas.

### Sanidad
Melilla está dotada con el Hospital Comarcal de Melilla, inaugurado en 1988. Además cuenta con cuatro centros de salud que son el Centro, Zona Norte (Cabrerizas), Zona Oeste (Alfonso XIII) y Zona Este (Polavieja). Los centros sanitarios del Área de Salud de Melilla son gestionados por el Ingesa (Instituto Nacional de Gestión Sanitaria). Las obras del nuevo Hospital Universitario de Melilla se iniciaron en 2009, estando prevista su inauguración en 2023.
Los centros sanitarios de Melilla son insuficientes ya que se encuentran congestionados por la gran demanda asistencial de los ciudadanos marroquíes. Melilla tiene la tasa más alta de España de utilización de los servicios de urgencias debido a los ciudadanos marroquíes que diariamente cruzan la frontera, entre 25 000 y 30 000, que saturan los servicios de urgencias a consecuencia de la legislación sobre sanidad universal del Sistema Nacional de Salud. Aún existiendo hospitales en Nador, Berkán, Alhucemas y Uchda en Marruecos, prefieren el Hospital de Comarcal de Melilla por la gratuidad de su asistencia. Además, dado que los nacidos en territorio español de progenitor nacido en territorio español obtienen la nacionalidad española, existe una gran afluencia de parturientas, que en ocasiones viajan de manera temeraria, de tal manera que Melilla presenta las singularidades demográficas de ser la ciudad con más nacidos per cápita y de la población con menor edad media de España. Éstas y otras intervenciones médicas en Melilla y Ceuta ocasionaron unas pérdidas de 105 millones de euros en el 2018

### Educación

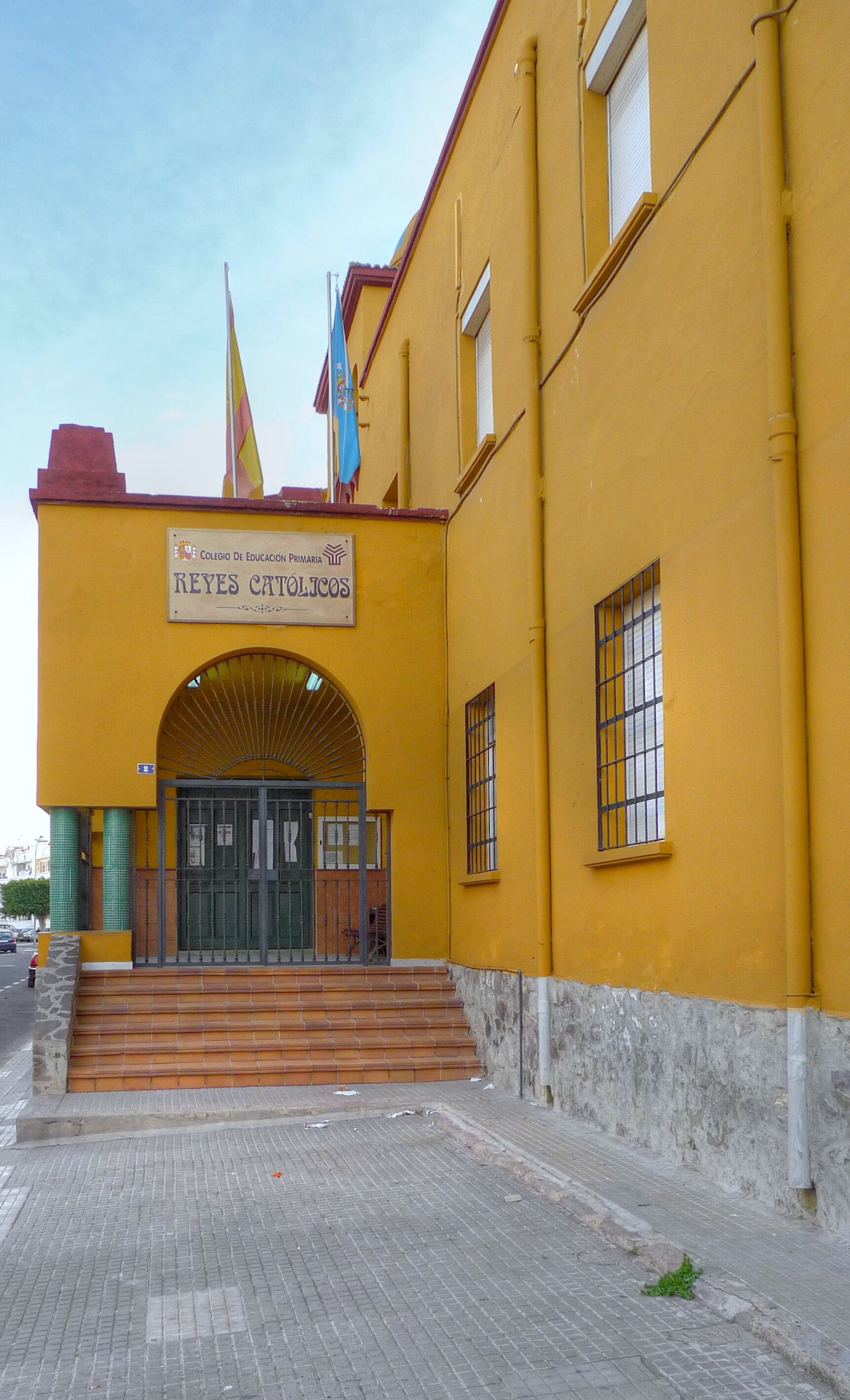
CEIP Reyes Católicos

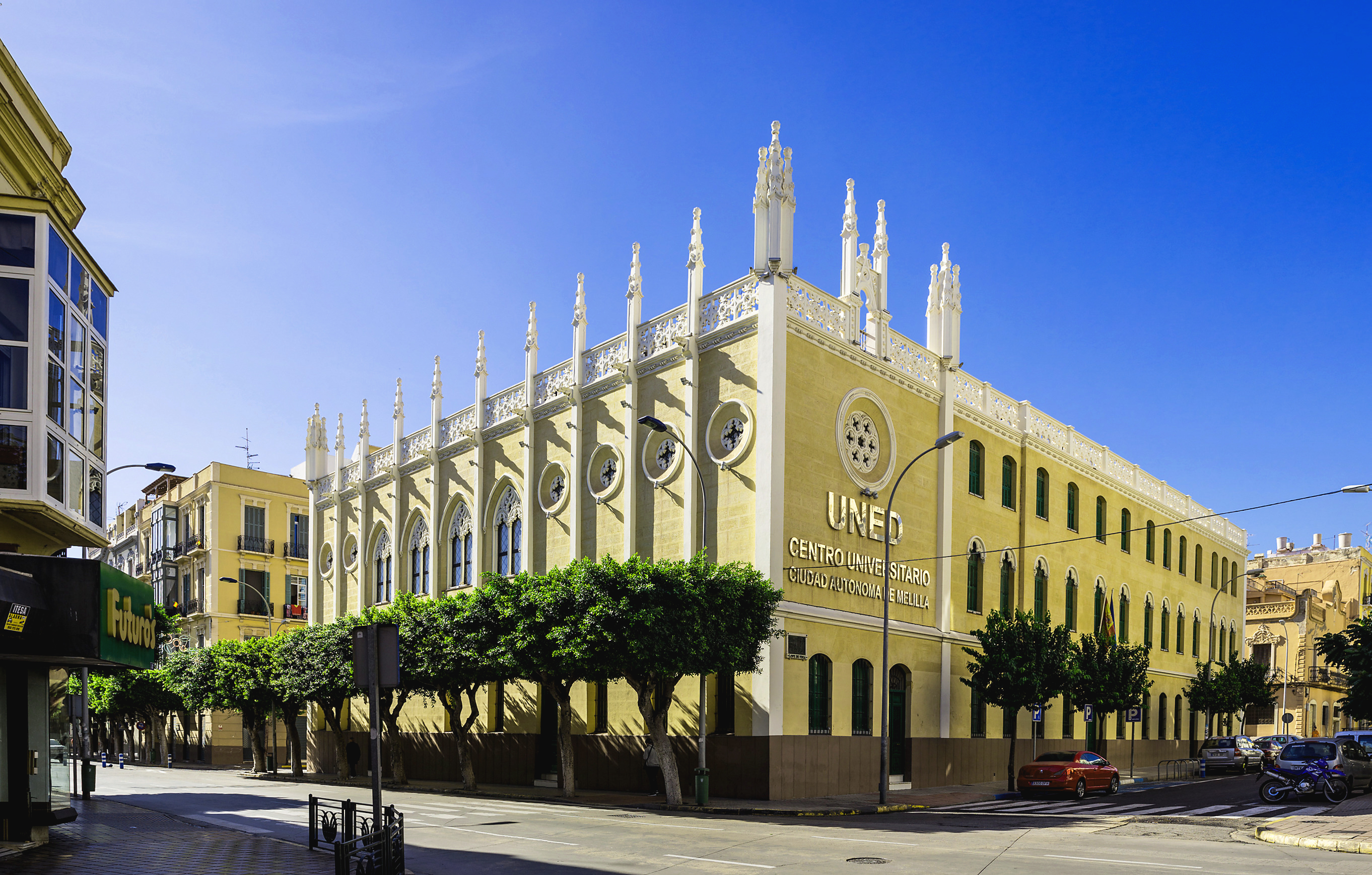
UNED

Melilla cuenta con un buen número de guarderías, públicas y privadas y de colegios de primaria, que dependen de la Ciudad Autónoma de Melilla. Los institutos de secundaria dependen del Ministerio de Educación por medio de la Dirección Territorial de Educación de Melilla, y son IES Leopoldo Queipo, IES Juan Antonio Fernández Pérez, IES Miguel Fernández, IES Enrique Nieto, IES Russadir, IES Virgen de la Victoria y el CIFP Reina Victoria Eugenia. Además, cuenta con el Centro de Educación Especial Reina Sofía, el Centro de Enseñanza de Adultos (CEPA) Carmen Conde Abellán y la Escuela de Arte (EA) Miguel Marmolejo y los centros concertados La Salle El Carmen, Enrique Soler y Nuestra Señora del Buen Consejo (HH. Franciscanas de los SS.CC.).
La Universidad de Granada está presente en la ciudad con las facultades de Ciencias de la Educación y del Deporte, Ciencias Sociales y Jurídicas y Ciencias de la Salud. Existe además un centro asociado de la Universidad Nacional de Educación a Distancia y un Conservatorio Profesional de Música.

### Fuerzas y cuerpos de seguridad del Estado

Escudo del Grupo de Regulares de Melilla n.º 52

La Comandancia General cuenta con las siguientes unidades militares:
- Grupo de Regulares de Melilla n.º 52
- Tercio Gran Capitán 1.º de la Legión
- Regimiento de Caballería Acorazado Alcántara n.º 10
- Regimiento Mixto de Artillería n.º 32
- Regimiento de Ingenieros n.º 8
- Batallón de Transmisiones XVIII
- Grupo Logístico
- Grupo de Artillería G.A.A.A.L. VII
- Compañía de Mar de Melilla (cuerpo más antiguo de España)[104]
- Aeropuerto Militar Ejército del Aire

Además señalar la Jefatura Superior de Policía de Melilla del Cuerpo Nacional de Policía y la Comandancia de Melilla, la Compañía de Melilla Rural y el C.O.S. de la Guardia Civil.

## Patrimonio
| Leyenda Museos Fortificaciones Edificios religiosos Edificios públicos Elementos conmemorativos Vías públicas y parques Viviendas y otros edificios |

Melilla tiene un interesante patrimonio:

### Melilla la Vieja

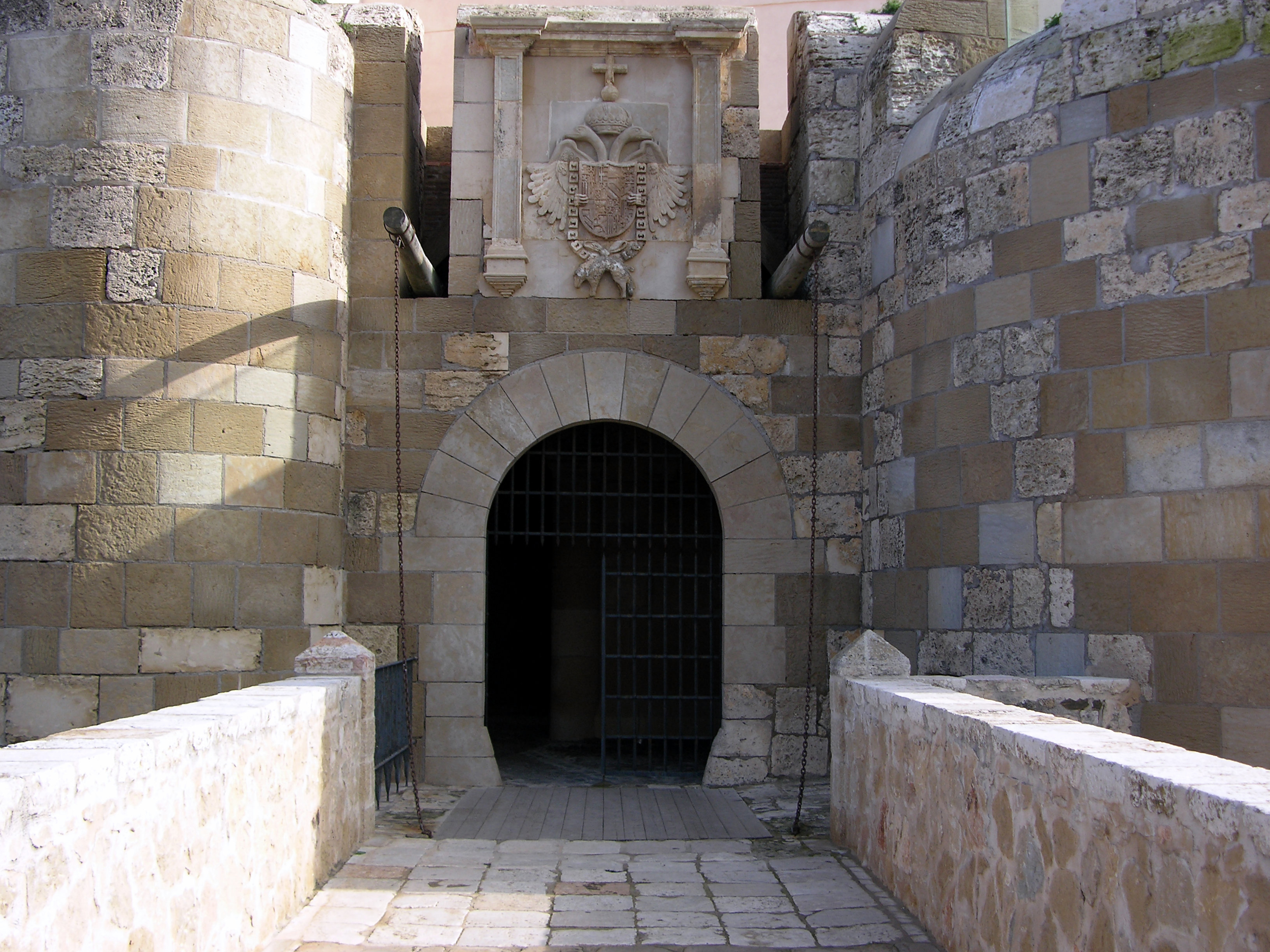
Puerta de Santiago
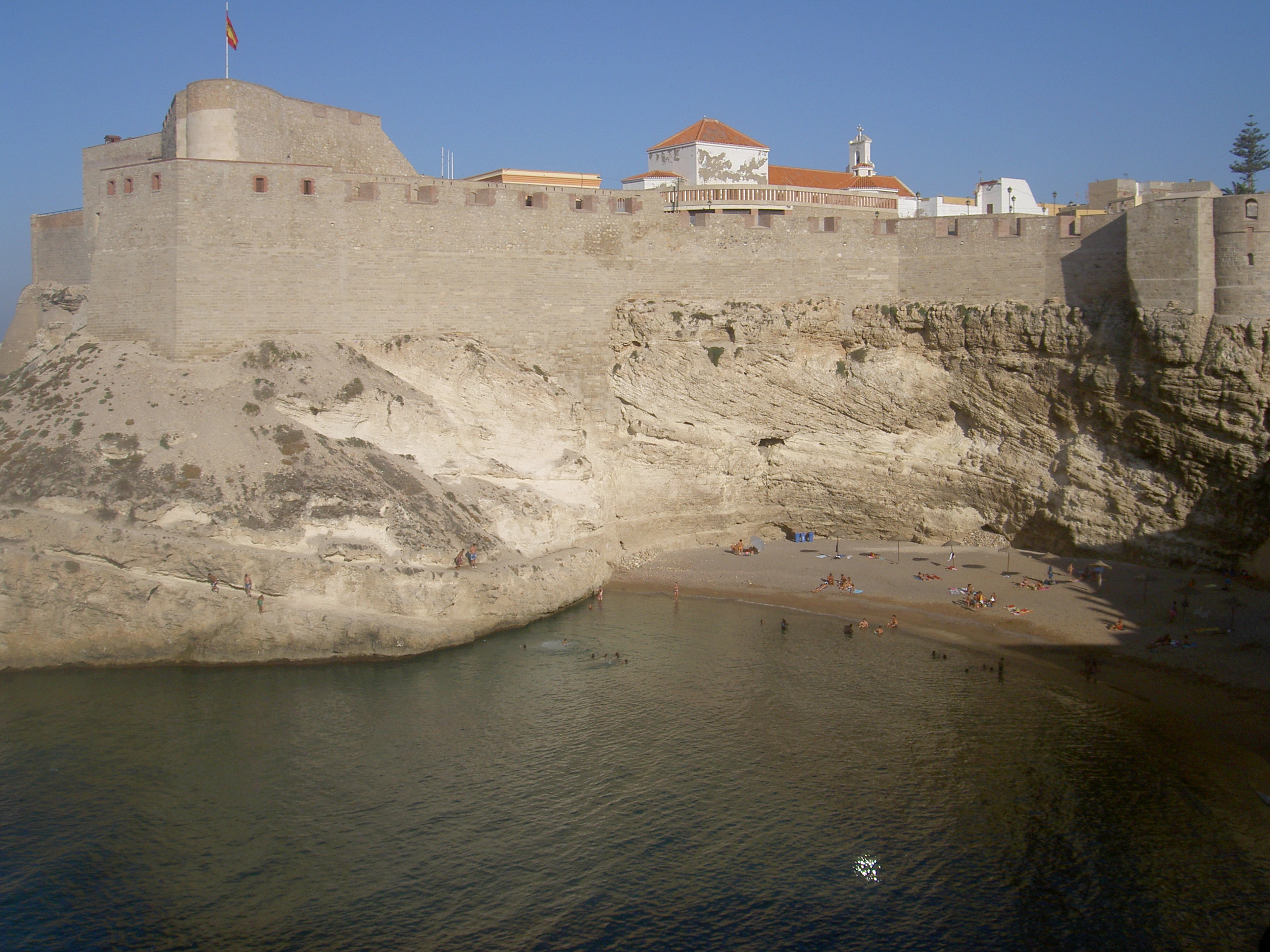
Frente de Tierra
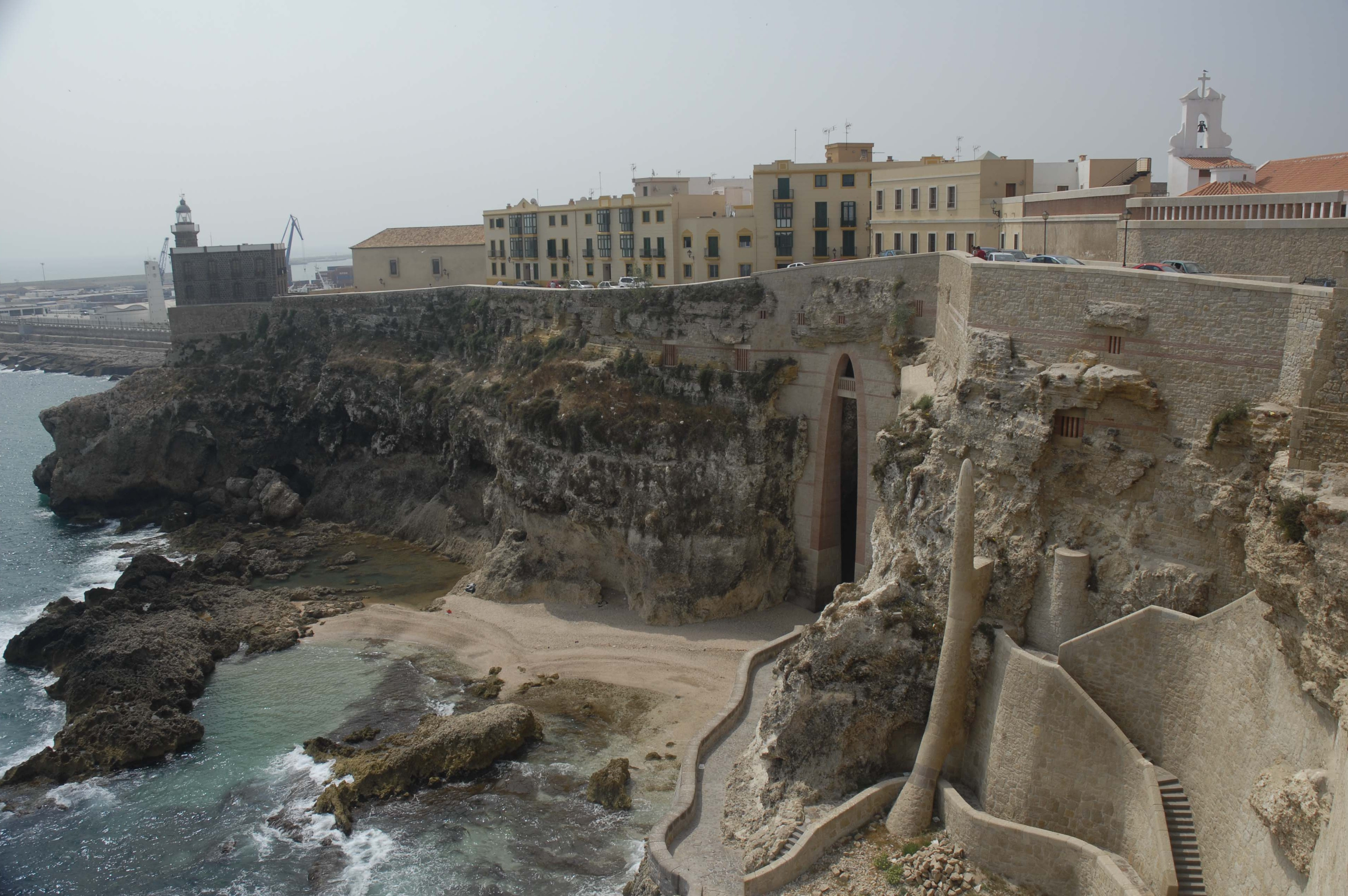
Frente de Trápana
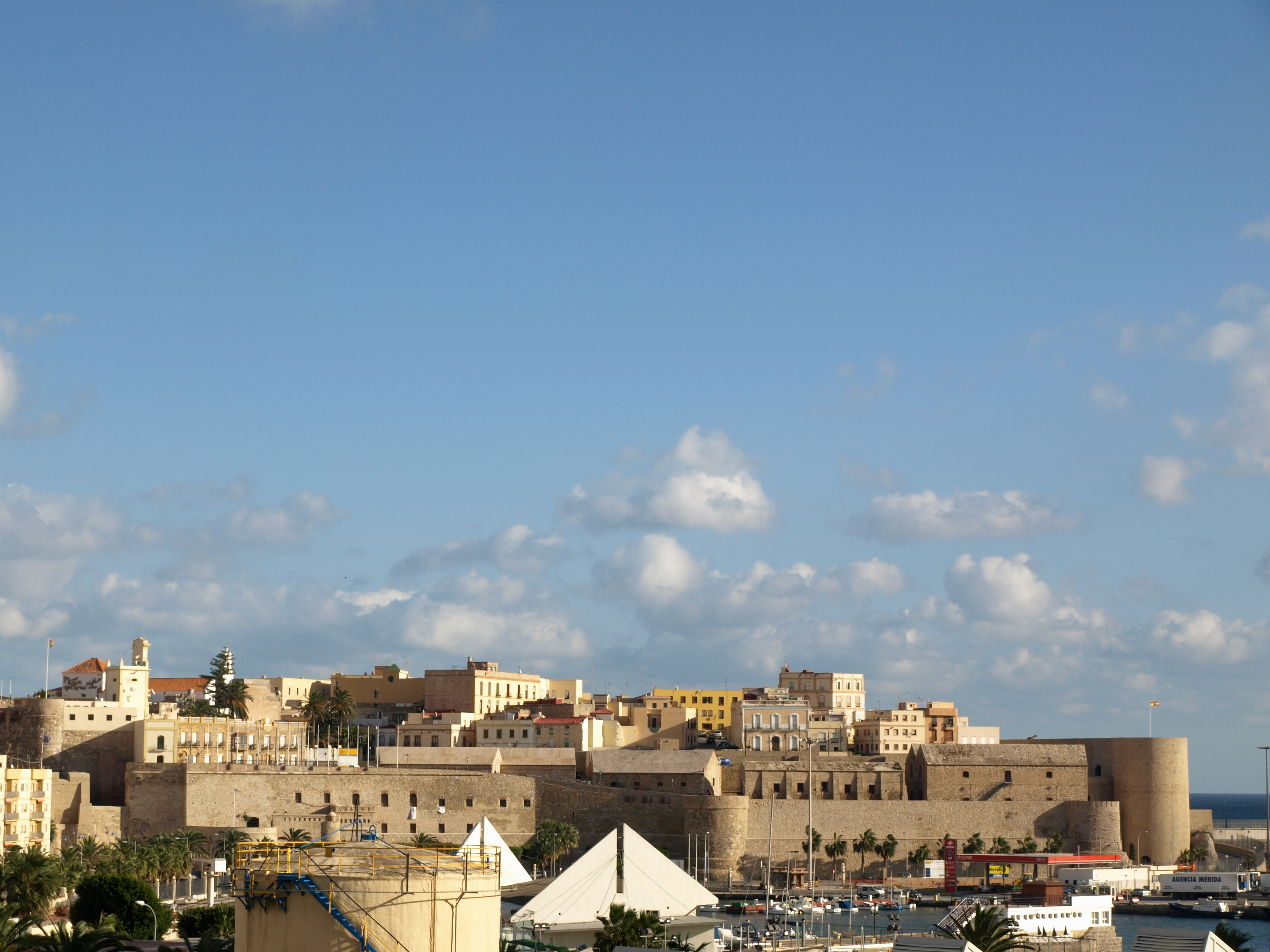
Frente de la Marina
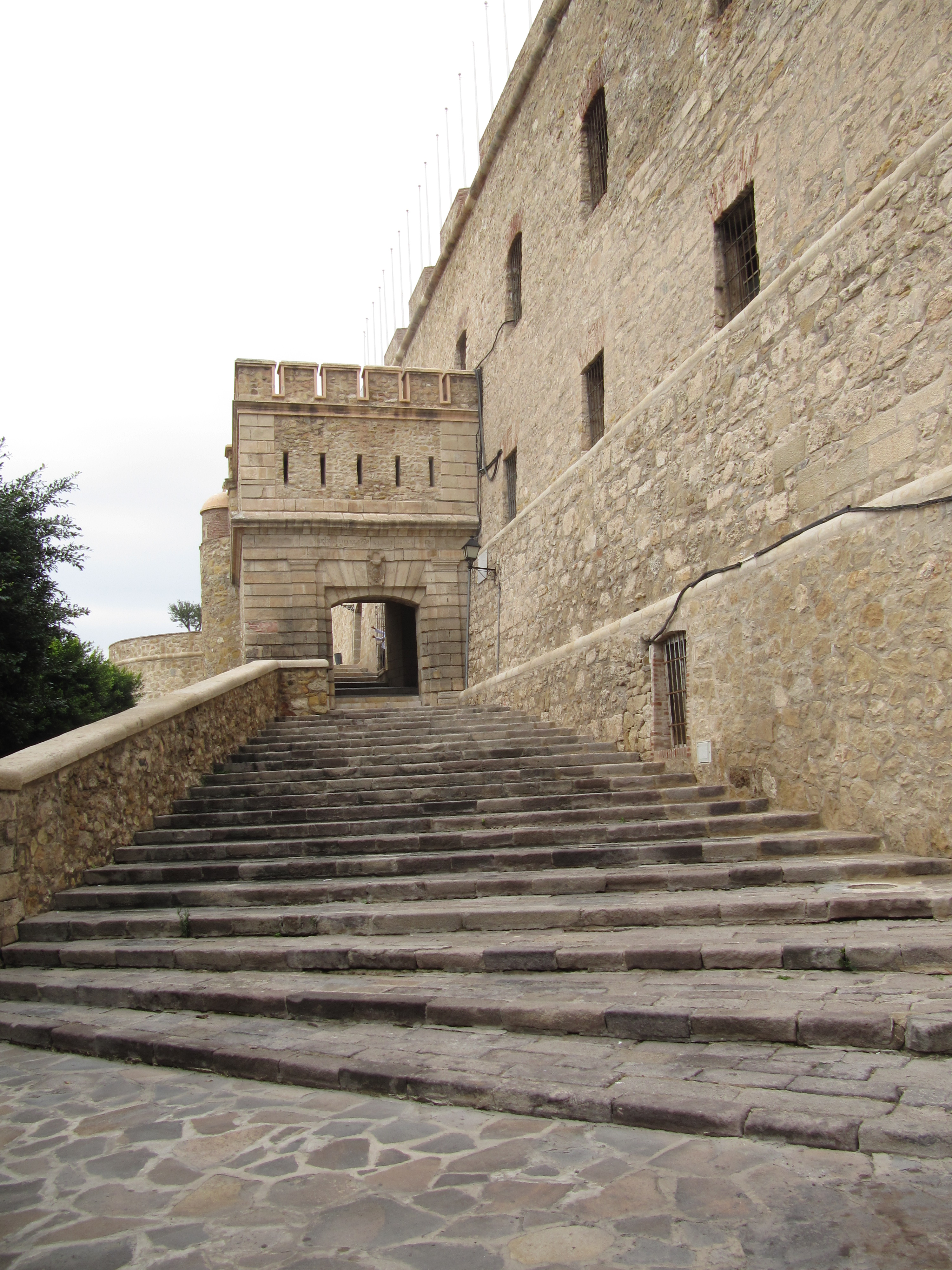
Puerta de la Marina
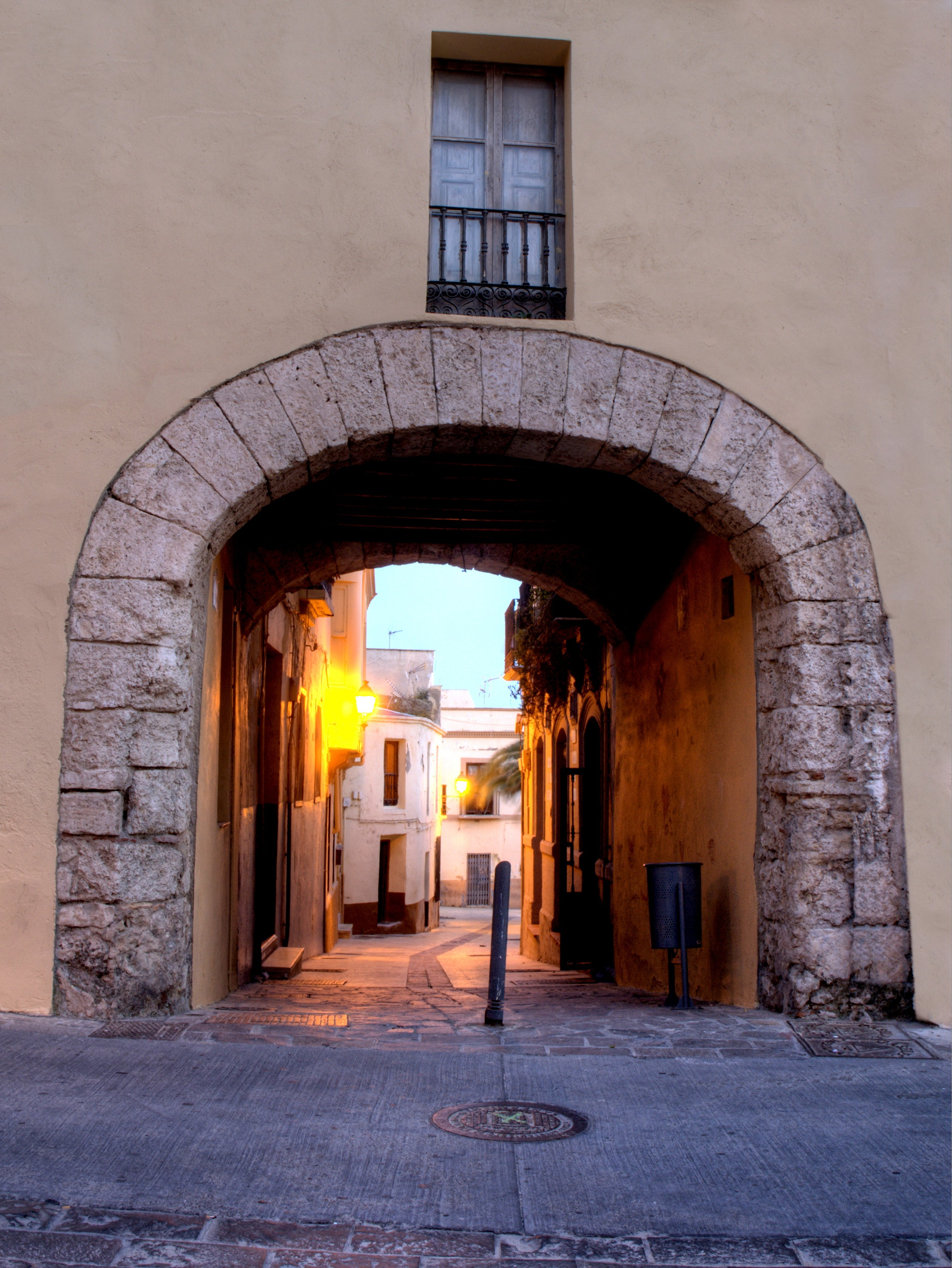
Hospital y botica de San Francisco
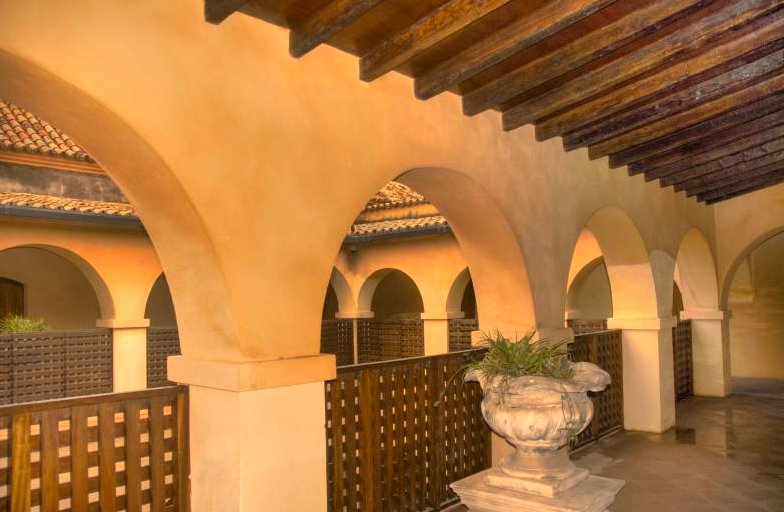
Hospital del Rey
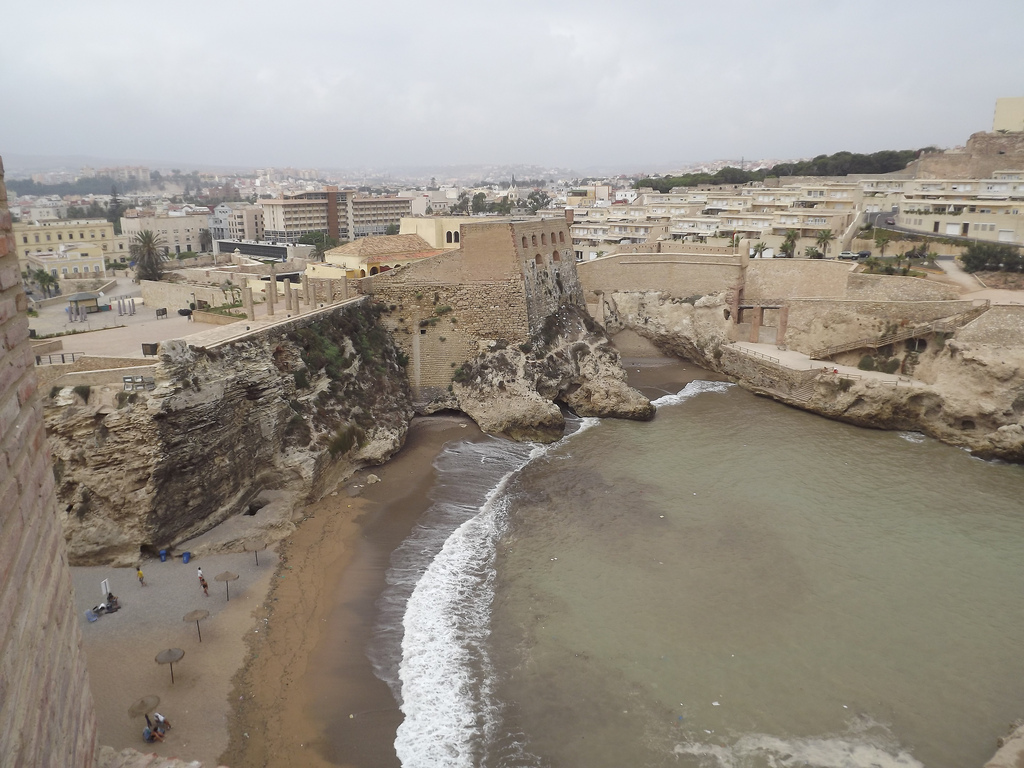
Ensenada de Los Galápagos
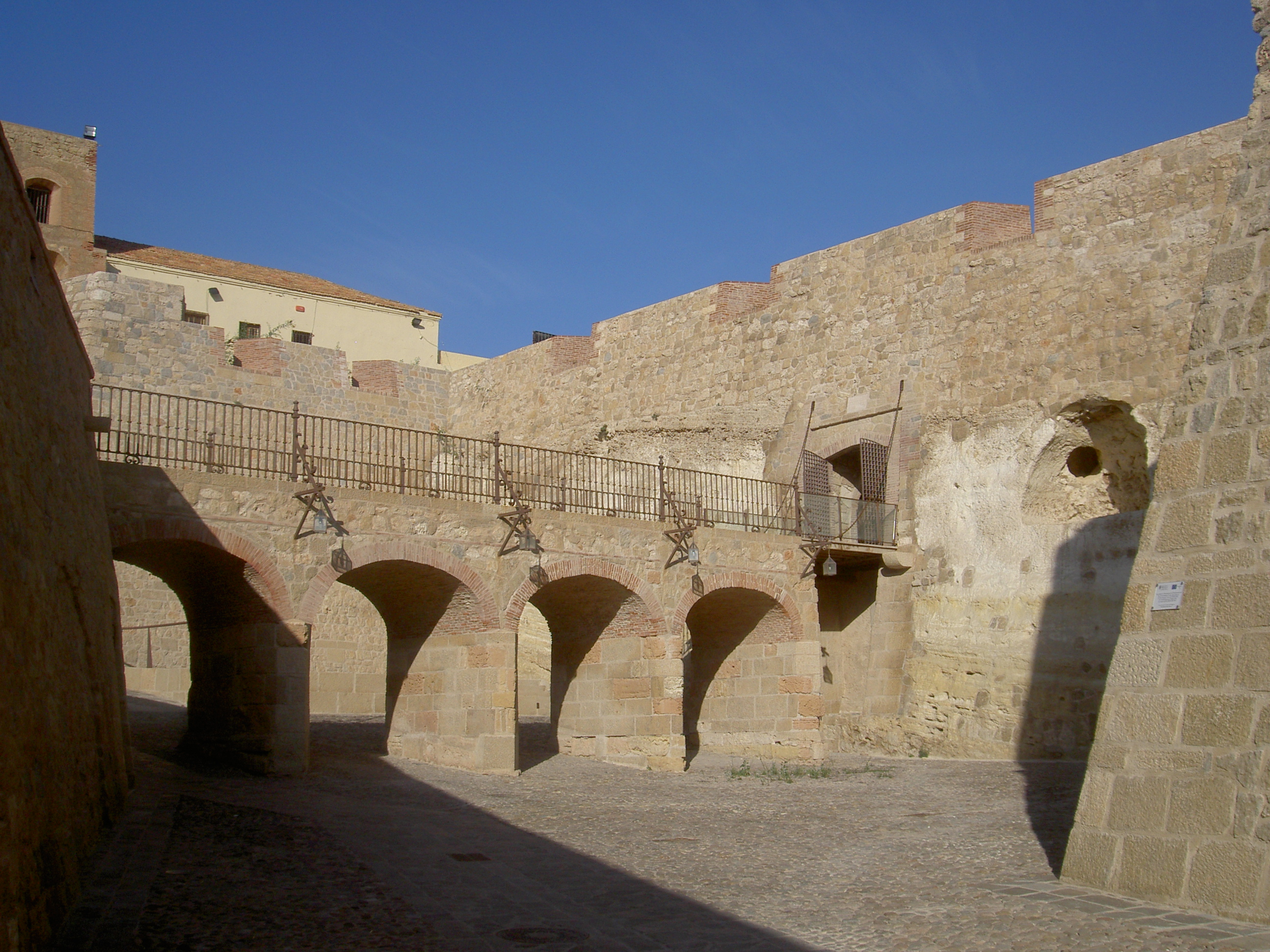
Foso del Hornabeque

Fue construida entre los siglos XVI y XIX, siguiendo modelos que van desde el Renacimiento hasta los baluartes de la escuela hispano-flamenca que se construye durante el periodo borbónico. Cuenta, por tanto, con una ciudad amurallada construida inicialmente por ingenieros italianos y posteriormente por españoles y profesionales venidos desde los Países Bajos.
En el siglo XVIII, se reformaron sus murallas y se construyeron una serie de baluartes y edificios que reflejaban el interés de los reyes españoles por su defensa.

#### Puerta de Santiago

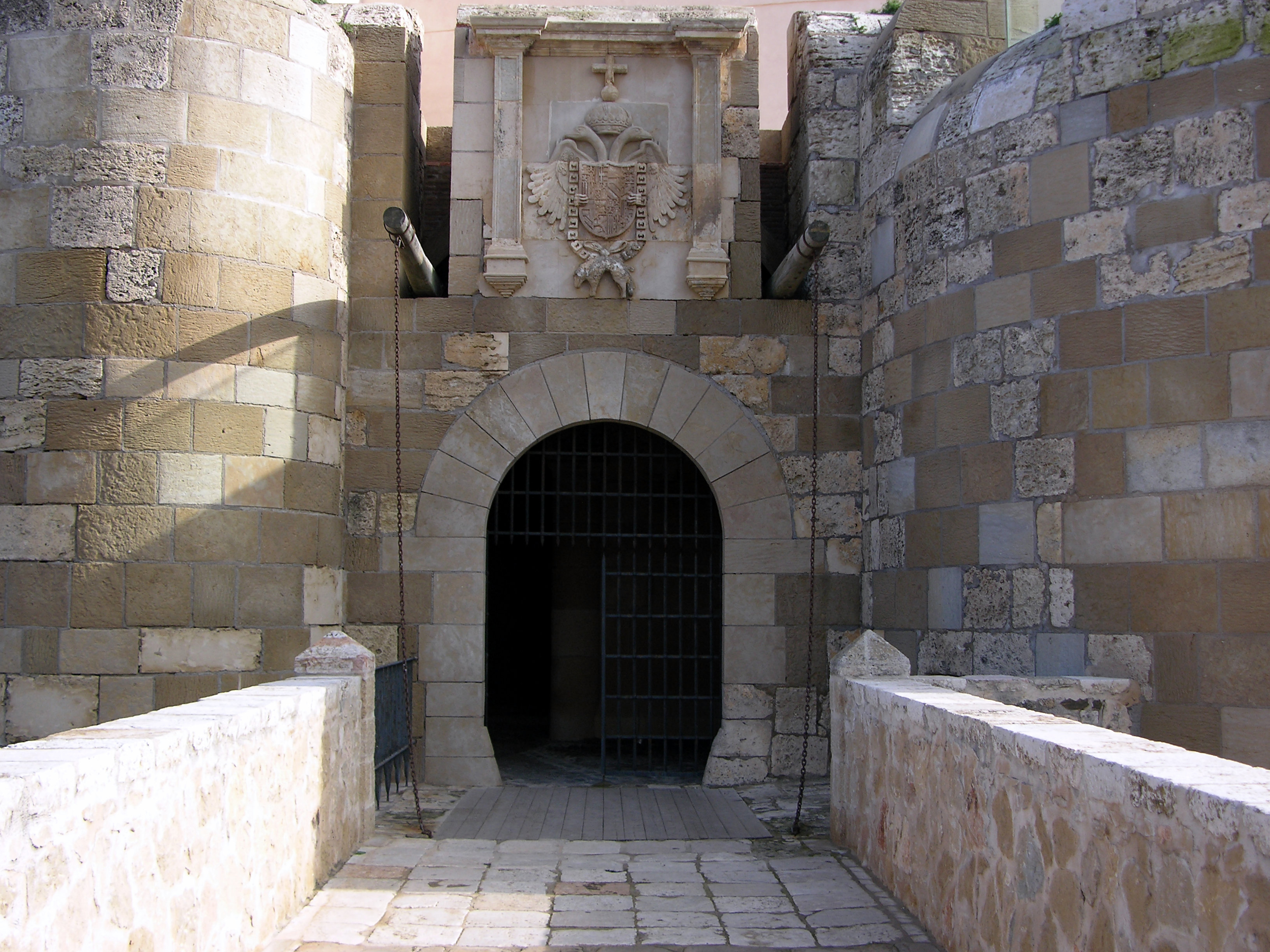
Puerta de Santiago

La Puerta y Capilla de Santiago forman parte del primer recinto fortificado de Melilla la Vieja y son elementos destacados del patrimonio histórico de la ciudad. La Puerta de Santiago fue construida en 1549 por el ingeniero Miguel de Perea y reformada en varias ocasiones. Presenta un diseño en recodo flanqueado por torreones y está coronada por un escudo imperial de Carlos V.
En 2025, se convirtió en el punto de partida de la Vía Rusadir, la primera ruta oficial del Camino de Santiago con origen en África. Un hito kilométrico, señalizado con símbolos jacobeos como la flecha amarilla y la concha del Peregrino, instalado frente a la puerta marca los 972,09 km que separan Melilla de Santiago de Compostela.

### Fuertes exteriores

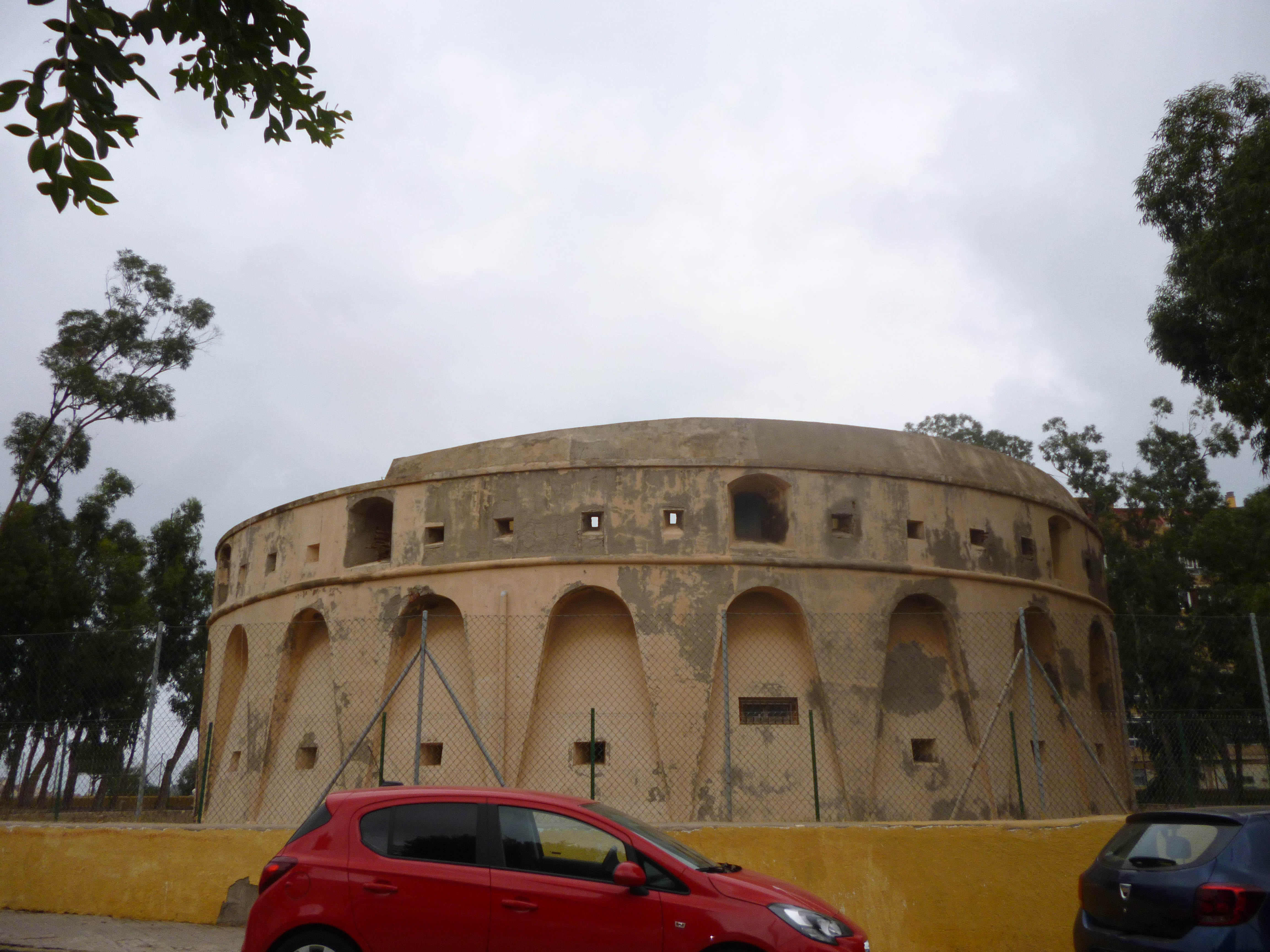
Fuerte de Camellos
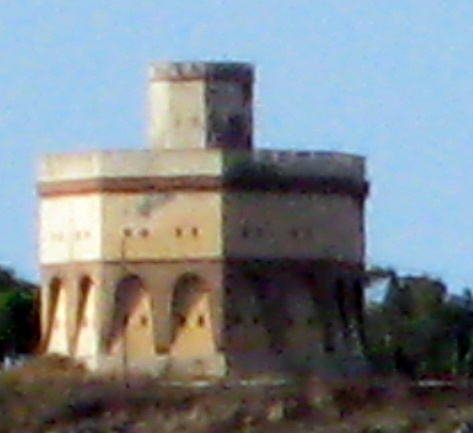
Fortín de Reina Regente
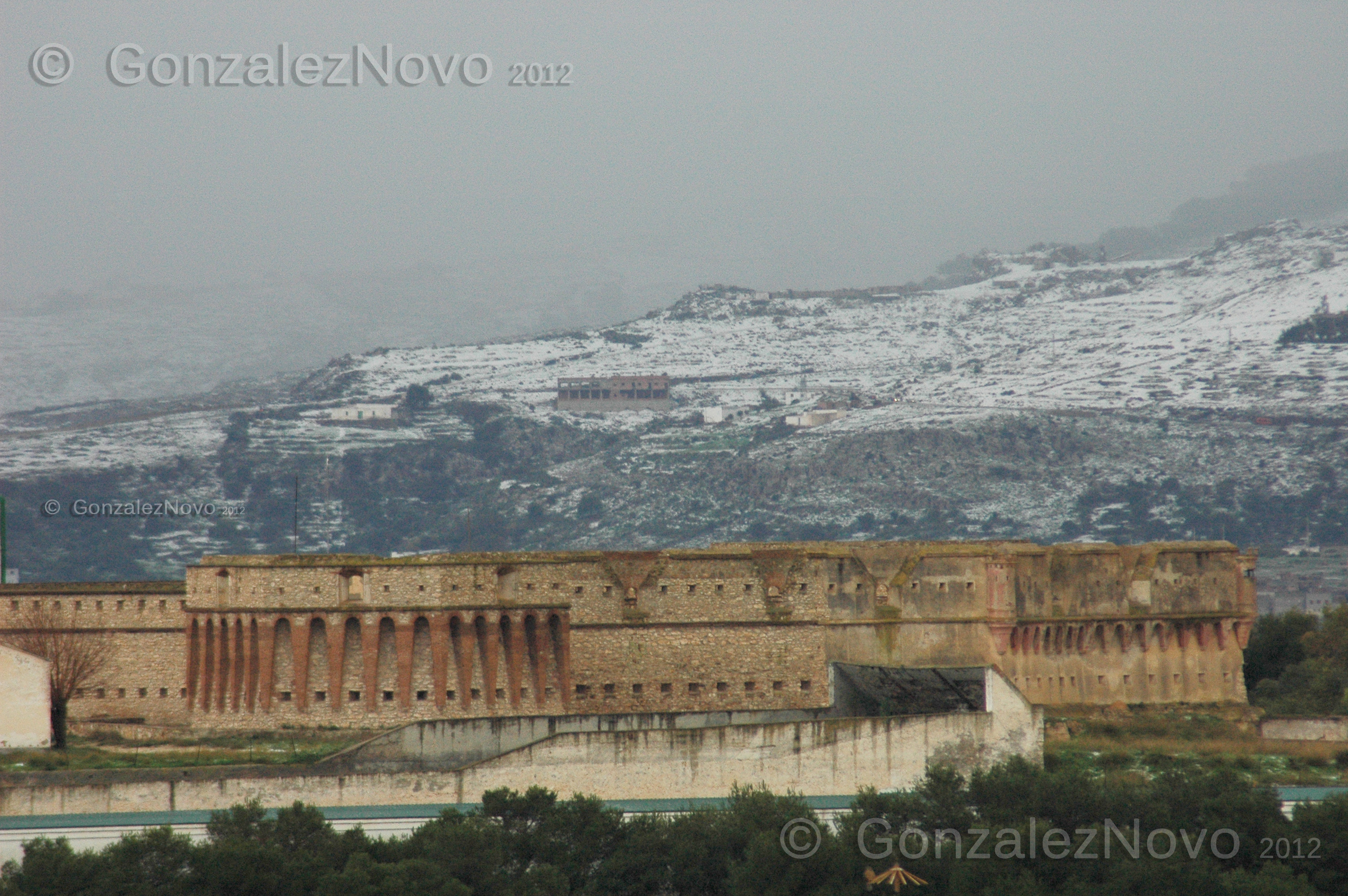
Fuerte de Cabrerizas Altas
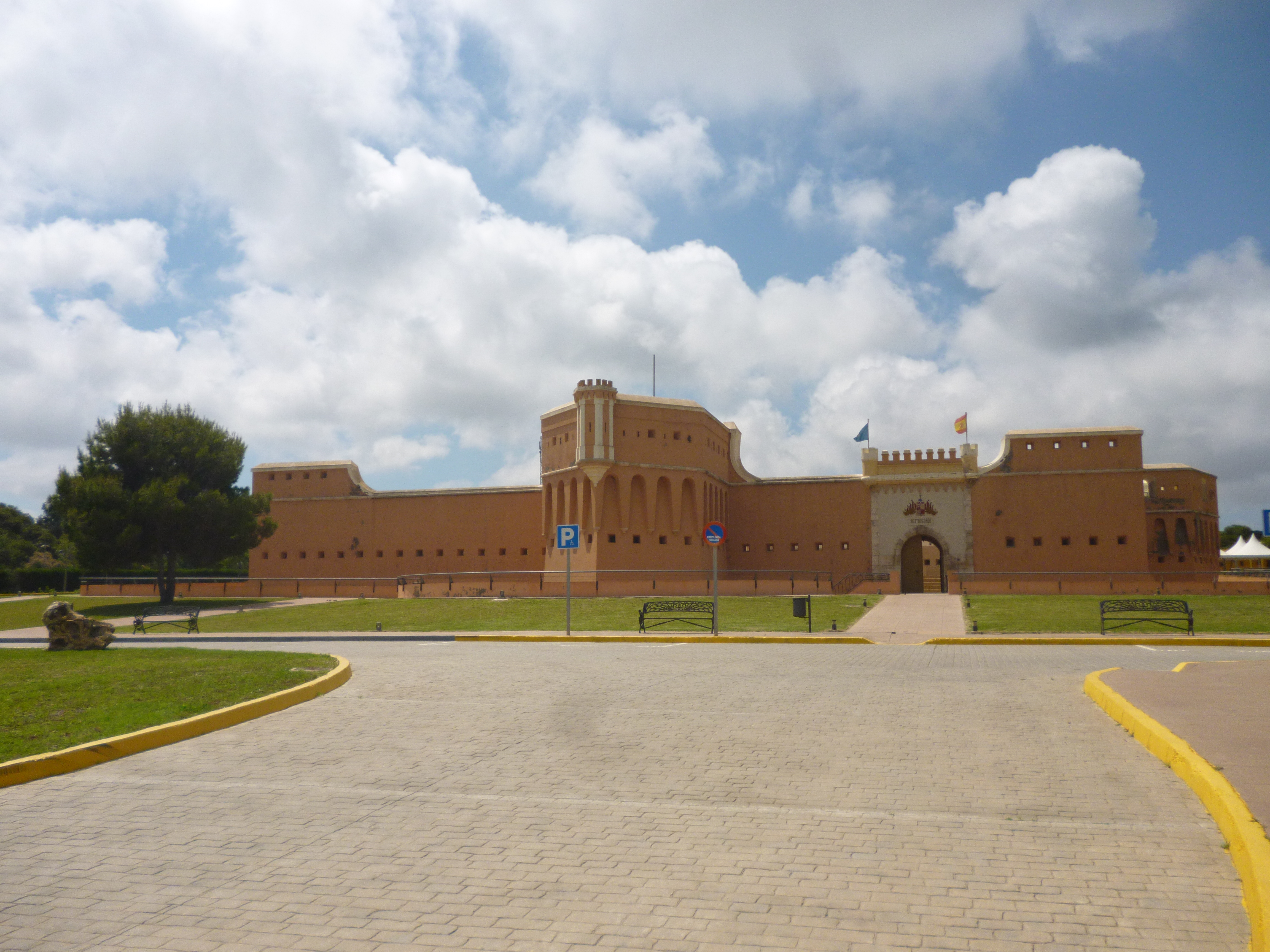
Fuerte de Rostrogordo

Son un conjunto de fortificaciones, fuertes no conectados entre sí y a bastante distancia unos de otros, construidos en la segunda mitad del siglo XIX en un estilo neomedieval bastante más gracioso que amenazante, rebosante de una belleza que en algunos casos, al estar pintados de vivos colores, como el naranja, hacen olvidar su función defensiva, más parecen elementos de juegos y diversión que estructuras defensivas.
Están construidos con piedra de la zona para los muros y ladrillos tochos para los arcos y las bóvedas, con técnicas de fortificación obsoletas, incapaces de hacer frente a la artillería moderna, pues las kabilas rifeñas, el enemigo del que debían defender Melilla no contaban con artillería.

### Ensanche

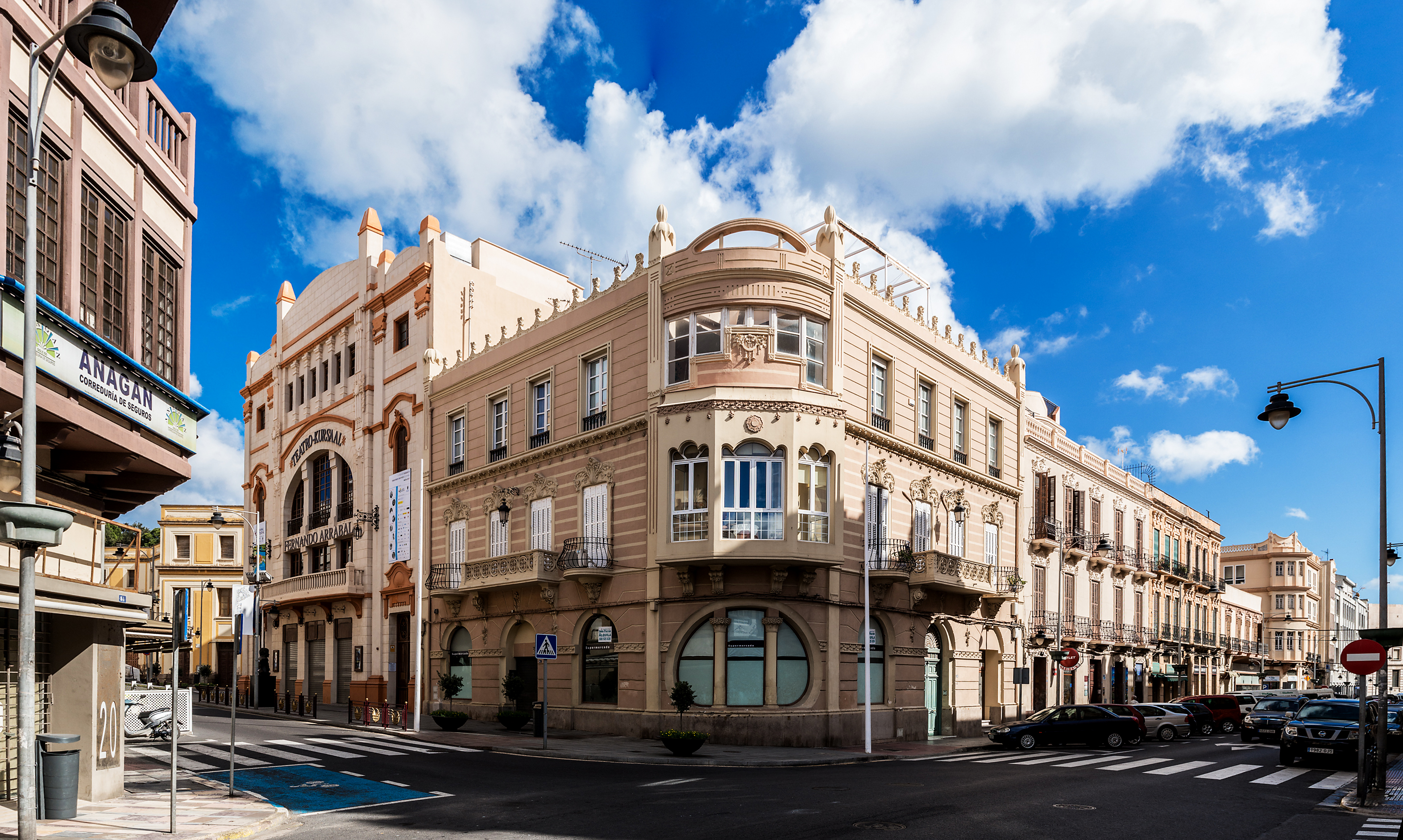
Antigua redacción de El Telegrama del Rif
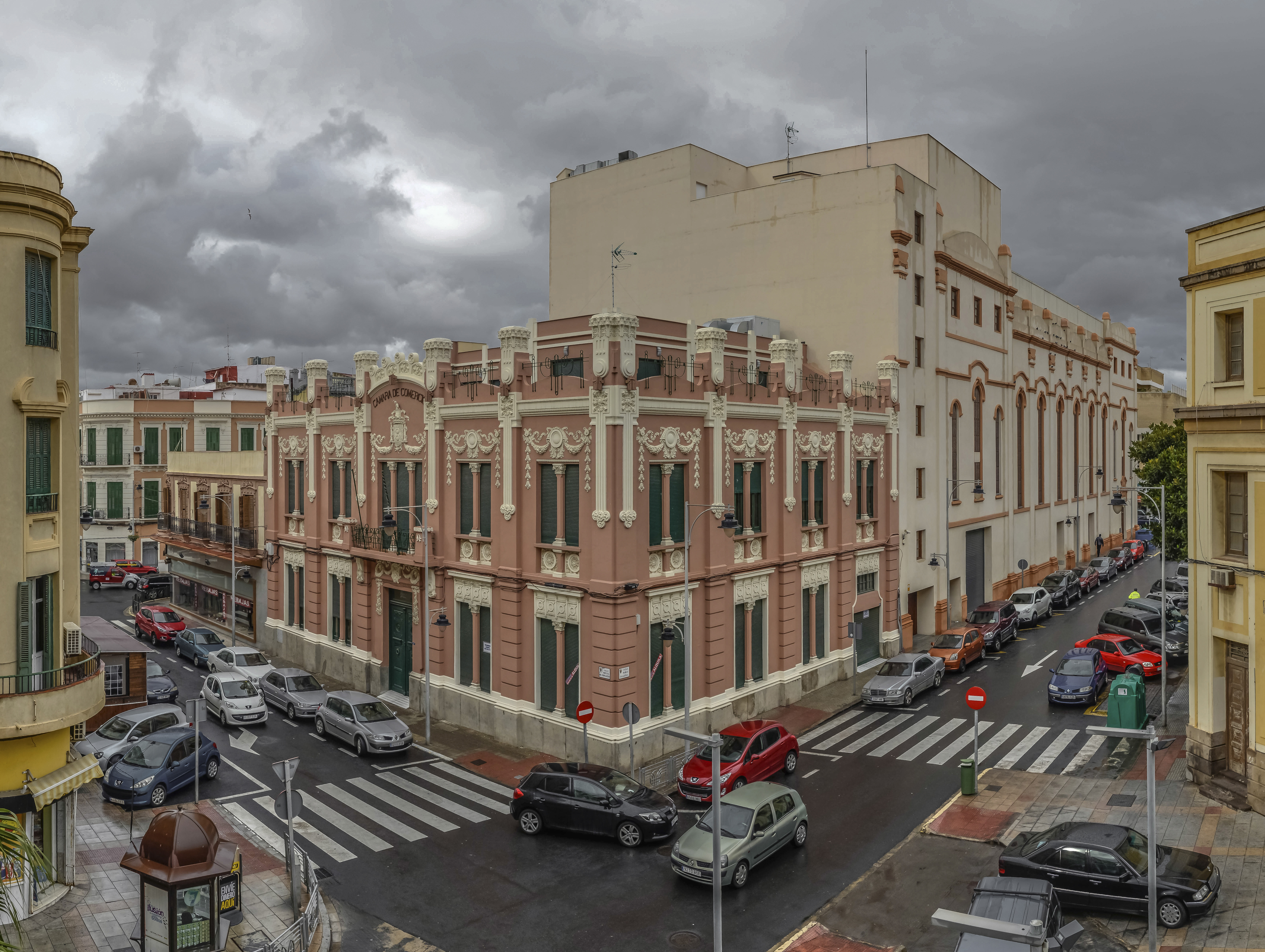
Cámara Oficial de Comercio, Industria y Navegación
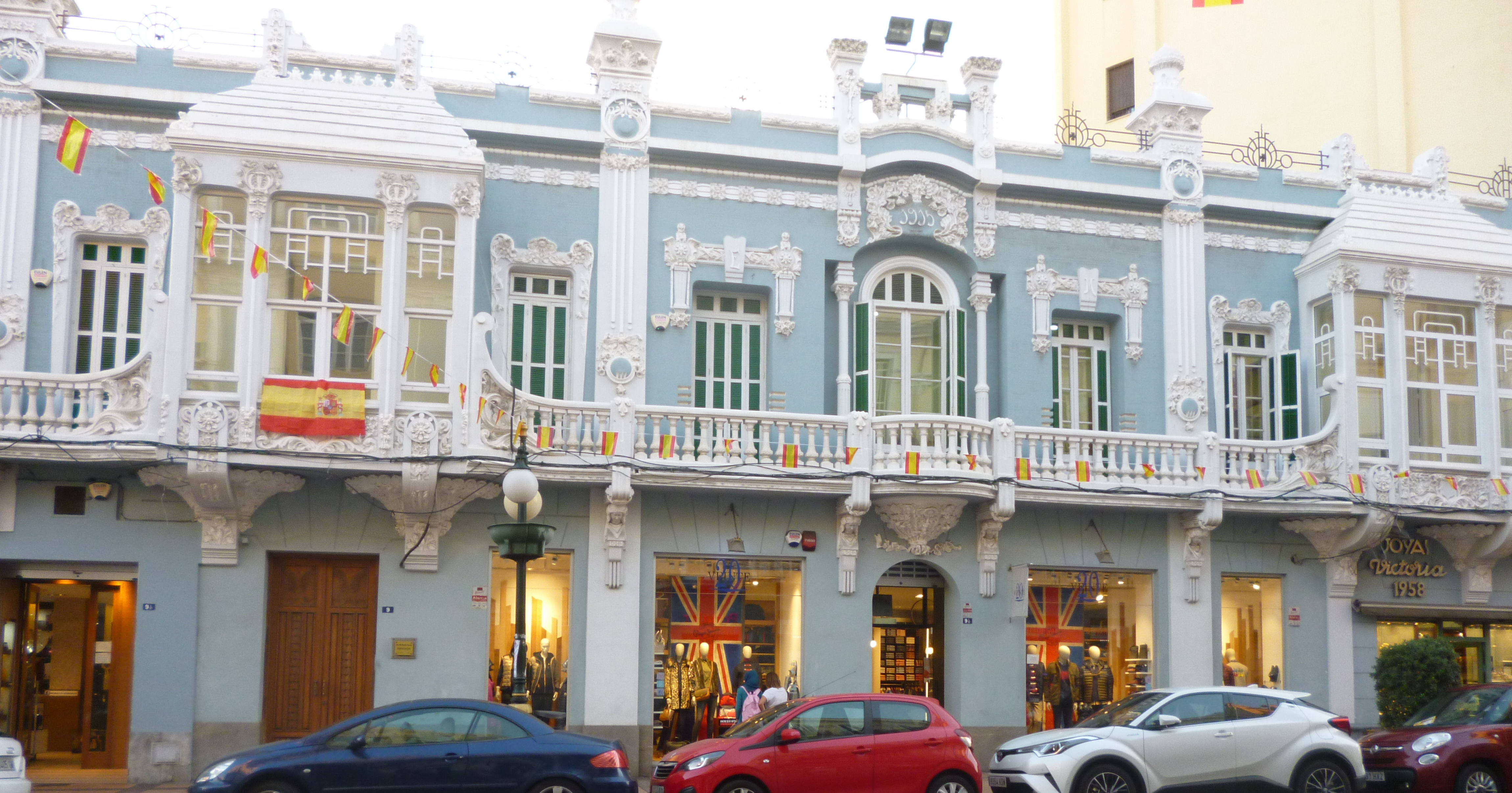
Antiguo Economato Militar
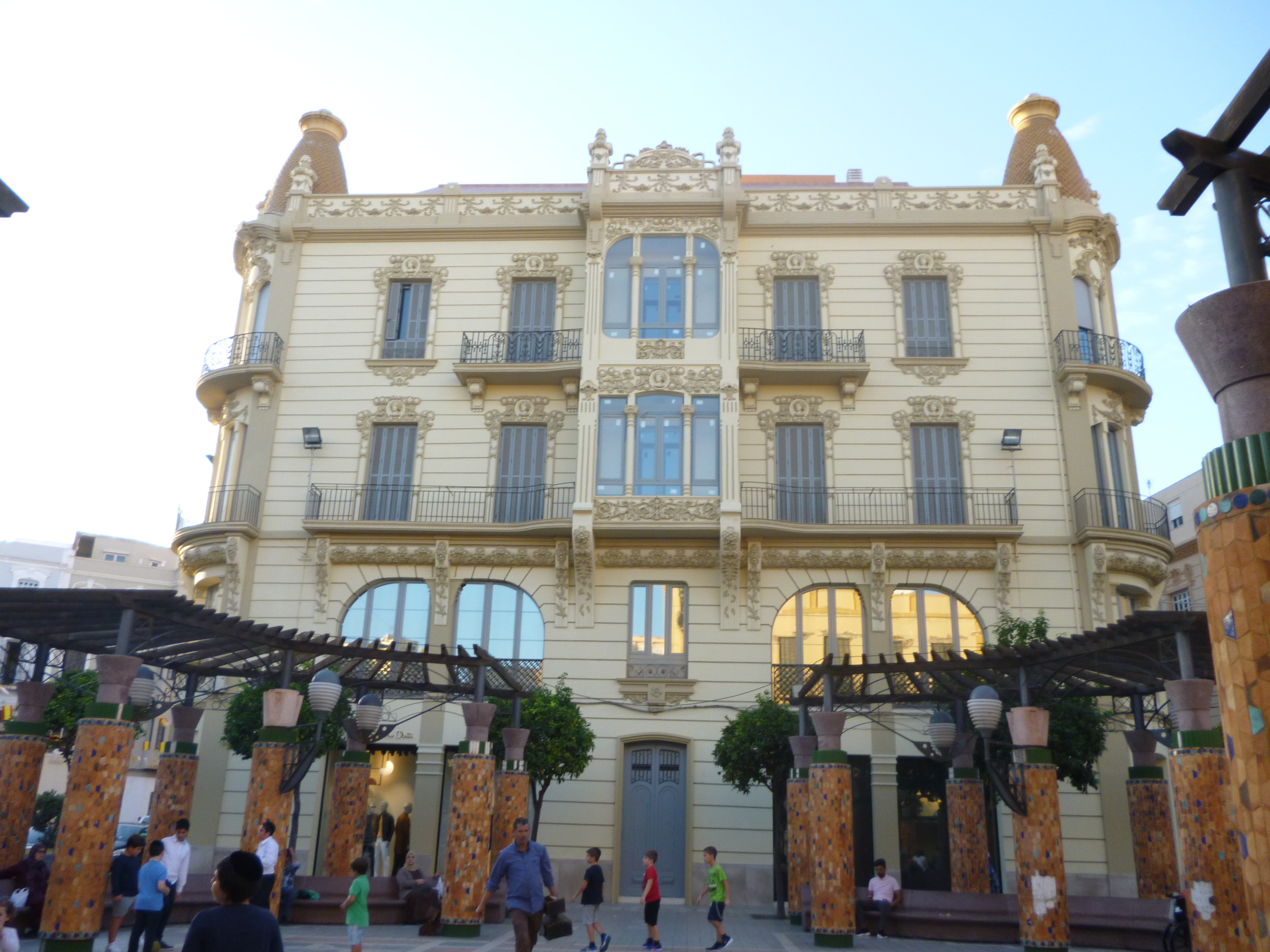
Antiguos Grandes Almacenes la Reconquista
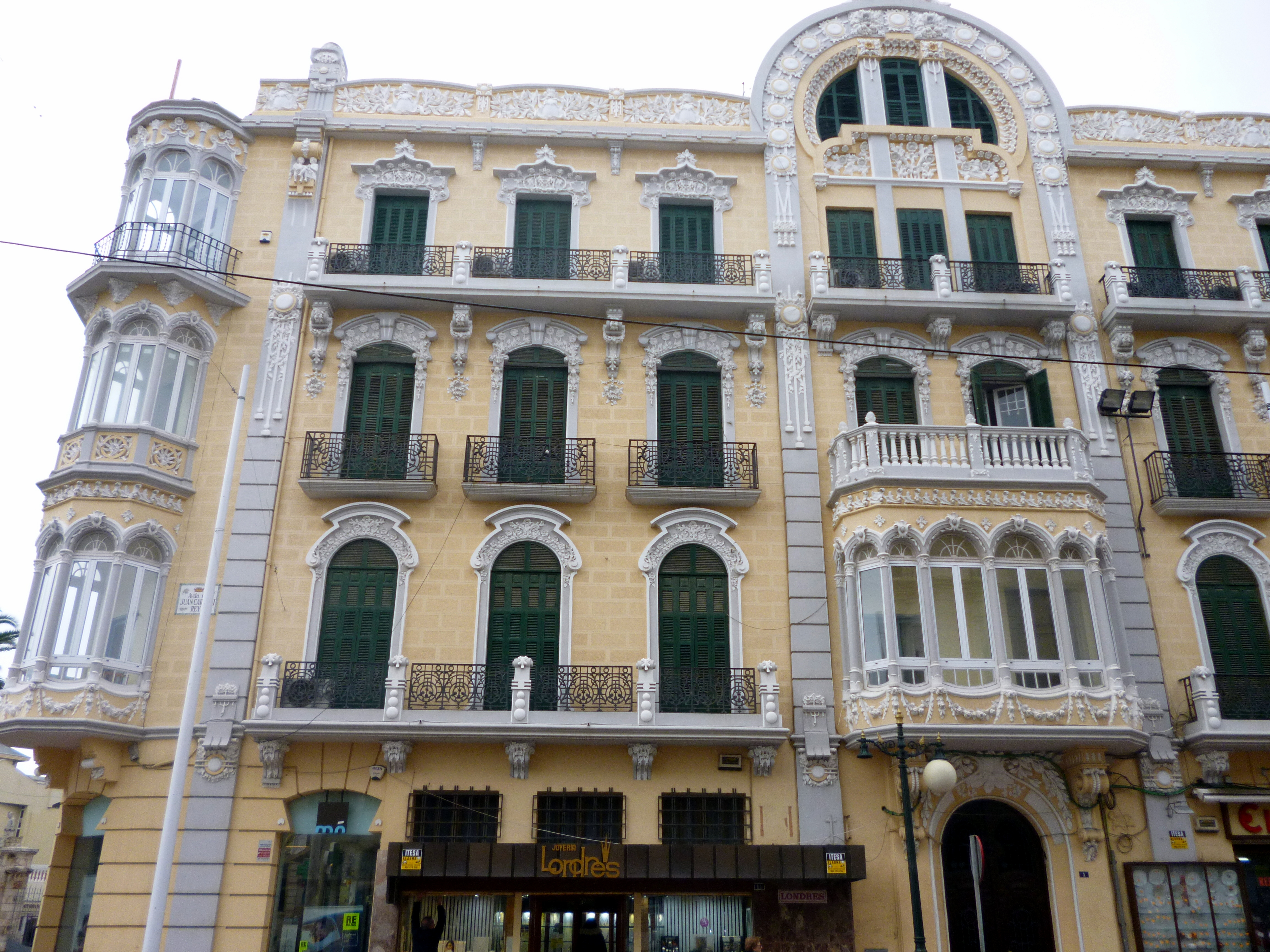
Casa David J. Melul
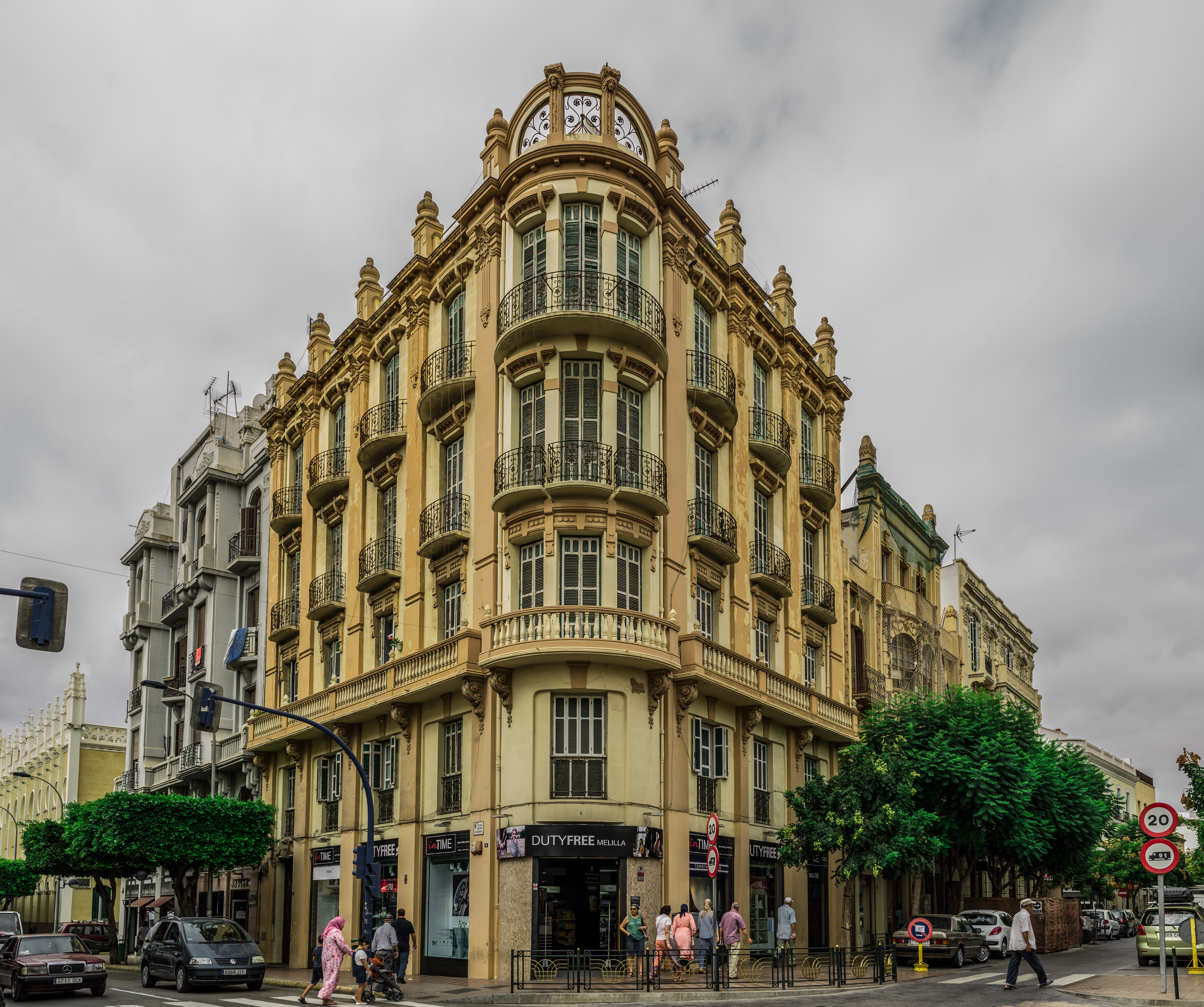
Casa de José García Álvaro
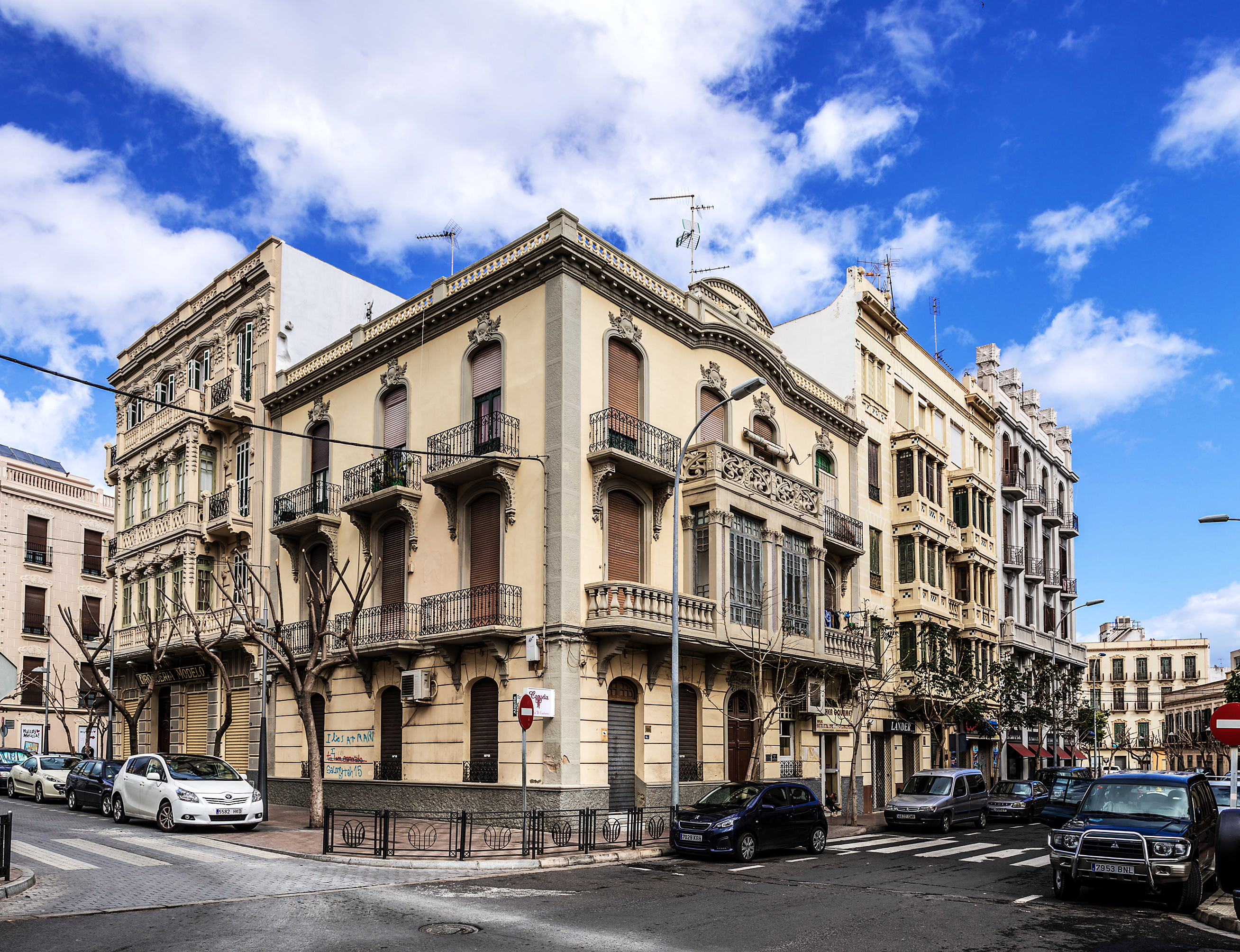
Casa de Miguel Gómez Morales
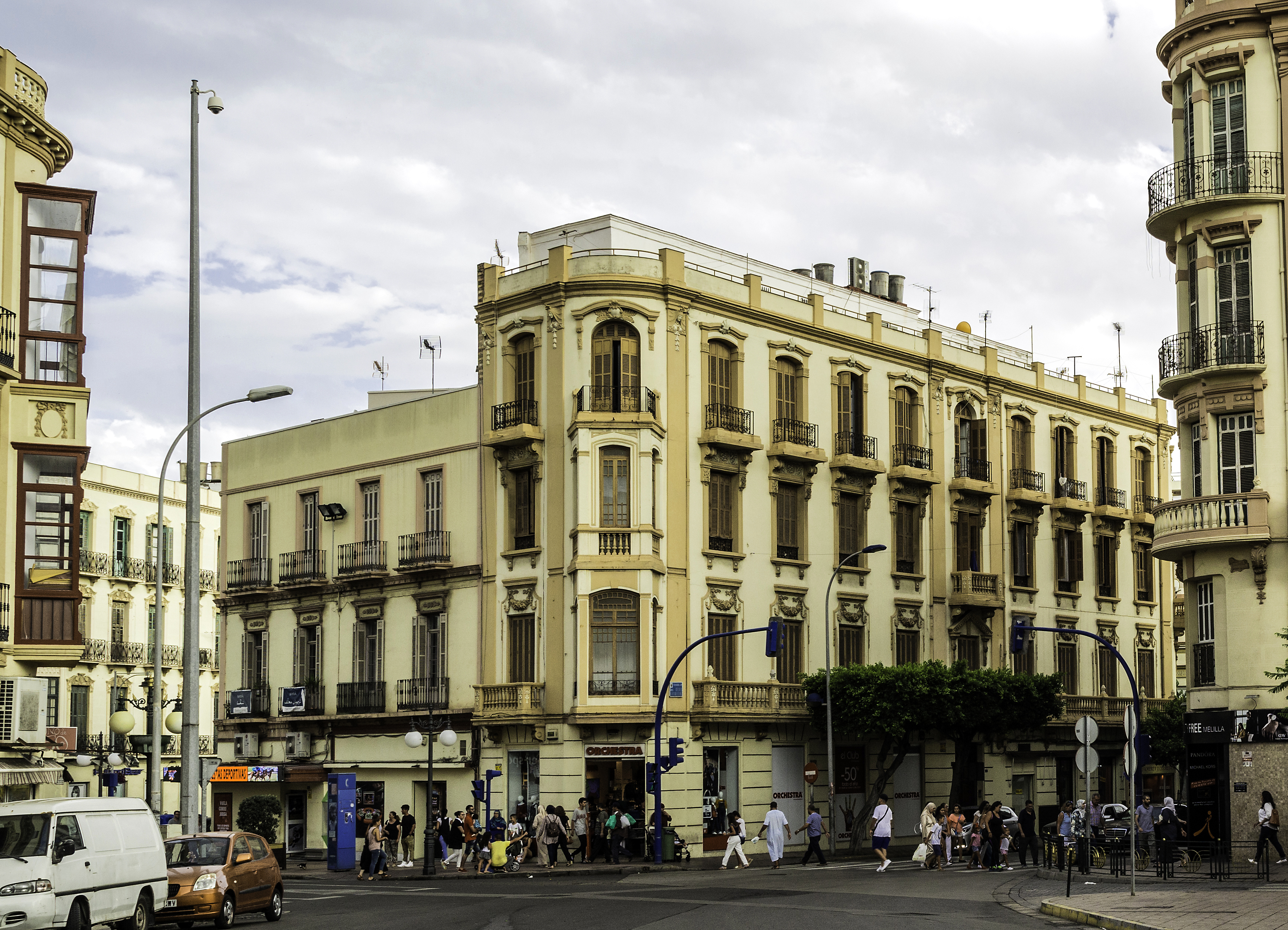
Casa de Juan Montes Hoyo

Desde finales del siglo XIX se inicia un período de esplendor que genera una ciudad moderna.
Melilla es, después de Barcelona, la ciudad con mayor representación de arquitectura modernista de España y la mayor representación del modernismo en el continente africano. Cientos de edificios (hay catalogados más de 500) se reparten por el ensanche central y por sus barrios. Esta zona moderna también está protegida como Bien de Interés Cultural, y cuenta con numerosos edificios de un arquitecto de la Escuela de Barcelona afincado en Melilla, Enrique Nieto y Nieto, que produjo una amplísima obra modernista, como seguidor del arquitecto Lluis Domènech i Montaner. Destacan sus edificios modernistas florales. Otros autores modernistas en Melilla fueron sobre todo Emilio Alzugaray Goicoechea y Tomás Moreno Lázaro.

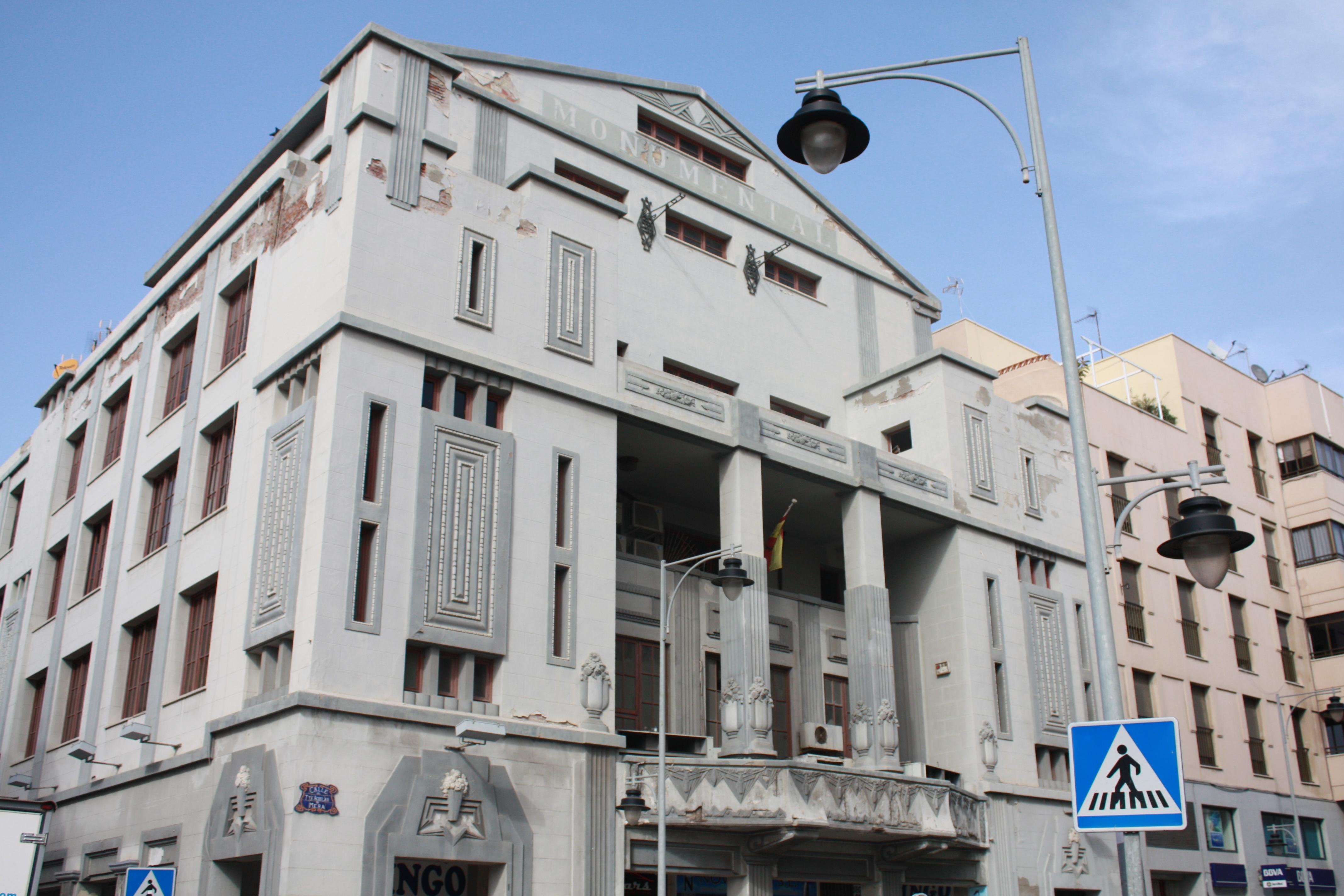
Monumental Cinema Sport
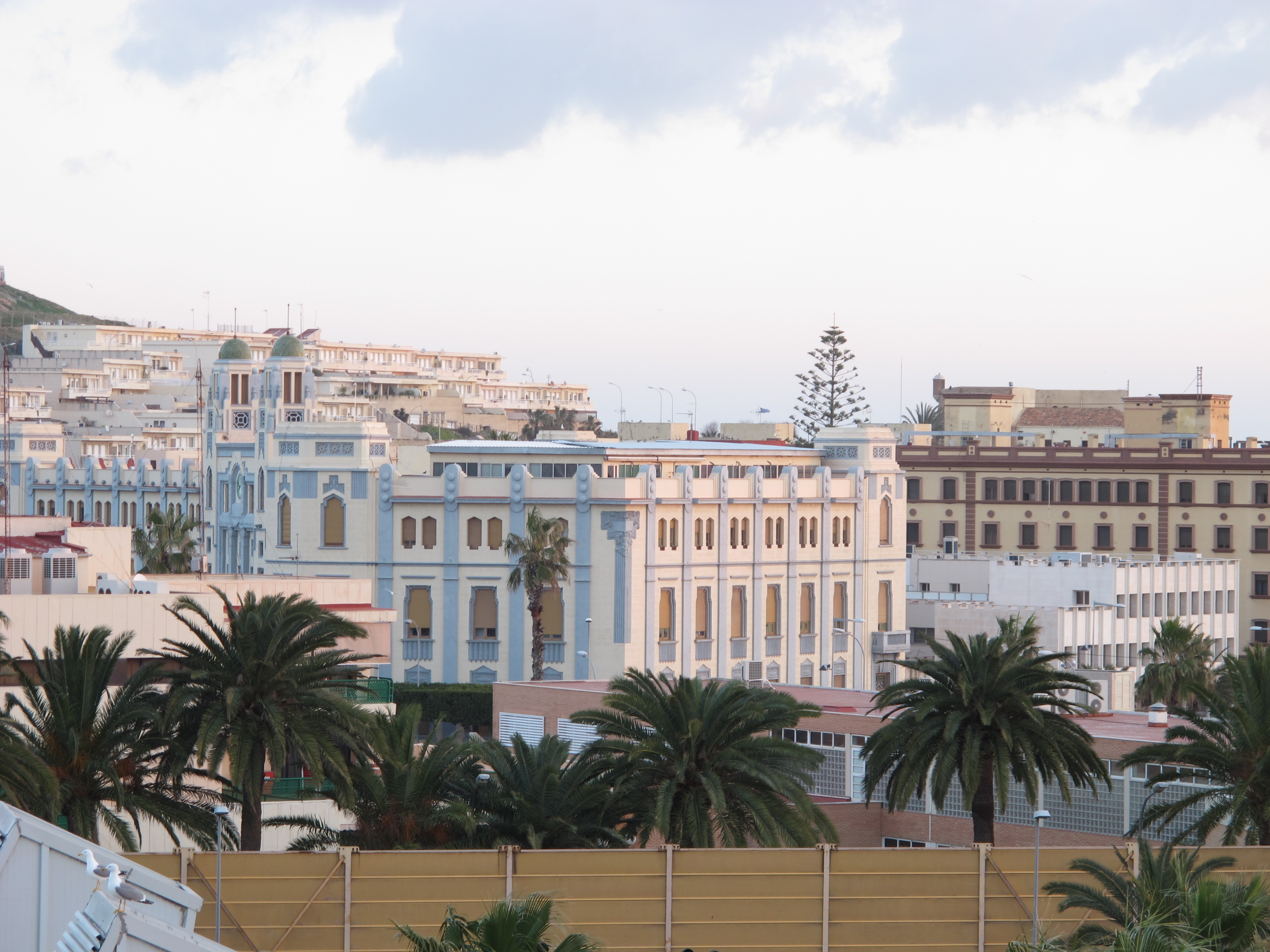
Palacio de la Asamblea
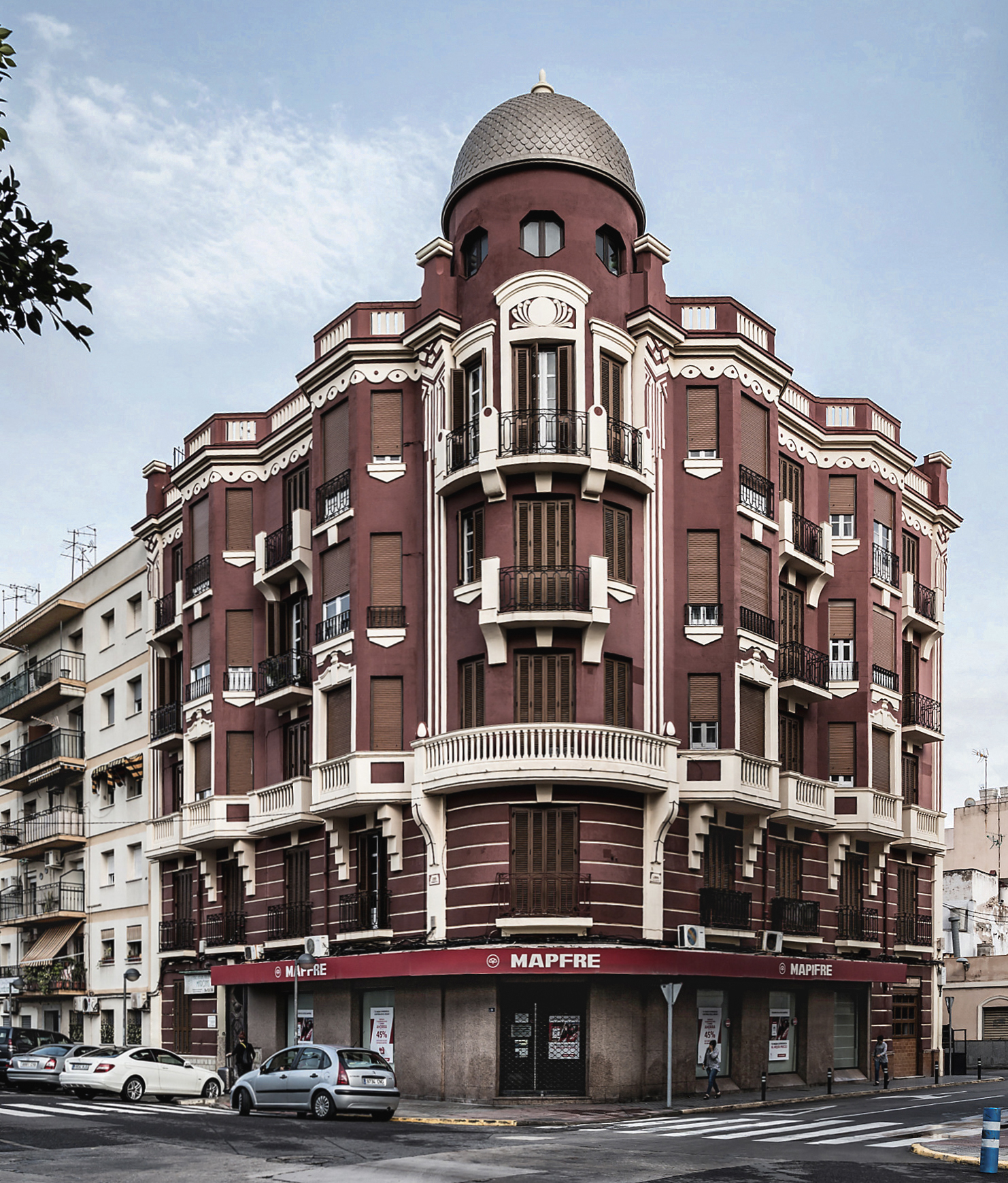
Edificio Rojo
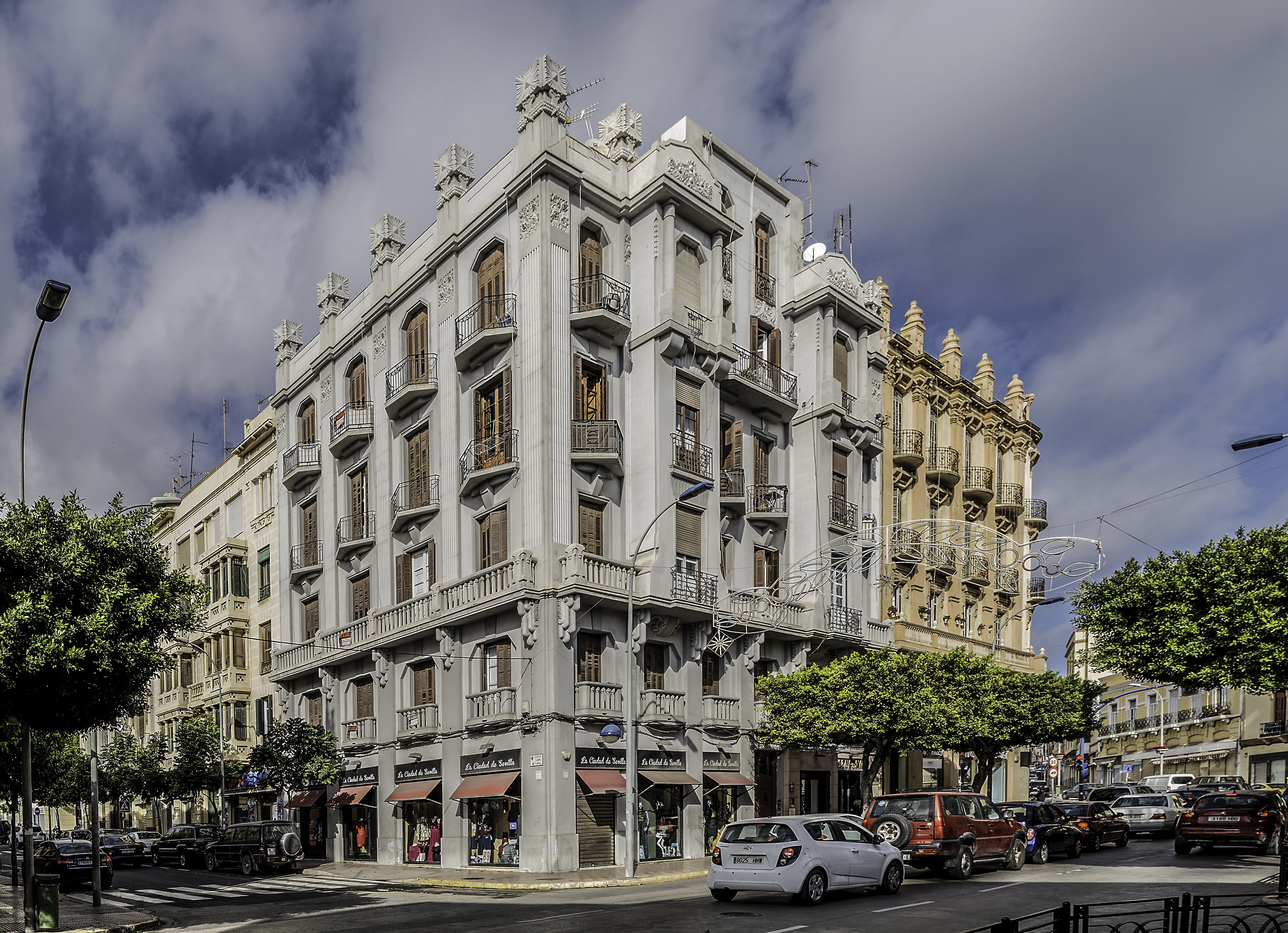
Casa de Enrique Nieto

En los años treinta, el art déco prende en la arquitectura de Melilla y arquitectos como Francisco Hernanz Martínez o Lorenzo Ros Costa realizan espectaculares edificios en los barrios de la ciudad.

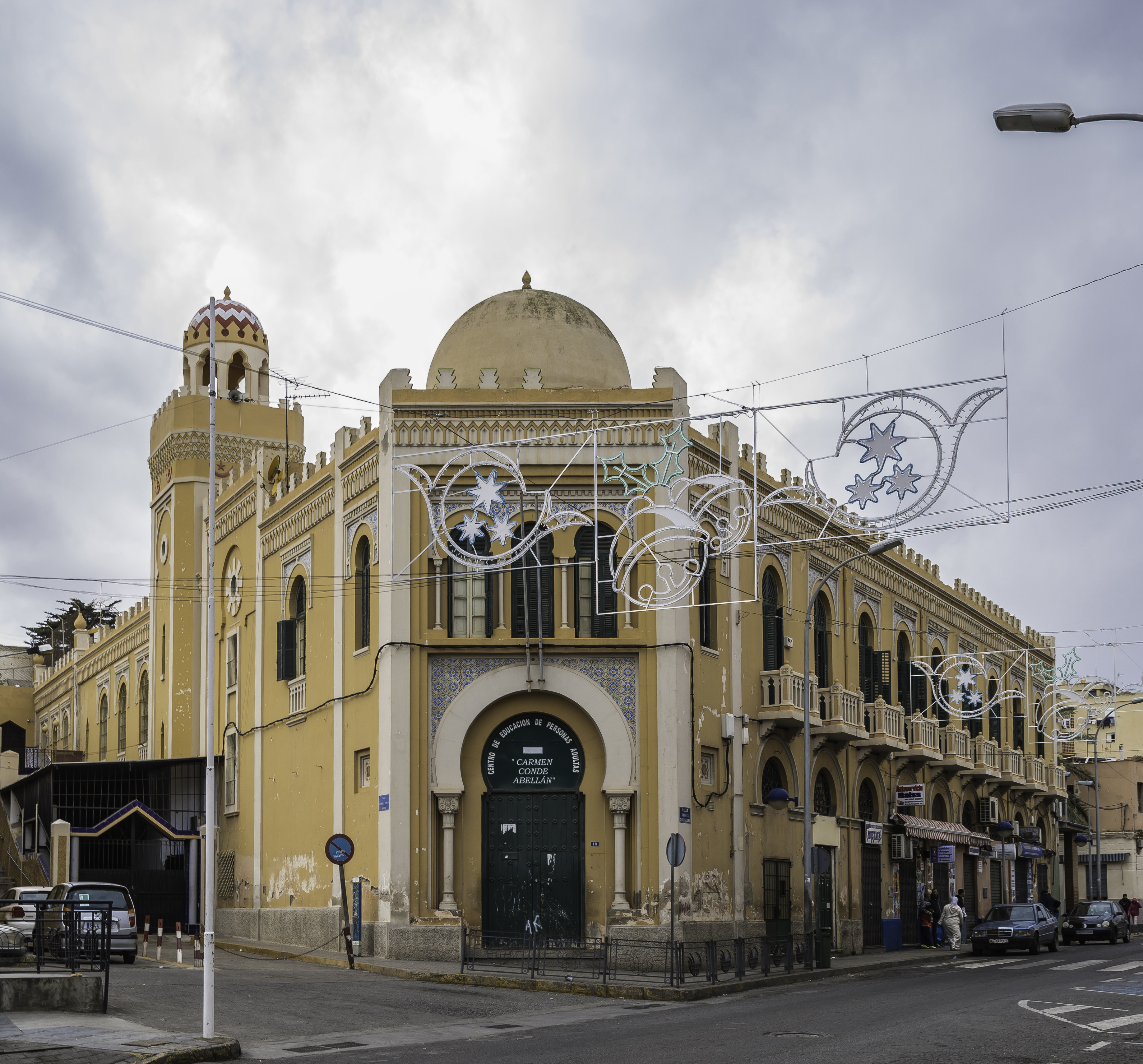
Mezquita Central
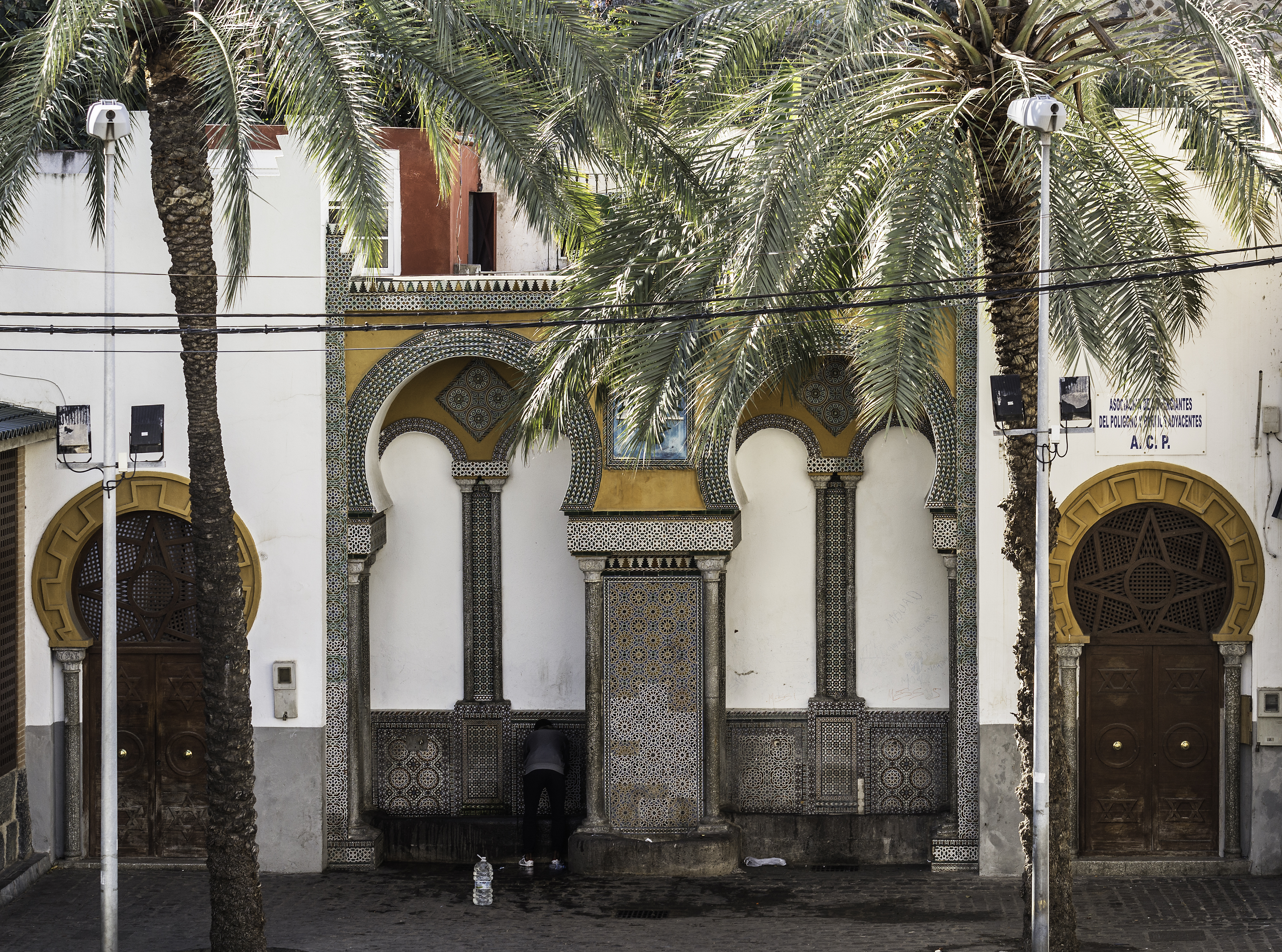
Fuente del Bombillo
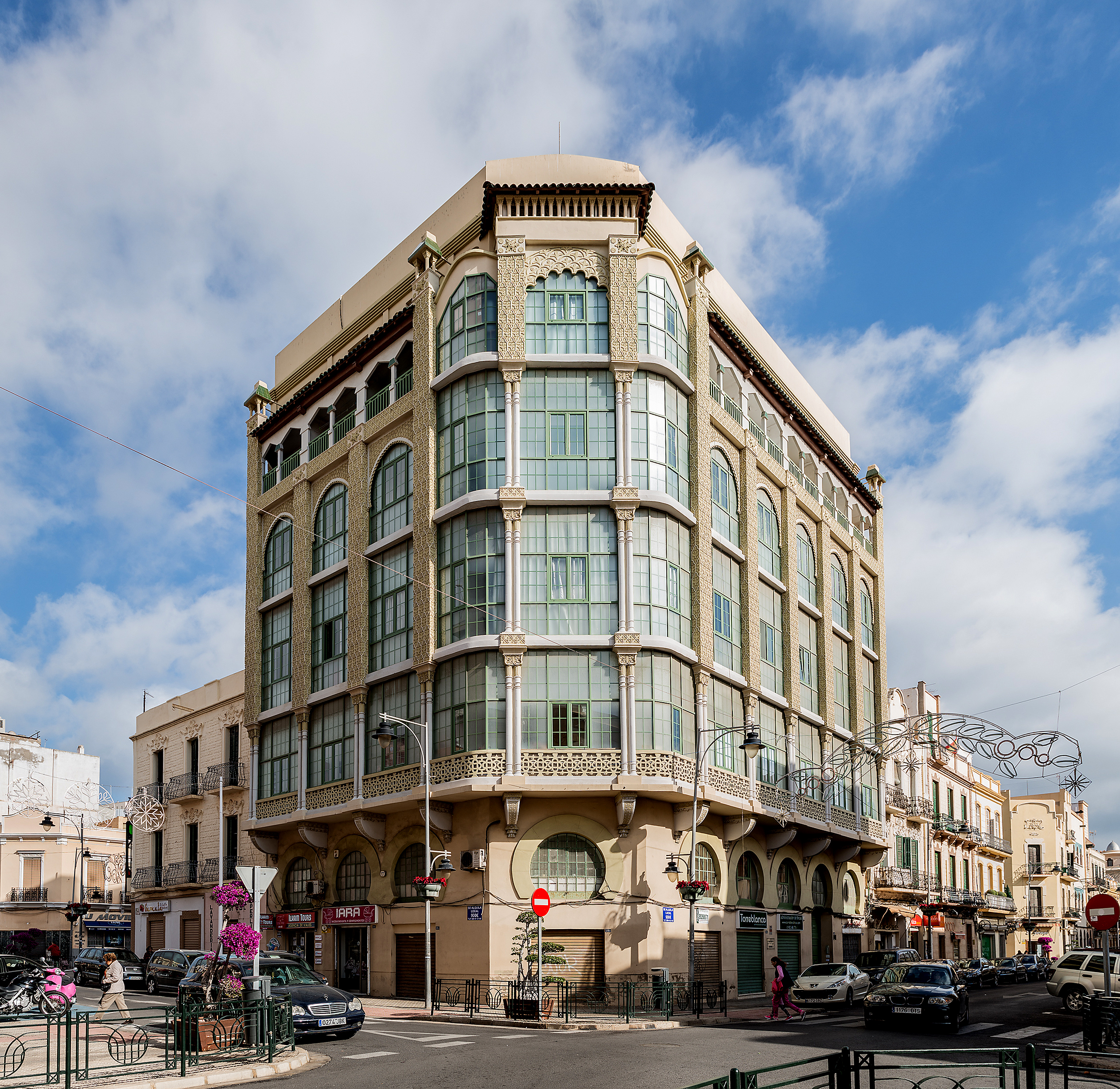
Casa de los Cristales
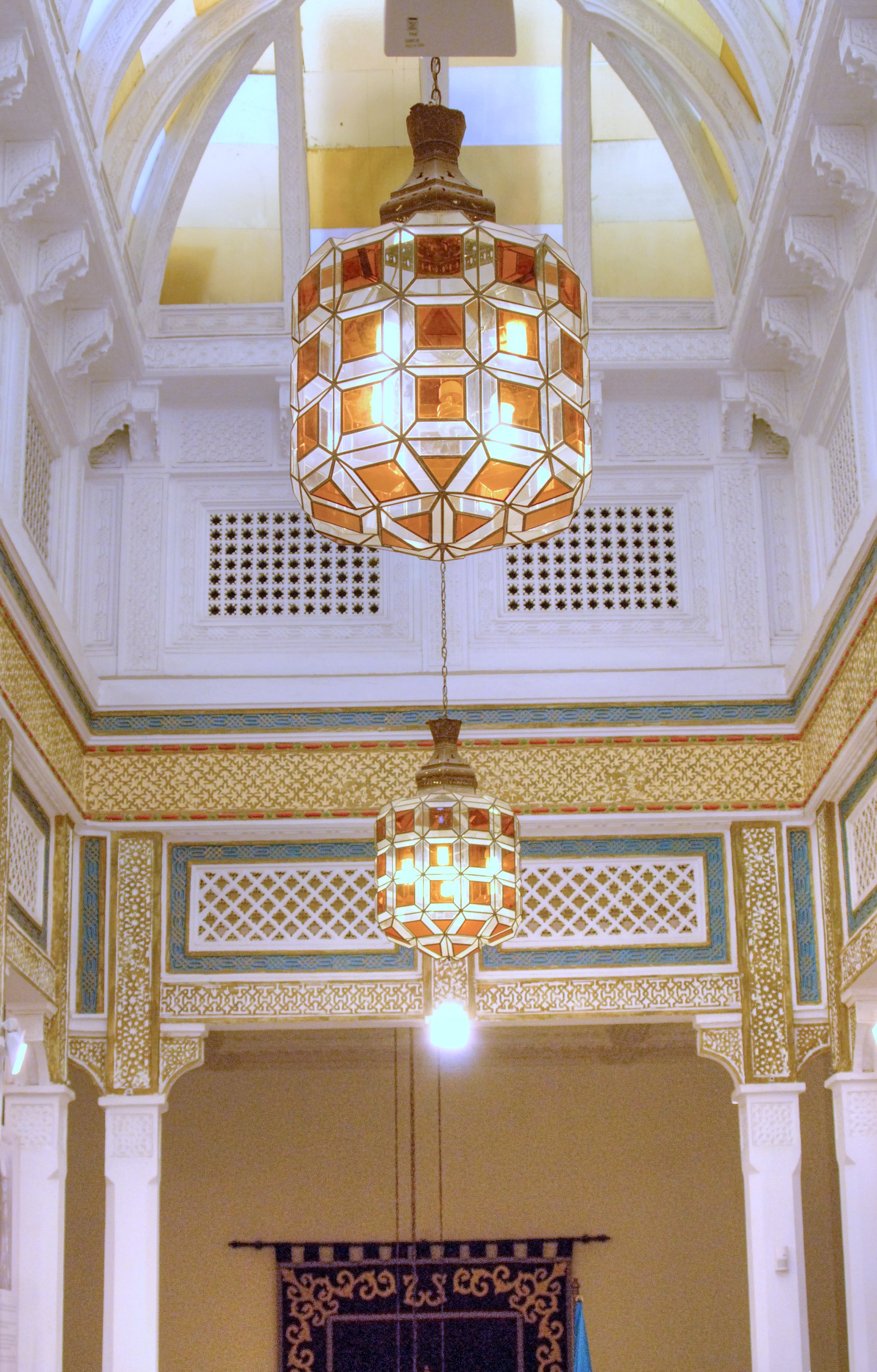
Casino Militar de Melilla

También cuenta con edificios historicistas y eclécticos.

### Cementerio municipal de la Purísima Concepción

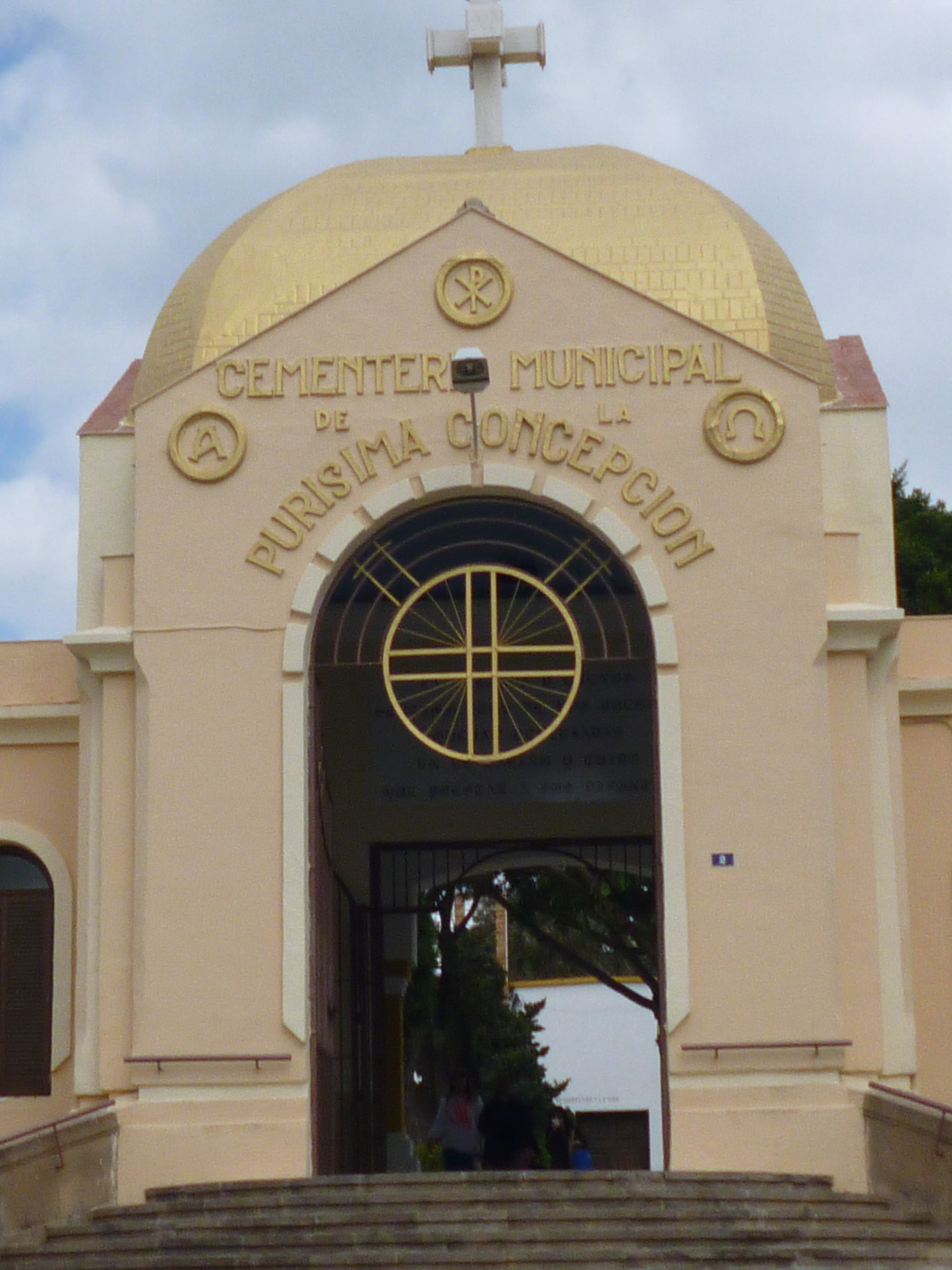
Entrada al cementerio municipal de La Purísima Concepción
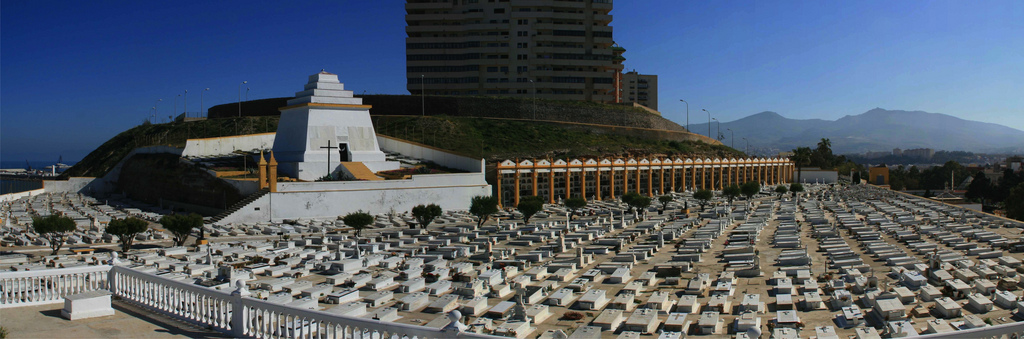
Cementerio de Melilla
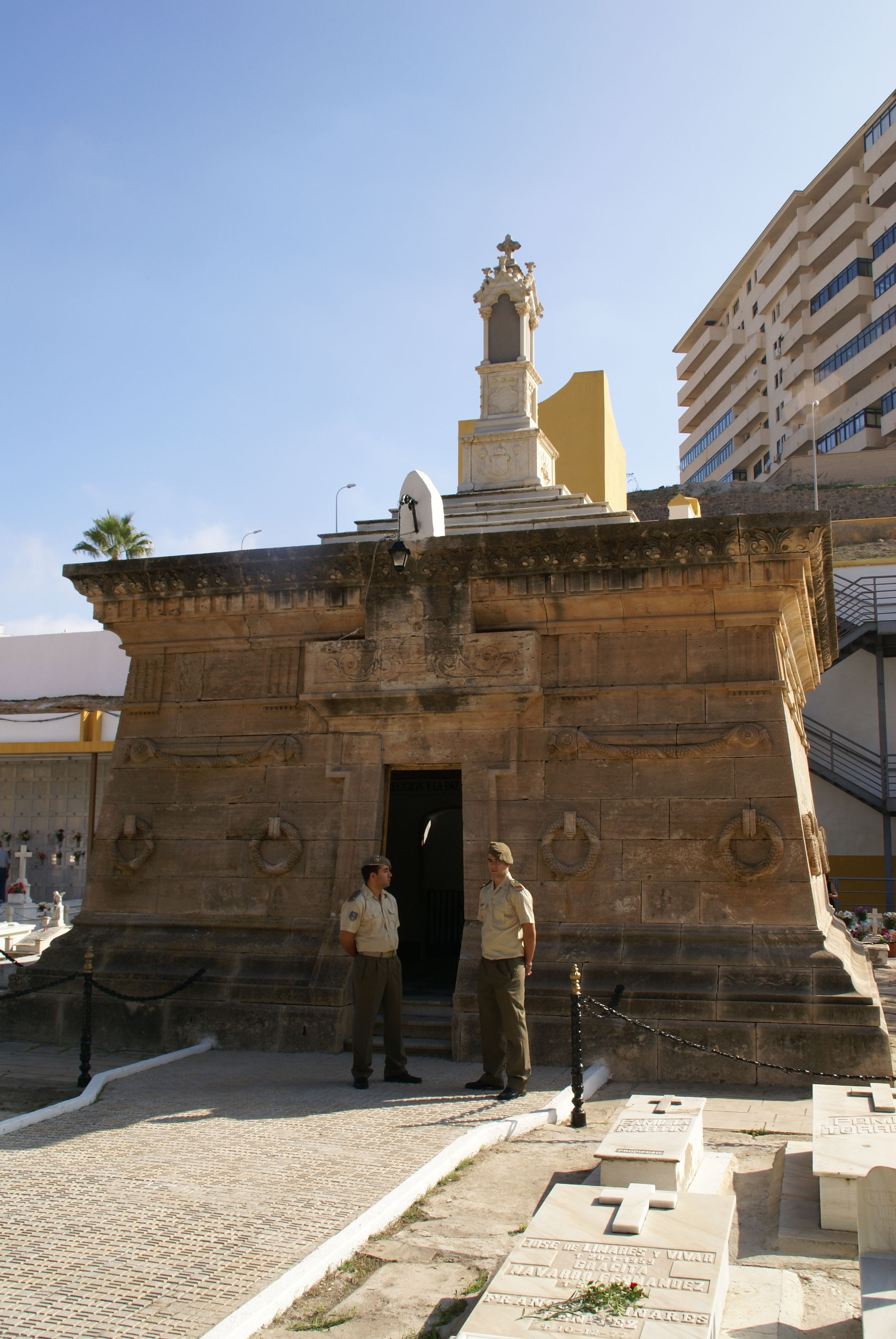
Panteón Margallo
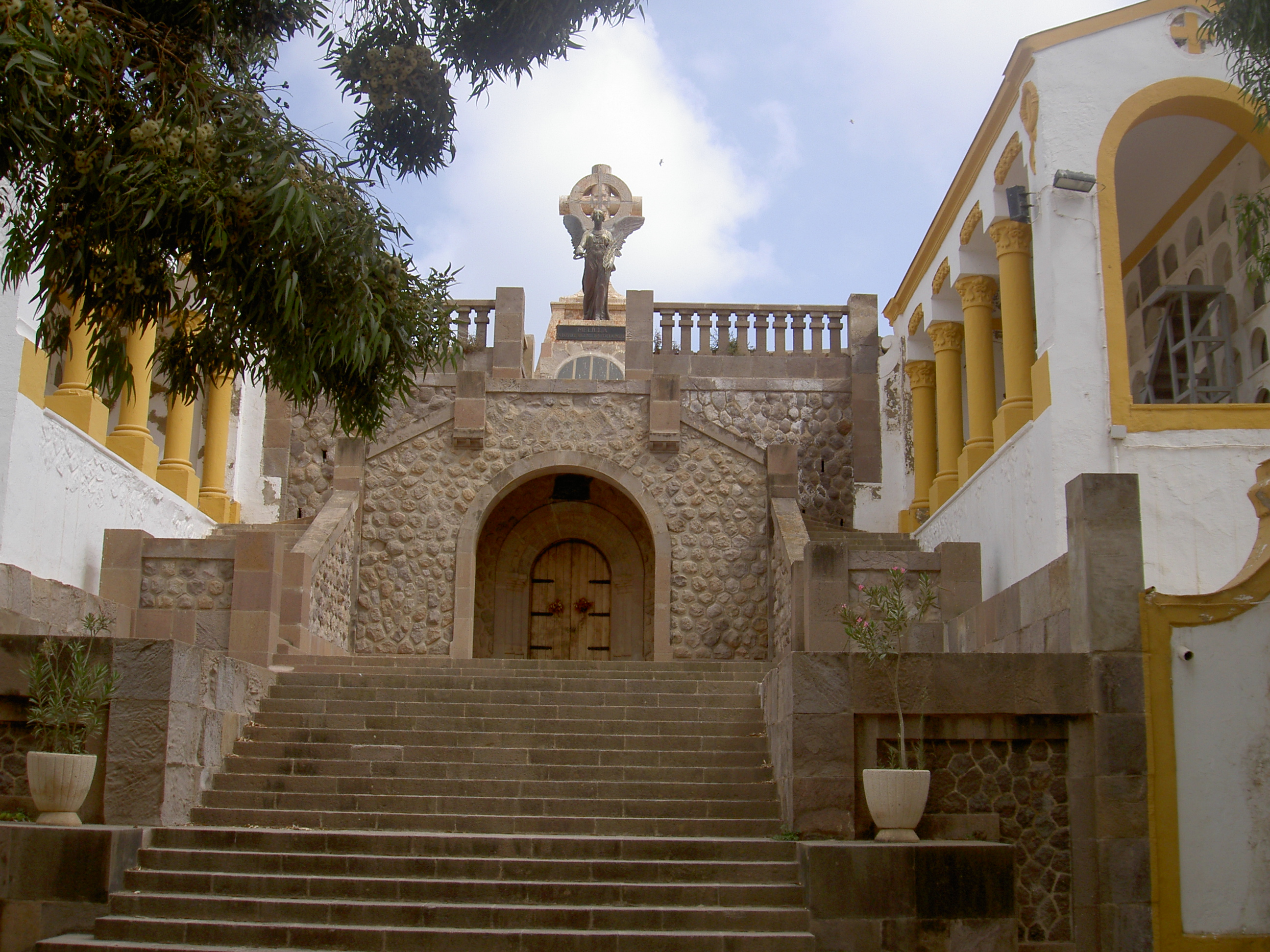
Panteón de los Héroes
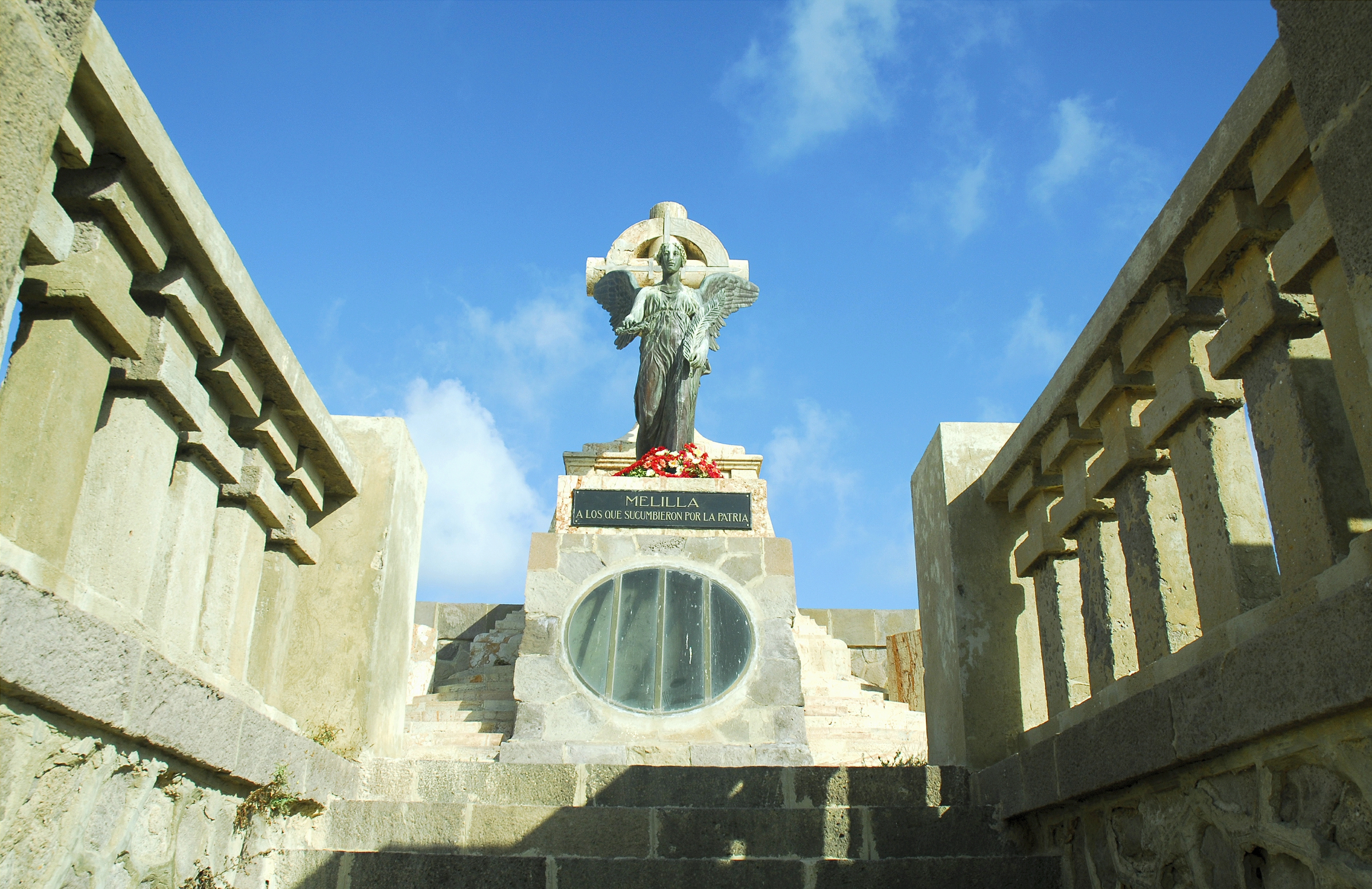
Panteón de los Héroes
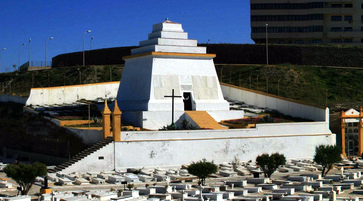
Panteón Regulares número 5

Es el principal cementerio de la ciudad española de Melilla. Se encuentra situado en la plaza del Cementerio, al final de la cañada del Agua. Se empezó a construir en 1890, bajo proyecto del comandante de ingenieros Eligio Suza y contrata de Manuel Fernández. Se inauguró el 1 de enero de 1892 y fue bendecido por el vicario Juan Verdejo.
El primer cadáver que recibió sepultura en él fue el de Francisco López López, un niño de cuatro meses de edad.

### Elementos escultóricos

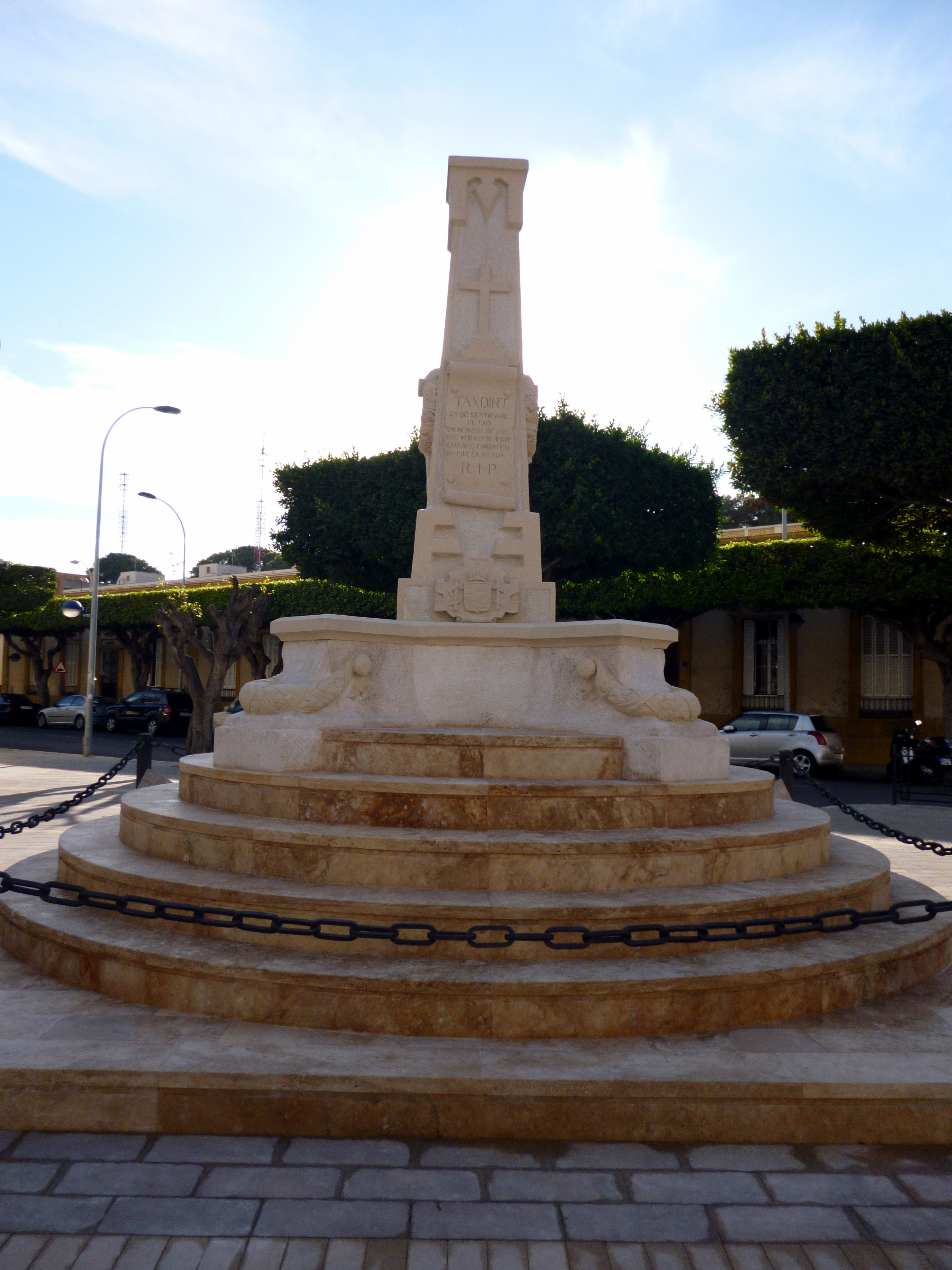
Monumento a los Héroes de Taxdirt
- Monumento a los Héroes y Mártires de las Campañas
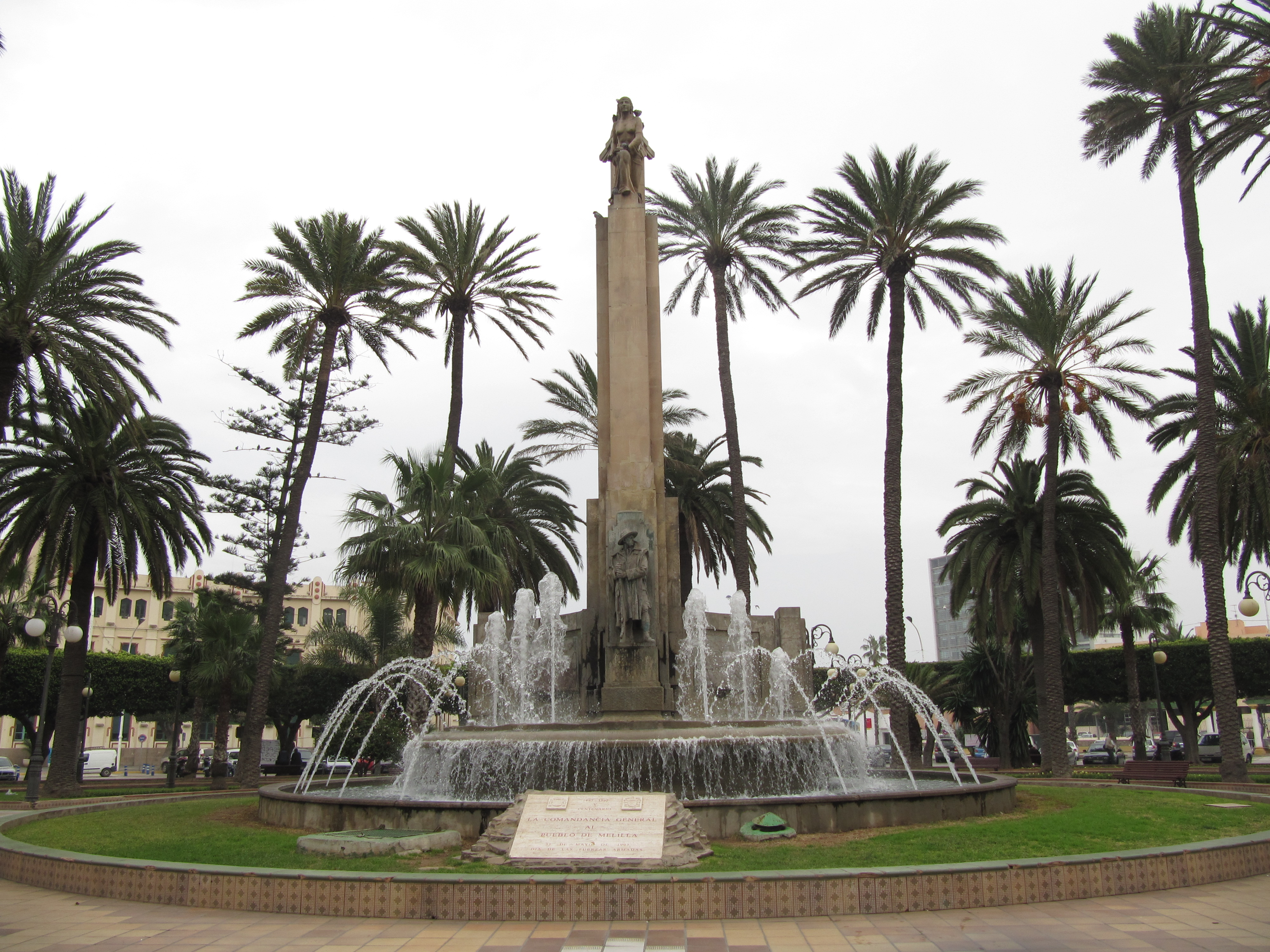
Monumento a los Héroes de España
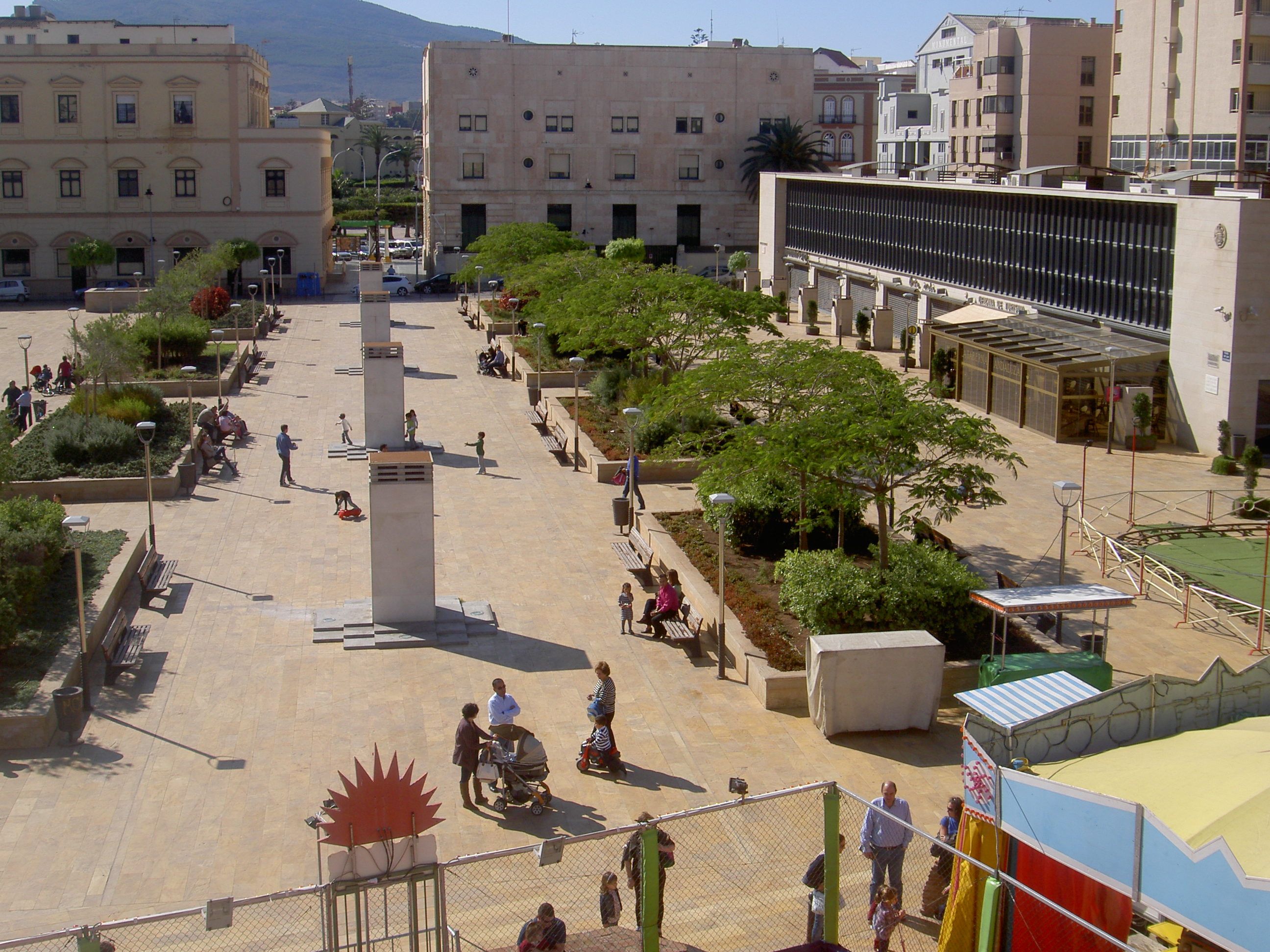
Plaza de las Culturas
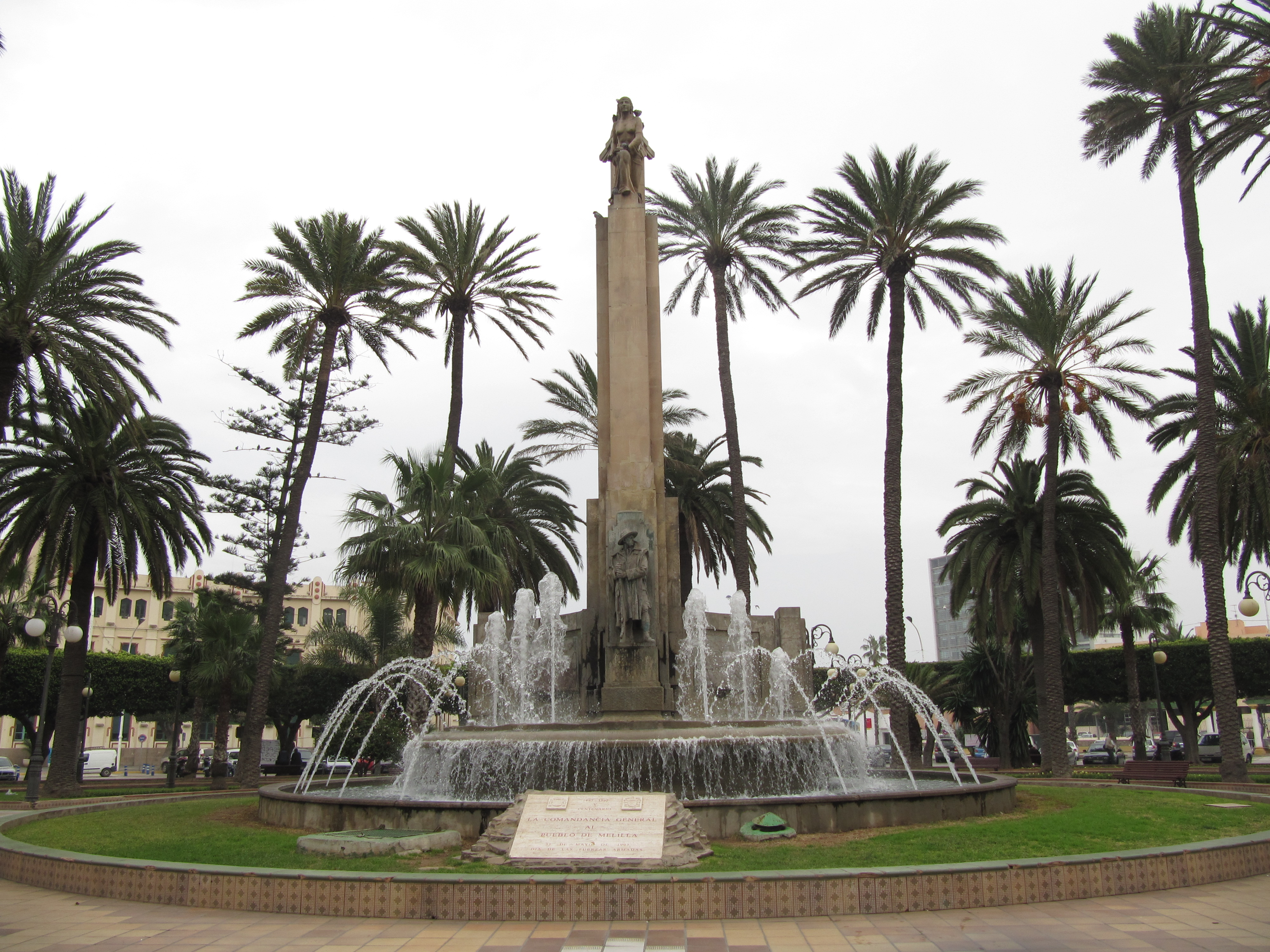
Monumento a los Héroes y Mártires de las Campañas
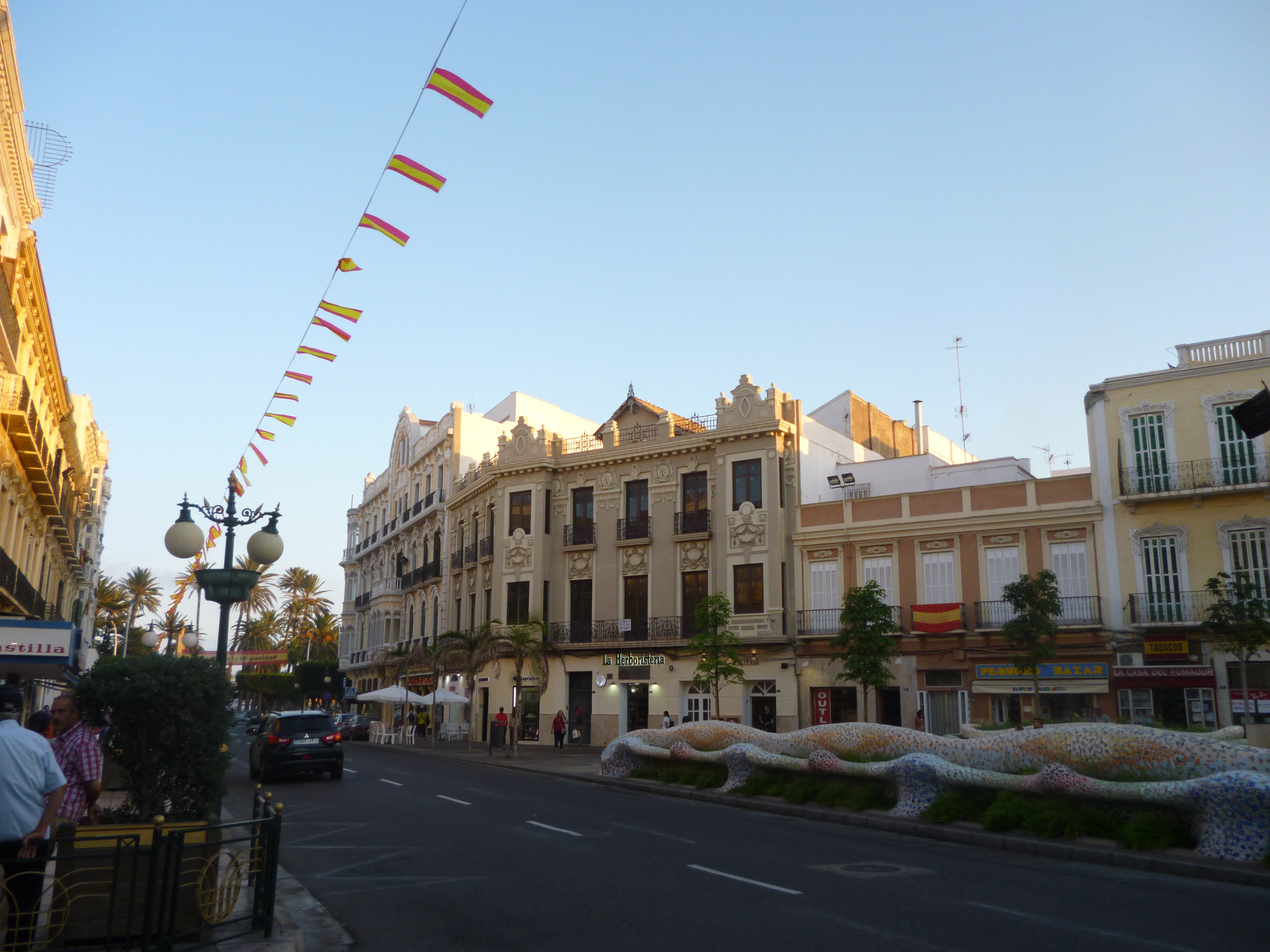
Plaza Héroes de España
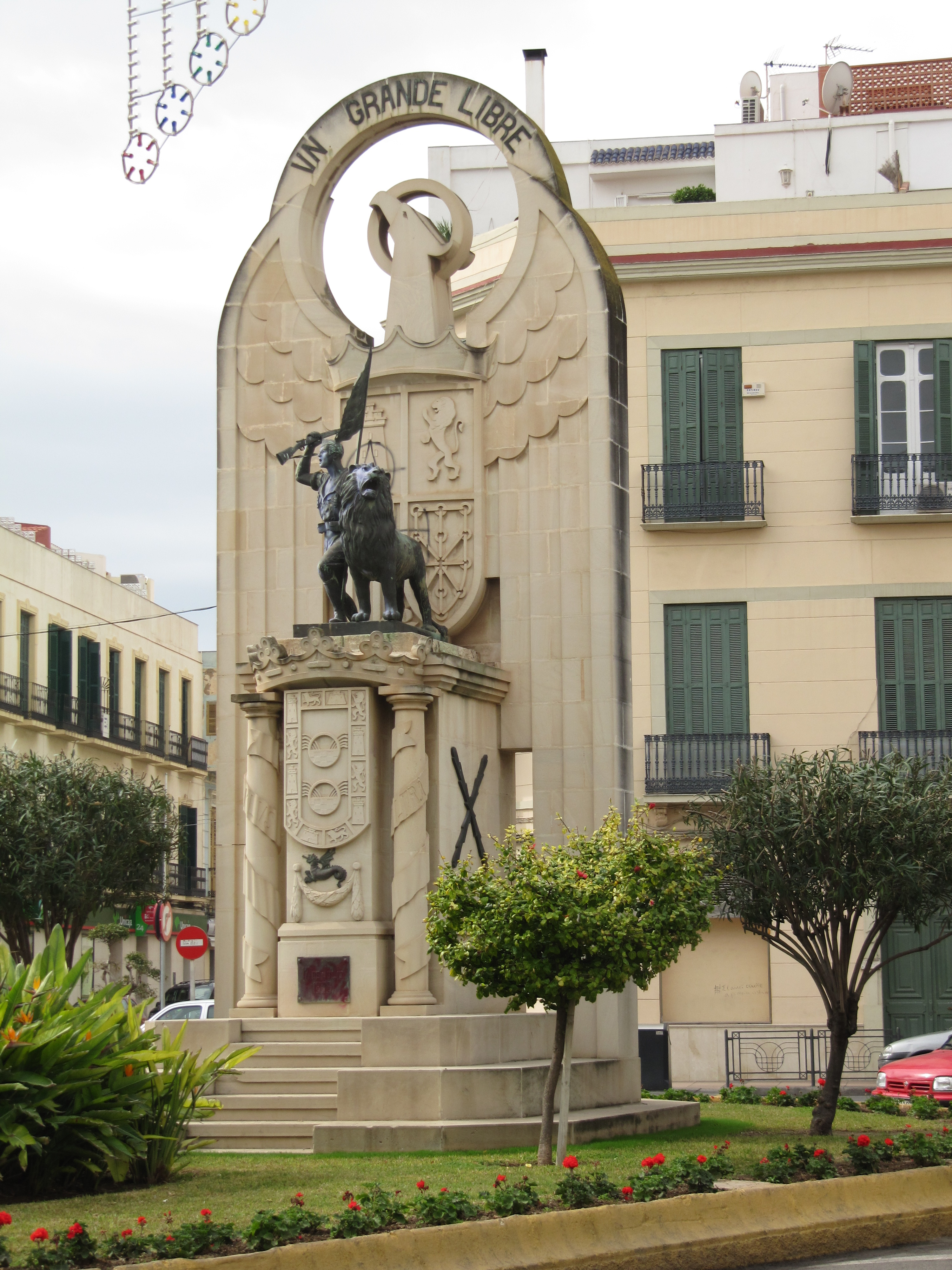
Monumento a Pedro de Estopiñán y Virués
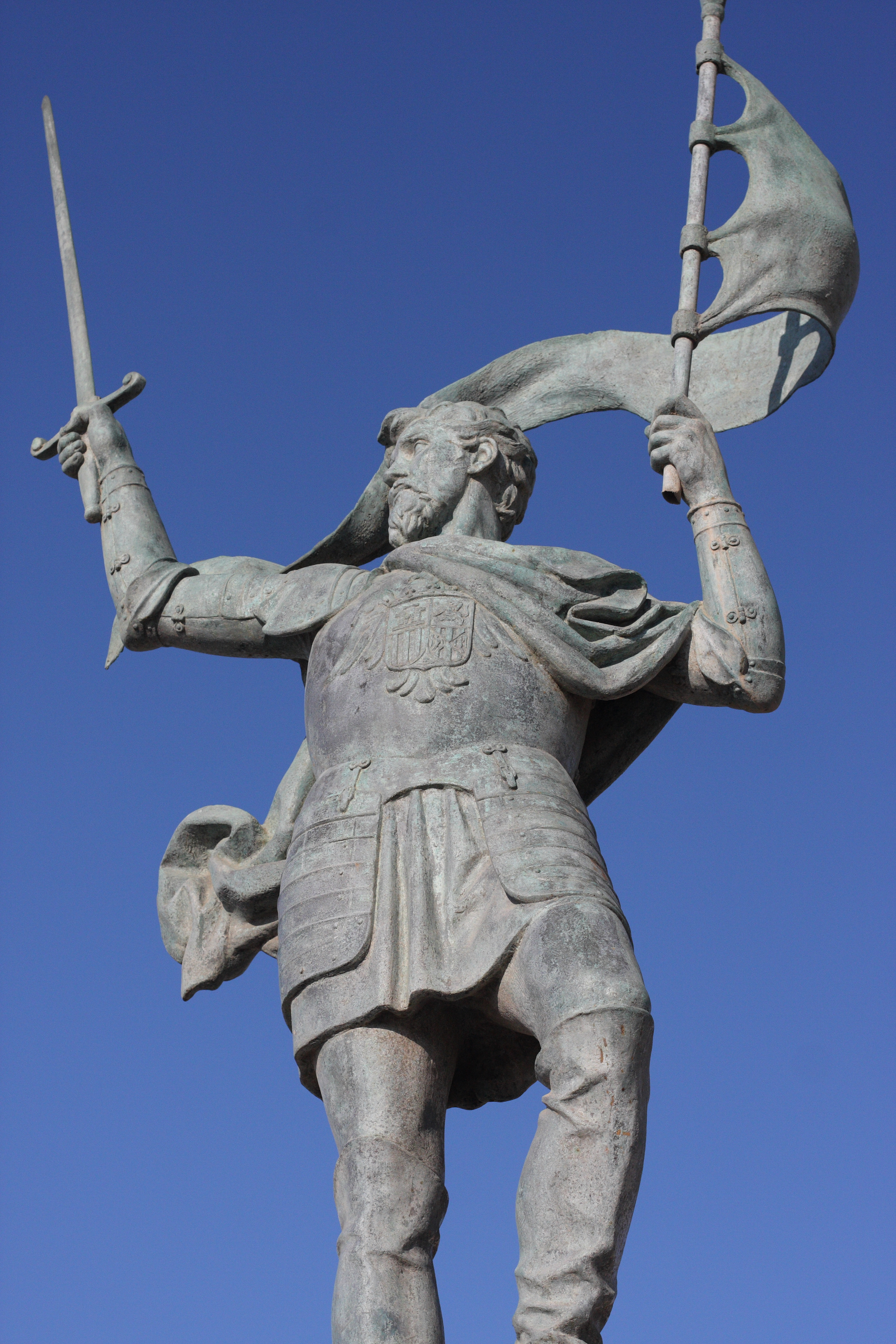
Monumento a Pedro de Estopiñán y Virués
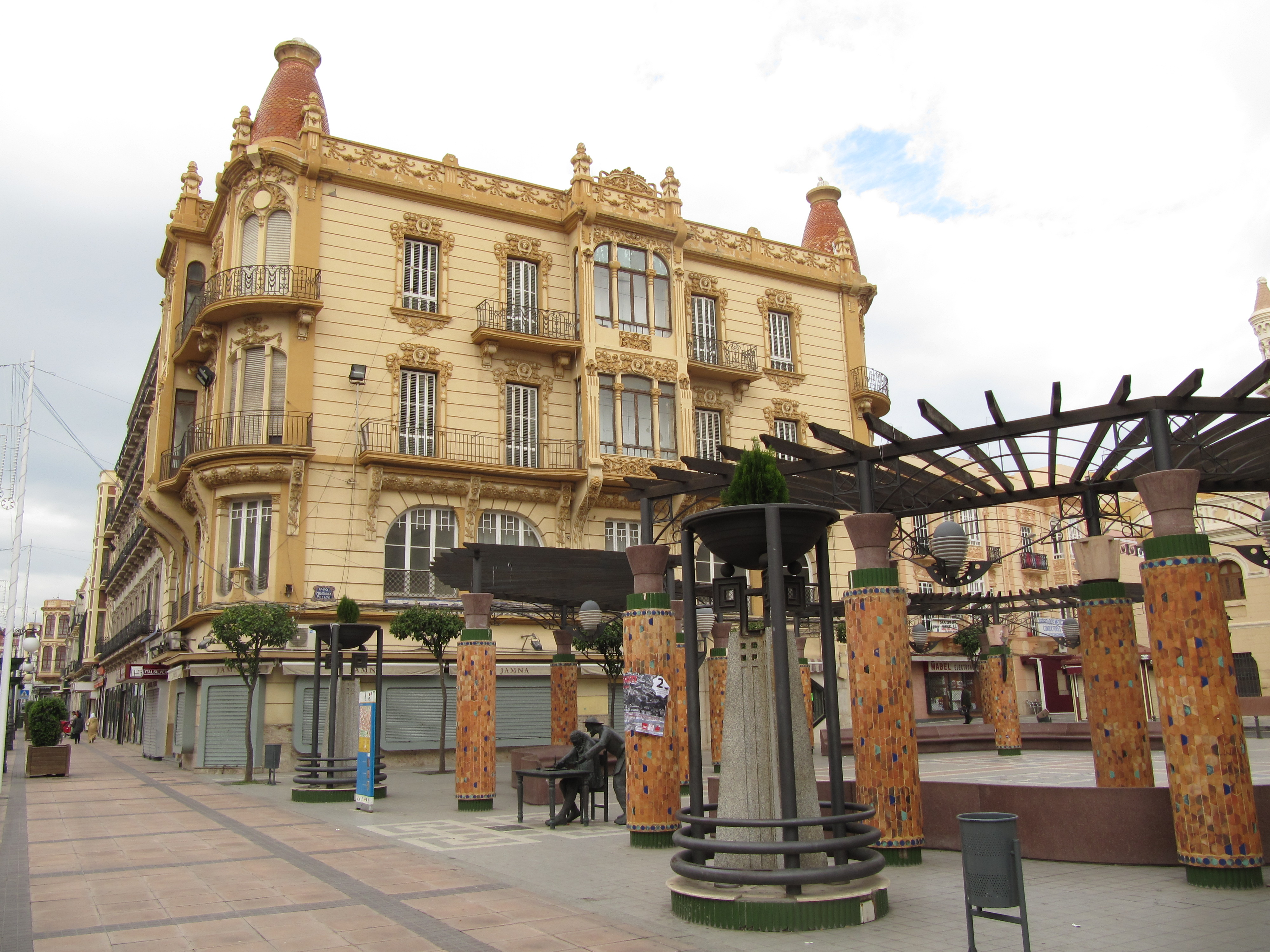
Plaza Menéndez Pelayo
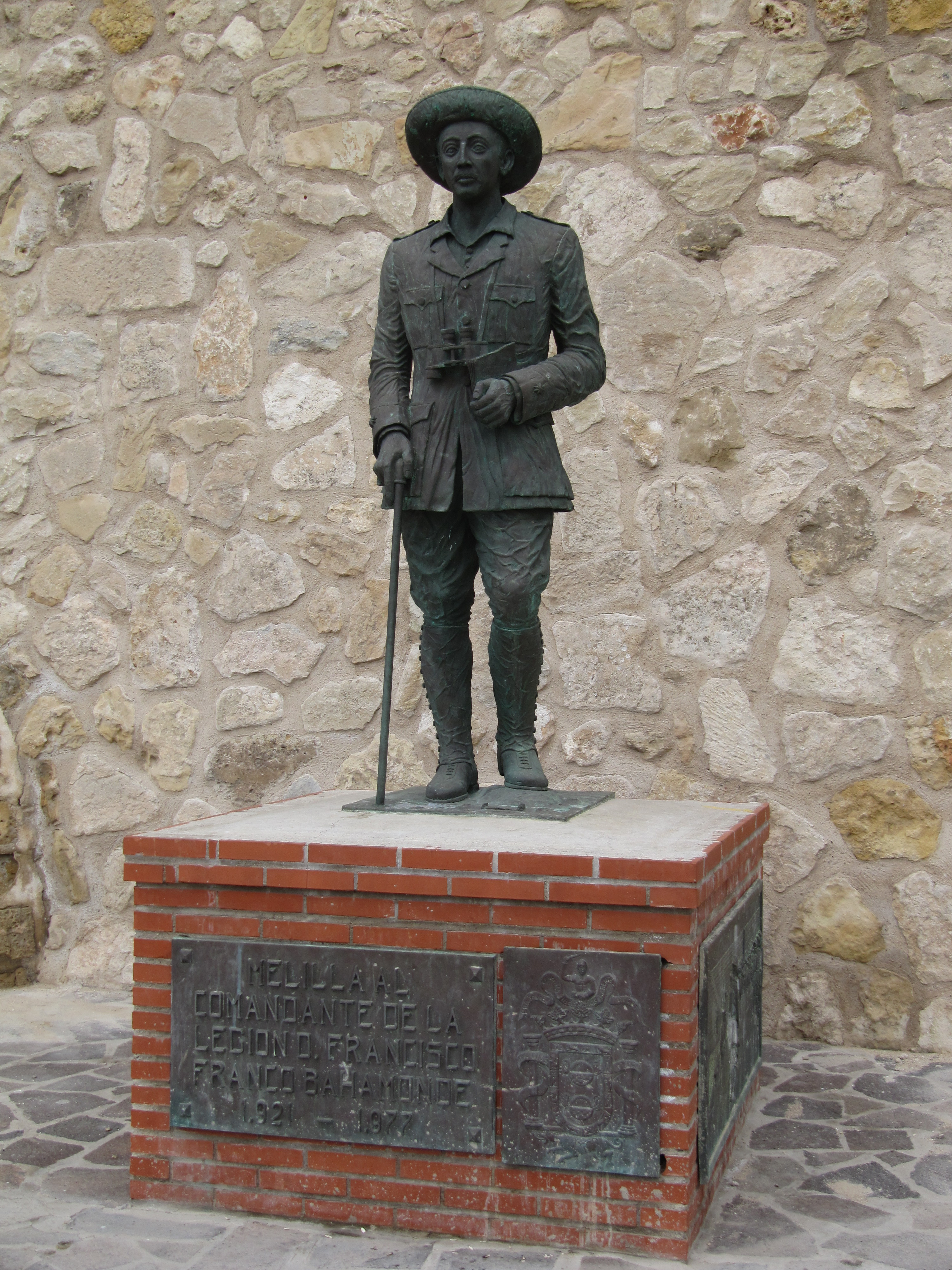
Estatua del comandante de la Legión Francisco Franco Bahamonde
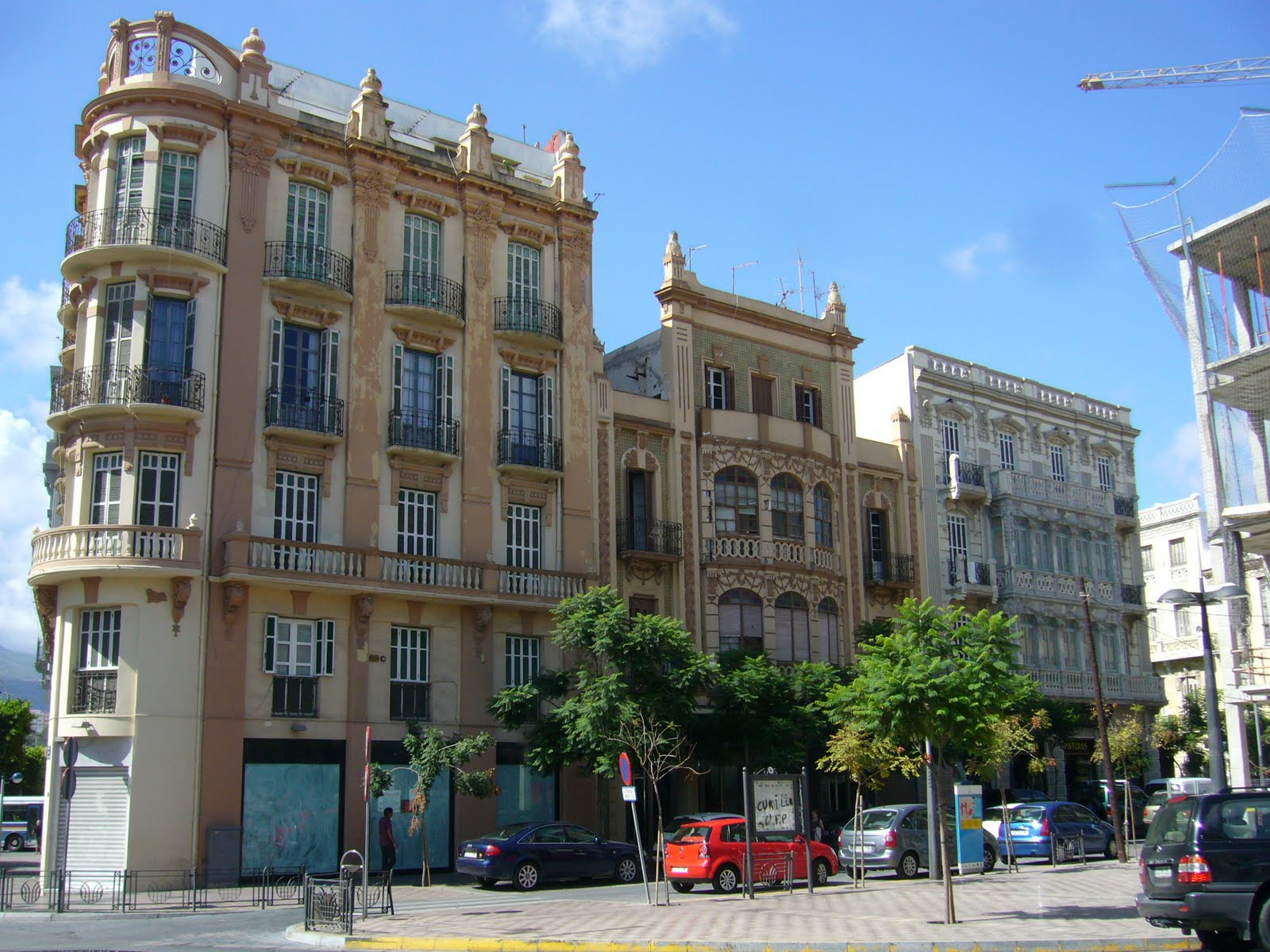
Plaza Comandante Benítez
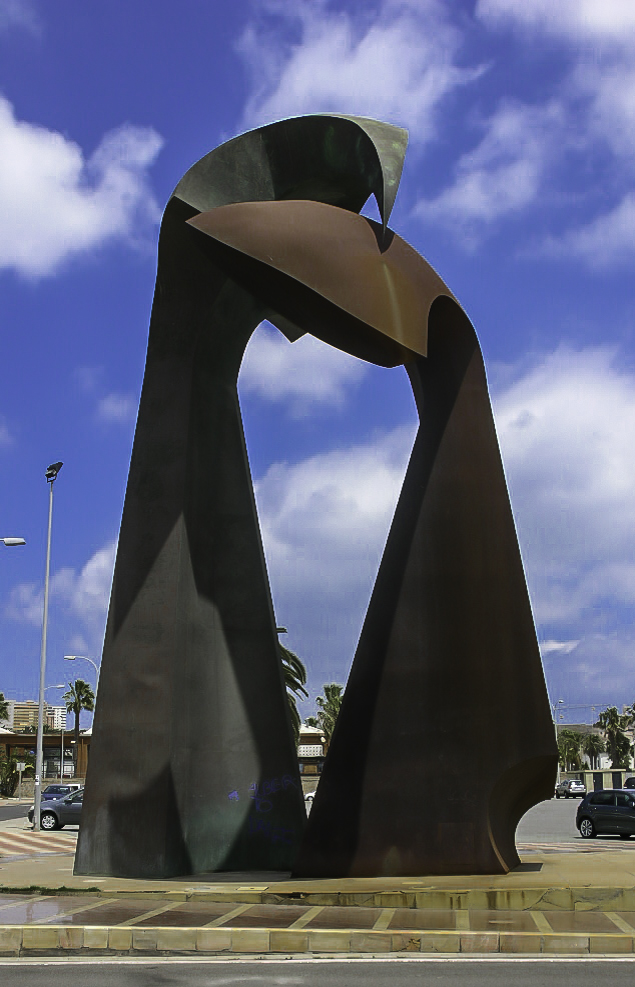
Encuentros
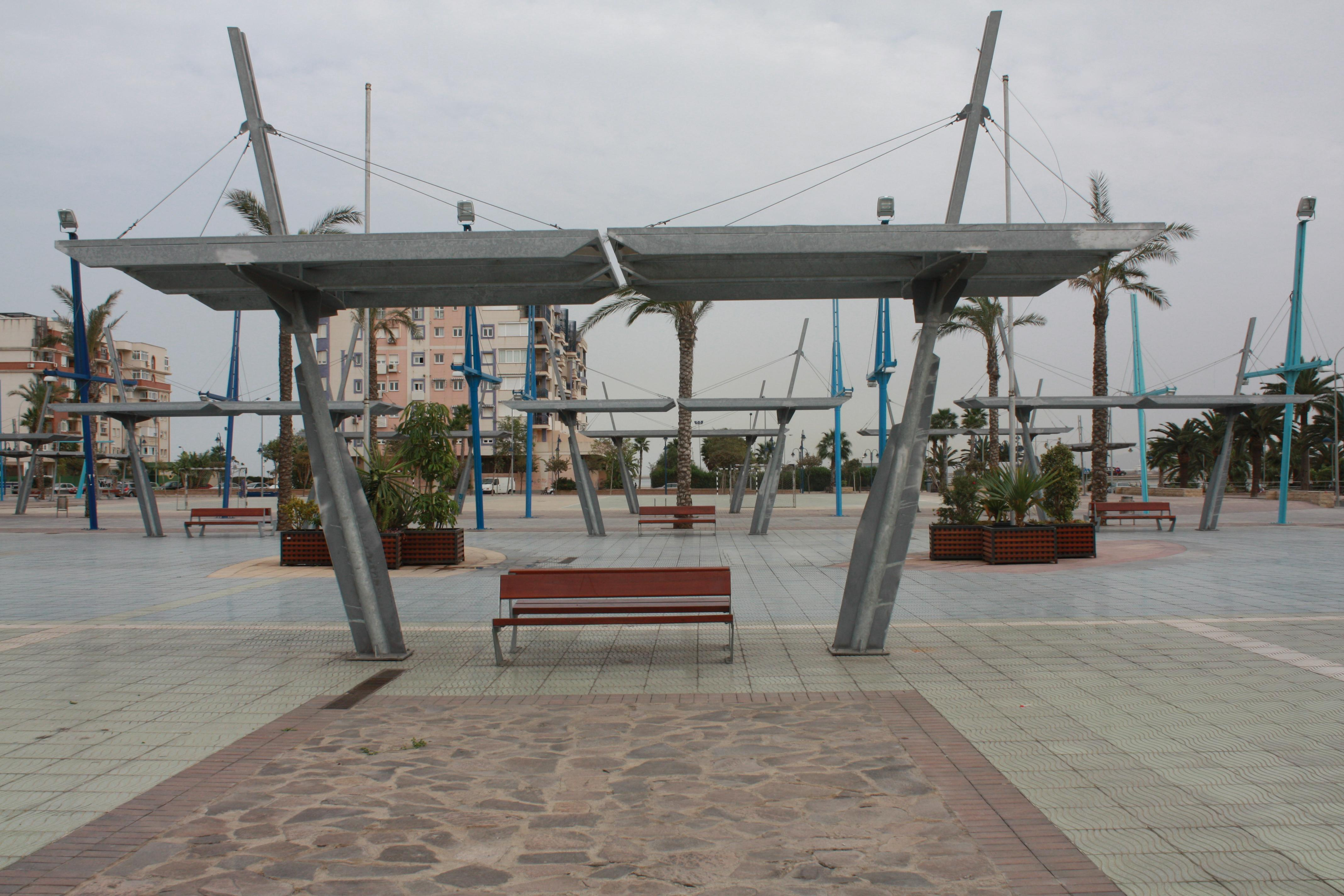
Plaza de San Lorenzo
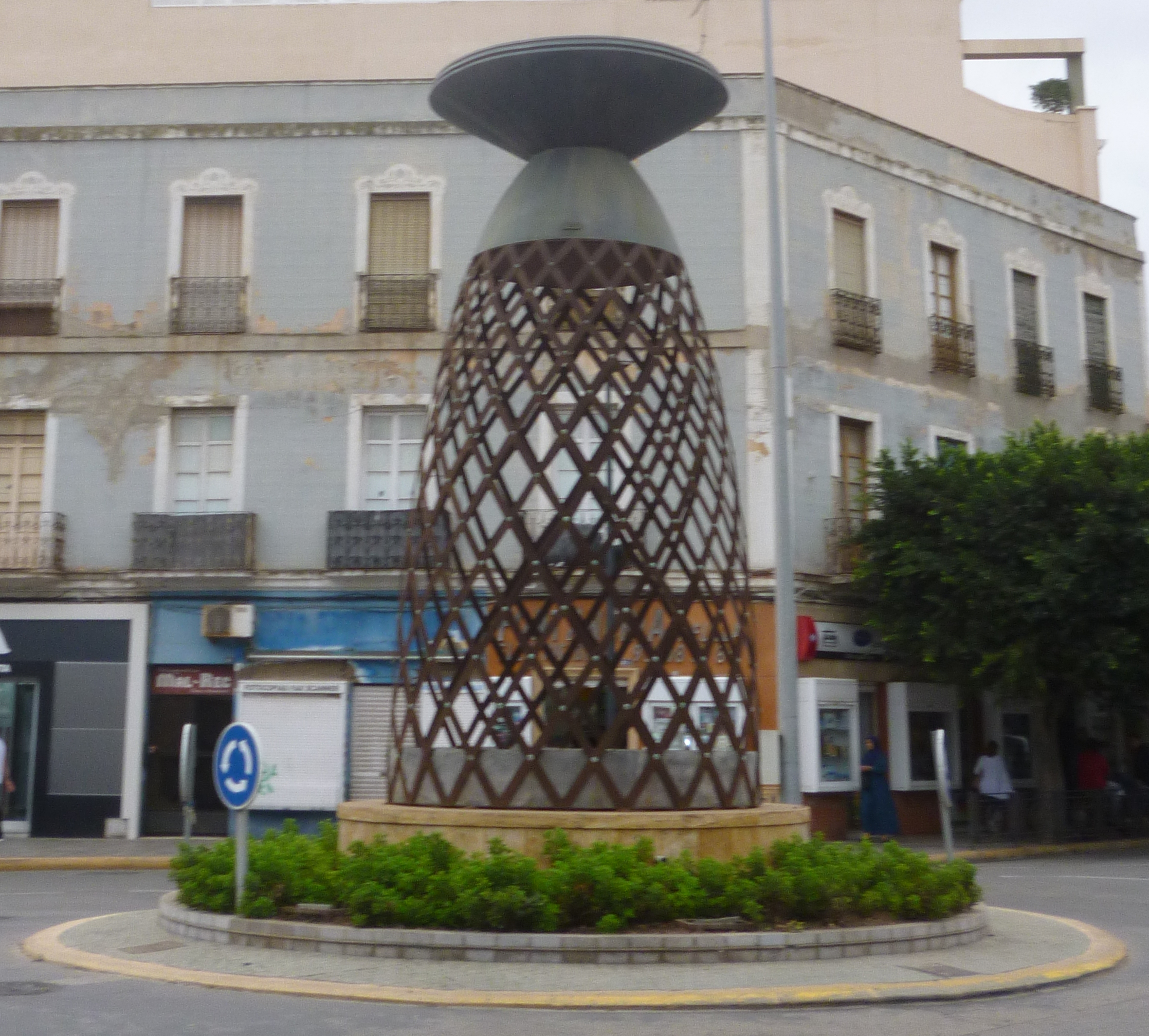
Homenaje al Modernismo Melillense
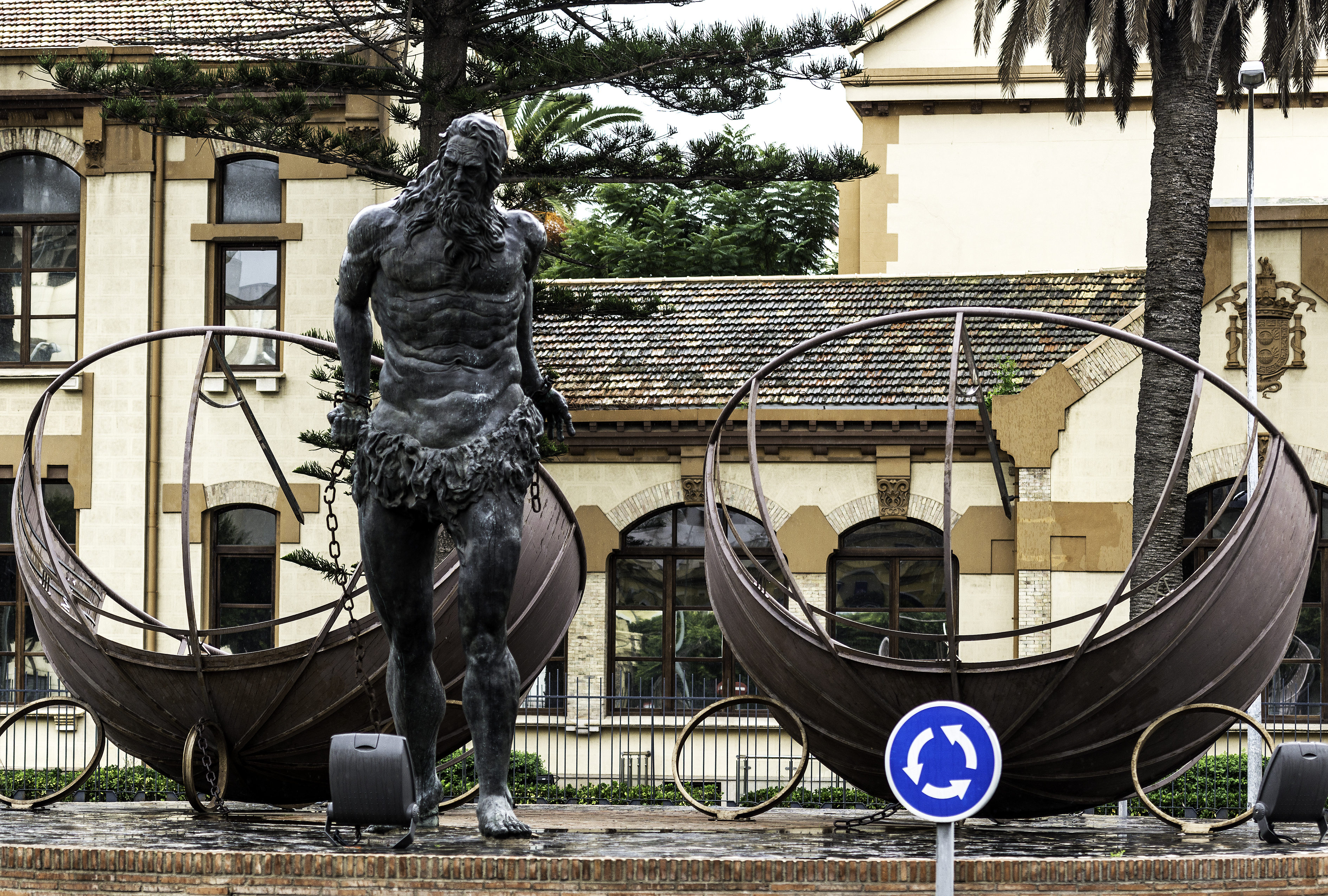
Reloj Solar
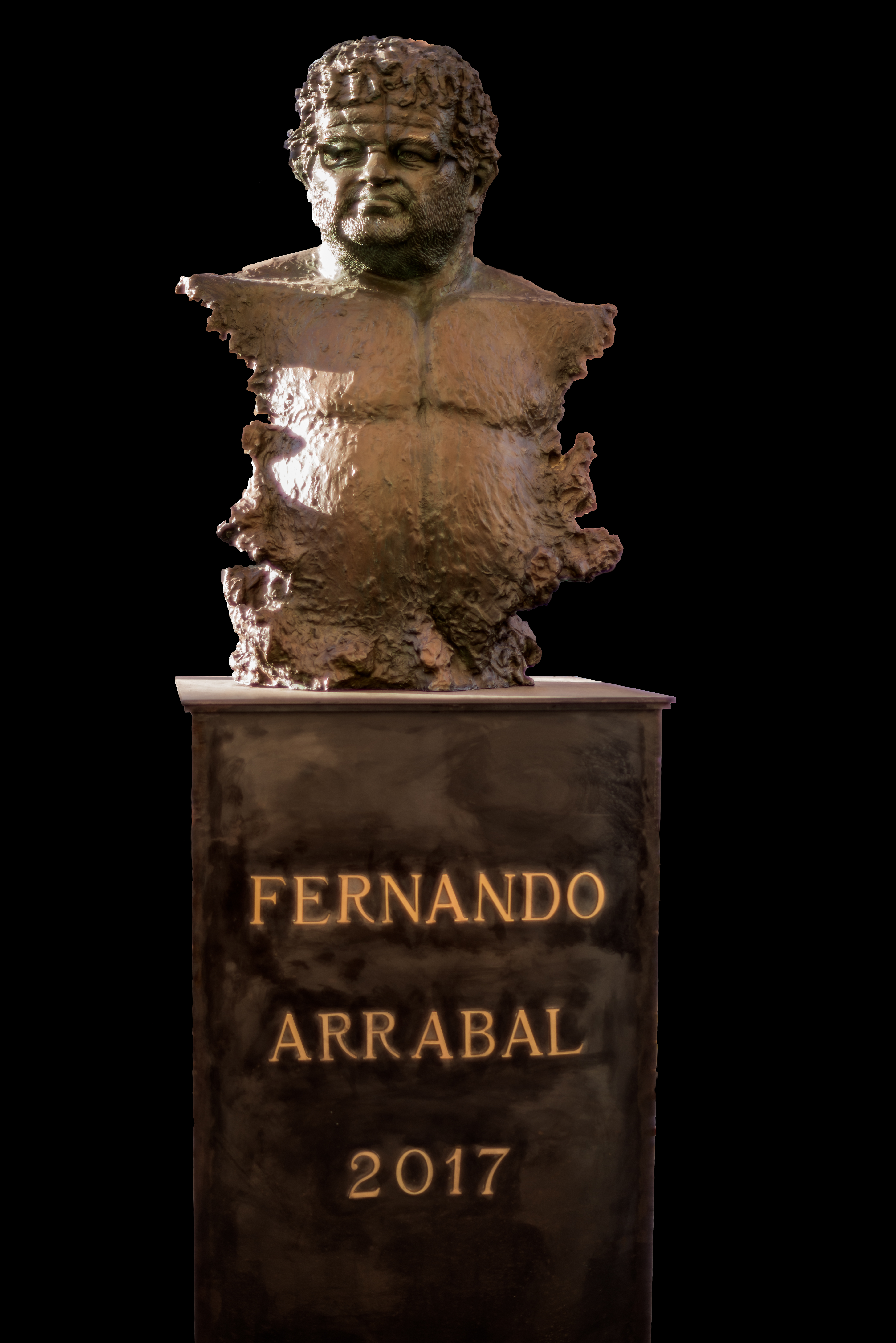
Homenaje a Fernando Arrabal

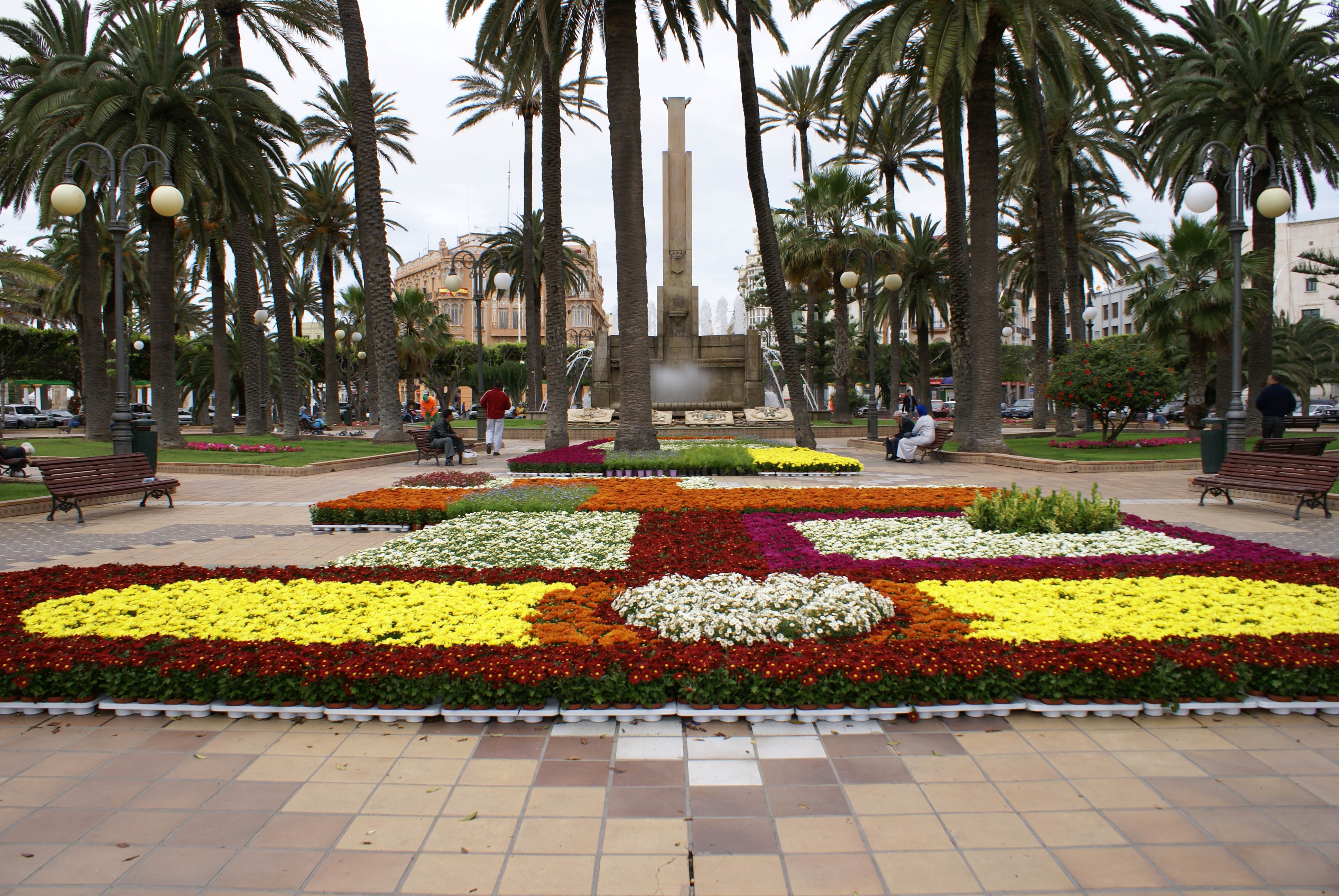
Plaza de España

Destacar también elementos escultóricos, como los erigidos para conmemorar a los héroes de las campañas en Marruecos: Monumento a los Héroes de Taxdirt (1910) y el Monumento a los Héroes y Mártires de las Campañas (1927-1931), los del régimen franquista, como el Monumento a los Héroes de España (1941) o la Estatua del Comandante de la Legión Francisco Franco u otros contemporáneos, Homenaje al Modernismo Melillense, Monumento a Pedro de Estopiñán y Virués, Encuentros u Homenaje a Fernando Arrabal.

### Otros lugares de interés

#### Plazas

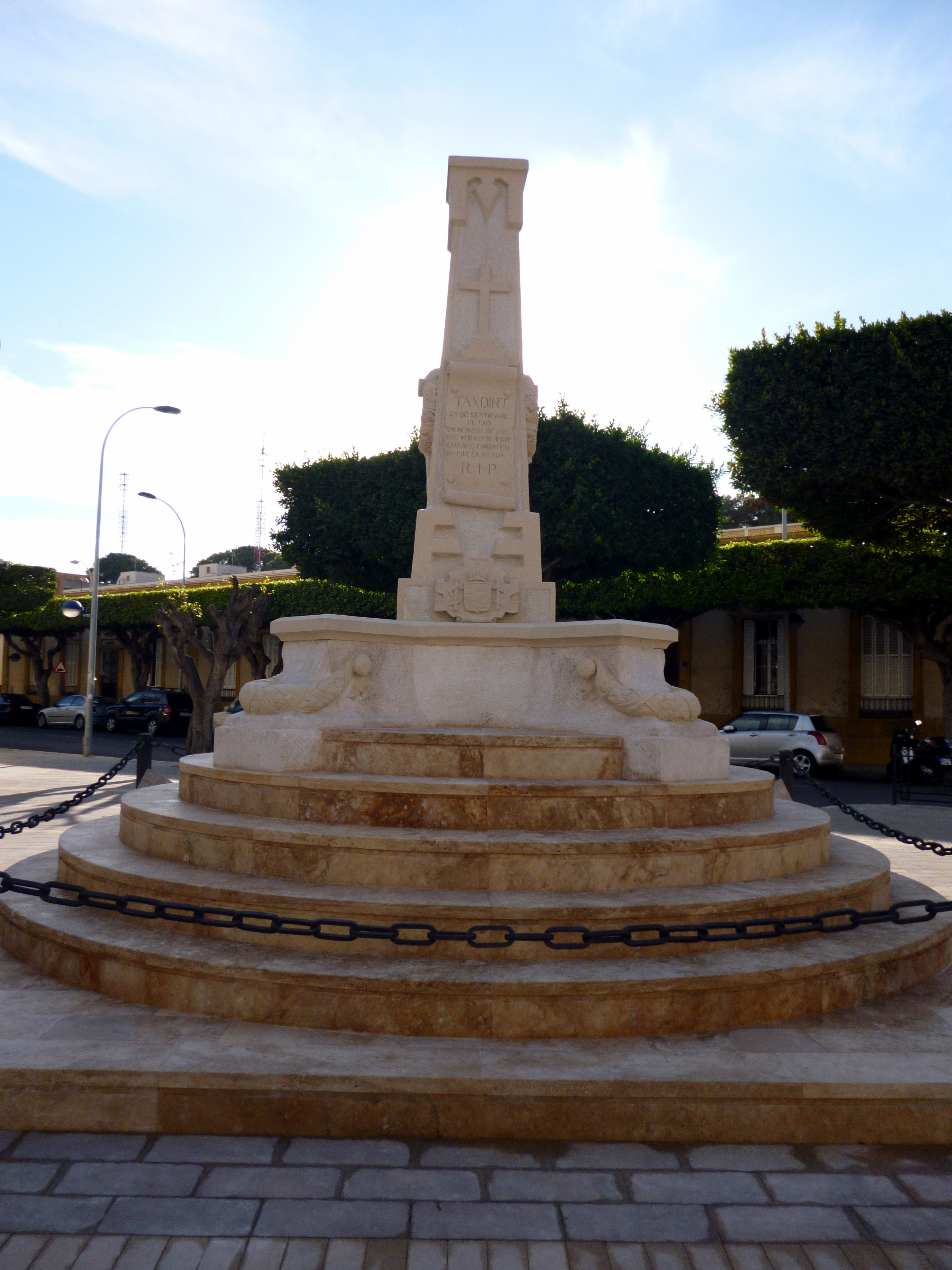
Monumento a los Héroes de Taxdirt
- Plaza de España
- Plaza de las Culturas
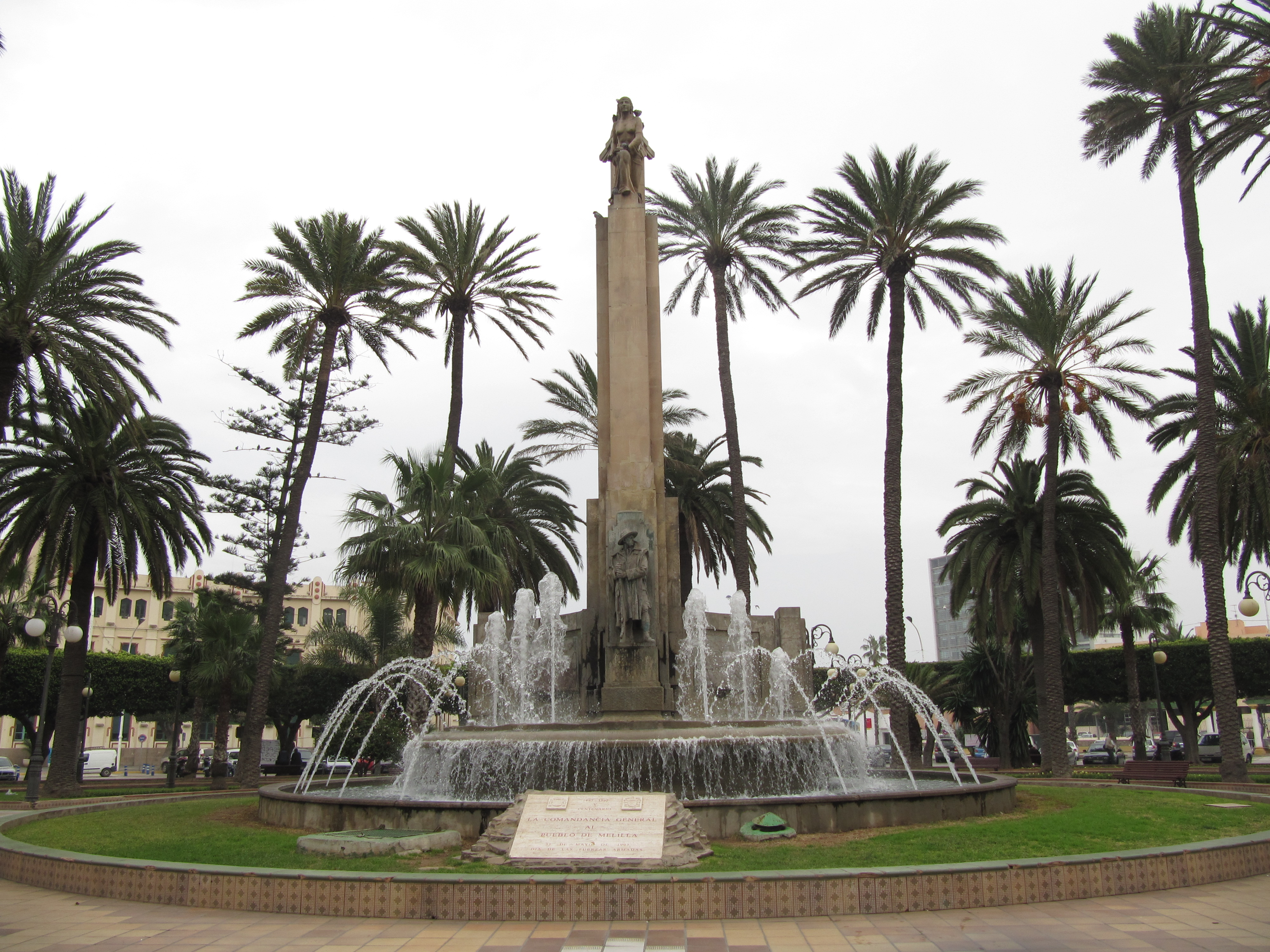
Monumento a los Héroes y Mártires de las Campañas
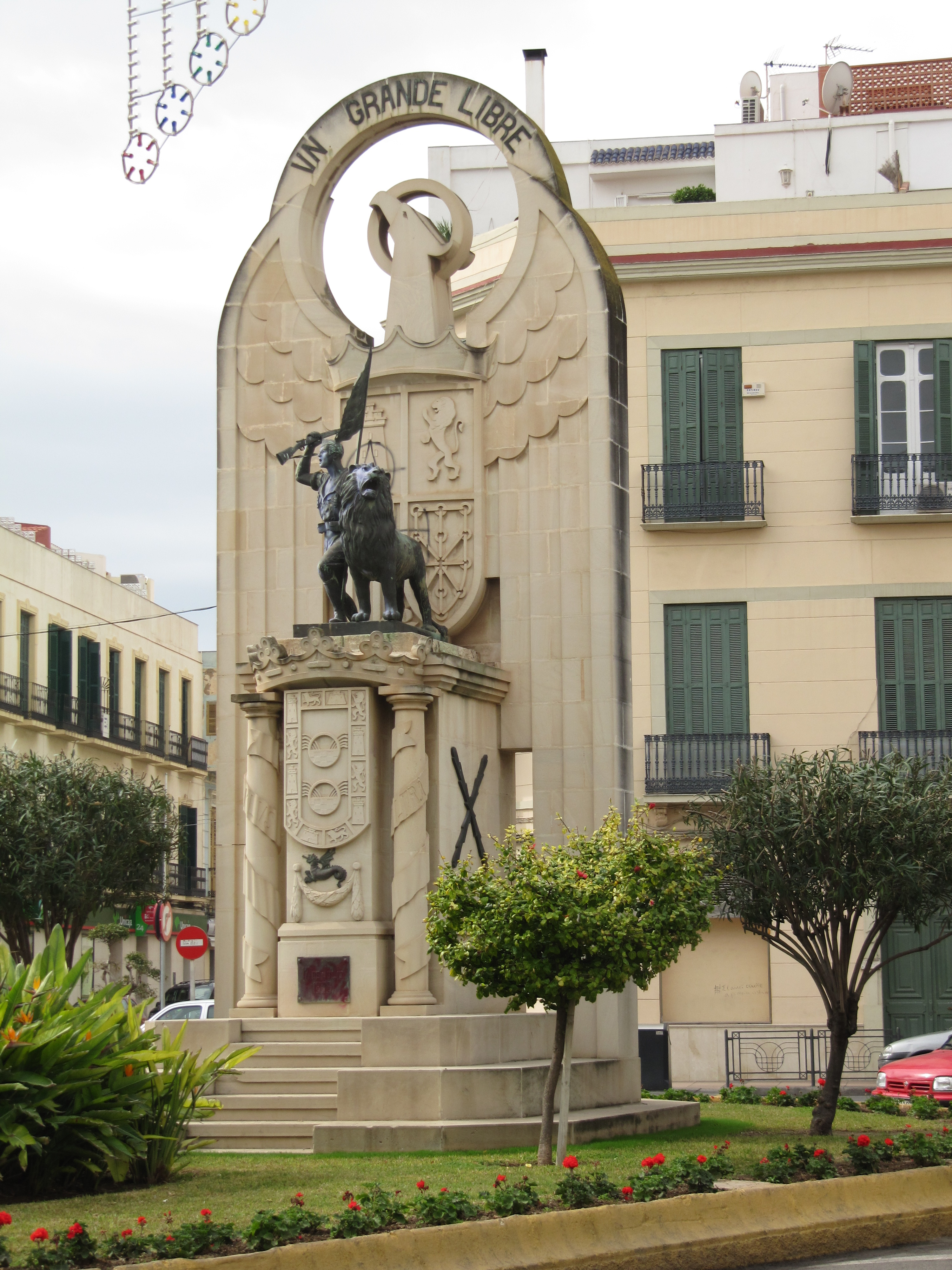
Plaza Héroes de España
- Monumento a los Héroes de España
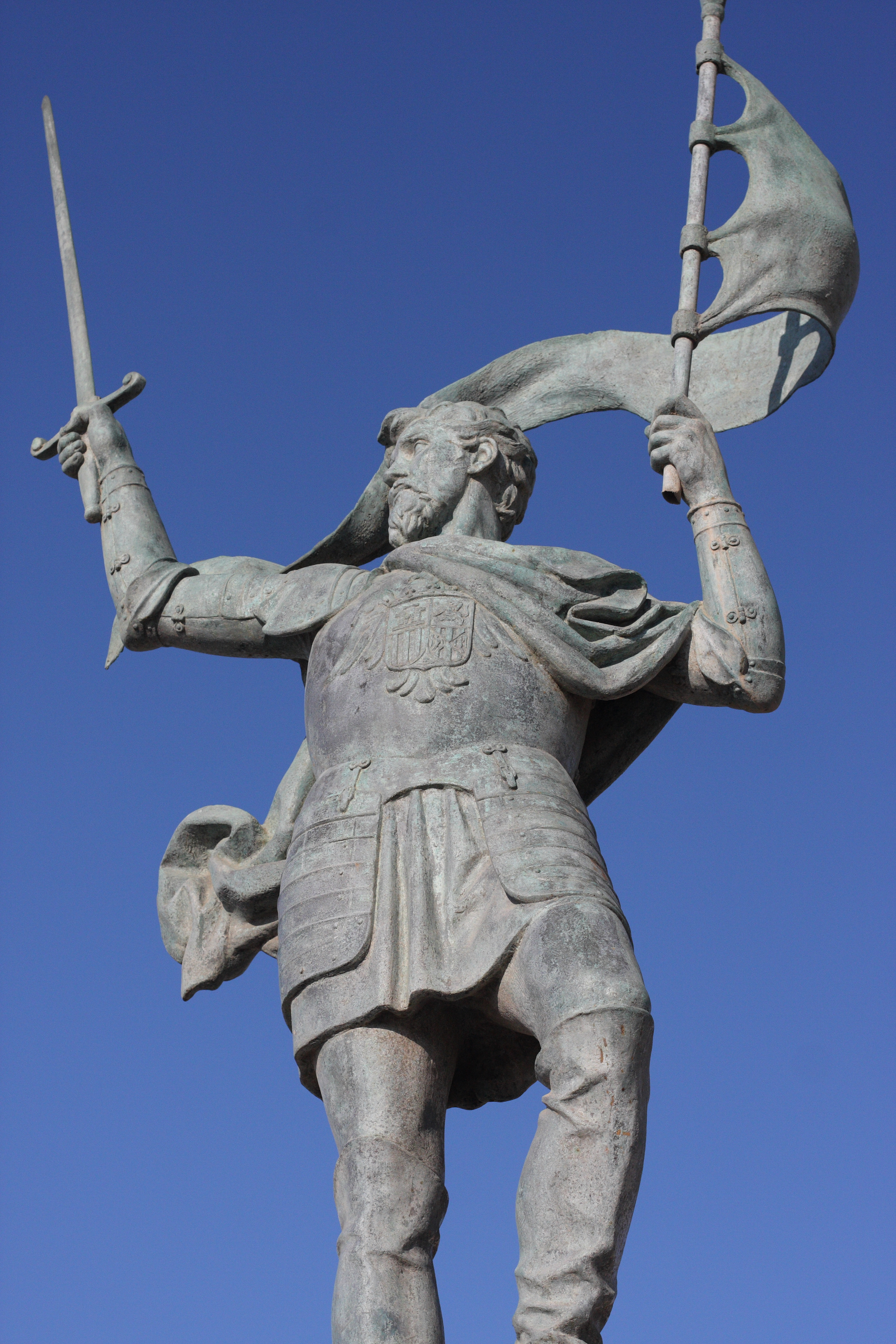
Monumento a Pedro de Estopiñán y Virués
- Plaza Menéndez Pelayo
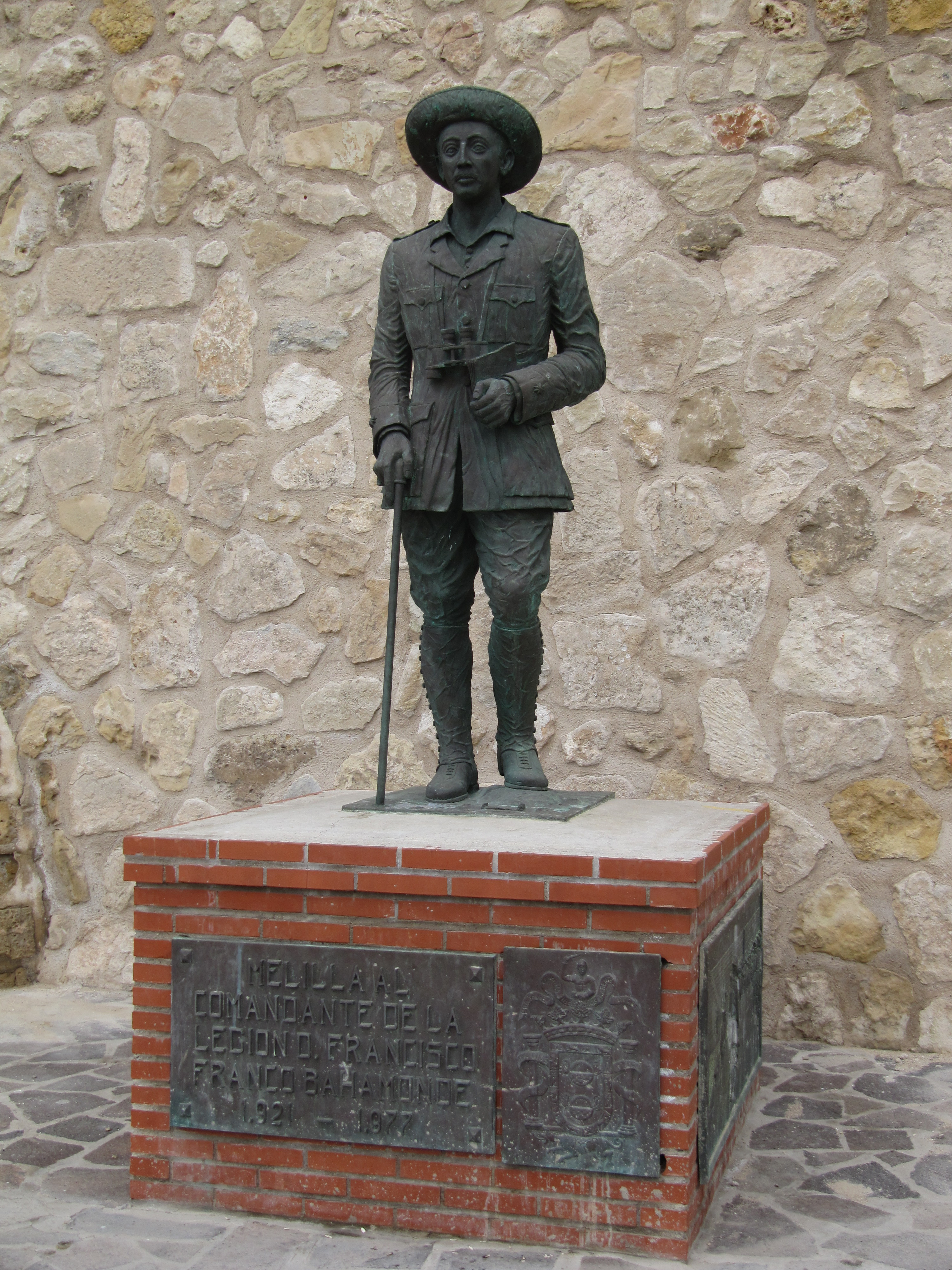
Estatua del comandante de la Legión Francisco Franco Bahamonde
- Plaza Comandante Benítez
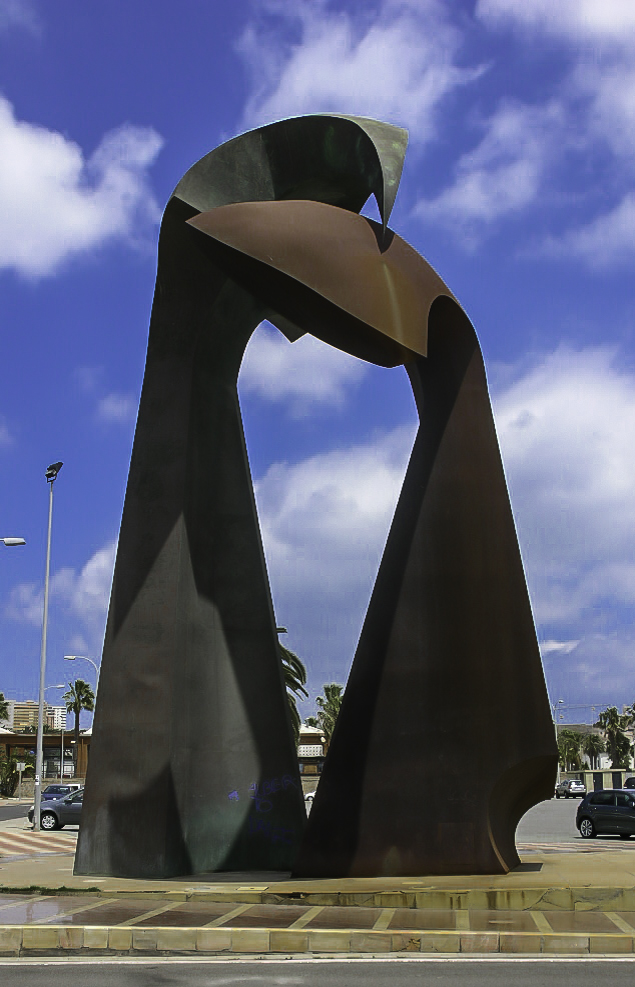
Encuentros
- Plaza de San Lorenzo
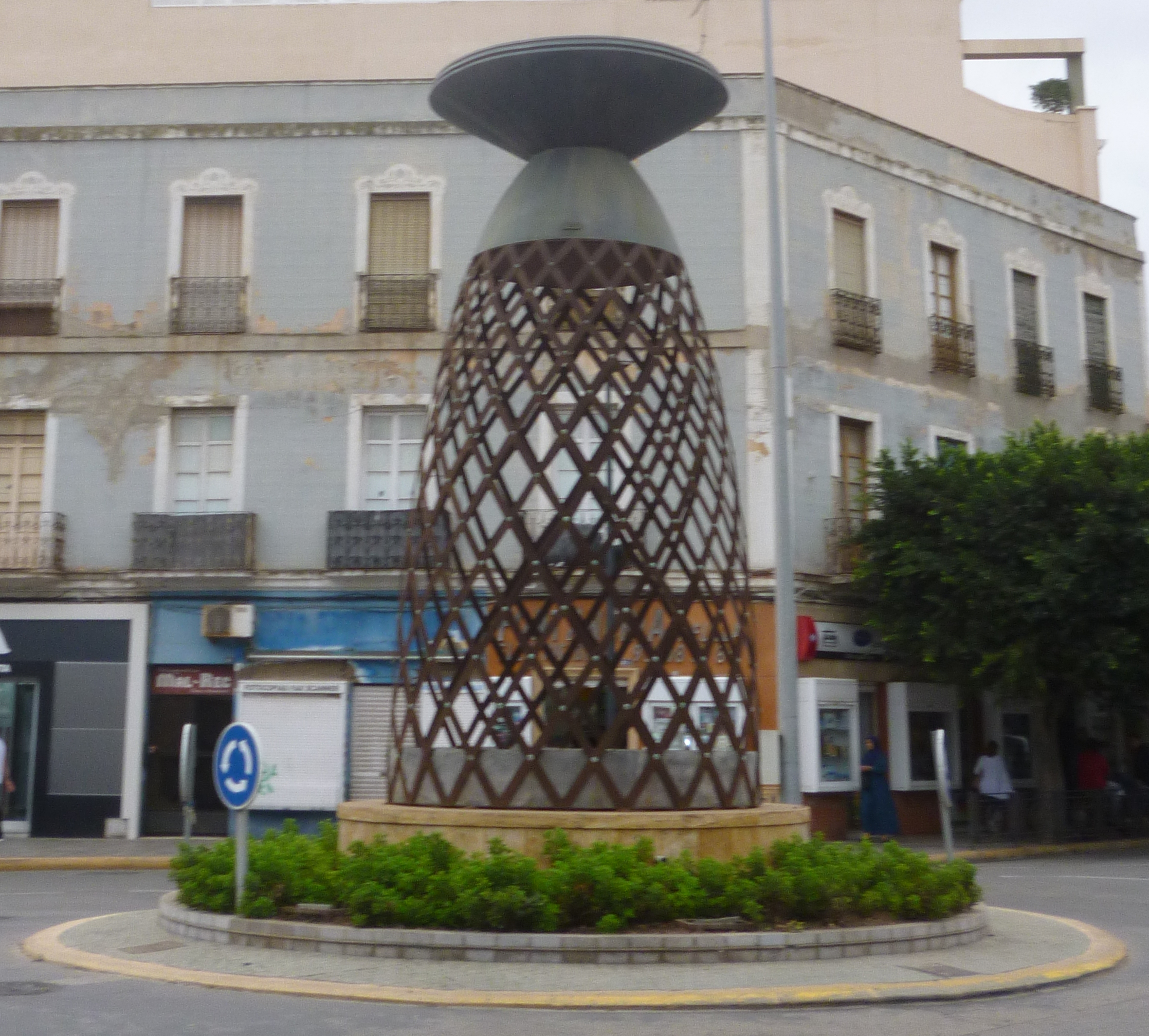
Homenaje al Modernismo Melillense
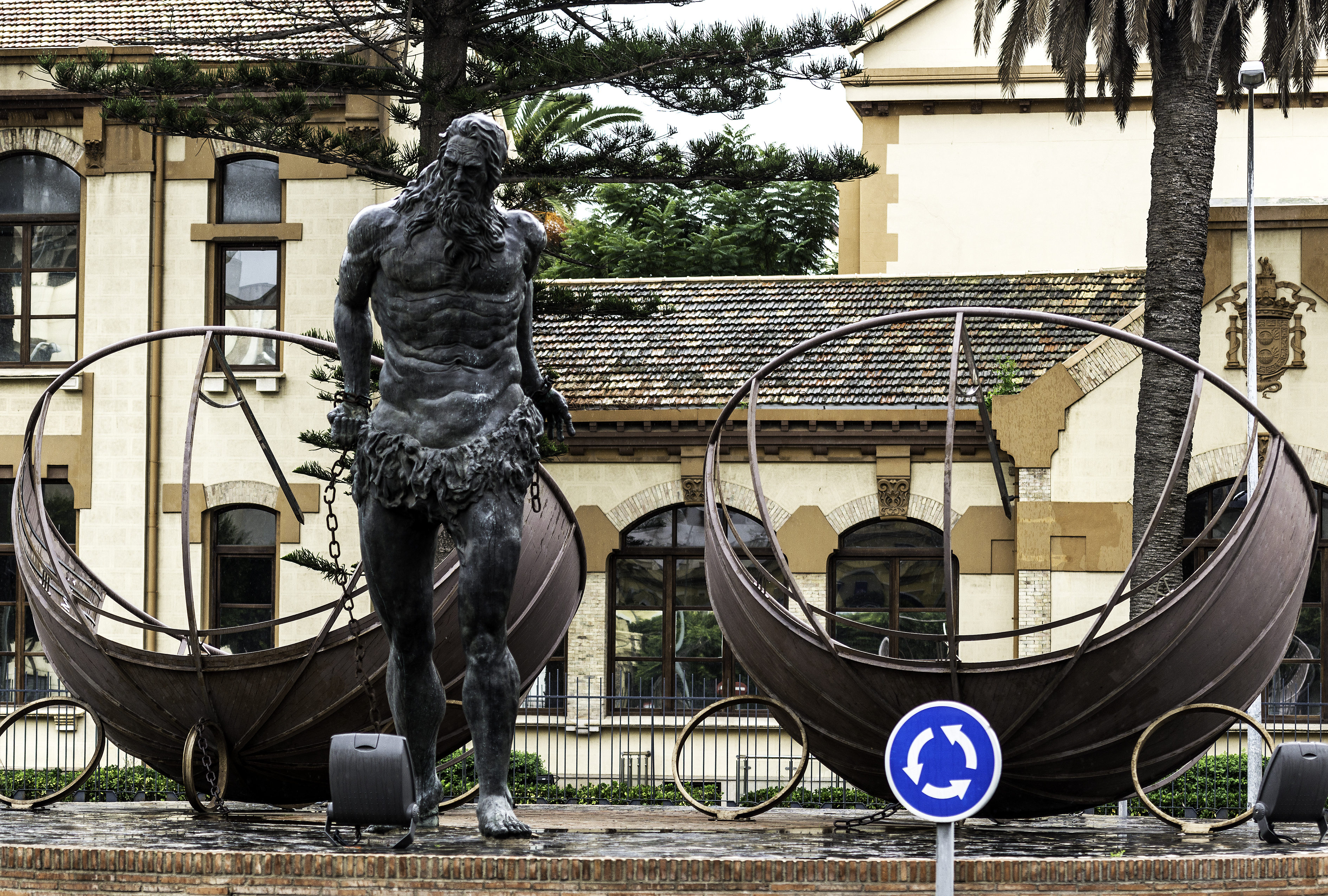
Reloj Solar
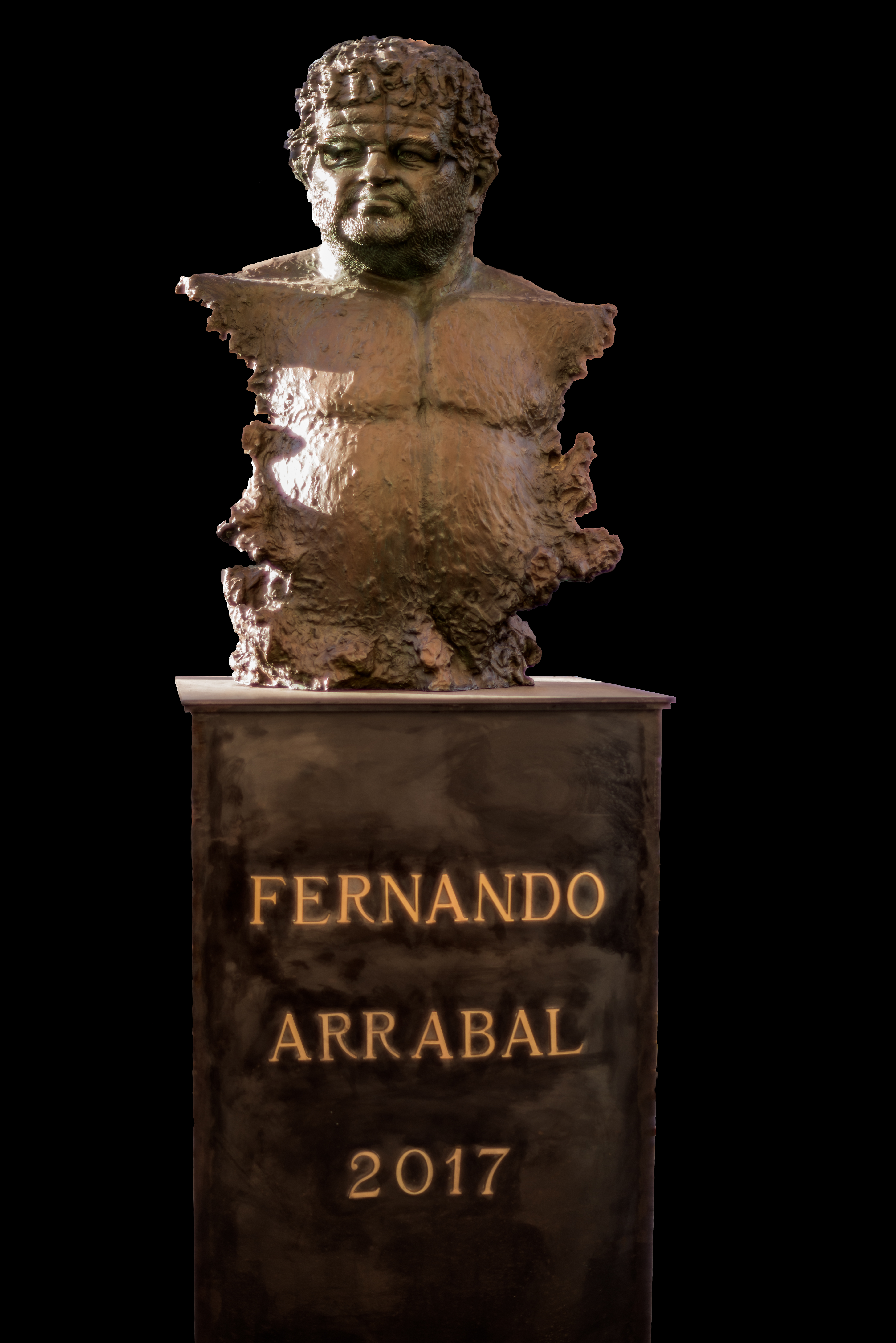
Homenaje a Fernando Arrabal

La Plaza de España de Melilla es una de las principales plazas públicas de la ciudad, situada en su centro histórico. Rodeada por edificios emblemáticos como el Palacio de la Asamblea, la plaza es un punto de referencia en la ciudad. Además, la ciudad cuenta con la plaza de las Culturas, la plaza Héroes de España, la plaza Menéndez Pelayo, la plaza Comandante Benítez y la plaza de San Lorenzo.

#### Parque Hernández
Es el parque más importante de Melilla, fue realizado en 1902 con forma de trapecio según diseño del ingeniero Vicente García del Campo, y está emplazado en la plaza de España.

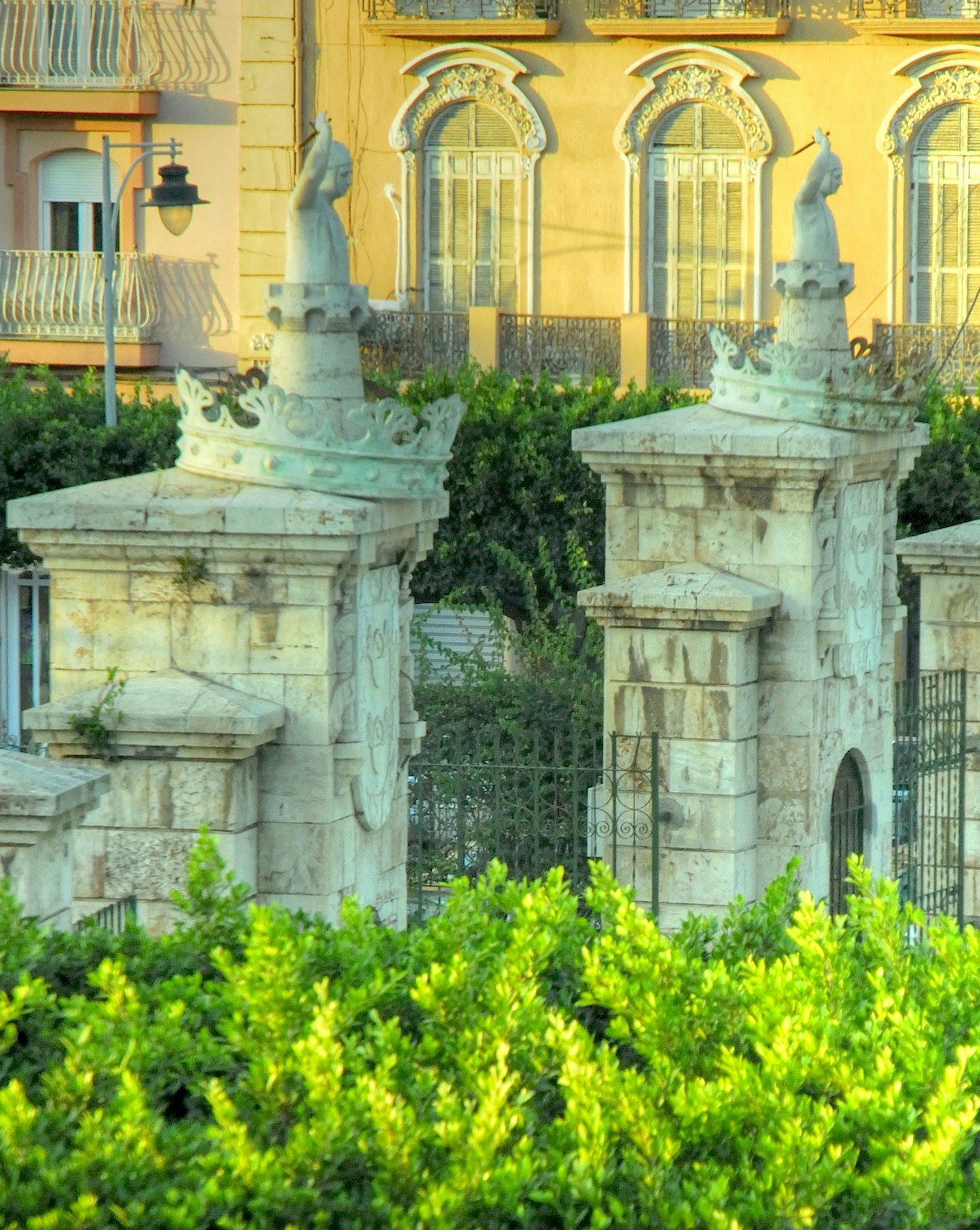
Parque Hernández
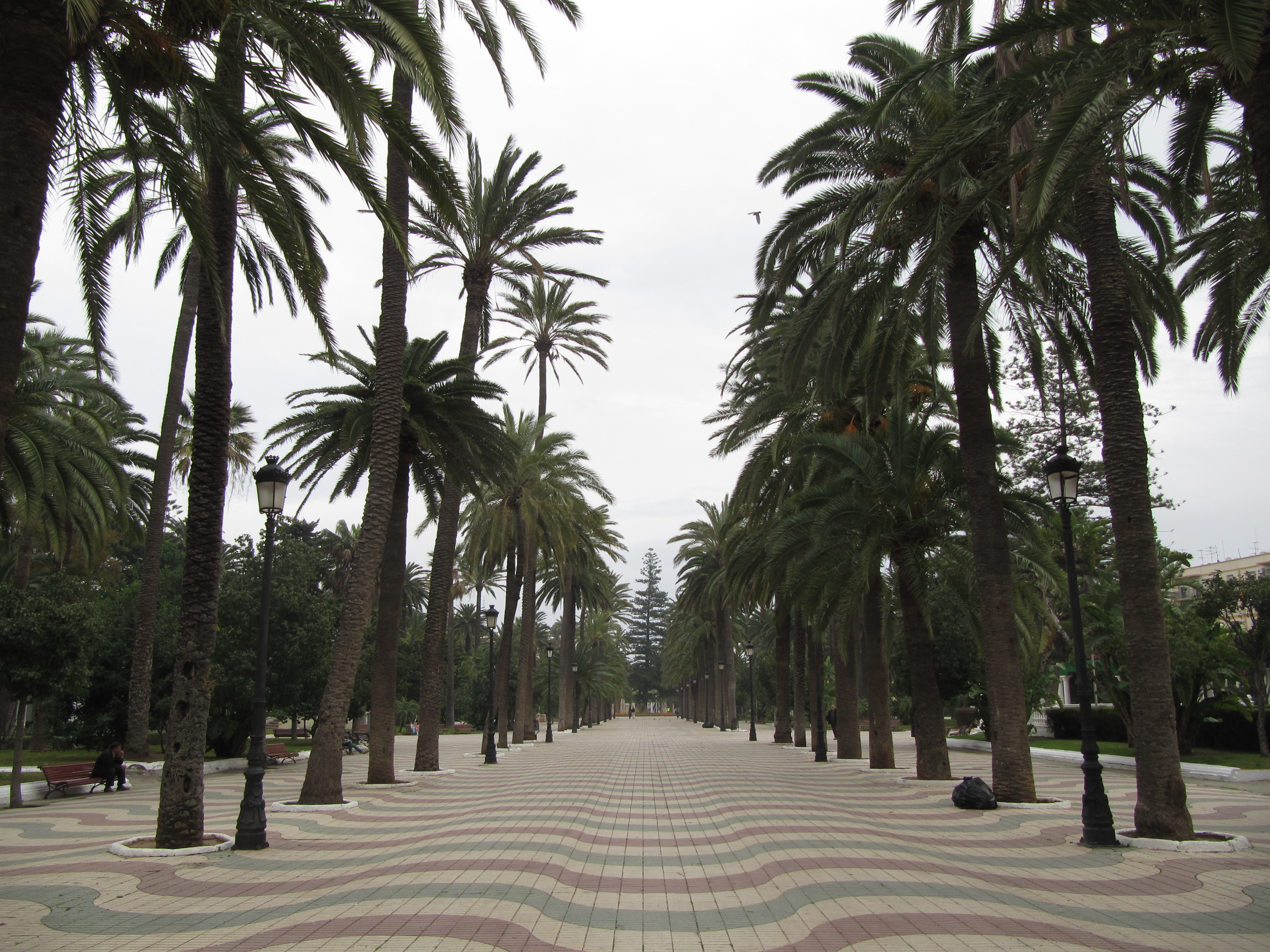
Parque Hernández
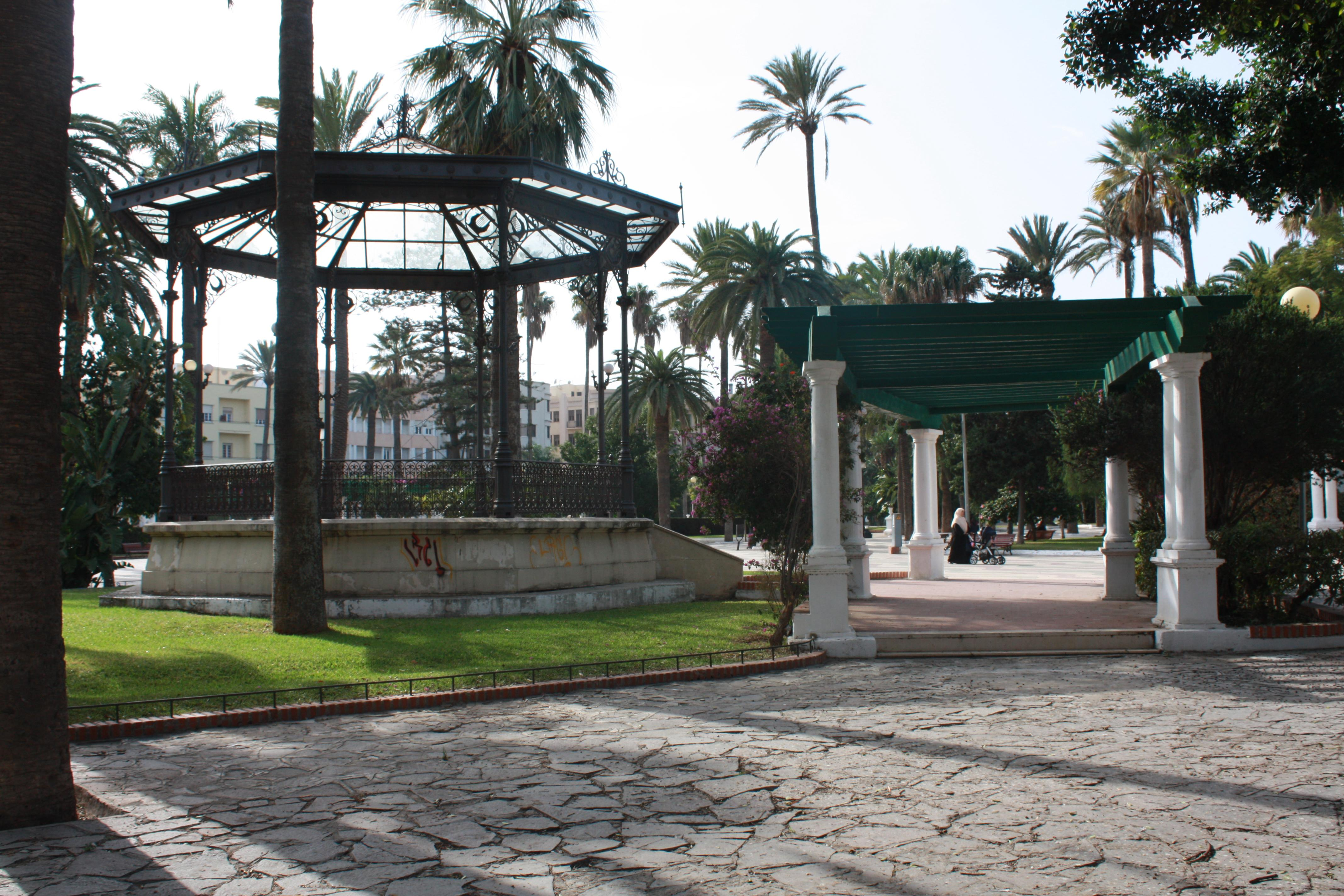
Parque Hernández
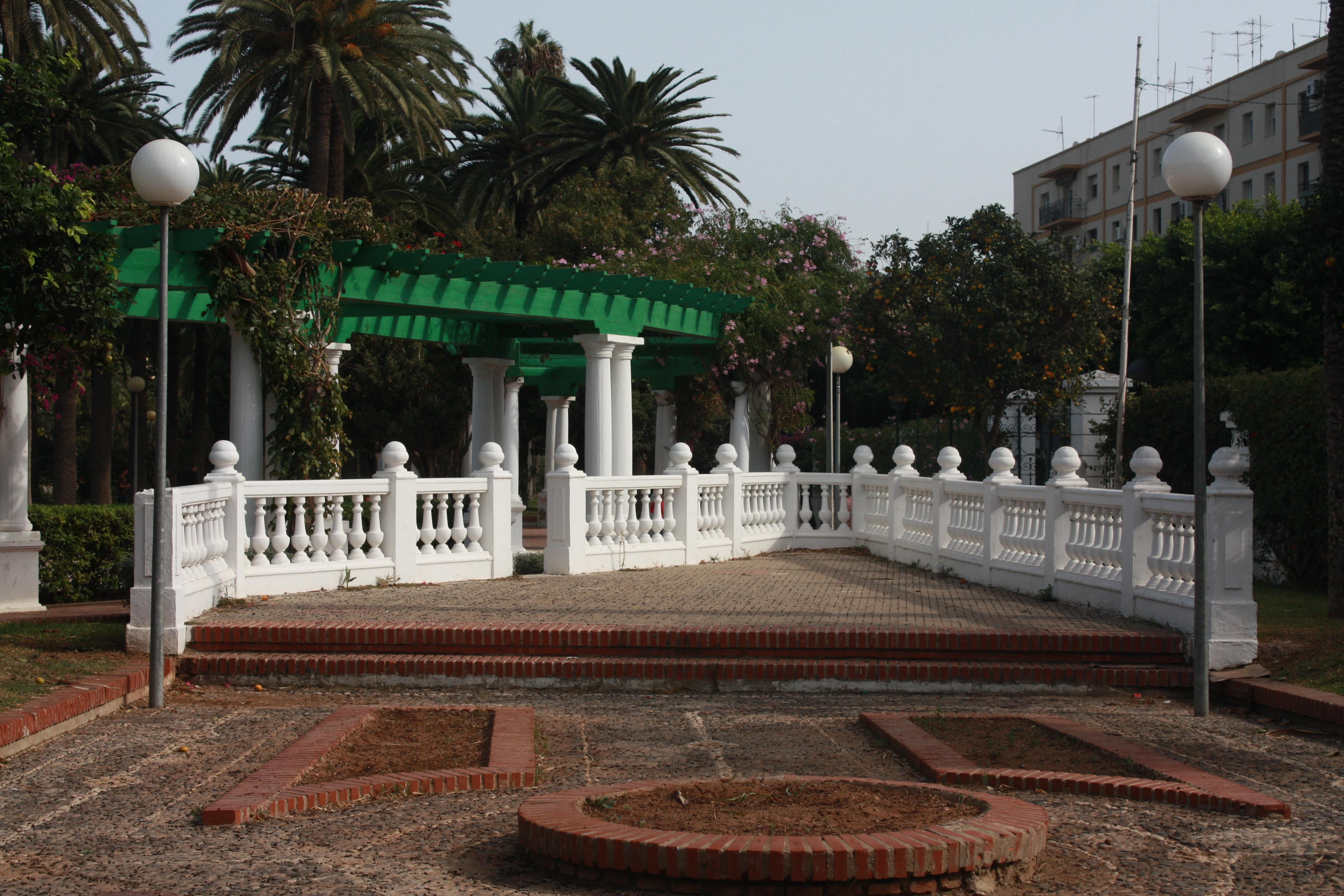
Parque Hernández
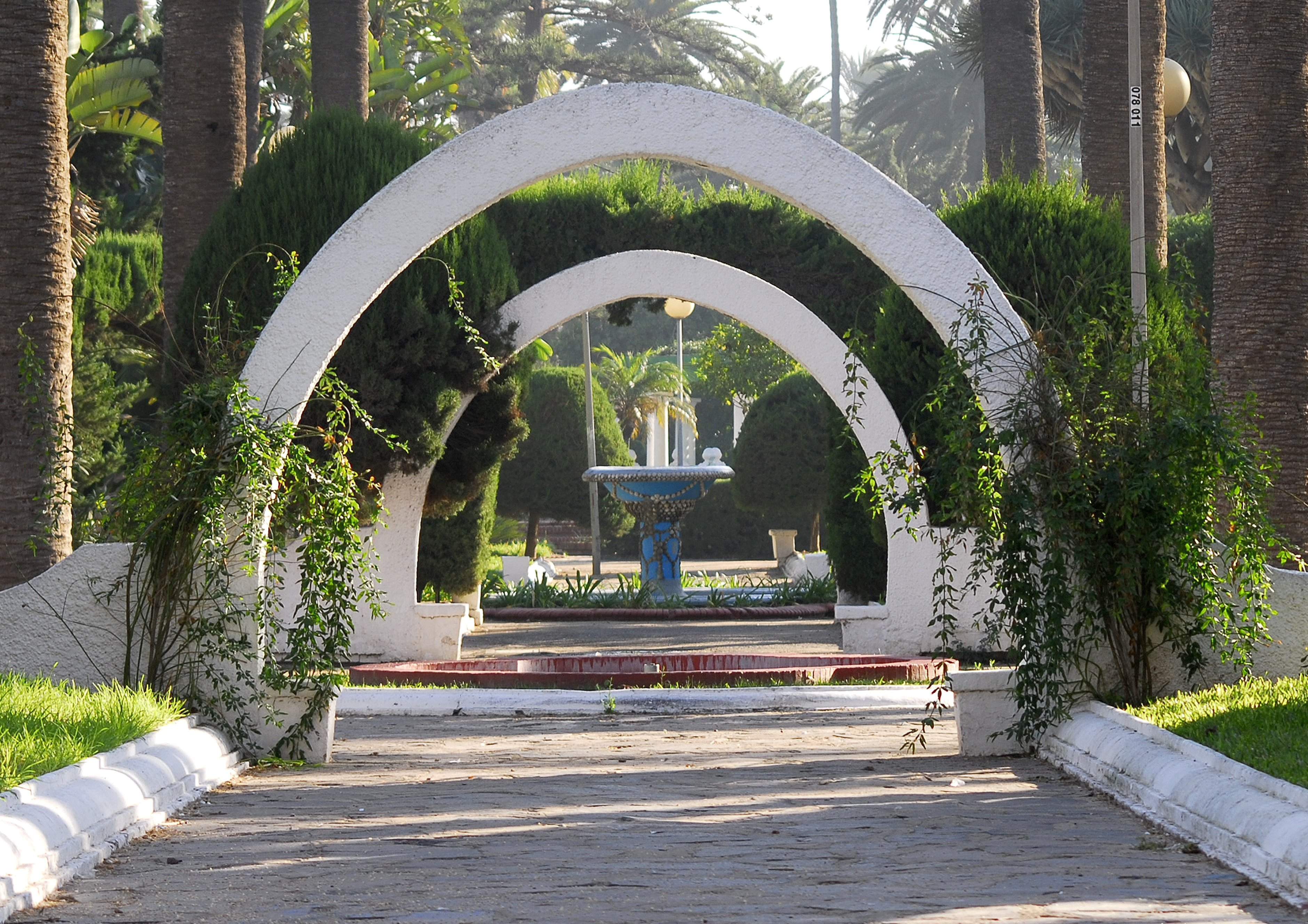
Parque Hernández

#### Parque Lobera

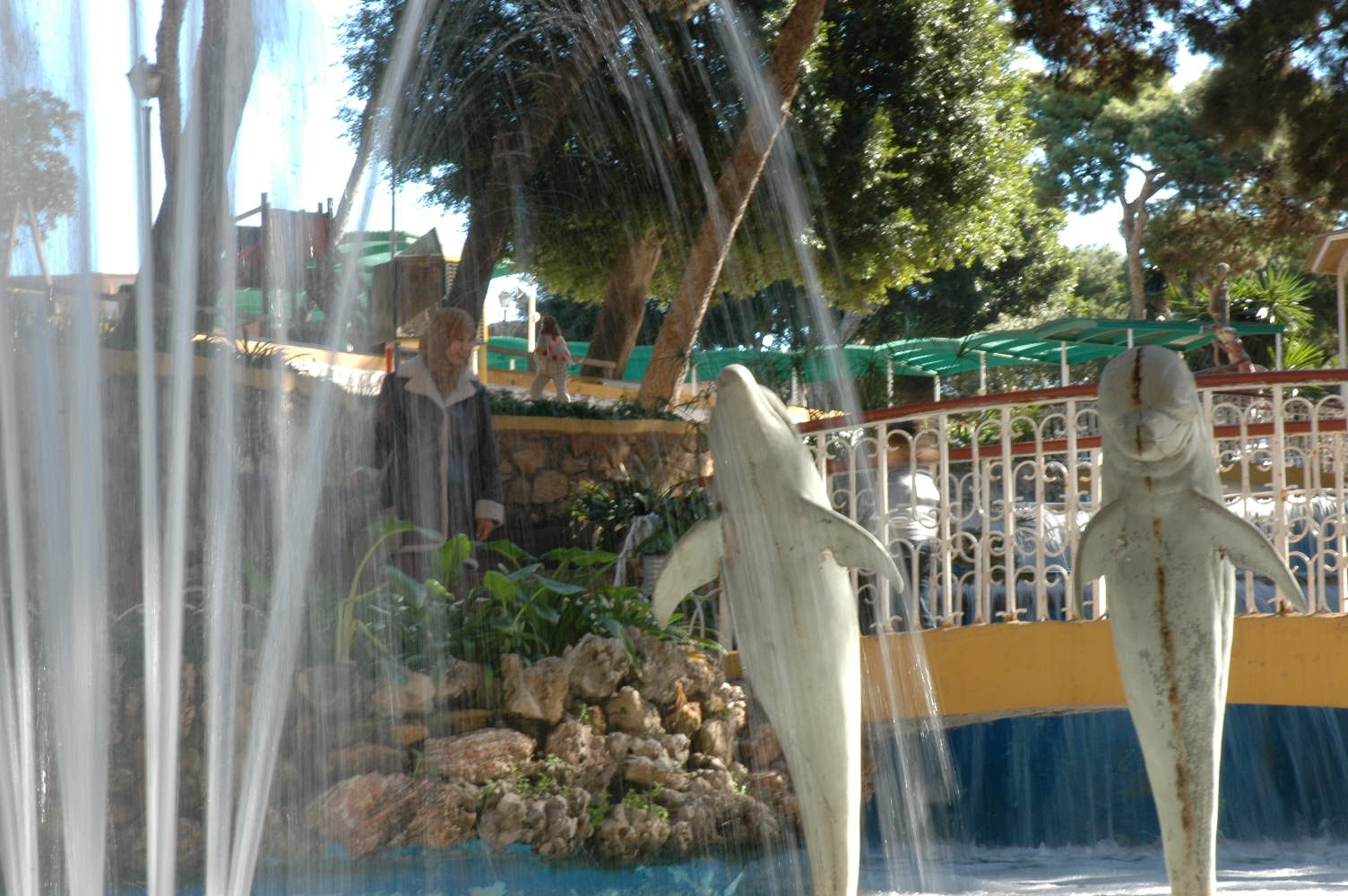
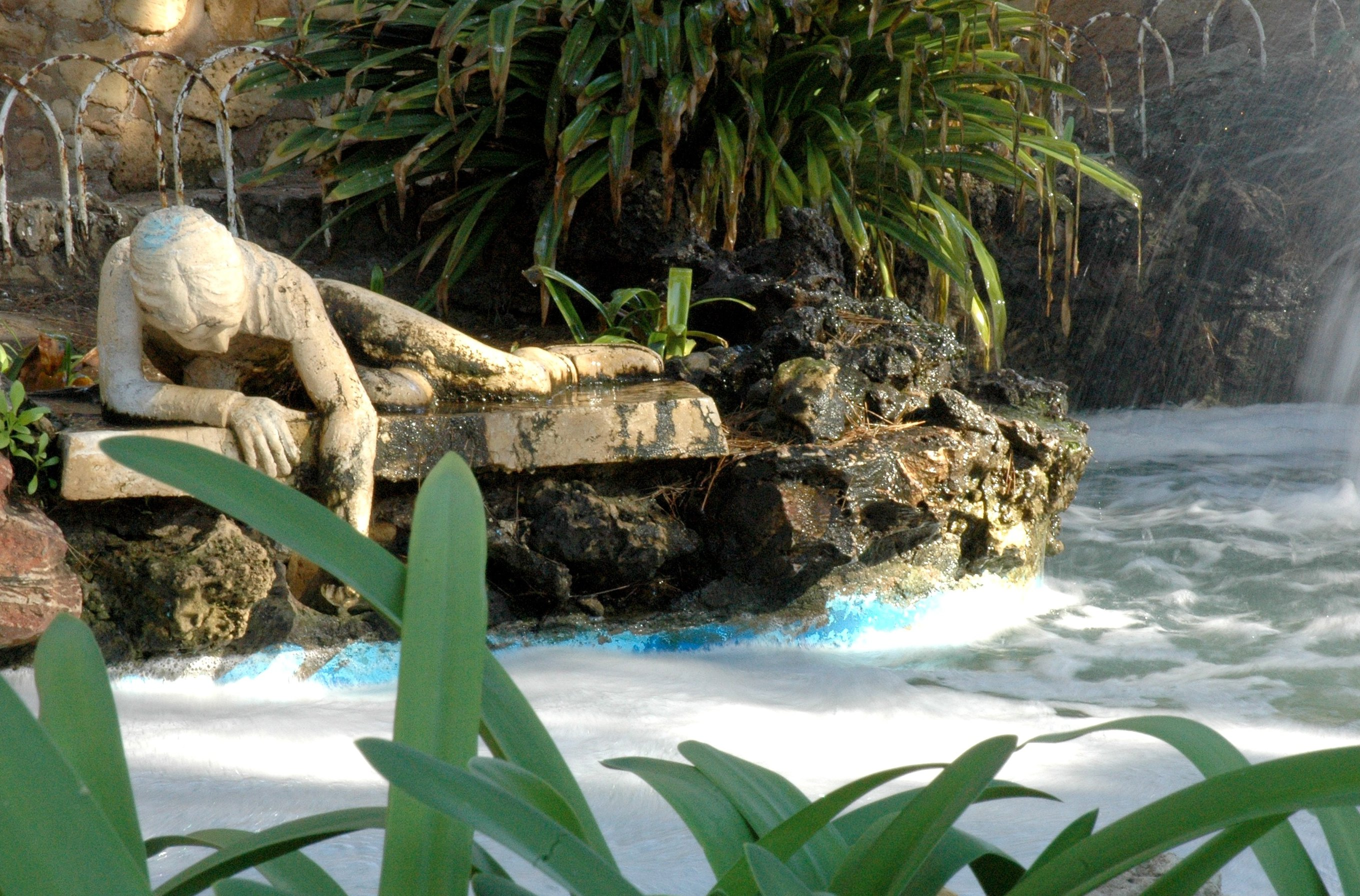
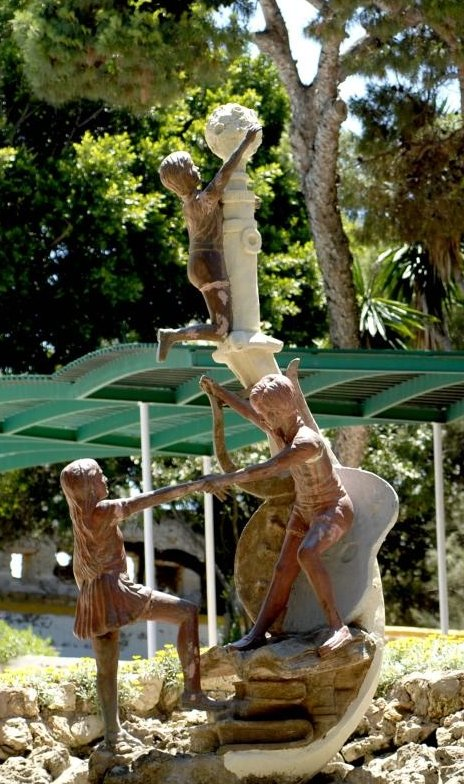

Recibe el nombre de su fundador Cándido Lobera Girela, que cuando era presidente de la Junta de Arbitrios, creó este parque para evitar la construcción de barracas en su terreno.

#### Parque Forestal Juan Carlos I Rey

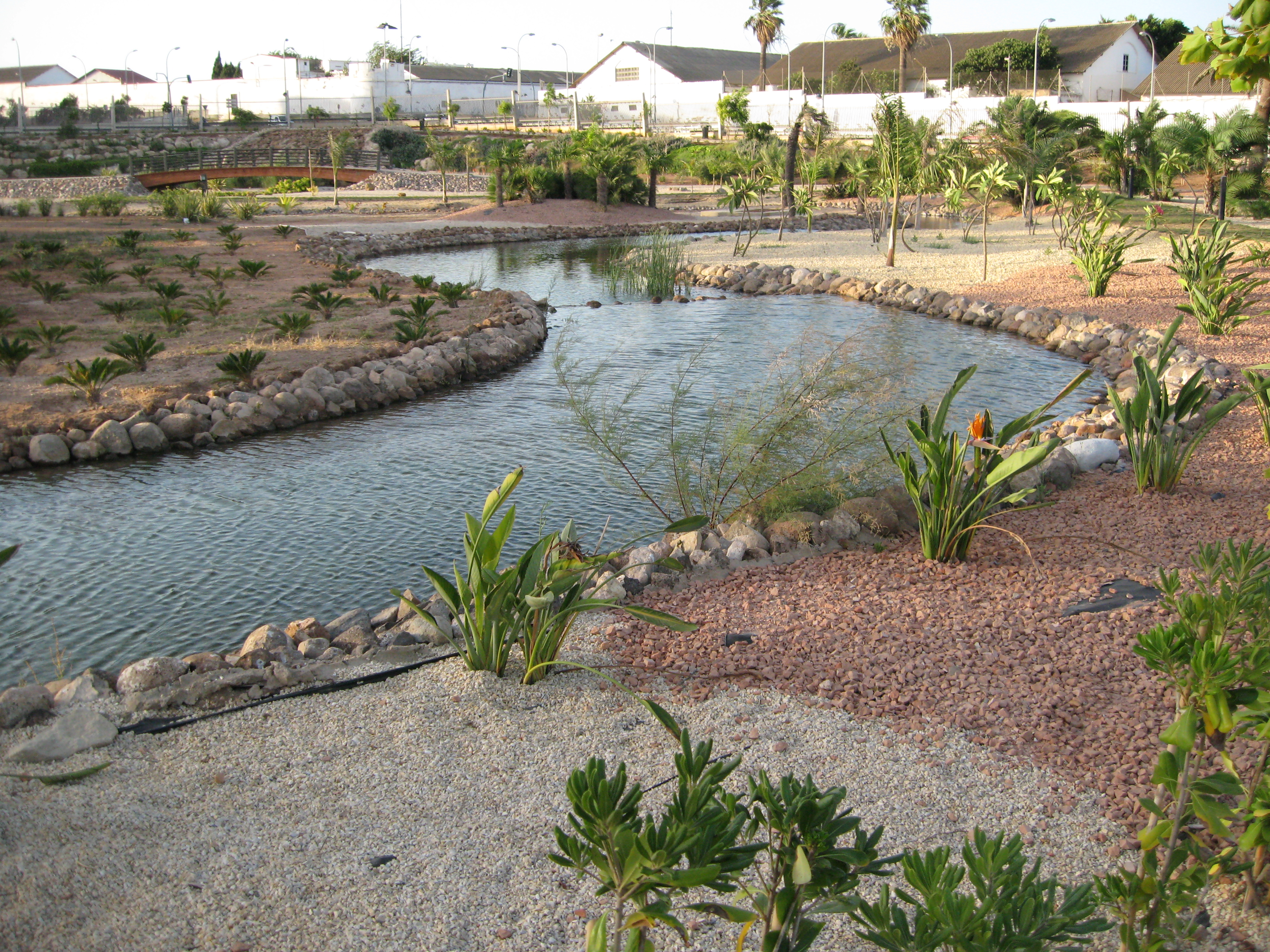
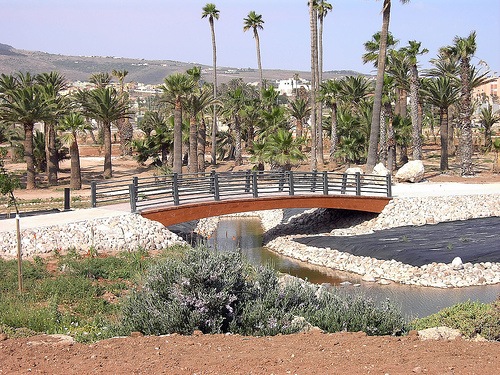
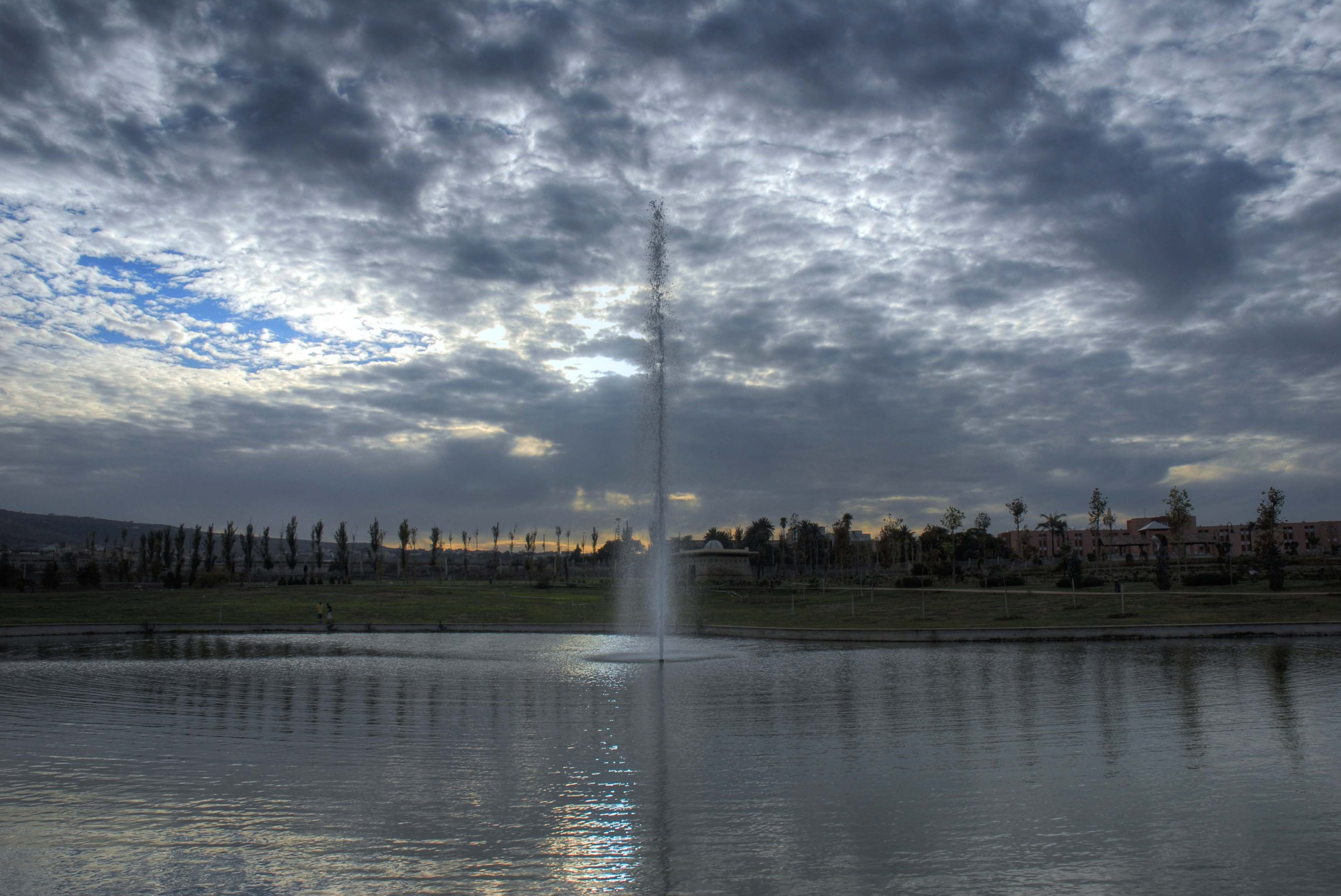
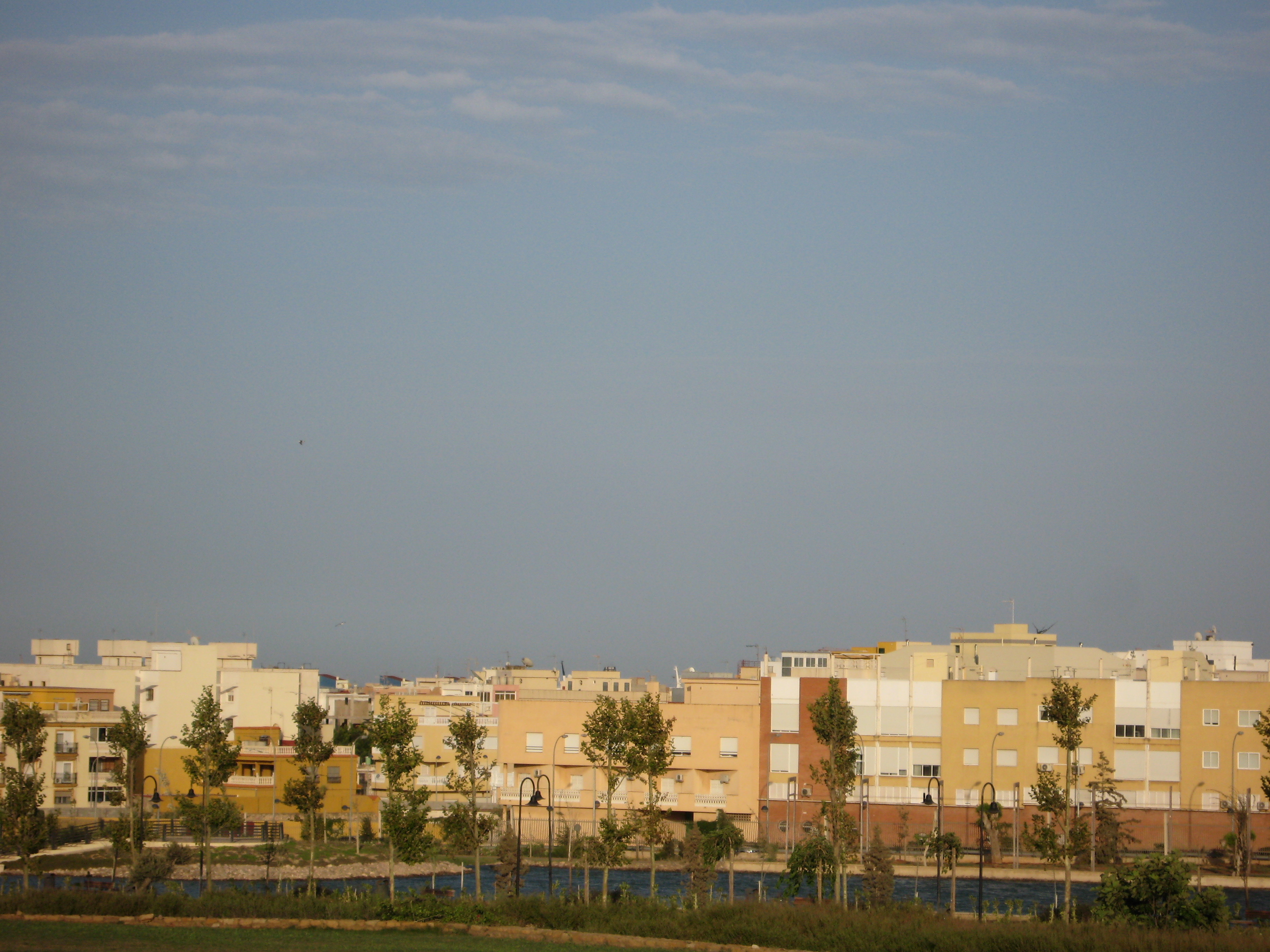
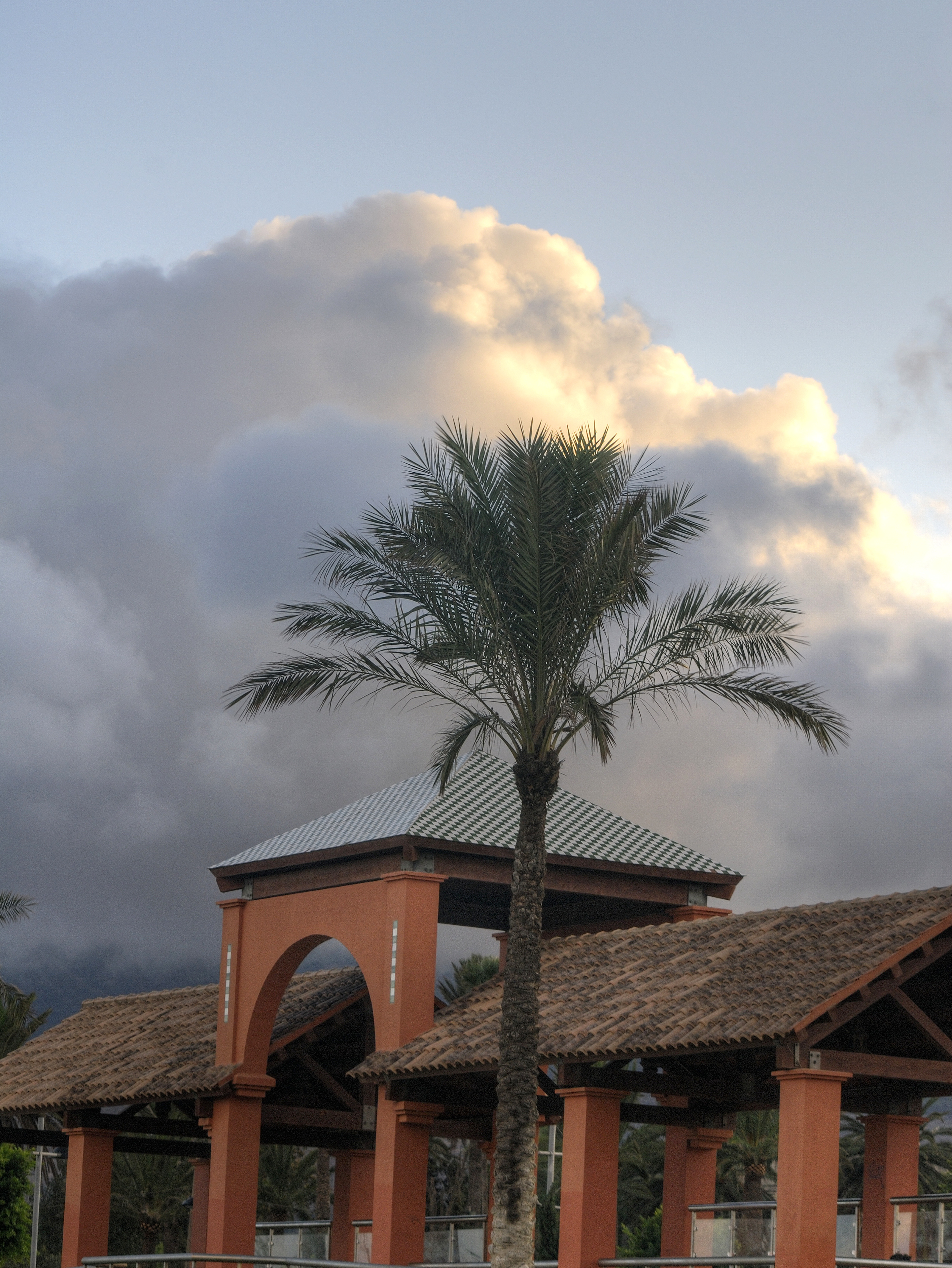
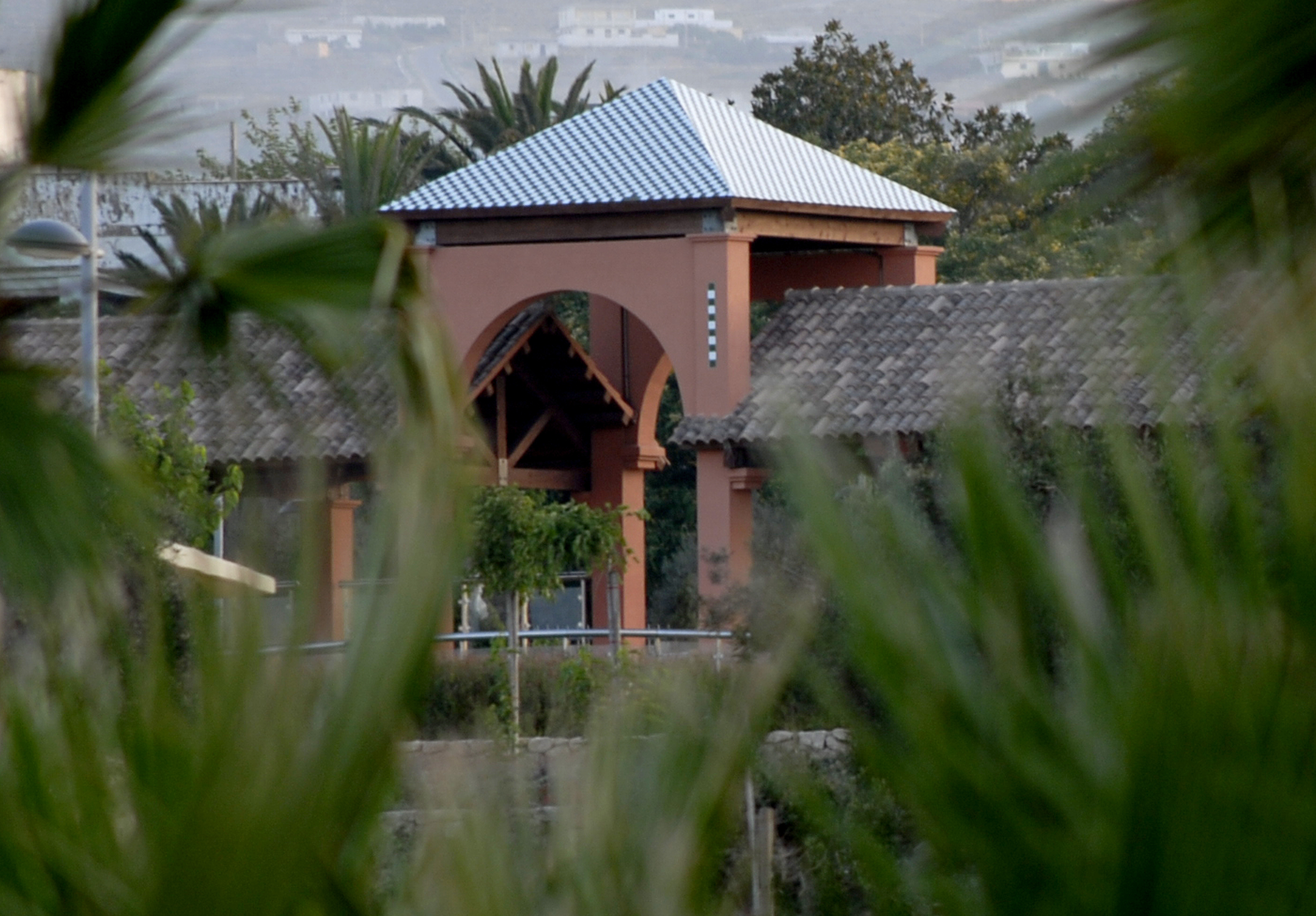
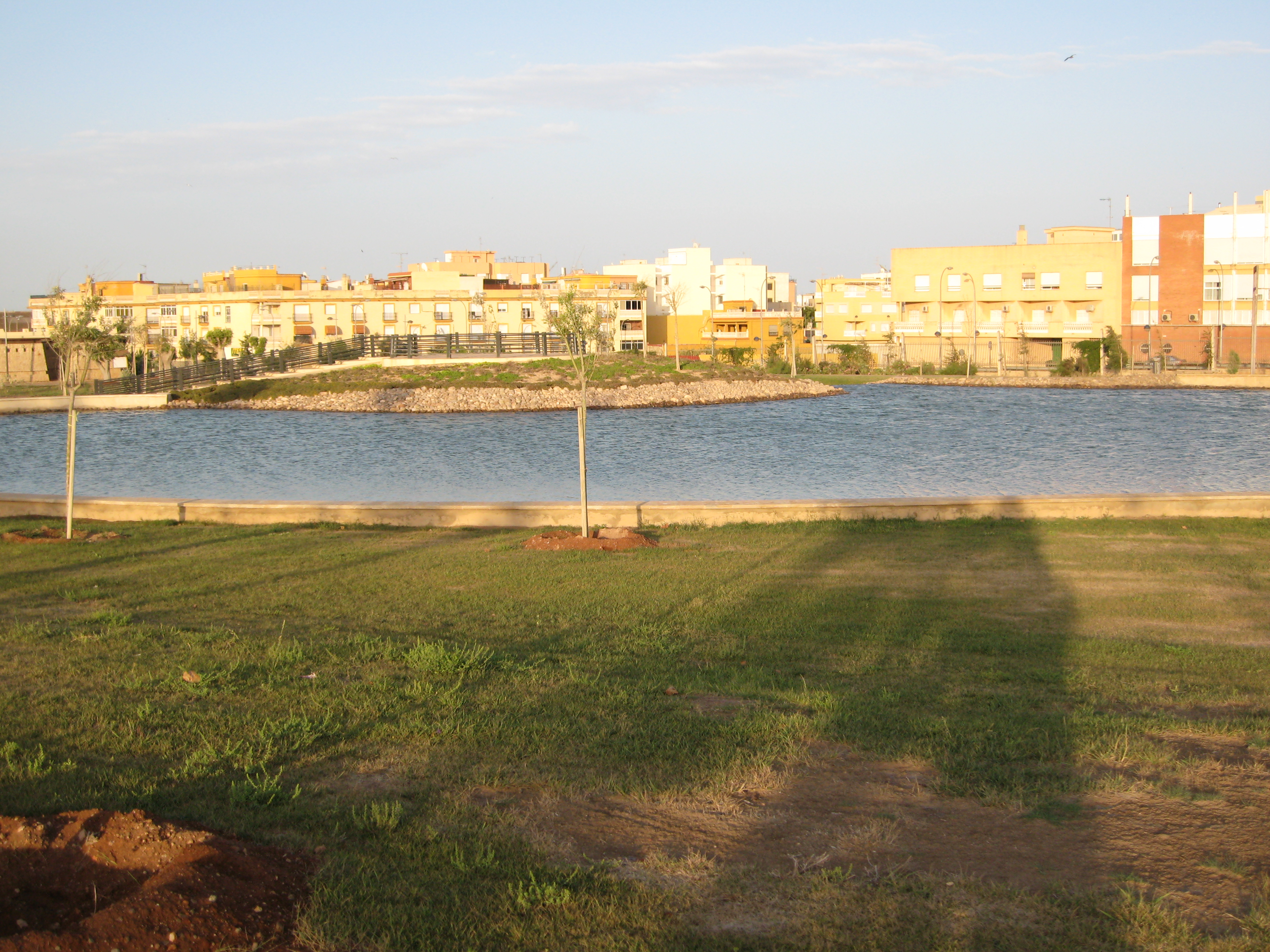

Es un espacio natural de seis hectáreas considerado un pulmón botánico de la ciudad. Es un lugar popular para pasear, hacer deporte y disfrutar en familia, destacándose por su rica flora mediterránea y diversa fauna, especialmente aves y reptiles. Históricamente, el parque fue una granja agrícola utilizada para experimentar con especies adecuadas para el cultivo en el protectorado. Aunque ha sufrido cambios a lo largo del tiempo, el parque sigue siendo un espacio importante para la conservación de la biodiversidad.

#### Parque Agustín Jerez

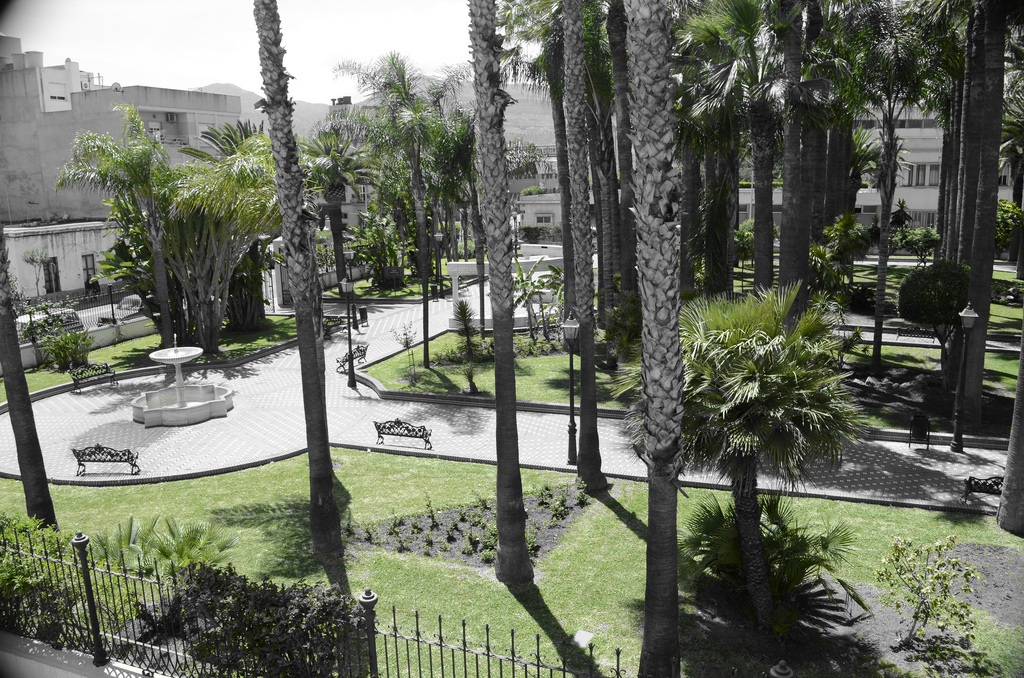
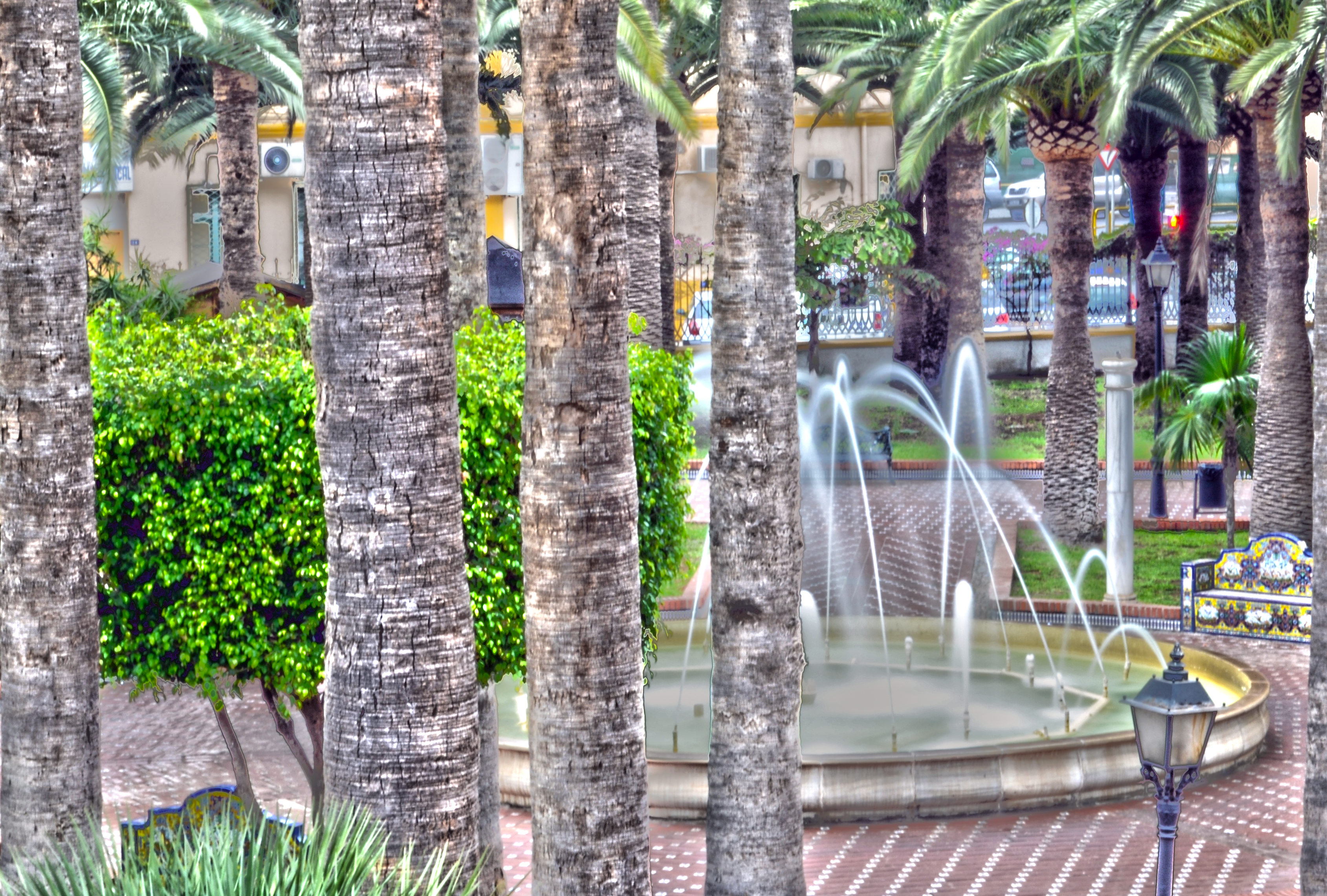

Fue inaugurado en 1992 en honor a Agustín Jerez Rodríguez. Con una extensión de media hectárea, es conocido por su colección de palmeras canarias, datileras y washingtonias. Las palmeras canarias, consideradas patrimonio único de la ciudad, tienen un alto valor ornamental y están amenazadas por el picudo rojo, una especie invasora. Además de su flora, el parque alberga fauna como estorninos negros y pintos.

#### Jardines del Agua

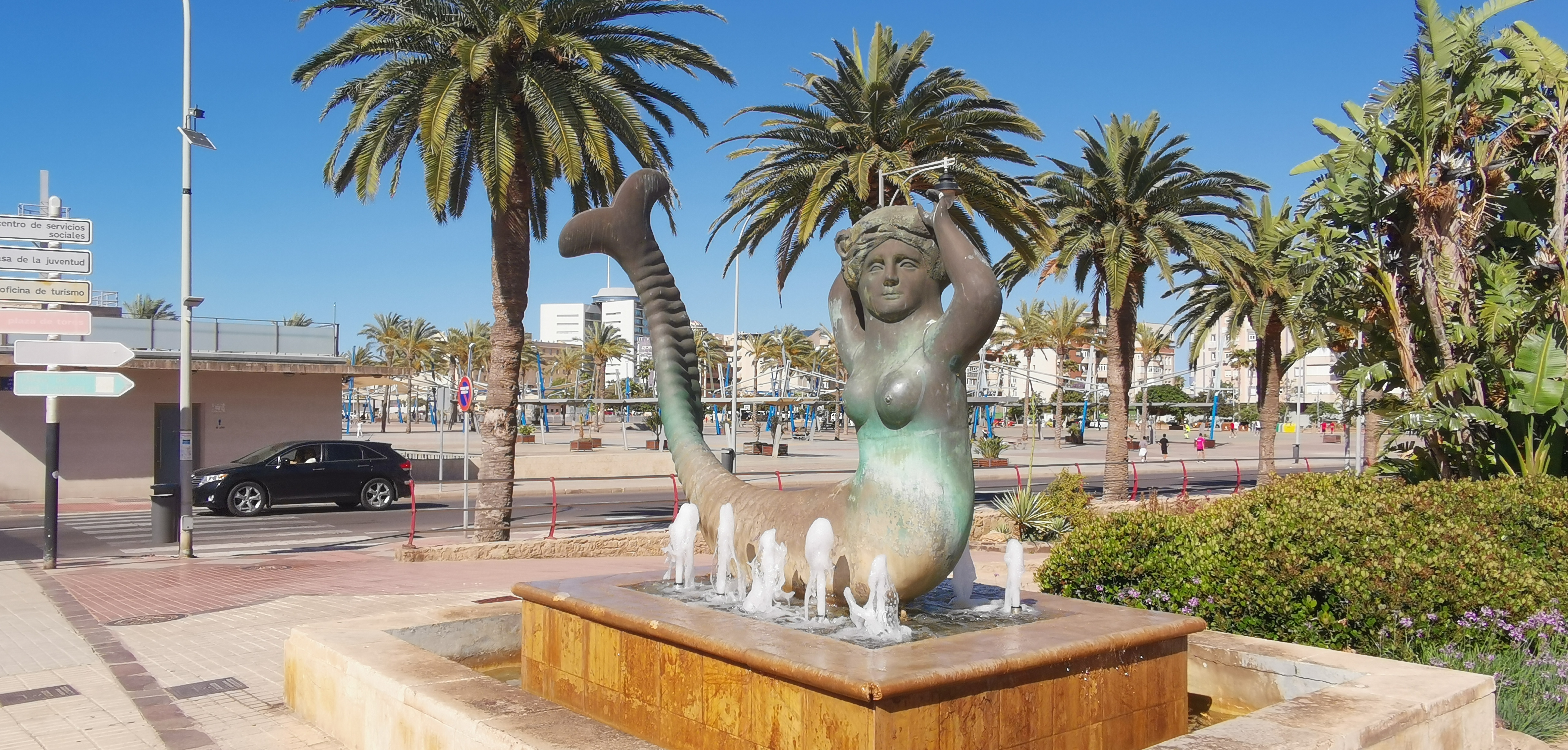
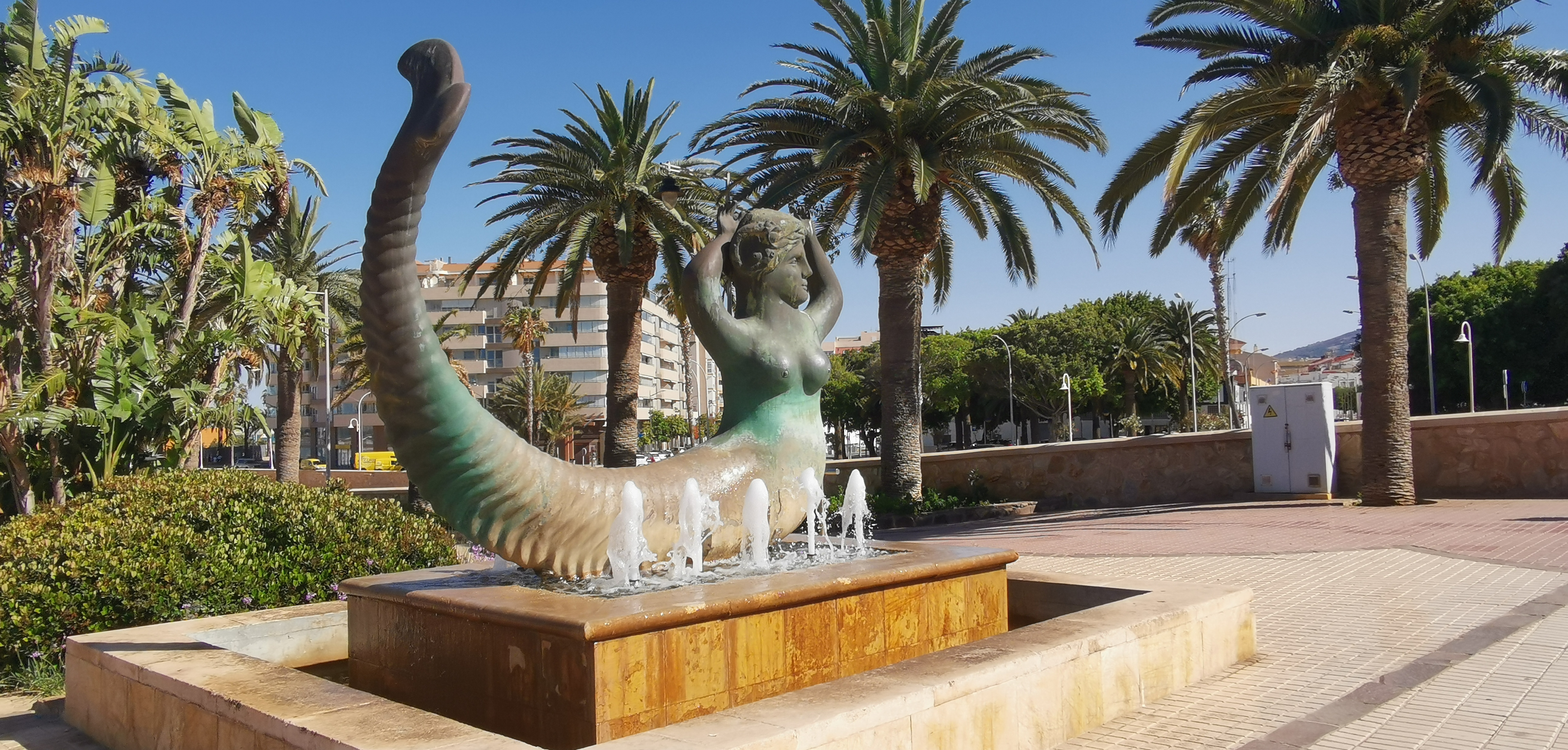

Inaugurados en 2006, se extienden a lo largo de 0,6 hectáreas cerca de la desembocadura del río de Oro. El parque cuenta con hileras de palmeras canarias, fuentes con efectos luminosos y una variedad de plantas como cactáceas, suculentas y agaváceas. Destaca una fuente central con una escultura de una mujer mitad humana y mitad sirena, que se ilumina por la noche, convirtiéndose en un atractivo visual tanto de día como de noche.

## Cultura

### Museos

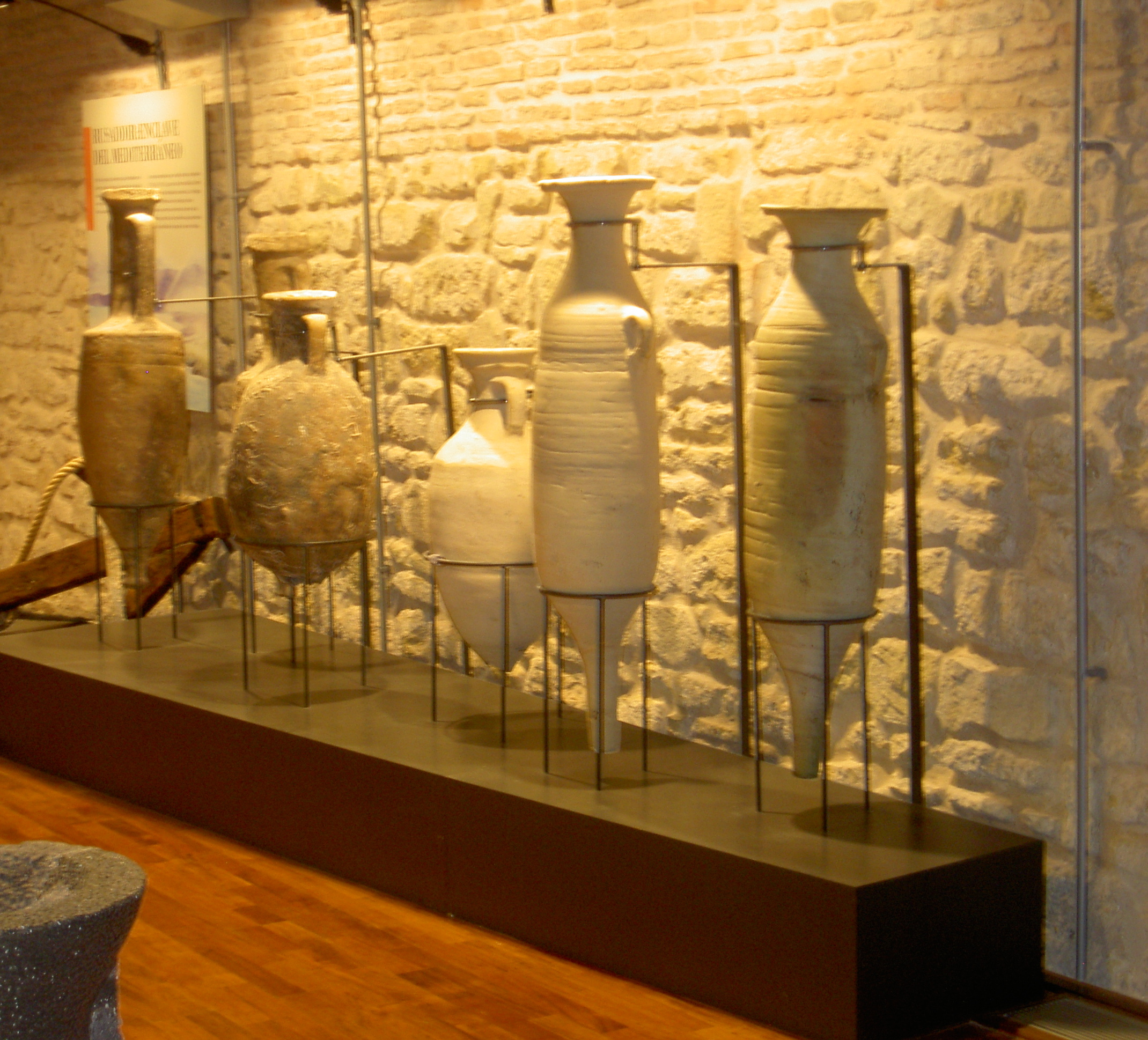
Museo de Arqueología e Historia
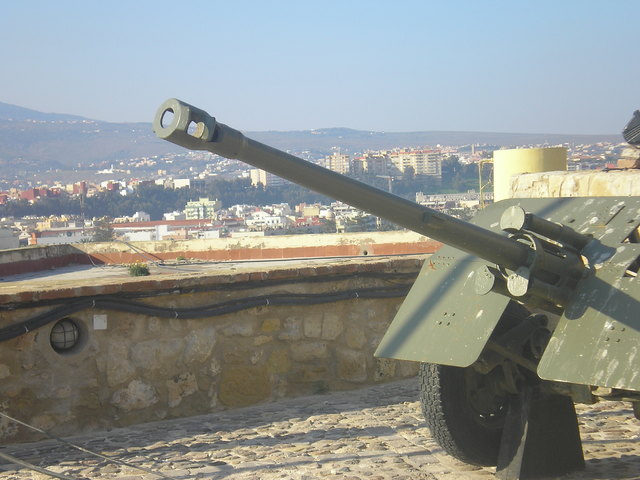
Museo Histórico Militar de Melilla
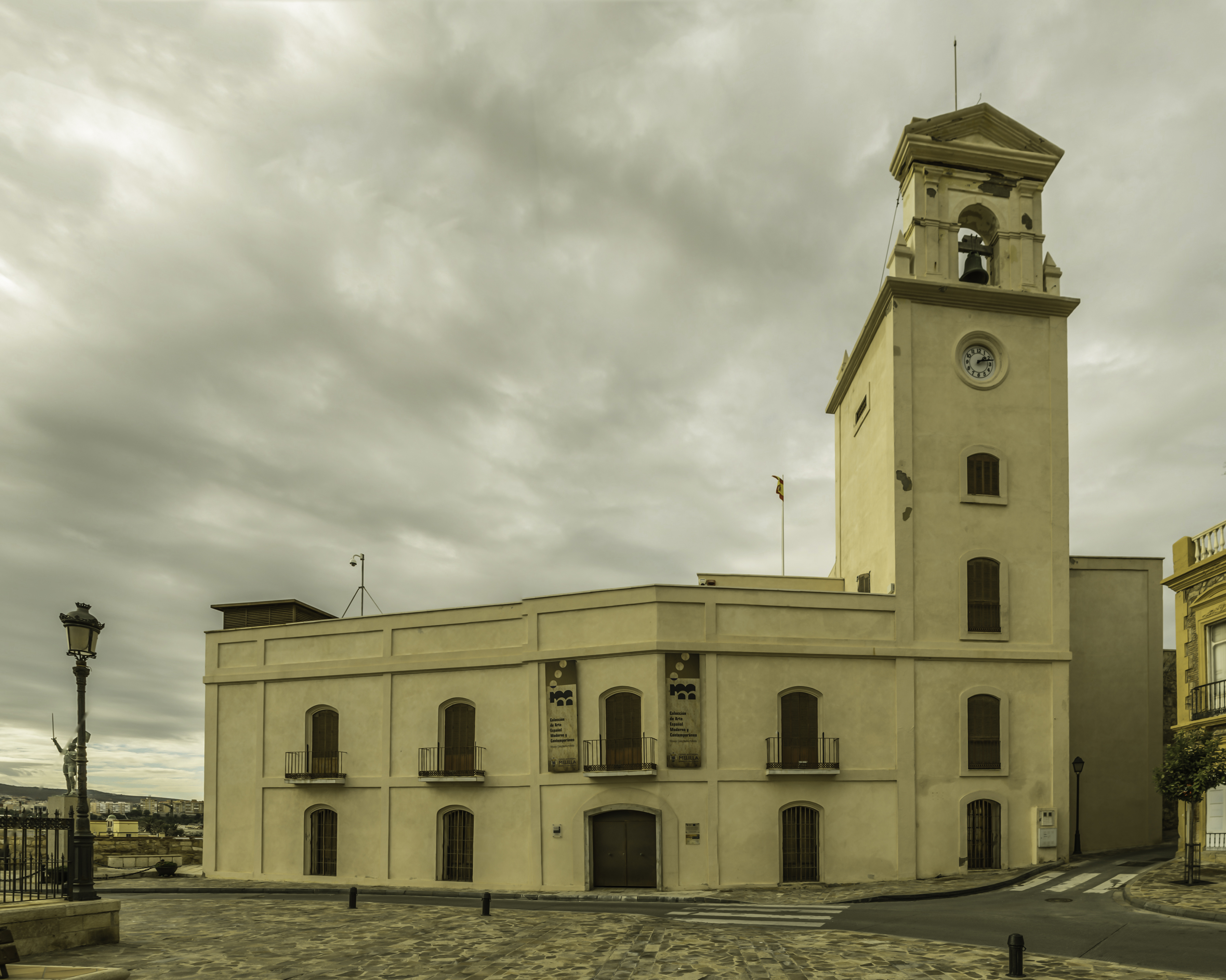
Museo Andrés García Ibáñez de Arte Moderno y Contemporáneo
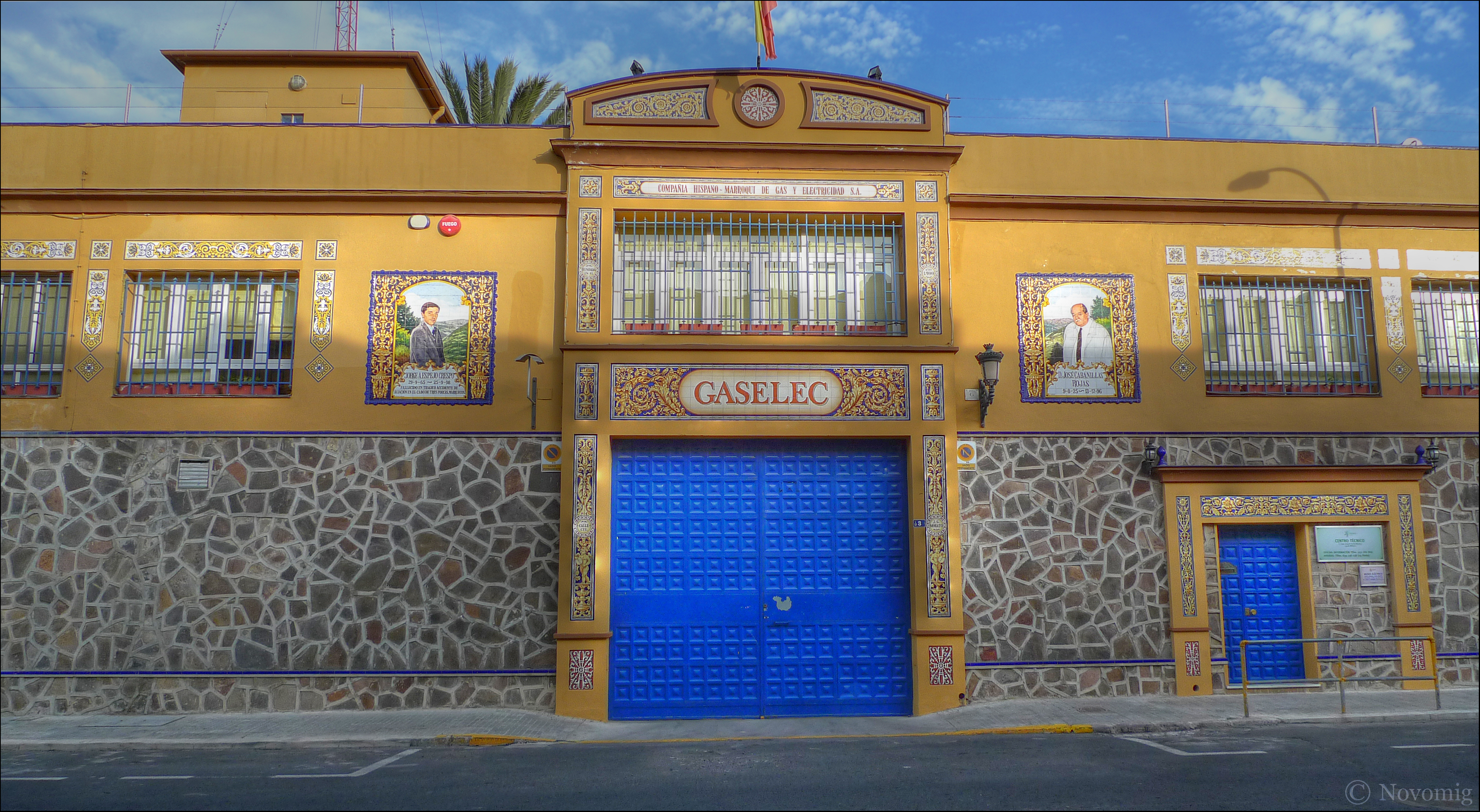
Museo Gaselec de la Electricidad
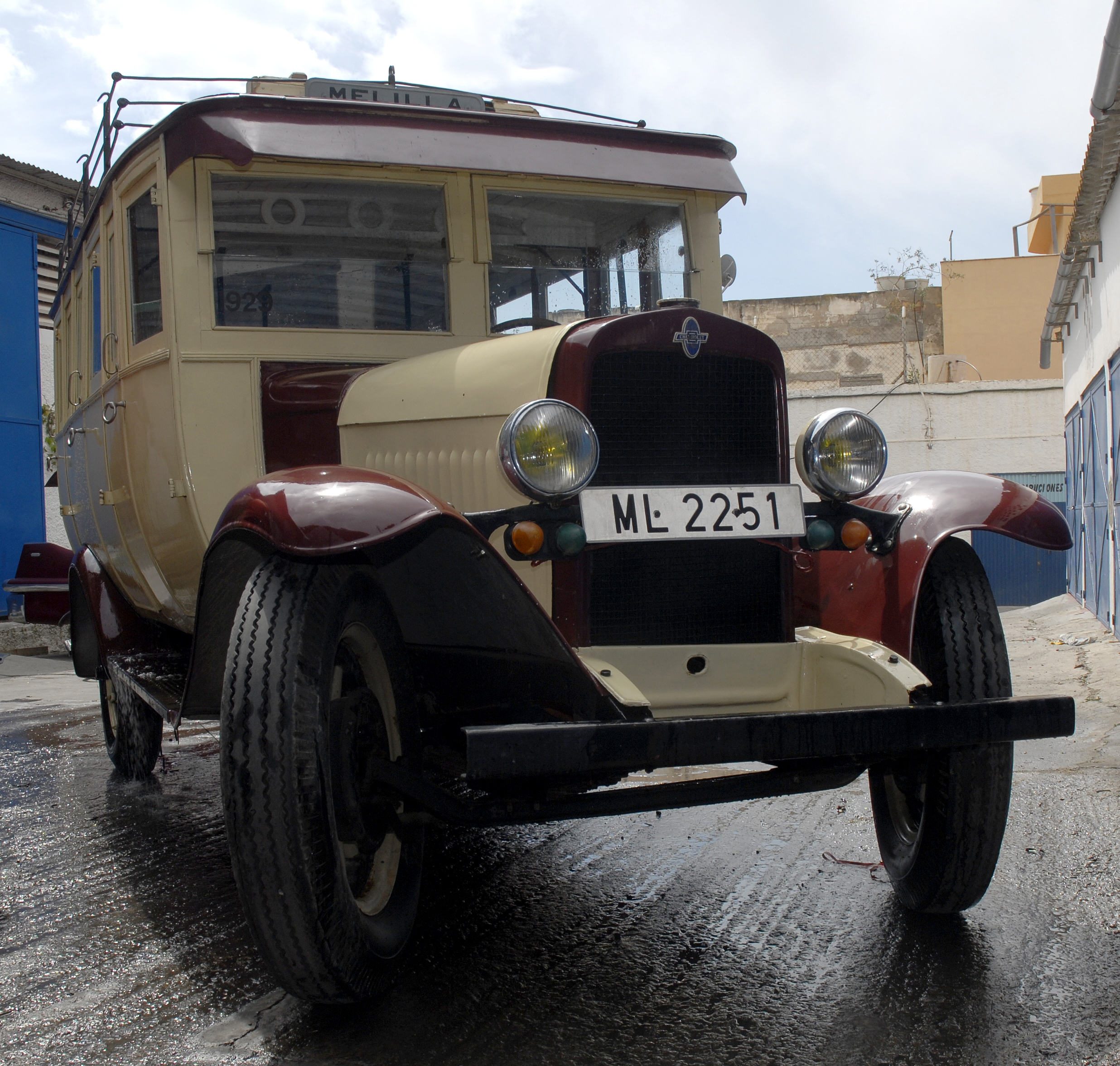
Museo del Automóvil de Melilla

En Melilla existen los museos de Melilla, en los Almacenes de las Peñuelas, el Museo Arqueológico e Histórico y Museo Sefardí y Bereber, Militar de Melilla, en el Baluarte de la Concepción Alta, el de Arte Sacro con acceso a las Cuevas del Conventico, el Andrés García Ibáñez de Arte Moderno y Contemporáneo, en laTorre de la Vela, el de Artes y Costumbres Populares de Melilla, en la Asociación de Estudios Melillenses, el Gaselec de la Electricidad, el del Automóvil de Melilla y las salas de exposiciones del Hospital del Rey de Fundación Gaselec, la Vicente Manchón en el centro cultural Federico García Lorca y la del Real Club Marítimo de Melilla.

#### Museo de Historia, Arqueología y Etnografía

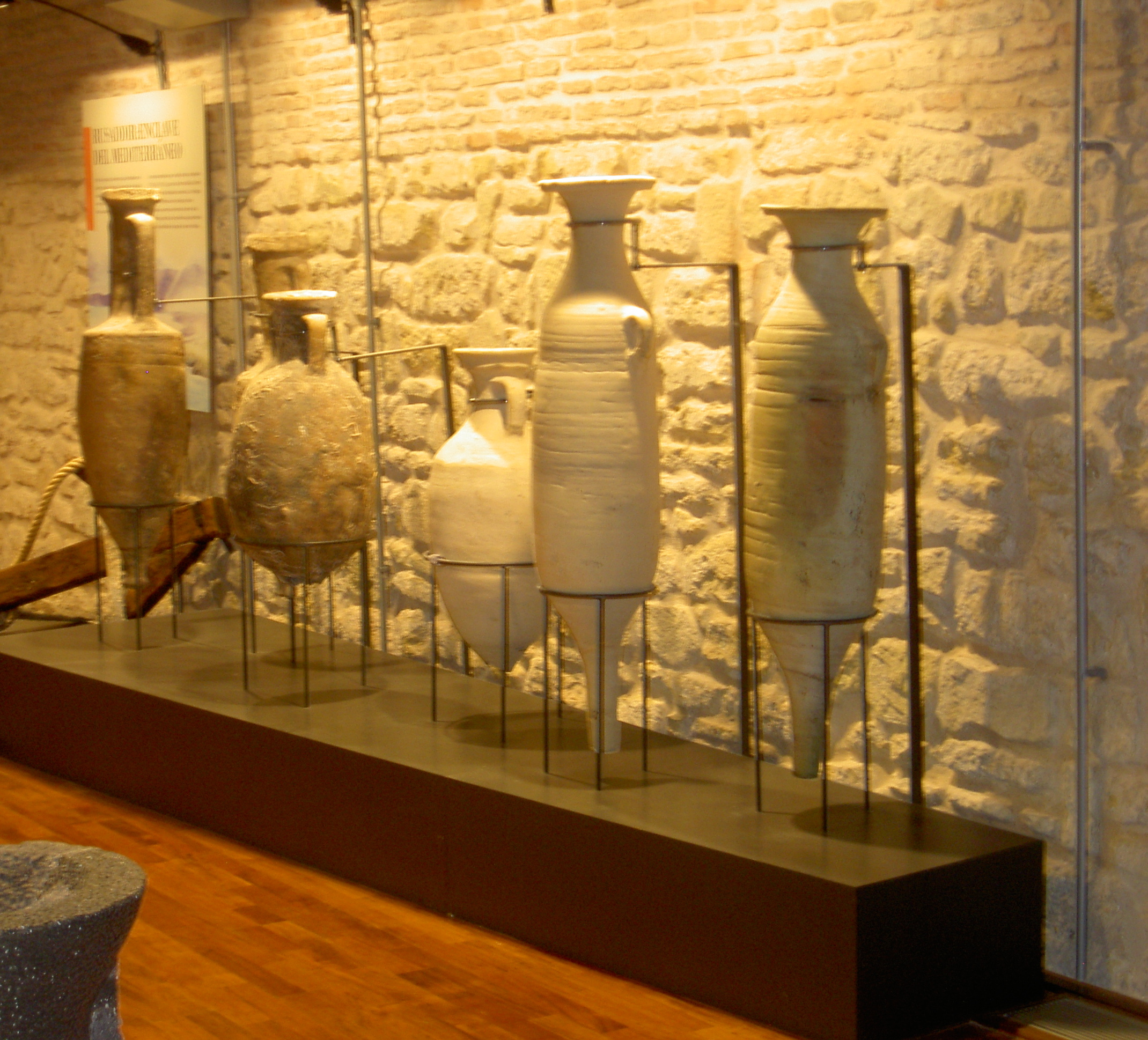
Museo de Historia, Arqueología y Etnografía

El Museo de Historia, Arqueología y Etnografía de Melilla, ubicado en los Almacenes de las Peñuelas, está dividido en dos secciones principales: una dedicada a las culturas gitana, sefardí y amazigh, y otra a la historia de la ciudad desde la prehistoria hasta la Edad Contemporánea. Su origen se remonta al siglo XX, con la recopilación de piezas arqueológicas, y ha cambiado de ubicación varias veces antes de establecerse en su sede actual en 2011. Entre sus colecciones destacan objetos de las culturas bereber, sefardí y gitana, así como hallazgos arqueológicos como monedas cartaginesas y nazaríes, y una maqueta de Melilla La Vieja.

#### Museo Histórico Militar

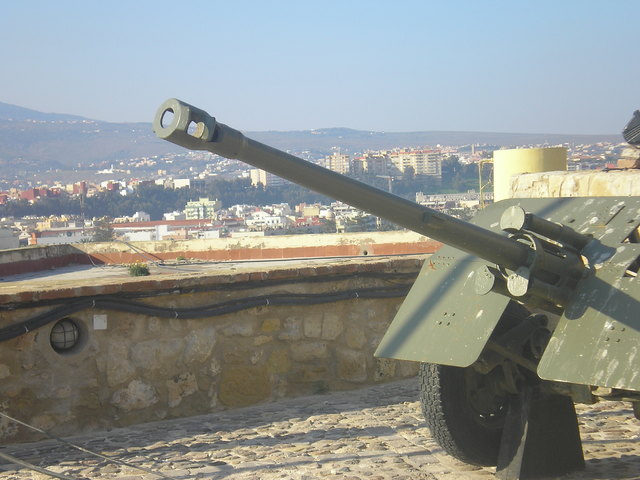
Museo Histórico Militar

El Museo Militar de Melilla, inaugurado en 1997, está ubicado en el Baluarte de la Concepción Alta en Melilla La Vieja. Nació de una exposición sobre la historia militar realizada durante el V Centenario de la ciudad, y su colección incluye uniformes militares, maquetas, dioramas, una máquina Enigma y una silla de montar de Isabel II. Además, cuenta con cañones y morteros en sus plataformas de artillería, y exhibe muestras temporales en su sala superior.

#### Museo de Arte Sacro
El Museo de Arte Sacro de Melilla, ubicado en el antiguo Convento de los Franciscanos en el Primer Recinto Fortificado de Melilla La Vieja, se creó con la colaboración de la ciudad autónoma de Melilla, el Obispado de Málaga, la Vicaría Episcopal de Melilla, las Cofradías y Hermandades de la ciudad, y la Fundación Melilla Ciudad Monumental. Además, por el museo se accede a las Cuevas del Conventico. Entre sus piezas destacadas se encuentra la Custodia del Sol.

#### Museo Casa del Reloj

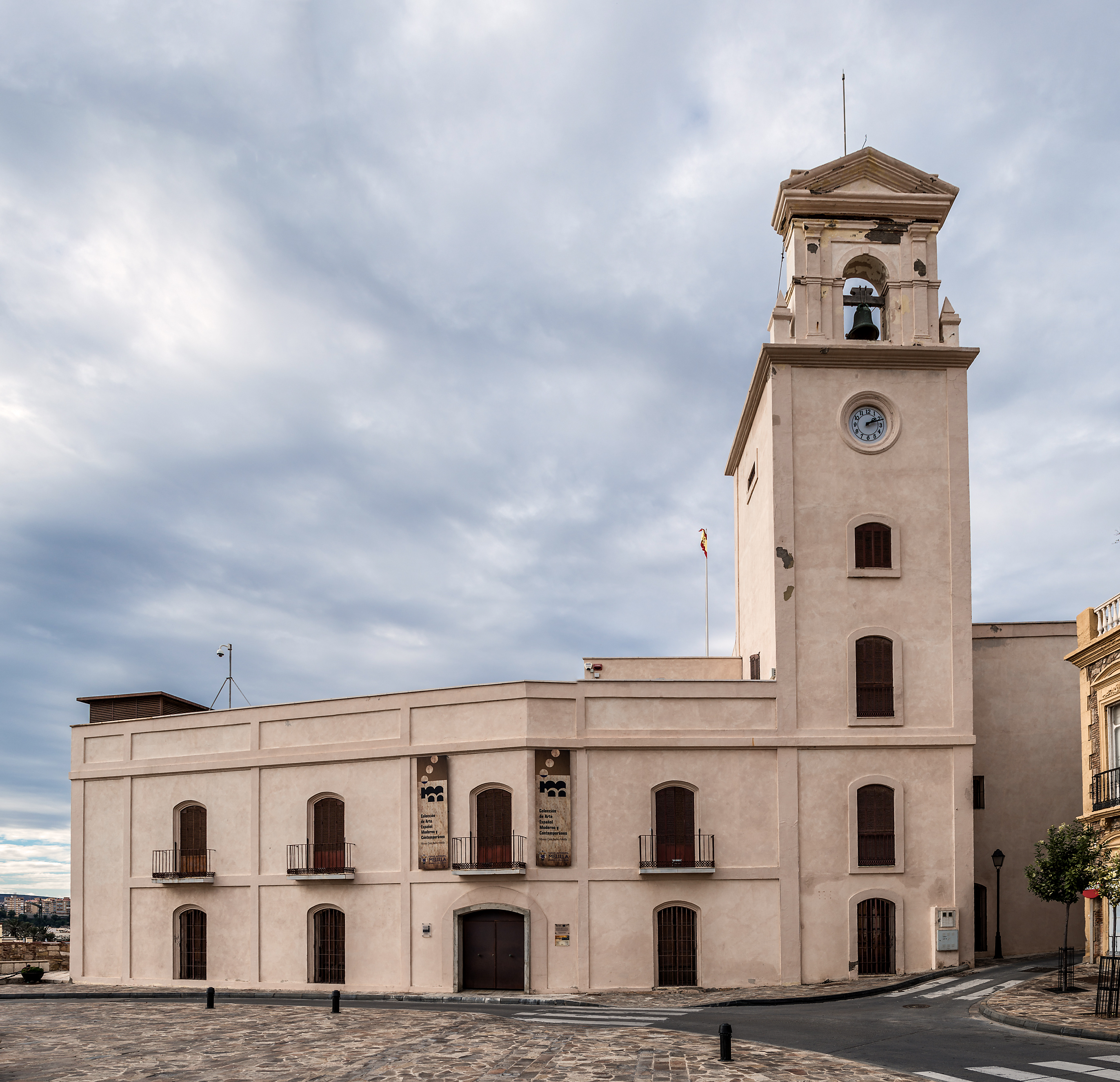
Museo Casa del Reloj

El Museo Casa del Reloj de Melilla, ubicado en la Torre de la Vela, en el Primer Recinto Fortificado de Melilla La Vieja, se crea gracias a la cesión de parte de la colección del artista almeriense Andrés García Ibáñez a la ciudad autónoma de Melilla. También se exhibe una parte de su propia colección artística.
El museo cuenta con seis salas que abarcan diversos períodos, desde el siglo XVIII, y presenta estilos como el Realismo Decimonónico, la Nueva Figuración y el Documentalismo Fotográfico español. Además, muestra esculturas de artistas como Juan López, Emilio Manescau Baccarelli, Félix Alonso y Mustafa Arruf, así como pinturas de Vicente Maeso Cayuela, Victorio Manchón, Carlos Monserrate, Eduardo Morillas y Francisco Hernández.

#### Museo Egipcio de Melilla

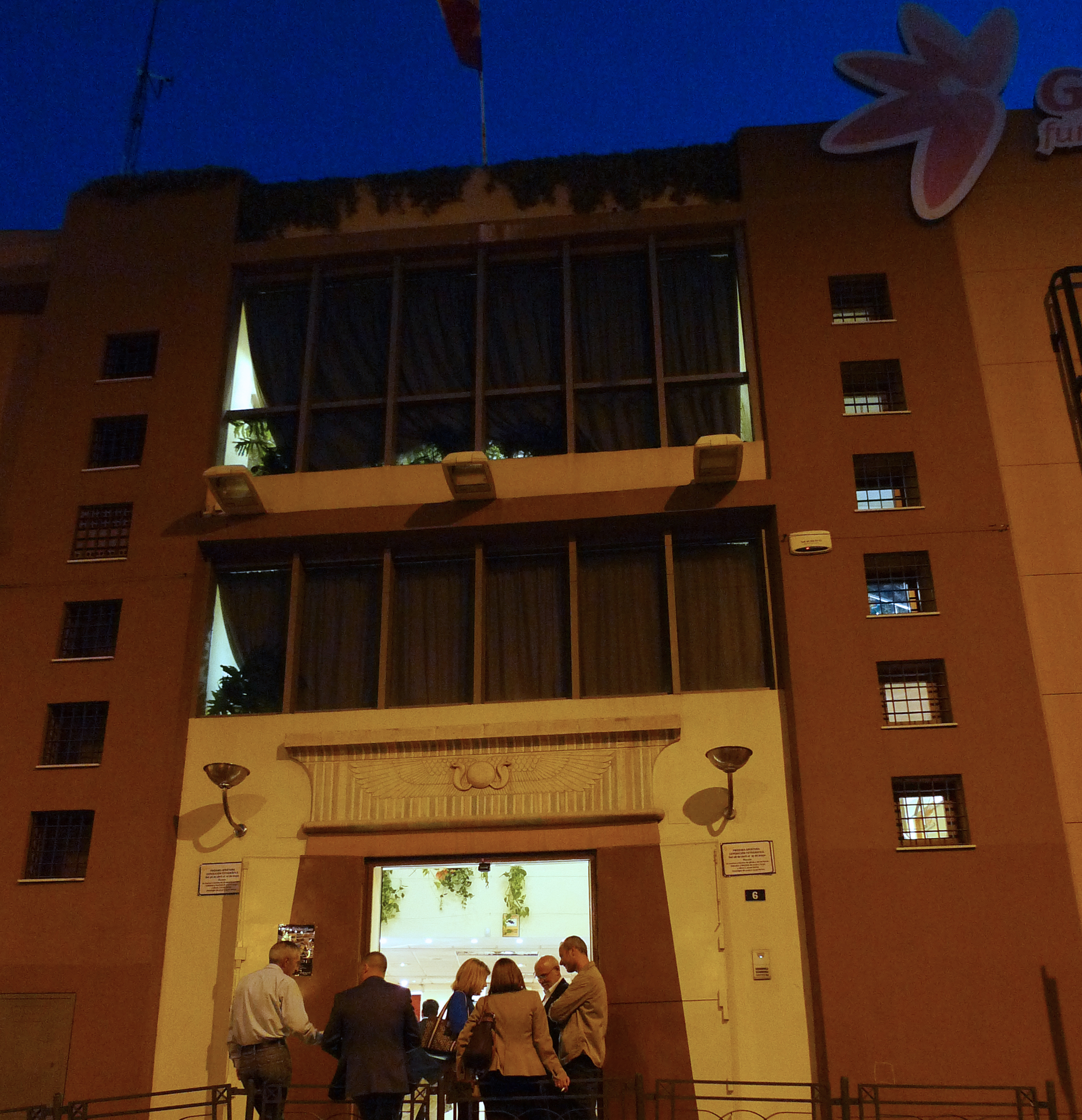
Museo Egipcio de Melilla

El Museo Egipcio de Melilla es un museo dedicado al arte egipcio ubicado en la ciudad española de Melilla. Inaugurado en 2021, es uno de los dos únicos museos de arte egipcio en España, junto con el de Barcelona. El museo se distribuye en tres plantas, donde se exhiben diversas colecciones relacionadas con la civilización del Antiguo Egipto, incluyendo piezas de gran valor histórico y cultural. Este espacio ofrece una visión detallada de la historia, la cultura y el arte egipcios, convirtiéndolo en un importante referente cultural en la ciudad.

#### Museo Gaselec de la Electricidad

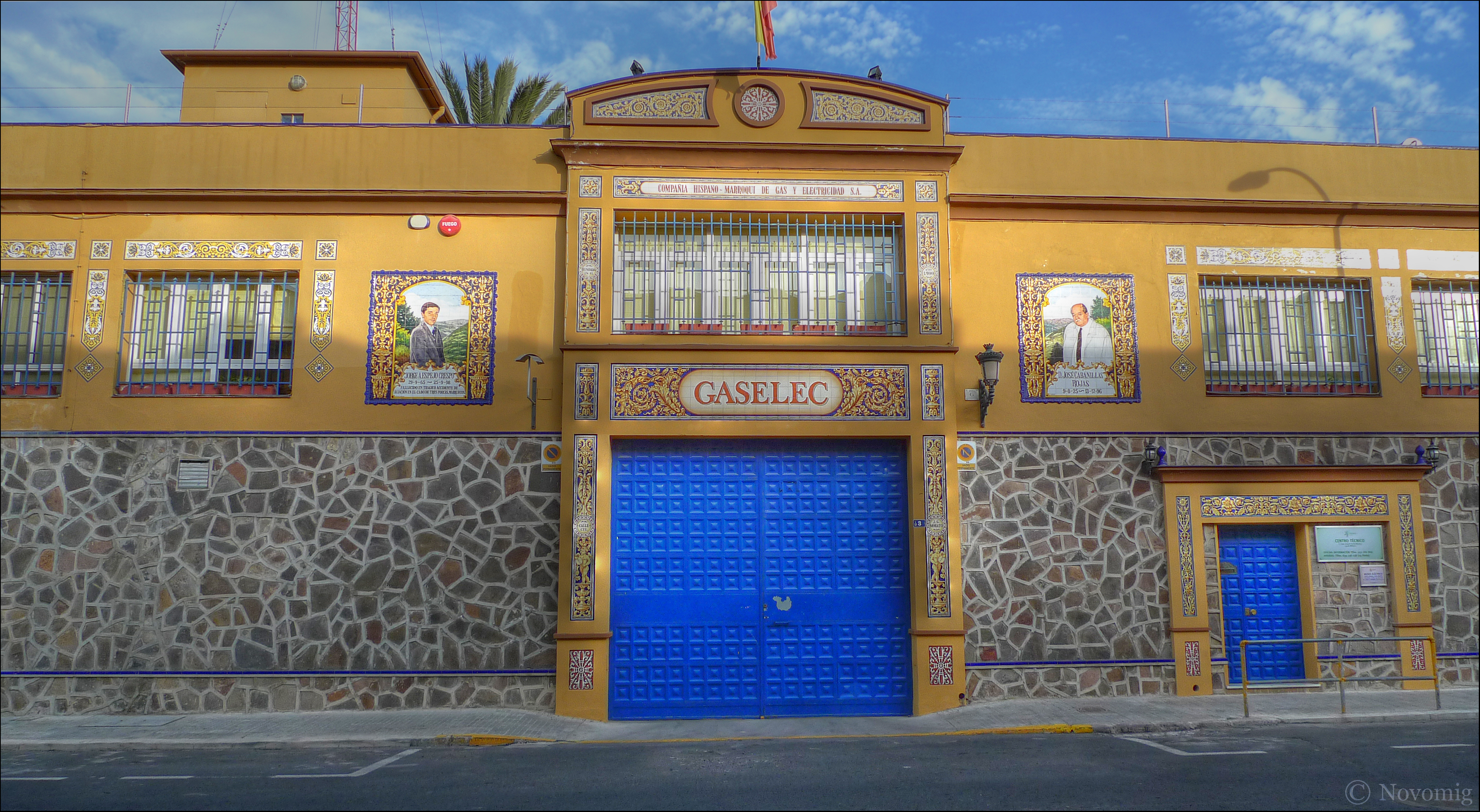
Museo Gaselec de la Electricidad

El Museo Gaselec de la Electricidad y de la Industria fue fundado en 1997 por Gustavo Cabanillas, presidente de la Compañía Hispano-Marroquí de Gas y Electricidad, renombrada en 2003 como Melillense de Gas y Electricidad (GASELEC). En 2004, el museo se integró en la Fundación Gaselec.
El museo está compuesto por varias secciones: la Sala Técnica y Almacén, la Oficina, que presenta mobiliario de principios de siglo, y el Museo de la Industria, que muestra la forja de la compañía.

#### Museo de Fósiles y Minerales
El Museo de Fósiles y Minerales es una institución dedicada a la exhibición y estudio de fósiles y minerales, ubicada en el centro de interpretación de la Naturaleza "Ingeniero Ramón Gavilán" en Melilla, España. Inaugurado en 2015, alberga una colección de aproximadamente 130 piezas que incluyen fósiles de animales marinos, invertebrados, vertebrados como dientes de tiburones y otros ejemplares.
El museo organiza actividades educativas, como talleres y visitas guiadas, y ha sido reconocido con la certificación de calidad UNE-EN ISO 9001:2015. Está en proceso de expansión, con proyectos como la creación de una Sala de Petrología y un Museo de Ciencias Naturales de Melilla.

### Salas de exposiciones
En la ciudad pueden visitarse además las salas de exposiciones del Hospital del Rey, la Vicente Manchón en el centro cultural Federico García Lorca y la del Real Club Marítimo de Melilla.

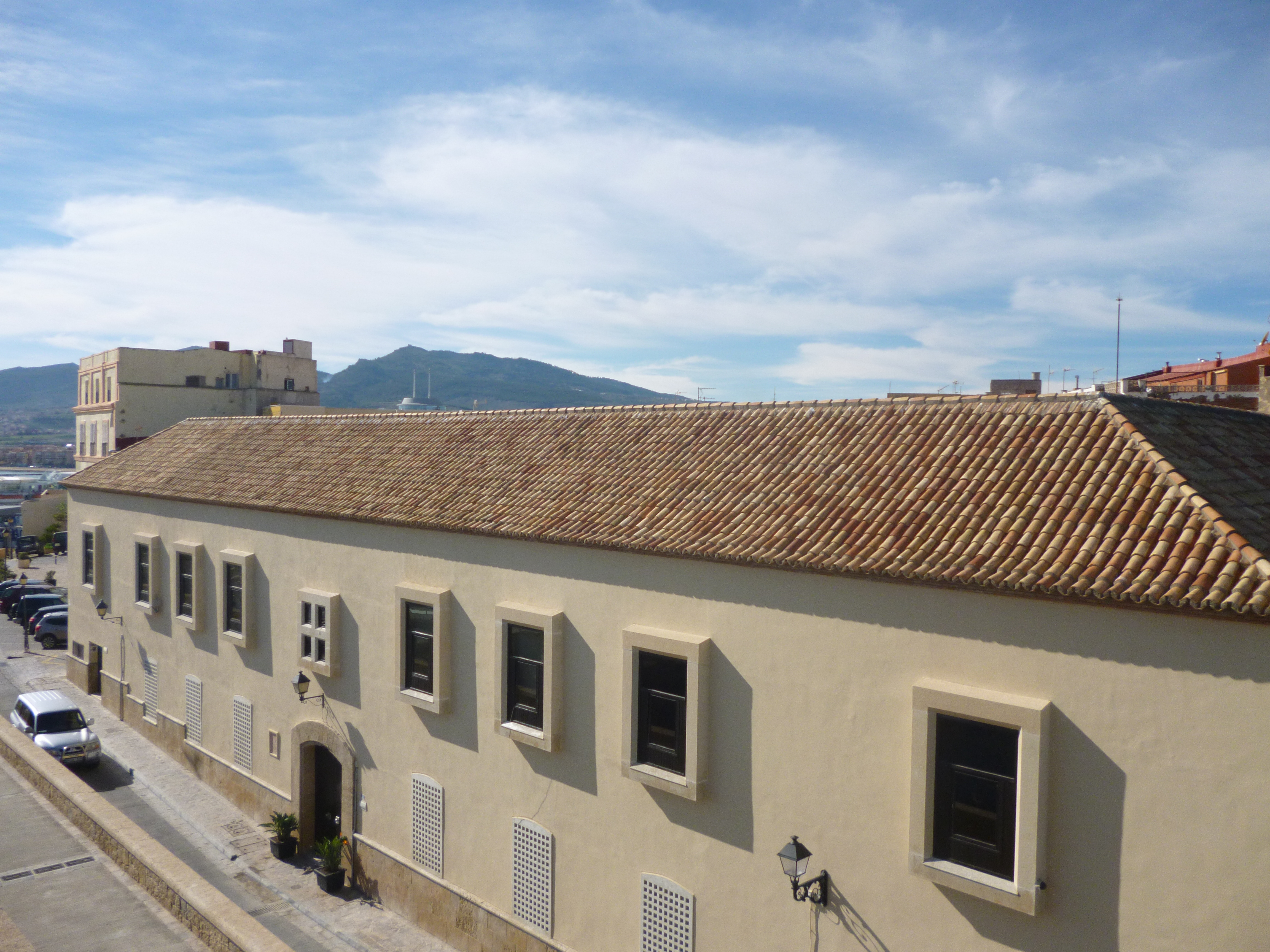
Hospital del Rey
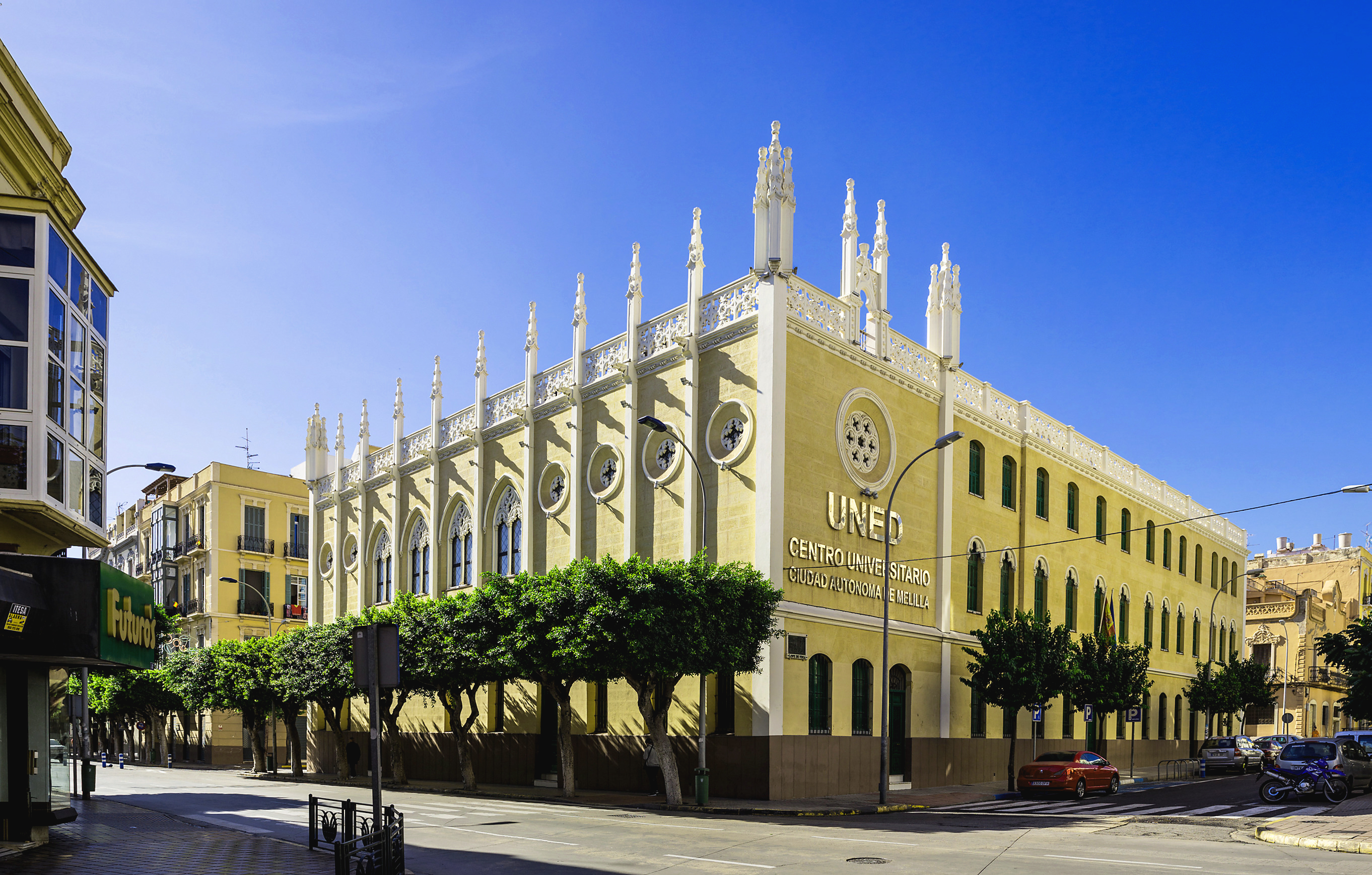
Antiguo Colegio del Buen Consejo
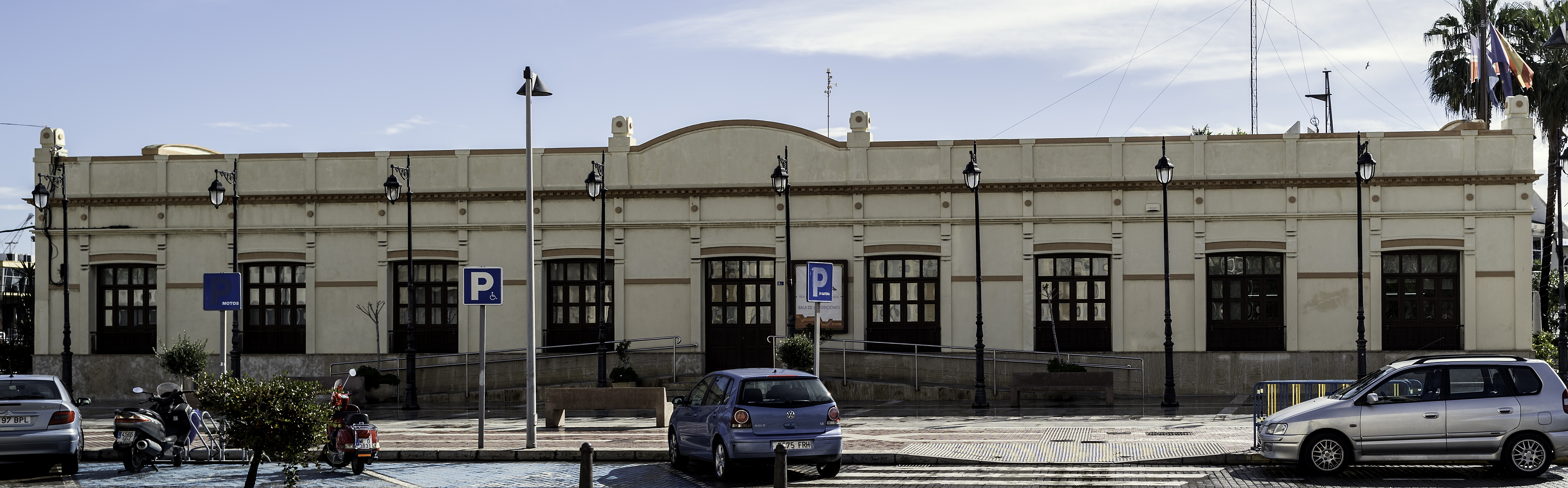
Real Club Marítimo de Melilla

### Archivos
- Archivo Histórico de Melilla: cuenta en sus fondos documentales con los protocolos notariales de las Escribanías de Guerra de las Plazas de Melilla, Vélez de la Gomera, Alhucemas e islas Chafarinas, que se remontan en su mayor parte a los siglos XVIII y XIX.[122]
- Archivo General de Melilla: creado en 2012 con la misión de conservar, custodiar y disponer para su utilización futura, los fondos documentales de la ciudad.[123]
- Archivo Intermedio Militar de Melilla: contiene más de 4000 unidades de instalación y sus fechas extremas van desde el siglo XVIII a la actualidad.[124]
- Archivos Eclesiásticos de Melilla: contiene fondos documentales de las diferentes parroquias de la ciudad.[125]

### Bibliotecas
- Biblioteca Pública de Melilla.[126]
- Biblioteca Histórico Militar de Melilla.[127]

### Espectáculos

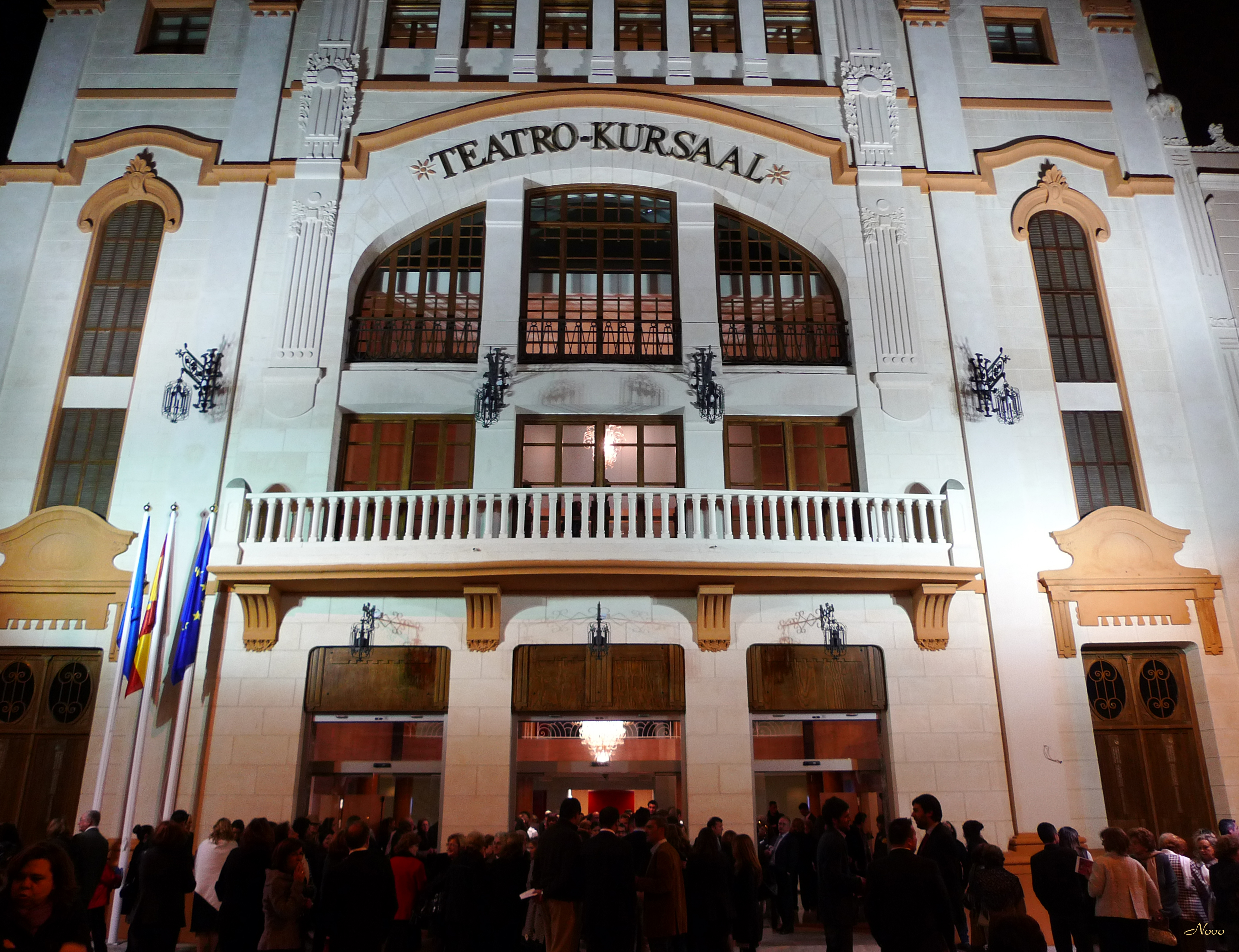
Teatro Kursaal - Fernando Arrabal

En Melilla existen el teatro Kursaal, dependiente de la Consejería de Cultura de la Ciudad Autónoma de Melilla y el Palacio de Exposiciones y Congresos dependiente del Patronato de Turismo de Melilla que acaparan la oferta de teatro, danza, musicales y representaciones en Melilla. El Teatro-Cine Perelló es el único cine comercial de Melilla, en funcionamiento desde 1932. En verano, se celebran conciertos en Melilla la Vieja, el Auditorium Carvajal y el recinto ferial de artistas nacionales e internacionales. Durante todo el año hay gran actividad de agrupaciones musicales locales, principalmente en salas privadas y locales de copas.

### Lenguas
El castellano es la lengua oficial. Esta lengua la habla la mayoría de la población melillense y es además la lengua materna de siete de cada diez habitantes. La lengua rifeña o lengua amazig es también lengua materna de una gran parte de la población y su uso, aunque de ámbito familiar y social está muy extendido.
Una parte de la comunidad musulmana habla el árabe, así como de la comunidad judía el hebreo, aunque en menor número. Aunque el inglés es el idioma extranjero que más se estudia, está muy extendido el uso del francés, con fines comerciales y debido a la cercanía con Marruecos y Argelia donde está muy extendido.

### Melilla en la cultura popular

#### Novelas
Las novelas ambientadas en Melilla más destacadas:
- Cuando leas esta carta de Vicente Gramaje
- Demiurgo: el despertar de los necios de Francisco Elipe Torné y Ferrán Cubells Tomeo
- Corsarios de Levante y La Reina del Sur de Arturo Pérez Reverte
- Mi Melilla Entrevista (1949) de Vicente Aleixandre
- Canto a Melilla (1920) de Alberto Álvarez de Cienfuegos
- Empezando la Vida. Memorias de una Infancia en Melilla (1914-1920) de Carmen Conde
- En la Guerra: Episodios de Melilla (1909) y sus trabajos como corresponsal de guerra con motivo de la guerra de Melilla de Carmen de Burgos
- Una mujer en la guerra de España de Carlota O'Neill
- La Buena Reputación de Ignacio Martínez de Pisón
- La Hija del Coronel de Martín Casariego
- El Novio del Mundo de Felipe Benítez Reyes
- La Hija de Marte de Francisco Carcaño
- Melilla la codiciada de Juan Berenguer
- Murillo 11: Melilla de Juan Guerrero Zamora
- La Reina del Azúcar de Dolores García Ruíz
- Crónicas de Guerra: Melilla 1921 de Indalecio Prieto
- Del Dolor de la Guerra (1921) de Teresa de Escoriaza

#### Series de televisión
Las series rodadas y ambientadas en Melilla más importantes:
- Reina del Sur (2011)
- Tiempos de guerra (2017)
- La unidad (2020)
- Sagrada familia (2022).

#### Películas
Melilla ha sido escenario de diferentes rodajes:
- En Ghentar se muere fácil (1967) simulando la ficticia república africana de Ghentar
- Huevos de oro (1993)
- Morirás en Chafarinas (1995)
- El hombre que conocía el infinito (2015)
- Chavela (2017)
- Adú (2020)
- Alegría (2021)
- El salto (2024)

#### Canciones
Las canciones dedicadas a Melilla más conocidas:
- Viva Melilla (1969) de Emilio el Moro
- Para Melilla embarcamos (1979) de Joaquín Díaz
- Pasodoble a Melilla (1993) de Leo Rubio
- Melilla (2003) de Ismael Serrano

### Fiestas populares
- Navidad: son festivos Navidad (25 de diciembre), Nochevieja (31 de diciembre), Año Nuevo (1 de enero) y la festividad de los Reyes Magos (6 de enero).

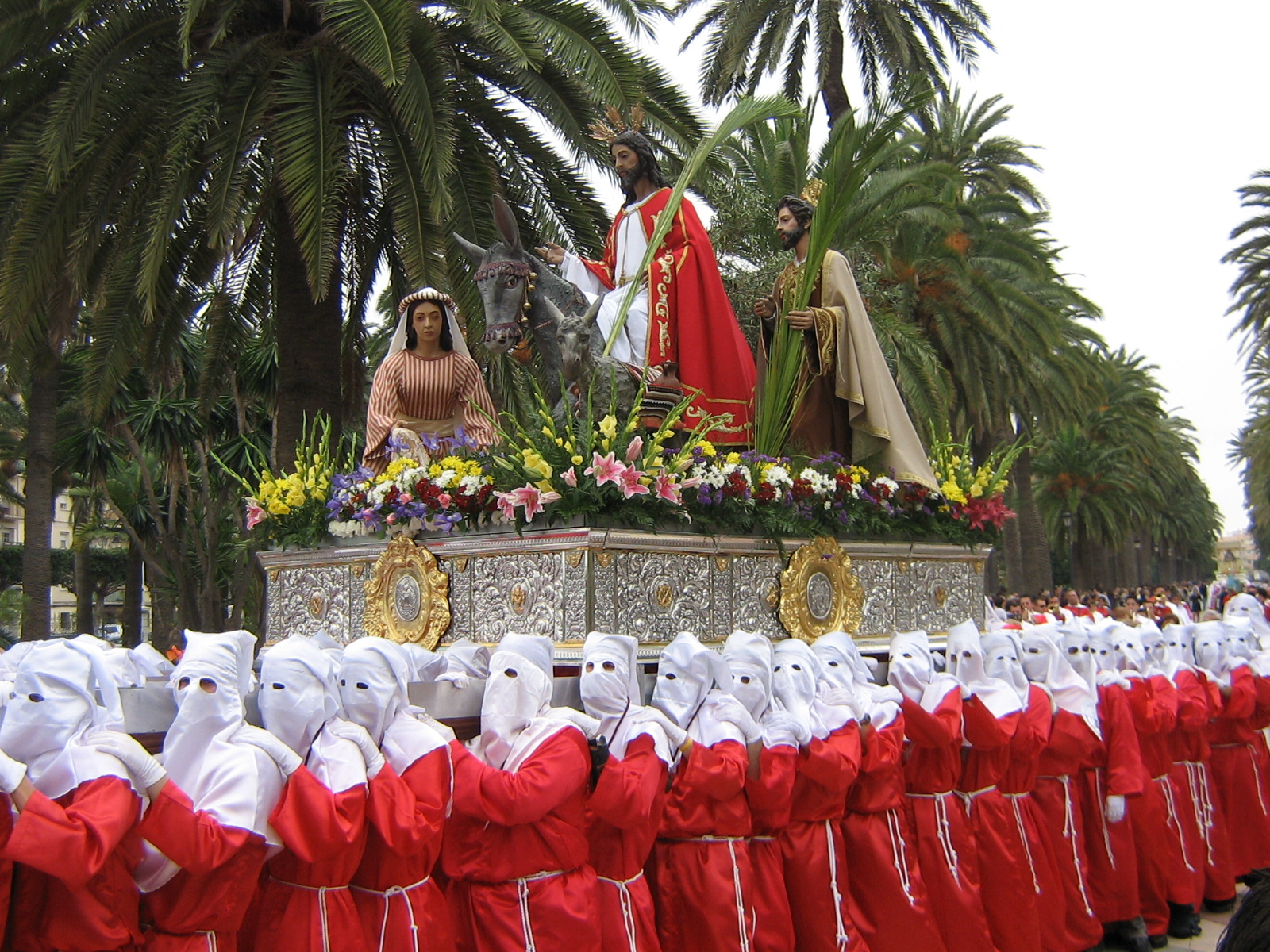
Procesión de Semana Santa, la Pollinica el Lunes Santo en el parque Hernández

- Semana Santa: con el Jueves Santo y Viernes Santo.[140]
- Ramadán: Eid al-Fitr
- Eid al Adha: 11 de julio[141]
- Asunción de María: 15 de agosto.
- Fiestas patronales: festividad de la Virgen de la Victoria, 8 de septiembre.

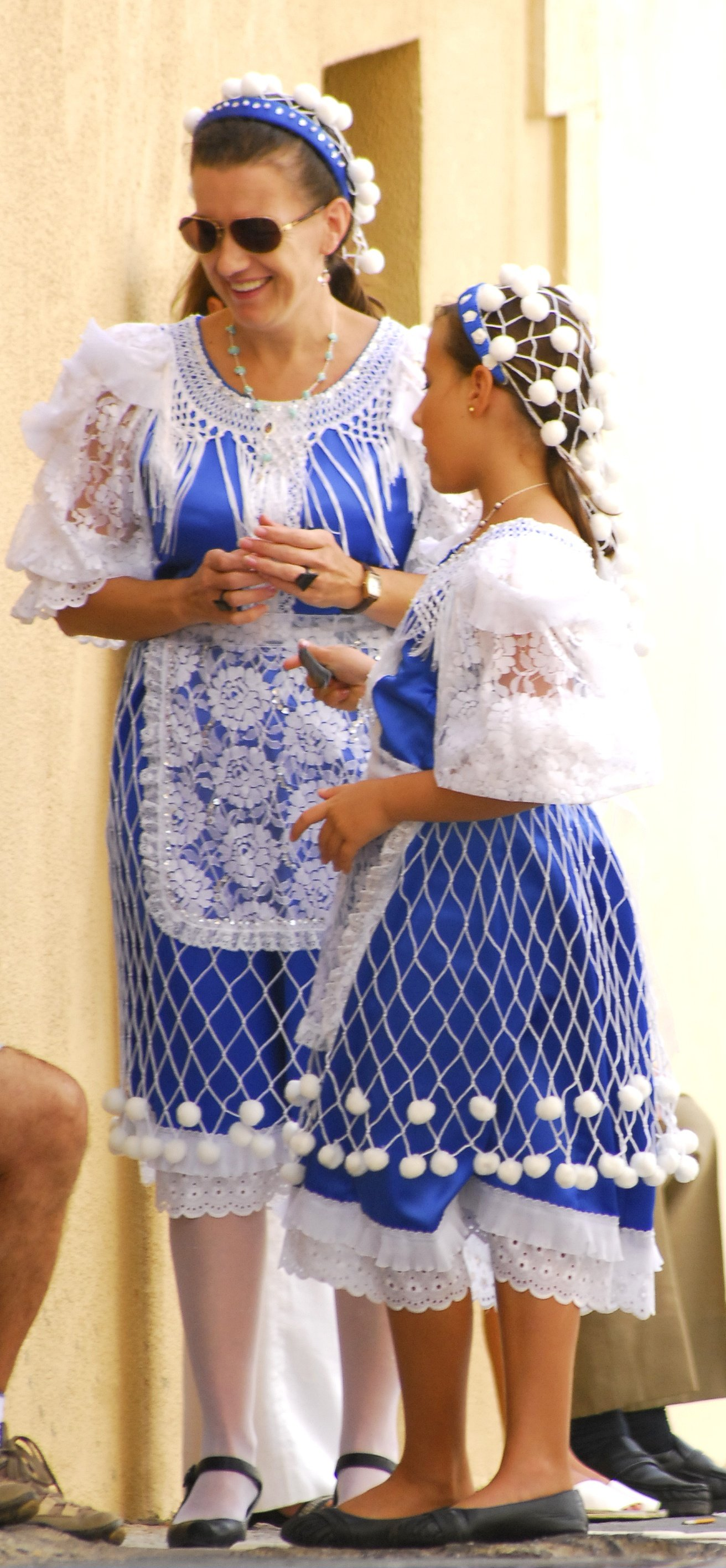
Traje típico de Melilla

- Día de Melilla, 17 de septiembre. Se conmemora la ocupación de Melilla en el año 1497 por Pedro de Estopiñán, cuando Melilla pasó a formar parte de la Corona de Castilla.
- Día de la Hispanidad: 12 de octubre
- Día de Todos los Santos: 1 de noviembre
- Día de la Constitución: 6 de diciembre
- Día de la Inmaculada Concepción: 8 de diciembre
- Día de la Constitución: 6 de diciembre

### Gastronomía
- Rape a la Rusadir (plato de Melilla)
- Paella (cocina española y rifeña)
- Olla gitana (cocina andaluza)
- Pollo a la moruna (cocina rifeña)
- Harira (cocina magrebí)
- Cazuela de pescados (cocina española)
- Frituras de pescados (cocina andaluza y rifeña)
- Pinchitos de carne especiada (cocina rifeña)
- Msemen (pañuelitos, cocina rifeña)
- Pastela (cocina magrebí)
- Cuscús (cocina magrebí)
- Té verde con hierbabuena (cocina rifeña)
- Tajín de pescado, pollo, ternera, cordero o kefta (carne picada) (cocina magrebí)
- Marisco, especialmente las coquinas, las gambas y los langostinos, al ajillo o a la plancha

### Religión
De acuerdo con los datos de marzo de 2019 publicado por el Centro de Investigaciones Sociológicas (CIS) sobre sentimiento religioso, los datos para Melilla son los siguientes:
- 49 % musulmanes
- 33 % católicos no practicantes y 6 % católicos practicantes
- 11 % agnósticos y ateos
- 1 % judíos

#### Templos

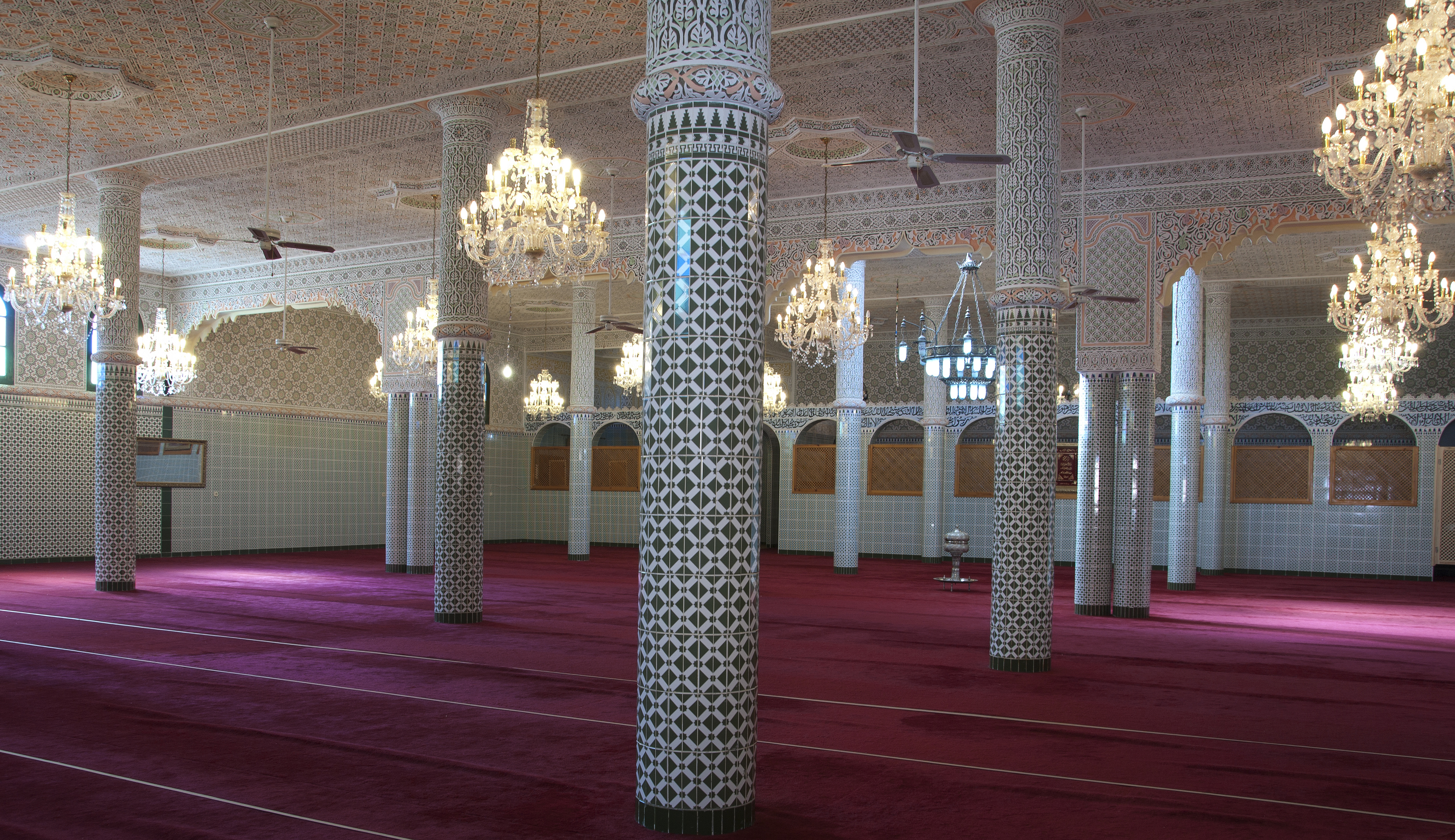
Zawiya Alawiya
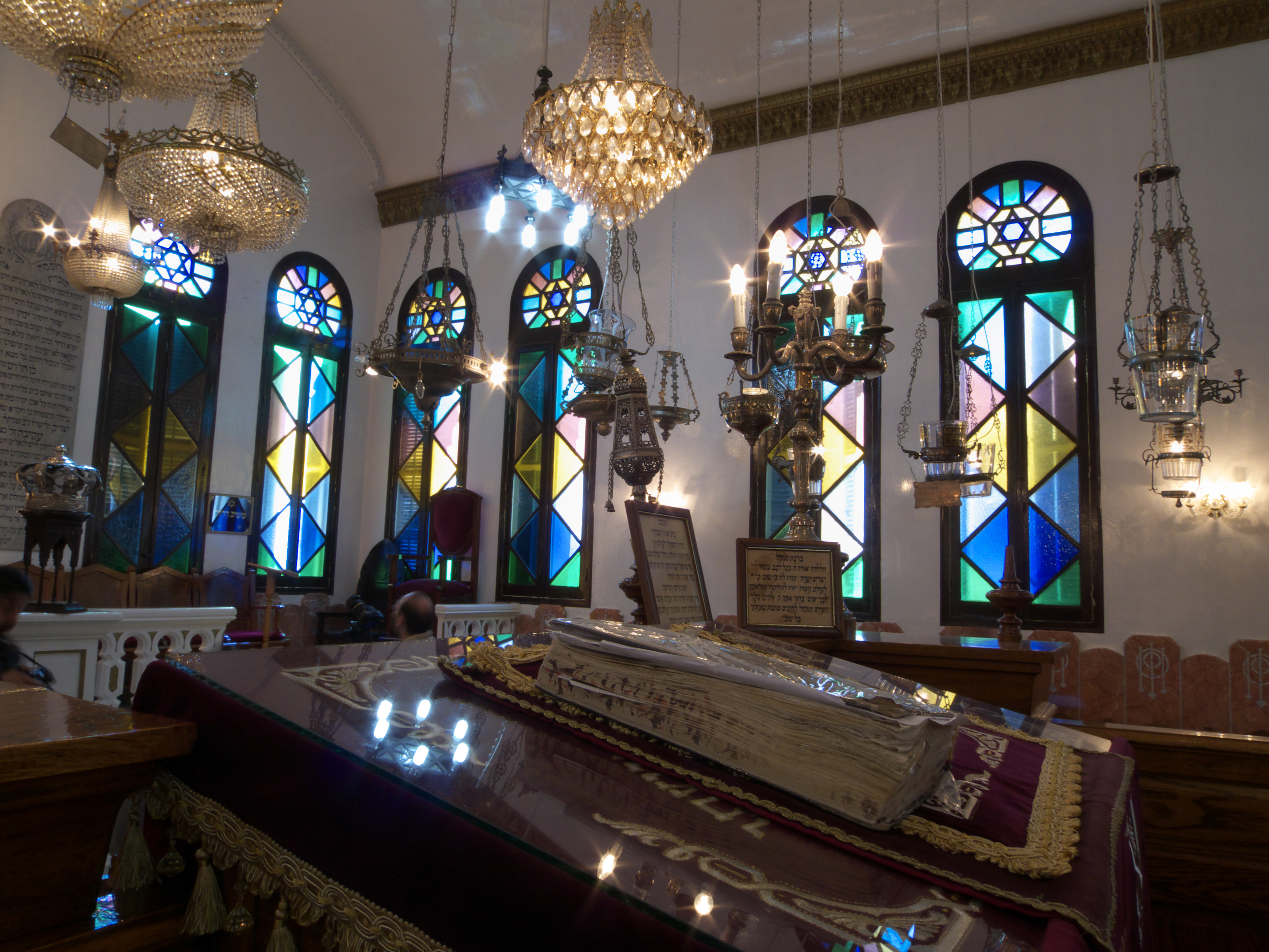
Sinagoga Or Zaruah
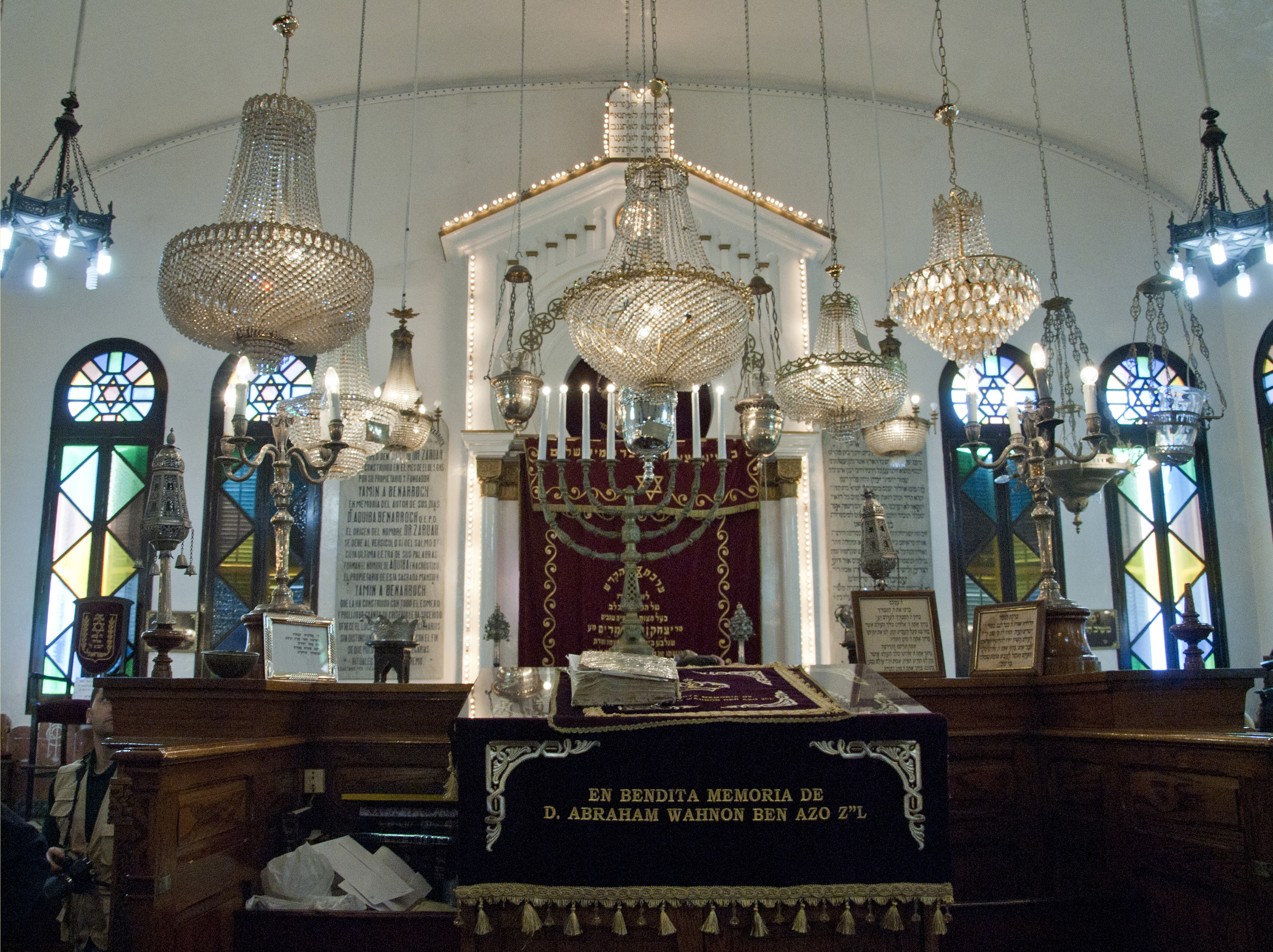
Sinagoga Or Zaruah
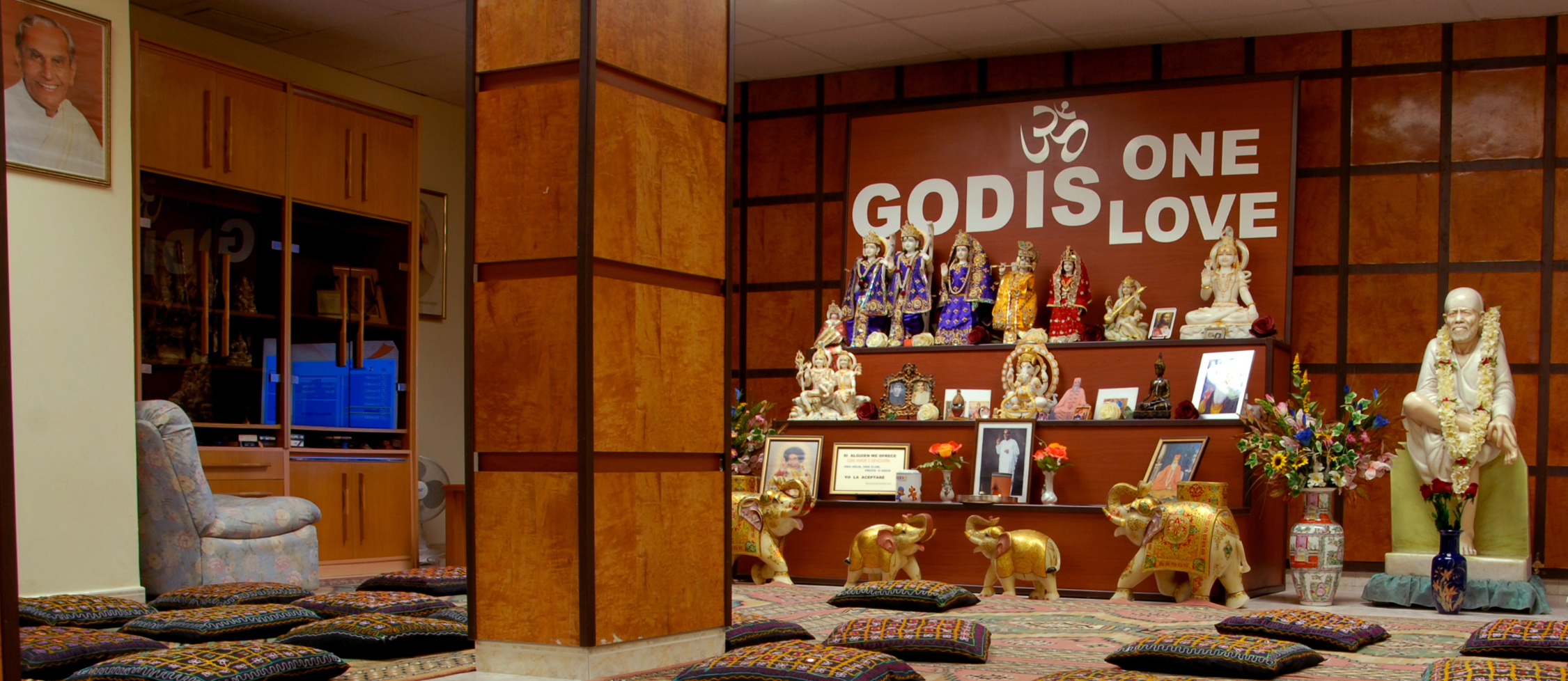
Oratorio Hindú

Los cristianos son la Real y Pontificia Iglesia de la Purísima Concepción, la iglesia del Sagrado Corazón de Jesús, Capilla Castrense, la parroquia de San Francisco Javier, la parroquia de la Medalla Milagrosa, la iglesia parroquial de Santa María Micaela y la iglesia de San Agustín, así como las capillas del Cristo Rey, las de los colegios cristianos de San Juan Bautista de La Salle, Nuestra Señora del Buen Consejo y la Divina infantita, así como varios lugares de culto de las iglesias cristianas protestante y evangélica.
Las principales mezquitas musulmanas son la mezquita del Buen Acuerdo, la mezquita Central y la mezquita Arahma, conocida como la del cementerio. Aunque hay otras mezquitas de barrio como la mezquita Assalam, la mezquita Abubakr Sadik, la mezquita Bacha, la mezquita Azegag, la mezquita del Mantelete, la de la Bola, la de Altos del Real, la de Batería Jota, la de Reina Regente, la del Monte o la Zauia Al Alauia.
La principal sinagoga hebrea es la sinagoga Or Zaruah o de Yamín Benarroch. También hay otras conocidas como la sinagoga Isaac Benarroch, la de Almosnino, la de Chocrón, la de Benguigui o la de Foinguinos.
También hay en Melilla un templo hindú.

#### Judaísmo

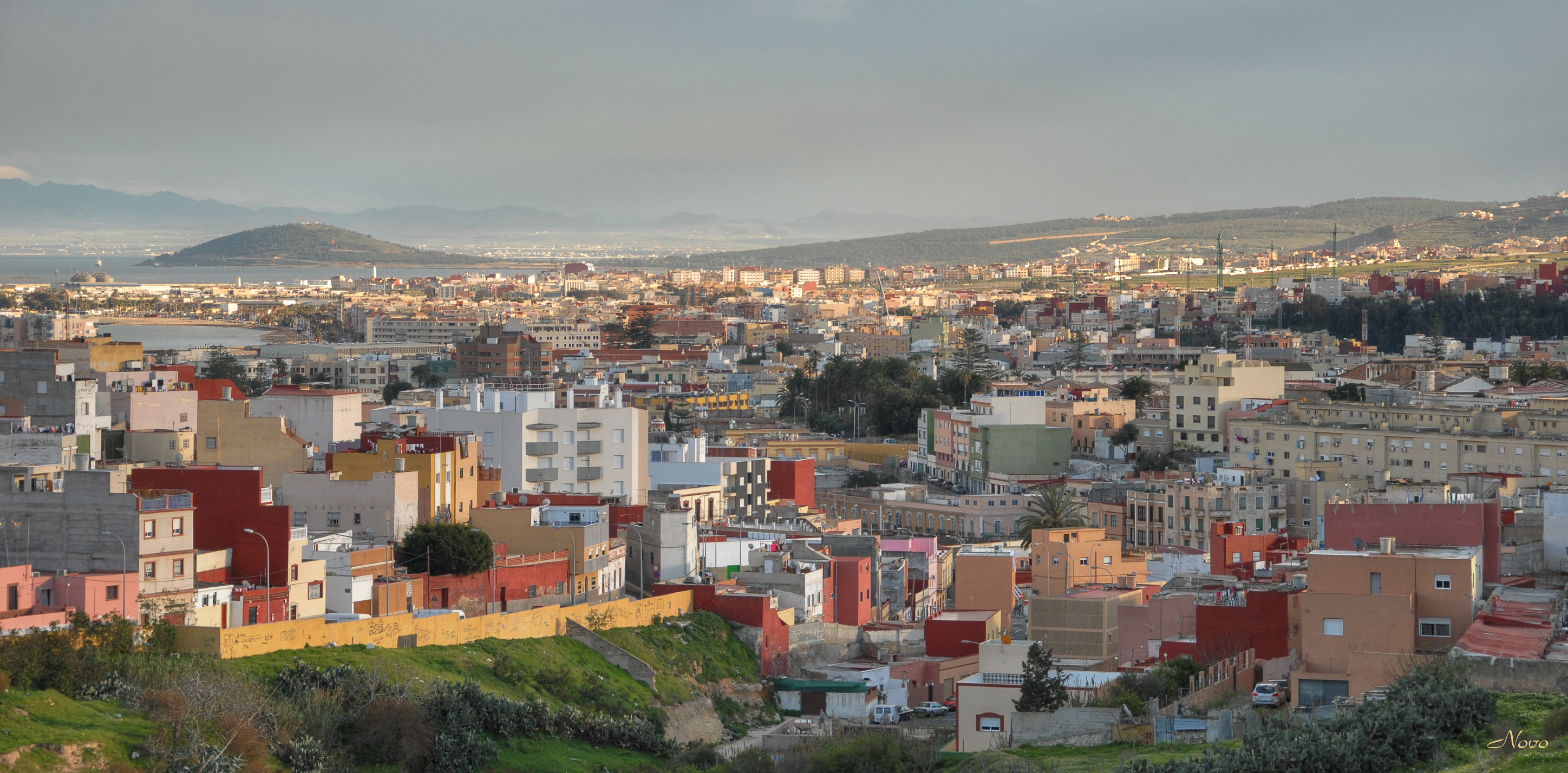
Antiguo barrio hebreo

A partir de 1492, después de la expulsión de los judíos de España, muchos se quedaron en Melilla. En la ciudad autónoma llegaron a vivir en torno a 7000 judíos hasta mitad del siglo XX, con motivo de la Segunda Guerra Mundial y la creación del Estado de Israel. En el año 2018 se estimaban unos 1200.
A partir de 1864, van a vivir a la ciudad sefardíes de las ciudades de Marruecos que buscaban en España la seguridad que no tenían en su país.
En 1903, las tropas imperiales marroquíes y las del pretendiente a la corona efectúan masacres contra los judíos de la ciudad de Taza, lo cual produce el éxodo masivo de familias judías hacia Melilla, que las acoge y en la que fijan su residencia, accediendo en breve tiempo a la nacionalidad española.
El 17 de julio de 1936 fueron ejecutados 17 judíos por los franquistas, 16 de ellos por su militancia en partidos de izquierdas.

### Deporte

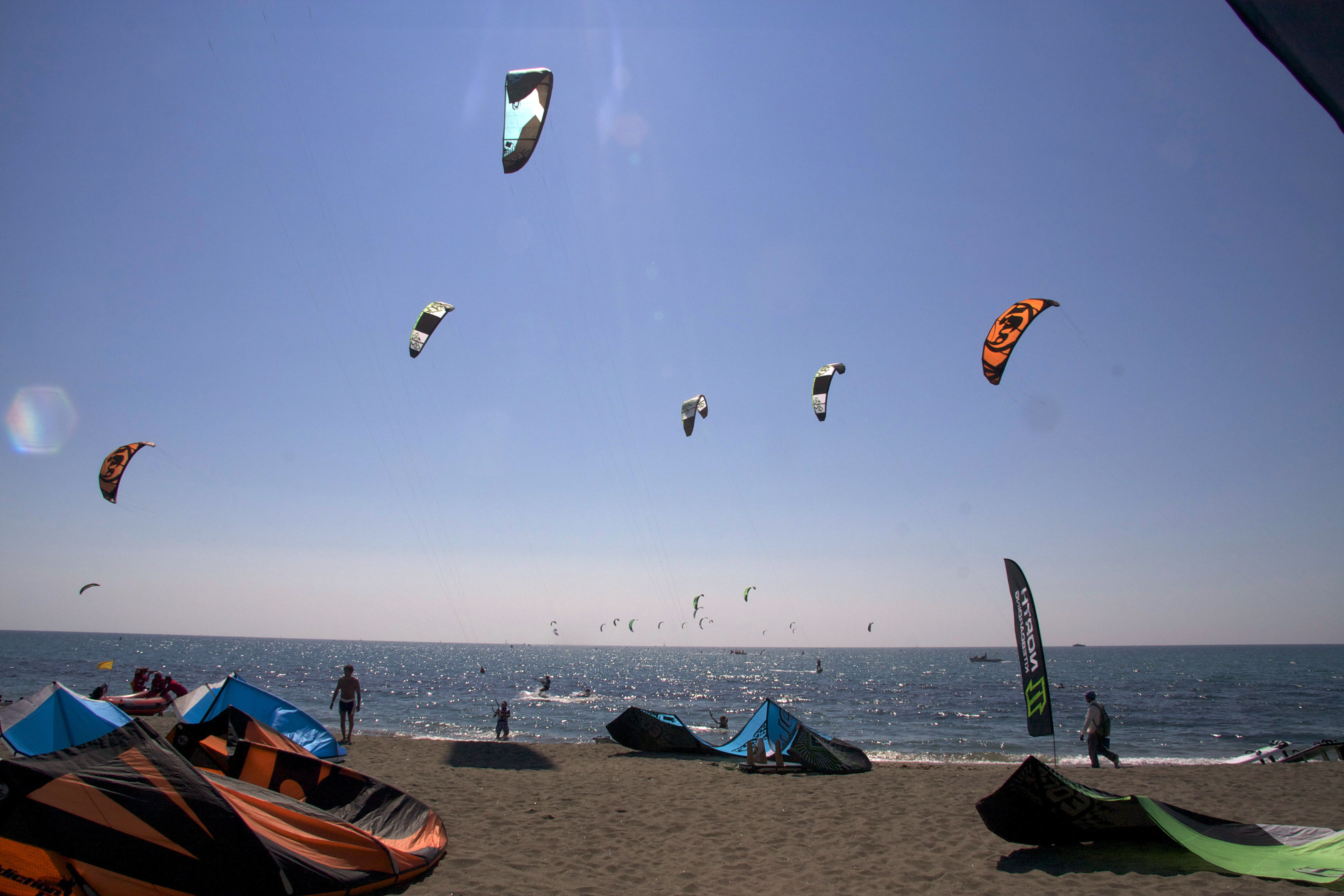
Kitesurf en Melilla

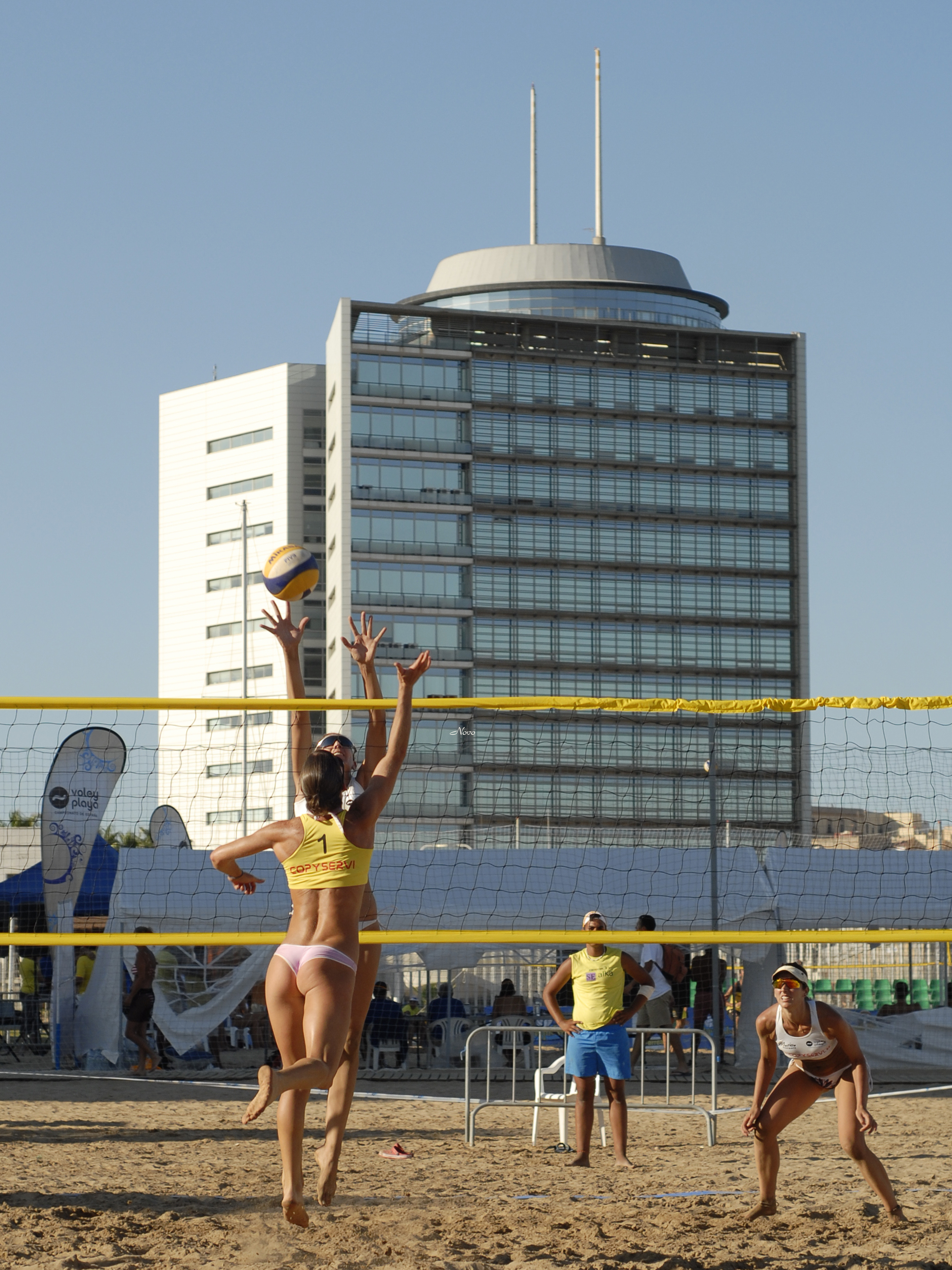
Campeonato de España de Voley Playa en la playa de San Lorenzo y Torres V Centenario

Señalar el pabellón Javier Imbroda, con capacidad para 3800 personas y el Estadio Municipal Álvarez Claro con capacidad para 12 000 personas. Además cuenta con el centro deportivo sociocultural militar Hípica General Bañuls fundado en 1904 con pistas de tenis, pádel, hípica, fútbol, piscina, baloncesto, etc. Asimismo, señalar el Real Club Marítimo Melilla. En Melilla existe una buena dotación de instalaciones deportivas: varios los campos de fútbol y fútbol 7, circuito de motocross, circuito de radio control, club de pádel, de petanca, el club deportivo El Fuerte, el campo de golf de Melilla, pabellón deportivo Lázaro Fernández, pabellón deportivo García Pezzi, piscinas municipales y pistas Álvarez Claro.
El Club Melilla Baloncesto es el equipo de baloncesto que milita en la LEB Oro (21-22) y ha sido tres veces campeón de la Copa del Príncipe de Asturias de Baloncesto. Señalar el CV Melilla, que juega en la Superliga masculina (21-22).
En fútbol señalar el UD Melilla que juega en Primera División RFEF (22-23) y el CD Intergym Melilla que juega en el Grupo IX de la Tercera División RFEF (21-22). Además, en la ciudad está el Melilla Fútbol Sala en segunda LNFS.
Se celebra desde 2012 la Carrera Africana de la Legión, de aproximadamente 50 km de recorrido.

### Medios de comunicación

#### Periódicos
Aparte de los periódicos de difusión nacional, existen dos periódicos locales: Melilla Hoy y El Faro.

#### Televisión
Se emiten todas las cadenas de ámbito nacional, así como la cadena pública andaluza, Canal Sur Televisión. La ciudad cuenta con dos cadenas locales, Televisión Melilla y Popular TV, así como una estudio de Radio Televisión Española, que emite noticias.

#### Radio
Se pueden sintonizar todas las emisoras de ámbito nacional, que cuentan con ediciones locales, COPE, Onda Cero...

#### Internet
Con la difusión de internet y las redes sociales, nacieron algunos medios y portales, de los que sólo queda MelillaMedia, dependiente de la Ciudad Autónoma.
En octubre de 2022 se puso en marcha un fondo documental personal de archivos digitales y acceso libre sobre Melilla y la región del Rif en el norte de Marruecos, con abundante material para investigadores o estudiantes.

## Ciudades hermanadas
- Almería (España)
- Antequera (España)
- Caracas (Venezuela)
- Cavite (Filipinas)
- Mantua (Italia)
- Ceuta (España)
- Málaga (España)
- Montevideo (Uruguay)
- Motril (España)
- Toledo (España)
- Vélez-Málaga (España)